# Arquitectura de las catedrales y las grandes iglesias

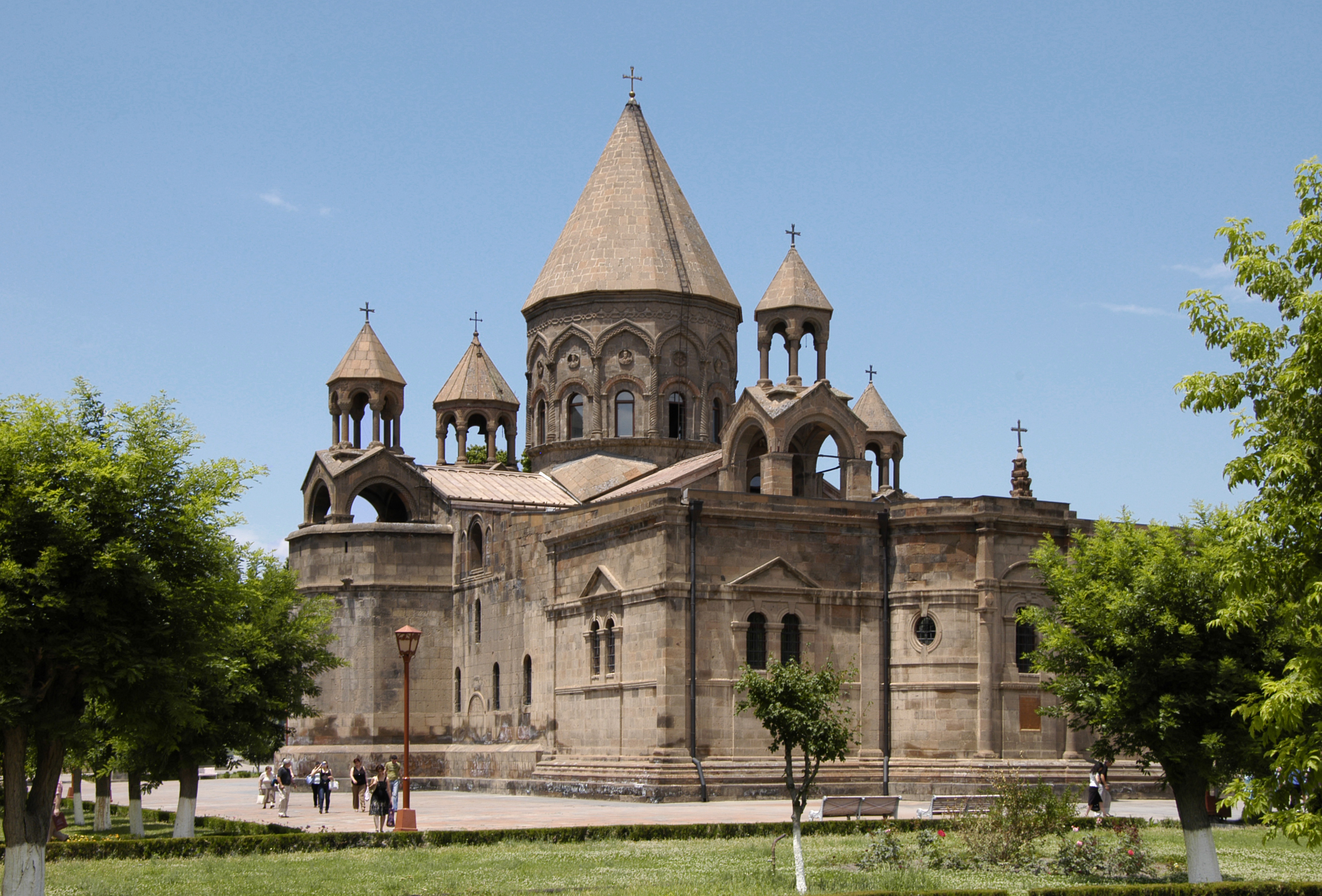
La catedral de Etchmiadzin, en Armenia, considerada la primera catedral, tradicionalmente se cree que se construyó en el año 301 (edificación actual principalmente del 483)

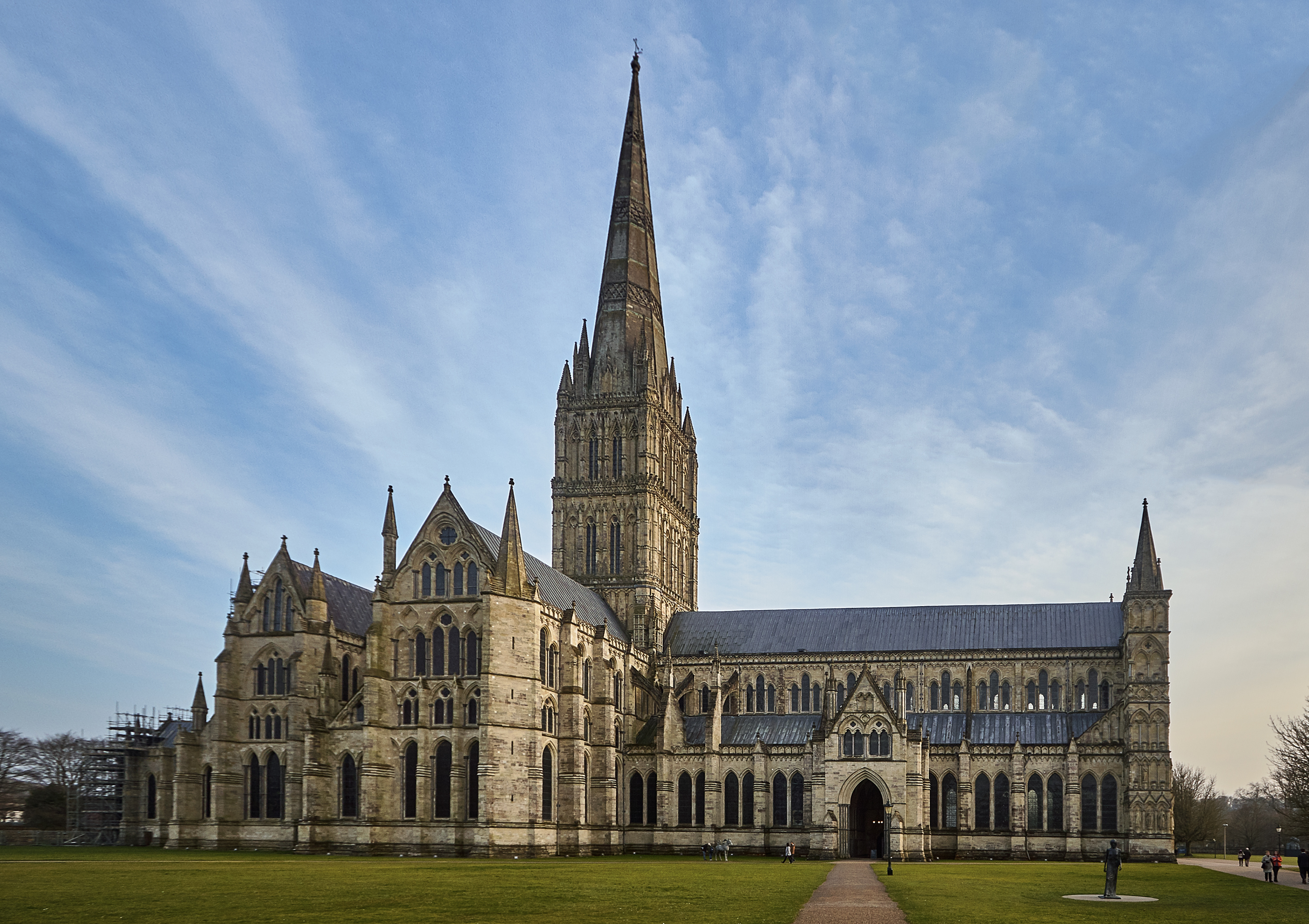
Catedral de Salisbury desde el este (1220-1380), un temprano ensayo en gótico inglés con la aguja más alta de Inglaterra.

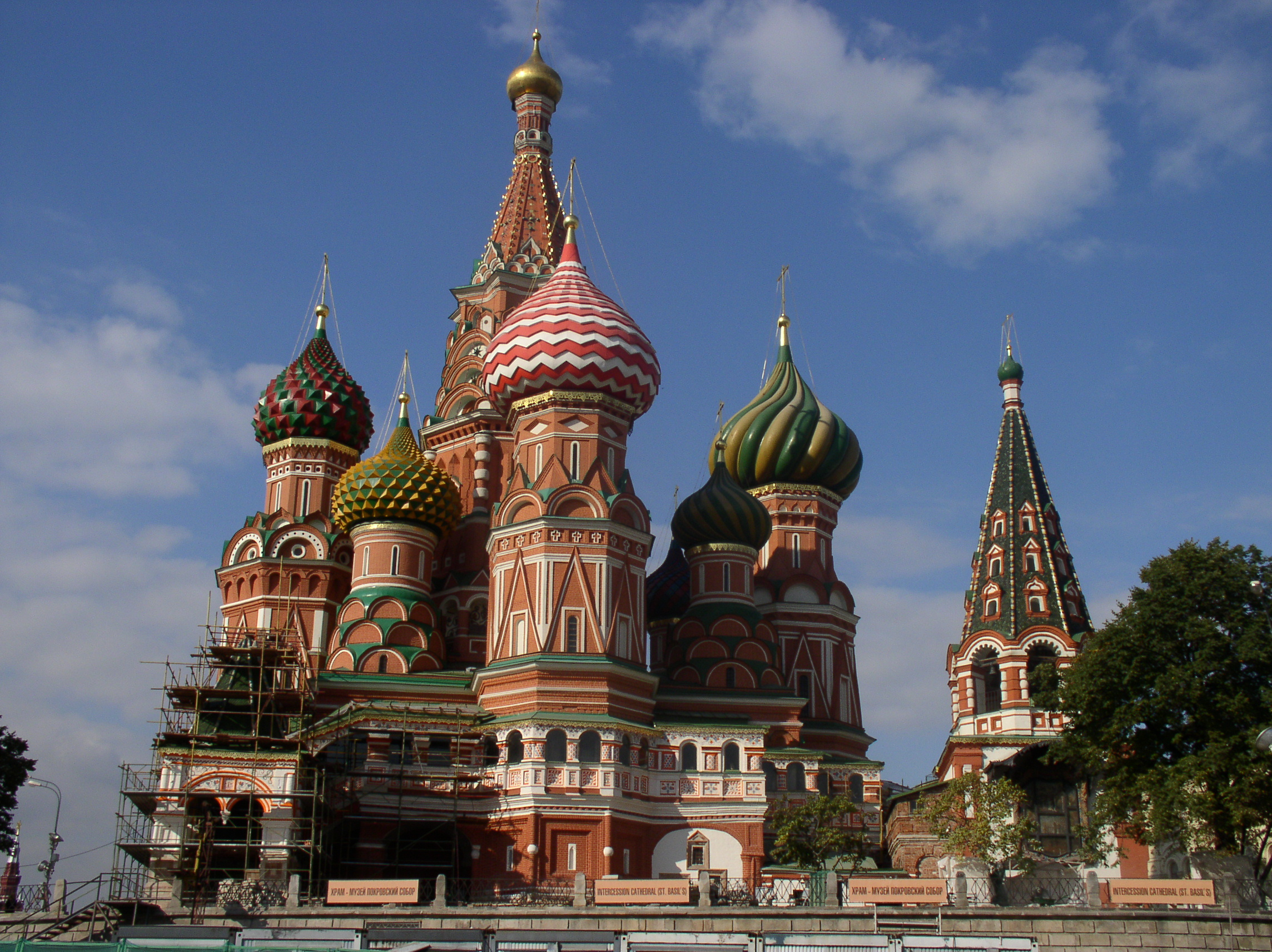
Catedral de San Basilio (1555-1561), Moscú, la más famosa de las catedrales ortodoxas con sus coloridas cúpulas bulbosas

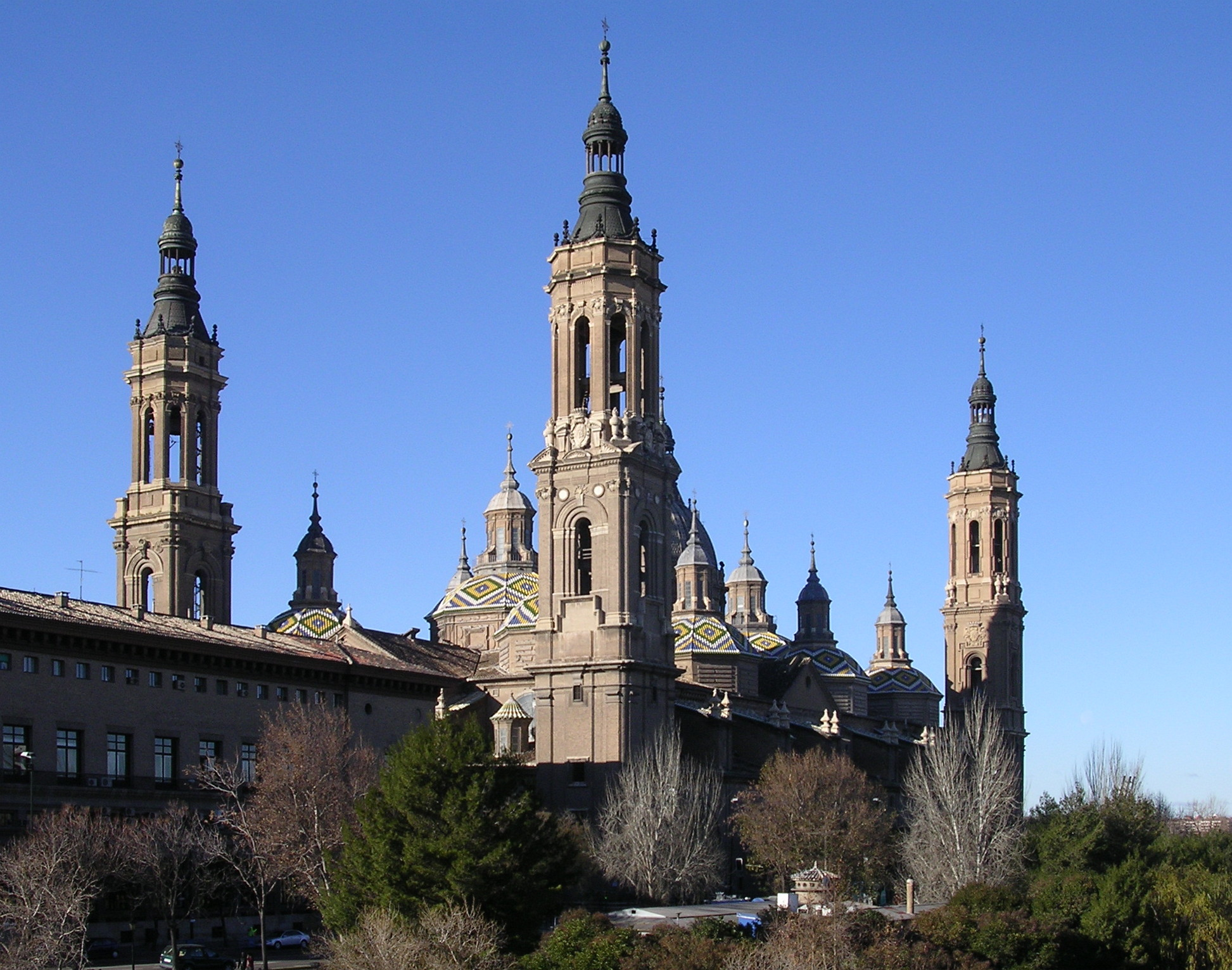
La Basílica de Nuestra Señora del Pilar (1681-1730), Zaragoza, de estilo barroco, coronada por once cúpulas, dos linternas y cuatro torres

La arquitectura de las catedrales y las grandes iglesias —basílicas, colegiatas e iglesias abaciales— se caracteriza por la gran escala de los edificios, y tipológica y estilicamente, su diseño sigue alguna de las tradiciones de forma, función y estilo que derivan todas, en última instancia, de las tradiciones arquitectónicas paleocristianas establecidas en el período constantiniano.
Las catedrales, en particular, así como muchas iglesias abaciales y basílicas, tienen formas edificatorias complejas que se encuentran con menos frecuencia en las iglesias parroquiales. También tienden a mostrar el estilo arquitectónico imperante en su época y en ellas trabajaron los mejores arquitectos, maestros de obras y artesanos ocupando un estatus, tanto eclesiástico como social, que una iglesia parroquial ordinaria no tiene. Dado que las catedrales y grandes iglesias solían ser los mejores edificios de cada región, fueron una expresión de orgullo local. Muchas catedrales y basílicas, y buen número de iglesias abaciales, se encuentran entre las obras arquitectónicas más destacadas del mundo, como la basílica de San Pedro, Notre Dame de París, la catedral de Colonia, la catedral de Salisbury, la catedral de Praga, la catedral de Lincoln, la basílica de Saint-Denis, la basílica de Santa María la Mayor, la basílica de San Vital, la basílica de San Marcos, la abadía de Westminster, la catedral de San Basilio, la catedral de la Ciudad de México , la incompleta Sagrada Familia de Gaudí y la antigua iglesia de Santa Sofía, ahora un museo.
Las primeras iglesias grandes datan de la Antigüedad tardía. Como el cristianismo se expandió por todo el mundo, la construcción de iglesias y catedrales dependió en gran manera de los materiales y técnicas locales. Se desarrollaron diferentes estilos arquitectónicos que se propagaron con el establecimiento de las órdenes monásticas, con el traslado de obispos de una región a otra y también por el desplazamiento de los maestros canteros que oficiaron como arquitectos. Historiográficamente, esos estilos de los grandes edificios eclesiásticos han contribuido a caracterizar lo que se conoce hoy como arquitectura paleocristianana, bizantina, románica, gótica, renacentista, barroca y varios de los estilos revival (de finales del siglo XVIII a principios del siglo XX). Además de las características universales de esos estilos académicos , aparecen superpuestas características regionales, algunas de ellas tan propias de un país o región que aparecen, independientemente del estilo, en iglesias diseñadas con muchos siglos de diferencia.

## Función religiosa

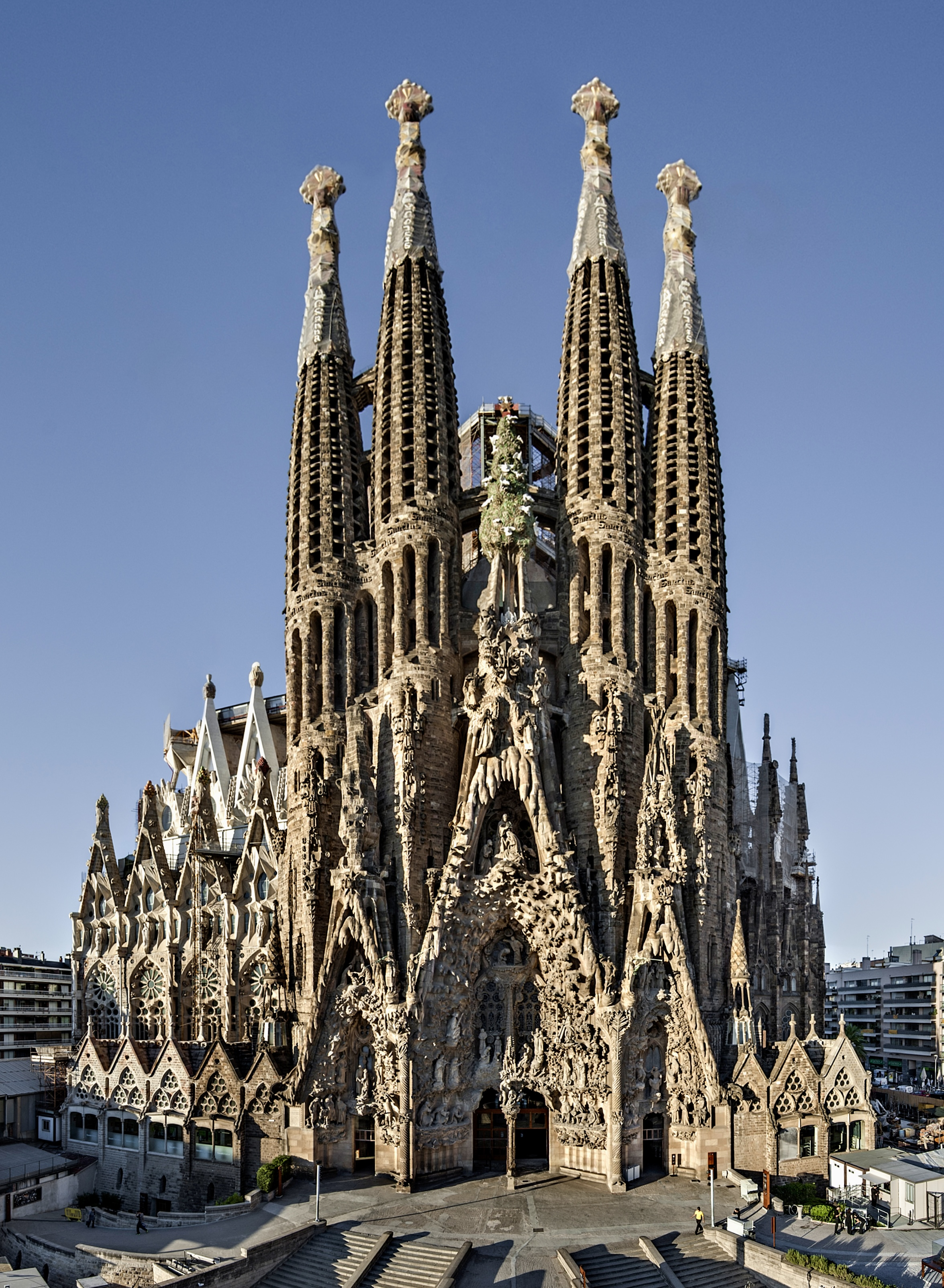
La arquitectura única de la Sagrada Família en Barcelona combina elementos estructurales de la catedral gótica tradicional con elementos inspirados en el Art Nouveau, la tradición local y la imaginación de su creador, Antoni Gaudi.

Alguna de las iglesias más grandes y arquitectónicamente significativas del mundo fueron edificadas para servir como catedrales o iglesias abaciales. Entre las iglesias católicas, muchas han sido elevadas al estatus de «basílica». Esos estatus no son excluyentes y una iglesia puede ser una abadía, servir como catedral y ser también una basílica. Entre las grandes iglesias protestantes, algunas, como la catedral de Ulm, eclesiaticamente nunca han sido nada especial. Otras, como la abadía de Westminster, son antiguas abadías y catedrales. Ni las iglesias ortodoxas ni las protestantes se designan como «basílica» en el sentido católico. El término «catedral» en la ortodoxia y el protestantismo se aplica a veces vagamente a una gran iglesia aunque no sea la iglesia principal de un obispo. Las alemanas münsters e inglesas minsters tienen en la mayoría de los casos dimensiones catedralicias. Algunas iglesias importantes se denominan como templos o oratorios.

### Catedral
La catedral es probablemente el más conocido de los edificios religiosos, con la salvedad de que el término «catedral» se aplica a veces erróneamente como un término genérico para designar cualquier iglesia muy grande e imponente y de aspecto monumental. De hecho, una catedral no tiene que ser grande o imponente, aunque la mayoría de las grandes catedrales si lo sean. La catedral toma su nombre de la palabra cathedra, o «asiento del obispo» (en latín: ecclesia cathedralis). Una catedral tiene una función eclesiástica específica y efectos administrativos derivados de ser la sede de un obispo.
El papel del obispo como administrador del clero local se estableció ya en el siglo I, casi 200 años antes de que fuese construida la primera catedral en Roma. Tras la legalización del cristianismo en el año 313 por el emperador Constantino I, se construyeron rápidamente muchas iglesias. Cinco grandes se fundaron en Roma y, aunque muy alteradas o reconstruidas, todavía se conservan hoy en día, incluyendo la catedral de Roma, que es San Juan de Letrán, y también la más conocida, la basílica de San Pedro en la Ciudad del Vaticano.
La forma arquitectónica que tomaron las catedrales dependió en gran parte de su función ritual como sede obispal. Las catedrales son lugares donde, en común con otras iglesias cristianas, se celebra la Eucaristía, se lee la Biblia, se dice o se canta la Orden de Servicio, se ofrecen oraciones y plegarias y se predican sermones. Pero en una catedral, en general, estas cosas se hacen con mayor elaboración, boato y procesión que en las iglesias ordinarias. Esa elaboración está particularmente presente en importantes ritos litúrgicos oficiados por un obispo, como la Confirmación y la ordenación sacerdotal. Las catedrales han sido a menudo también el lugar de celebración de grandes eventos y rituales asociados con los gobiernos locales o nacionales, donde los obispos realizan tareas de todo tipo desde la inducción de un alcalde hasta la consagración real de un monarca. Algunas de esas tareas son incluso evidentes en la forma y accesorios de los que disponen algunas catedrales en particular.
Las iglesias que tiene la función de catedral no siempre fueron grandes edificios —pueden ser tan pequeñas como la catedral de Oxford— pero solían ser, junto con algunas iglesias abaciales, los edificios más grandes de cualquier región. Había varias razones para ello:
- Eran creadas para la gloria de Dios y se consideraba apropiado que fueran tan grandes y hermosas como la riqueza y habilidad técnica y artística pudieran hacer;[5]
- Como sede obispal, eran el lugar de celebración de ciertos ritos litúrgicos, como la ordenación de sacerdotes, que reunían a un gran número de clero y fieles;
- Eran el lugar de encuentro eclesiástico y social de muchas personas, no sólo los de la ciudad en la que se erigía, sino también, en ocasiones, de toda la región;
- Ya que a menudo tuvieron sus orígenes en una fundación monástica, eran lugar de culto de los miembros de órdenes sagradas que decían la misa en privado en una serie de pequeñas capillas dentro de la catedral;
- Se convirtieron algunas en lugar de culto y de enterramiento de patronos locales ricos y esos patronos a menudo las dotaban con fondos para sucesivas ampliaciones y programas de construcción;
- Fueron tradicionalmente lugares de peregrinación al que acudían los fieles desde lejos para celebrar importantes días de fiesta o para visitar el santuario asociado a un santo en particular. En las catedrales donde están enterrados los restos de un santo, a veces se ampliaban por su extremo oriental detrás del Altar Mayor.[7]

Catedrales
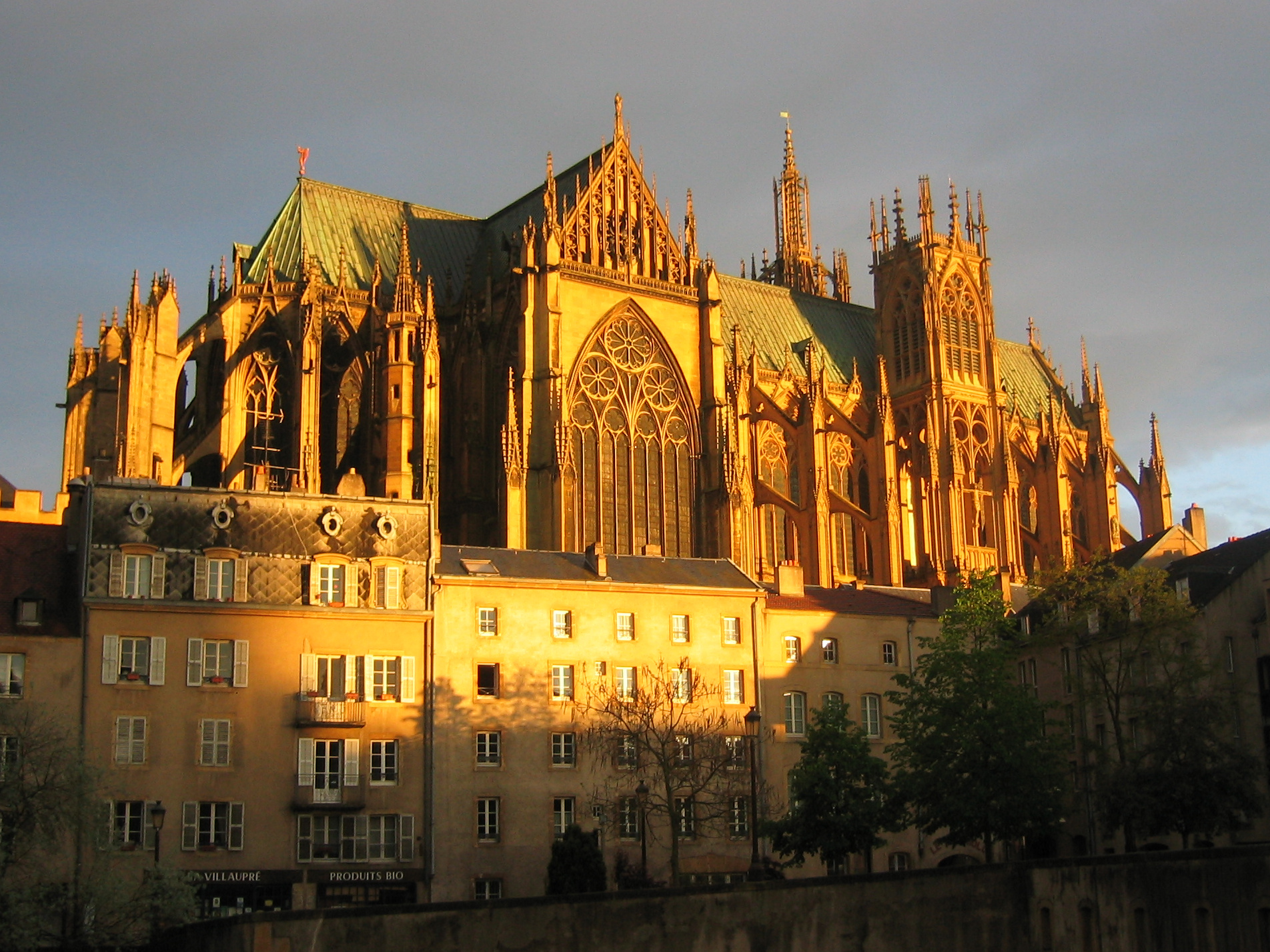
Catedral de Metz (1240-1552), Francia, monumento con la mayor superficie de vidrieras góticas de Europa
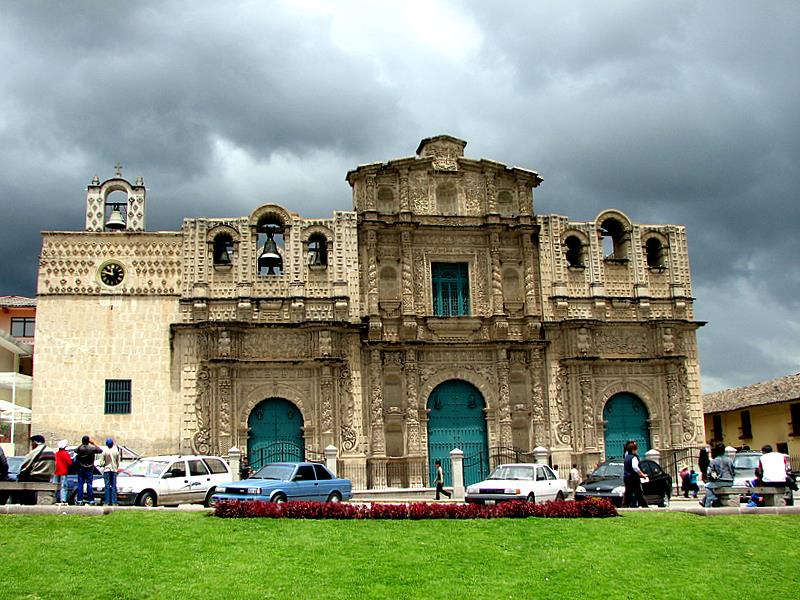
Catedral de Cajamarca, Perú, iglesia católica barroca de la 2.ª mitad del siglo XVII
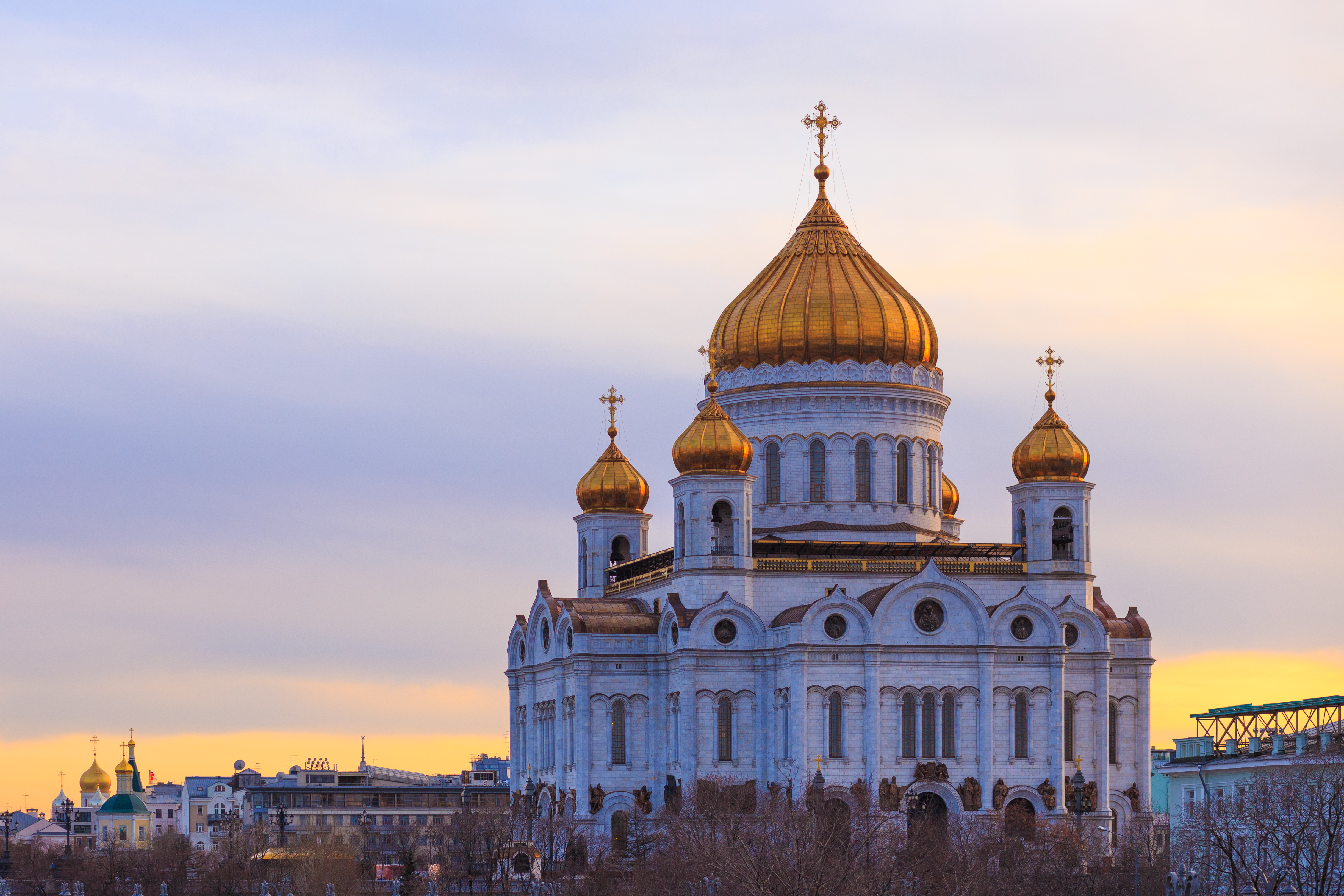
Catedral de Cristo Salvador de Moscú (1995-2000), la iglesia ortodoxa más alta del mundo, reconstrucción fiel de la catedral levantada en 1839-1883, y dinamitada en 1931.

### Basílica

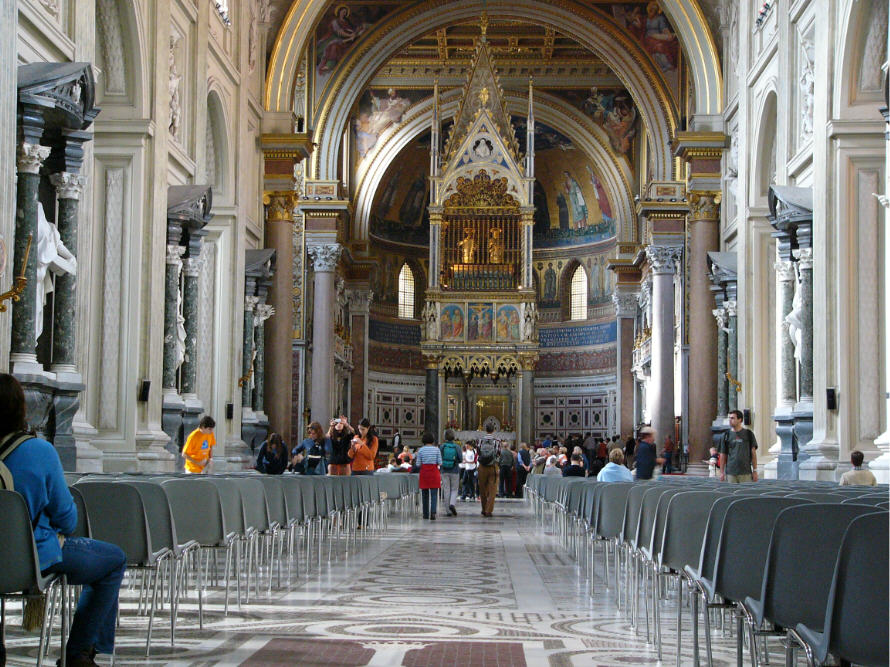
Basílica catedral de San Juan de Letrán. La antigua planta basilical termina en un ábside. La nave fue transformada por Borromini,.

El término «basílica», cuando se aplica a una iglesia, se puede usar de dos maneras. Arquitectónicamente, significa un edificio que tiene similitudes con la tipología de la basílica de la Antigua Roma, siendo de planta longitudinal (en lugar de central), de una nave central con naves laterales a ambos lados separadas por una columnata, y un ábside en un extremo.
Eclesiásticamente, una basílica es una iglesia que ha sido designado como tal por el papa, por lo que goza de ciertos privilegios. Una basílica puede ser una catedral, una abadía, una capilla o una sencilla iglesia parroquial. Las llamadas «basílicas mayores» son cuatro iglesias de Roma fundadas en el siglo IV, las basílicas de San Pedro, la San Juan de Letrán, la Santa María la Mayor y San Pablo Extramuros. Hay más de 1500 iglesias en el mundo que tienen la condición de «basílicas menores». La razón de tal designación a menudo ha sido que tales iglesias eran lugares de peregrinación o tenían reliquias de un santo o algún objeto de veneración religiosa, como un supuesto fragmento de la Vera Cruz. Algunos de esos lugares de peregrinaciones tuvieron gran fortuna y se lograron erigir iglesias a menudo muy grandes y de gran importancia arquitectónica, como la basílica de San Francisco, en Assisi; la Iglesia de la Natividad, en Belén; la basílica de Nuestra Señora de Fátima, en Portugal; la basílica del señor de los milagros, en Colombia;la basílica de Nuestra Señora de Sheshan, en Shanghái; la basílica de la Inmaculada Concepción, en Manila; o la basílica de Nuestra Señora de Guadalupe, en la Ciudad de México.

Basílicas
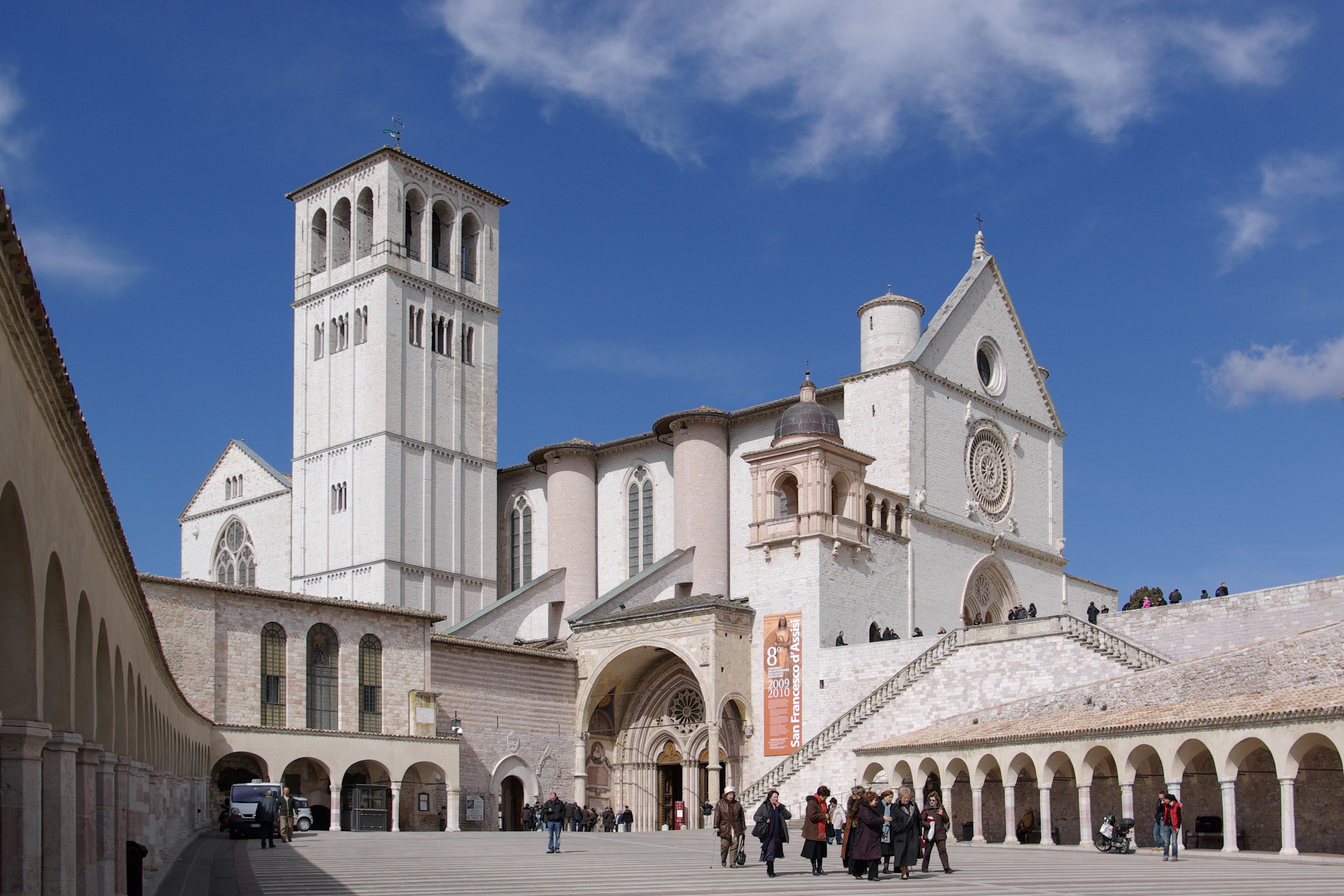
Basílica de San Francisco, Asís, Italia
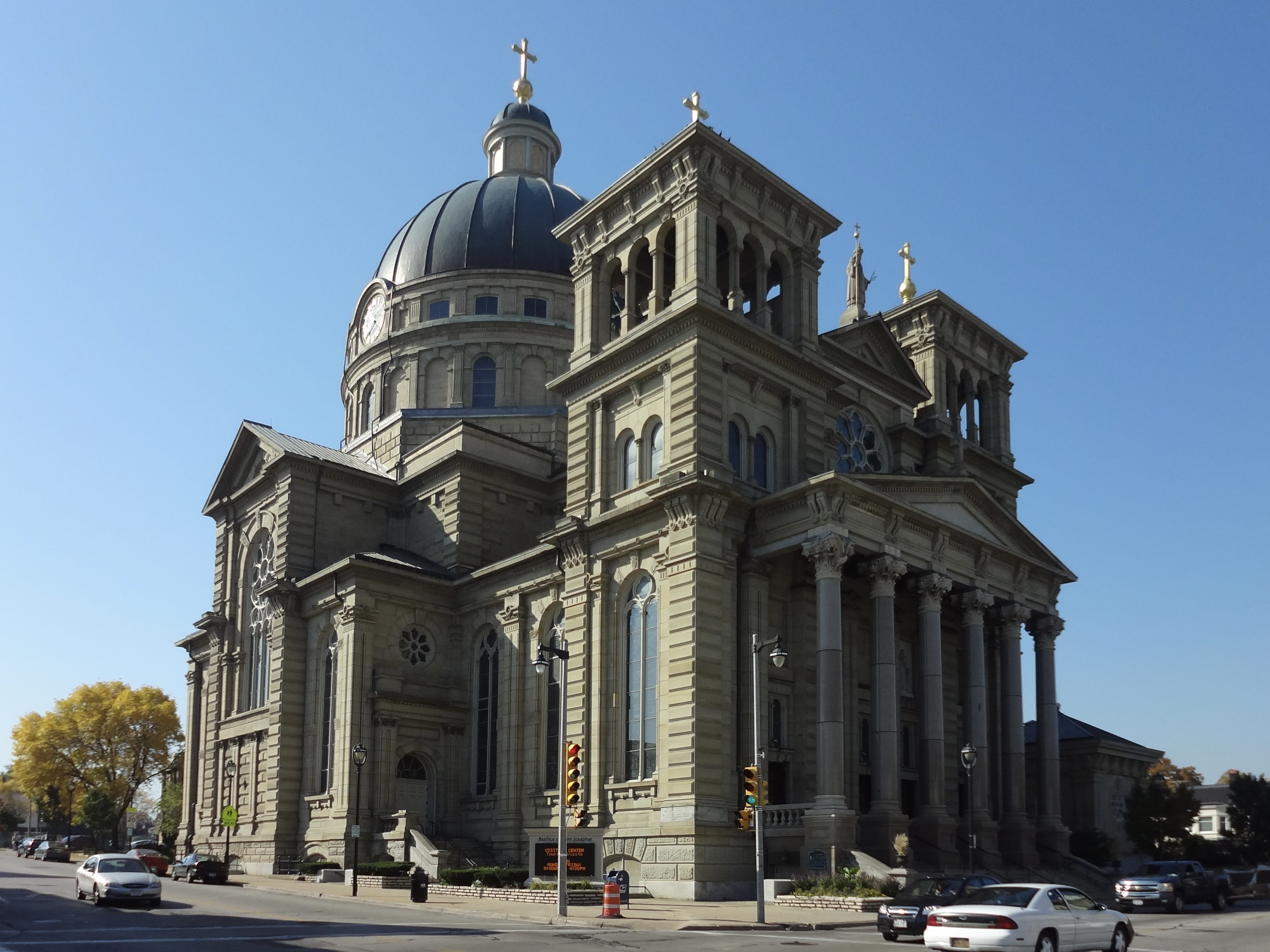
Basílica de San Josafat, Milwaukee, Estados Unidos
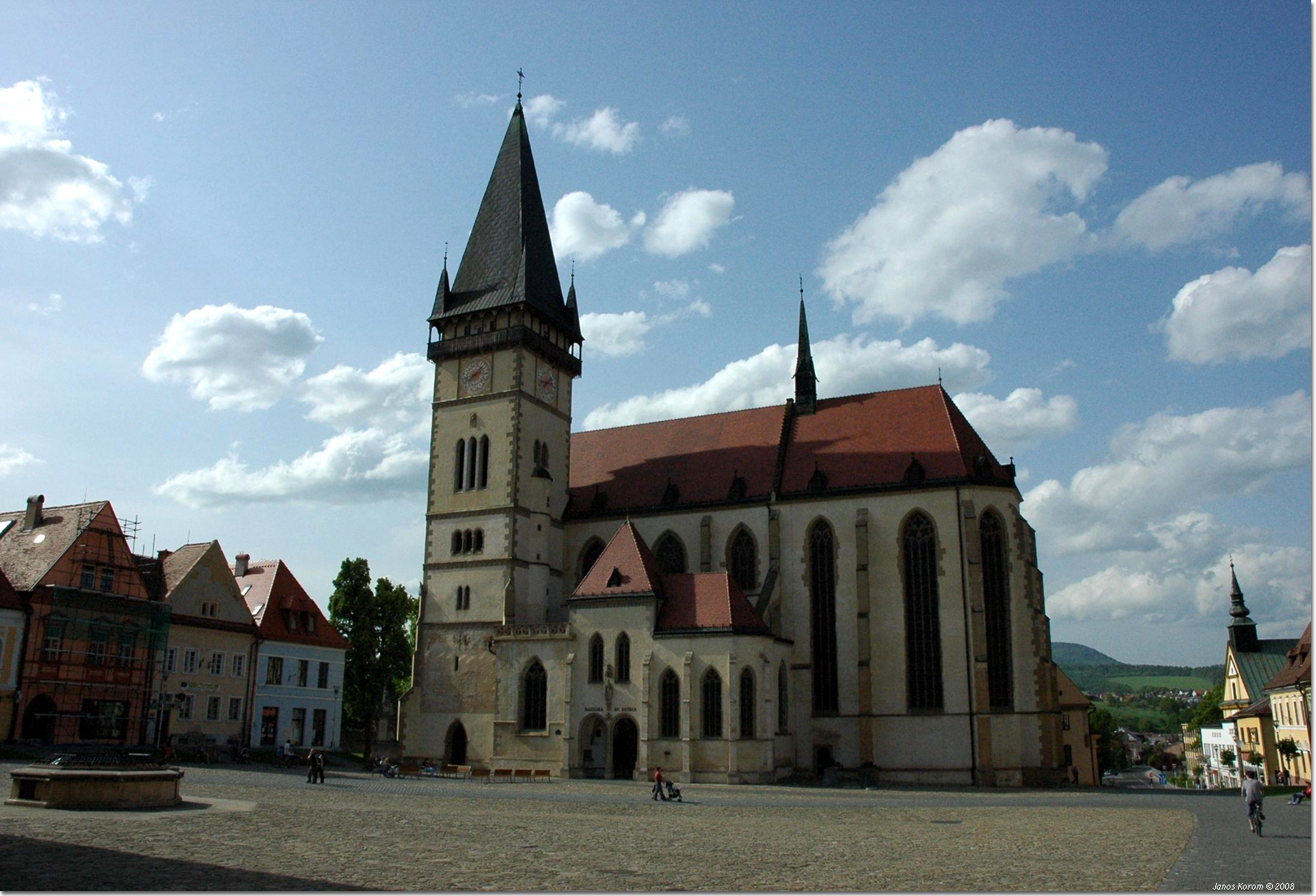
Basílica de St Giles, Bardejov, Eslovaquia

### Iglesias abaciales
Una iglesia abacial es la que es, o era en el pasado, la iglesia de una orden monástica, así como una iglesia conventual es una iglesia de una orden de frailes (benedictinos, cistercienses, agustinos, franciscanos, dominicos, jesuitas...). Muchas iglesias de fundación abacial son, o eran previamente, parte de grandes complejos monástico que incluían dormitorios, refectorio, claustros, biblioteca, sala capitular y otras construcciones auxiliares.
En muchas partes del mundo, las iglesias abaciales con frecuencia sirvieron no solo a la comunidad monástica sino también a la comunidad local. En regiones como Inglaterra, donde se disolvieron tempranamente las comunidades monásticas, las iglesias abaciales ubicadas en las ciudades han seguido sirviendo como iglesia parroquial. En muchas zonas de Asia y América del Sur, las abadías fueron las primeras iglesias establecidas, ya que las comunidades monásticas actuaron inicialmente como misioneros de los pueblos locales. Abadías bien conocidas son Santa Maria delle Grazie en Milán, Italia; la abadía de Westminster y Beverley Minster en Inglaterra; la Abbaye aux Hommes y la abadía de San Denis, en Francia; la abadía de Melk en Austria; el Gran Laura en el monte Athos, en Grecia; y la iglesia Malate en Manila, Filipinas.

Iglesias abaciales
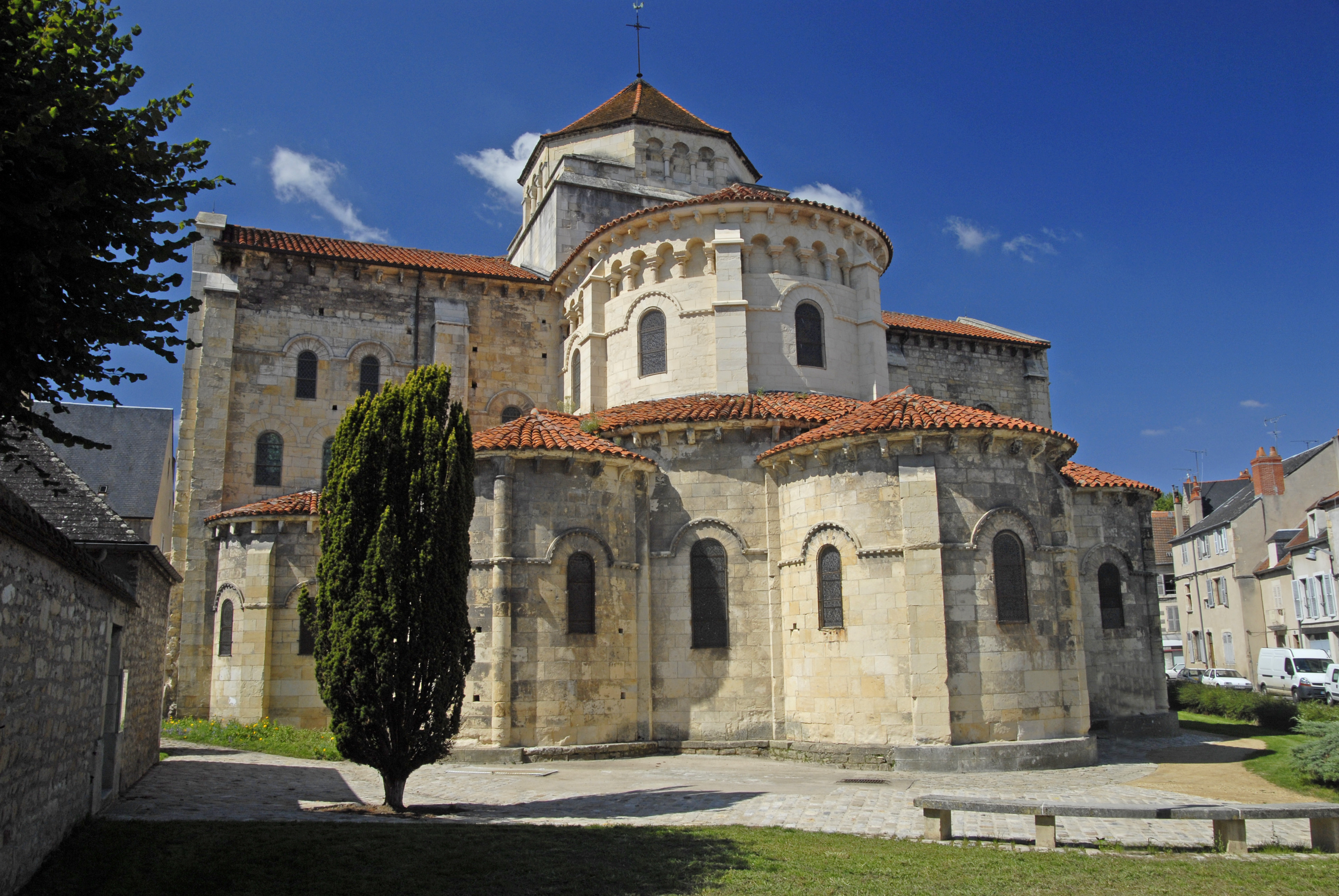
Iglesia de la abadía románica de San Etienne, Nevers, Francia
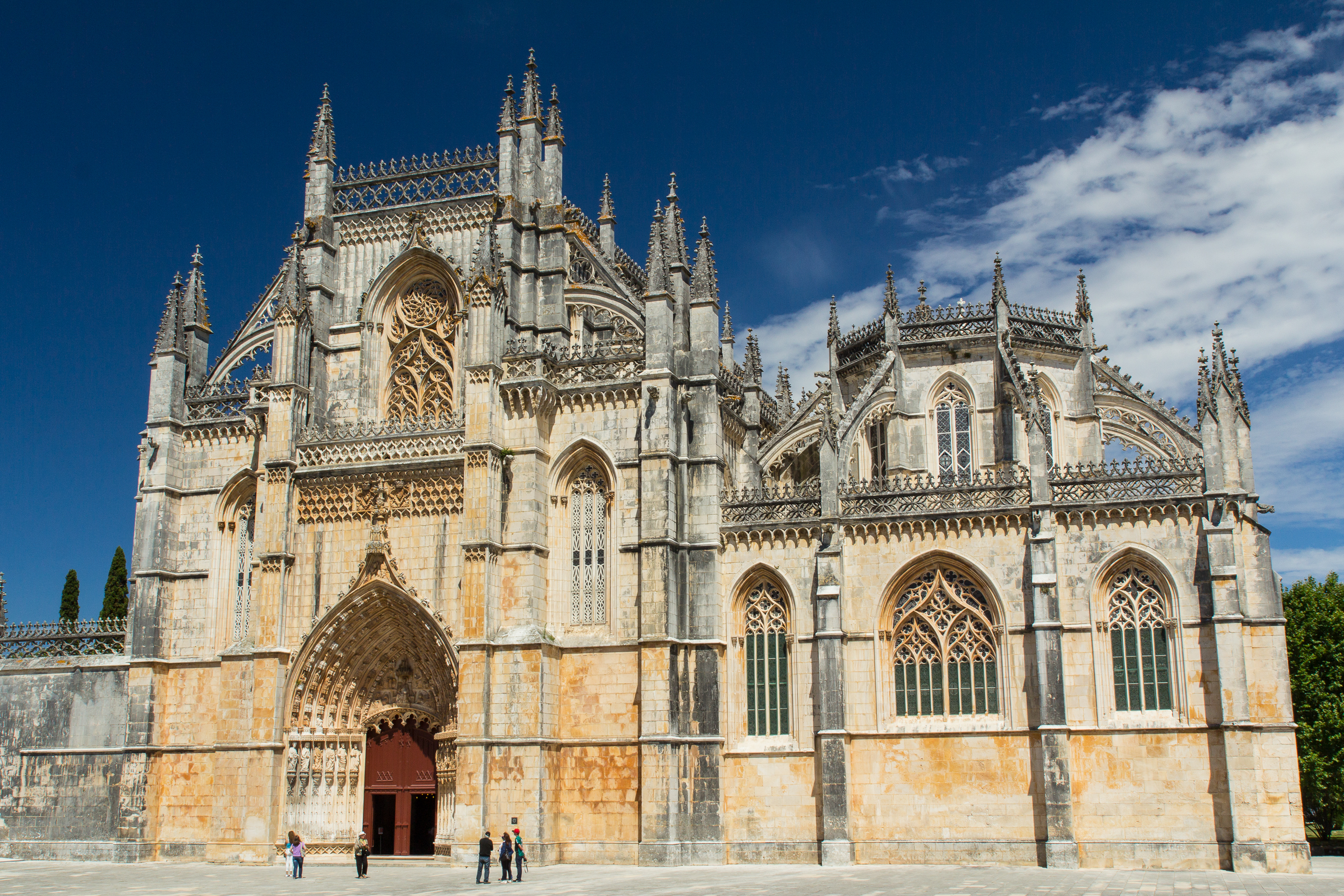
Iglesia de la abadía gótica del monasterio de Batalha, Portugal
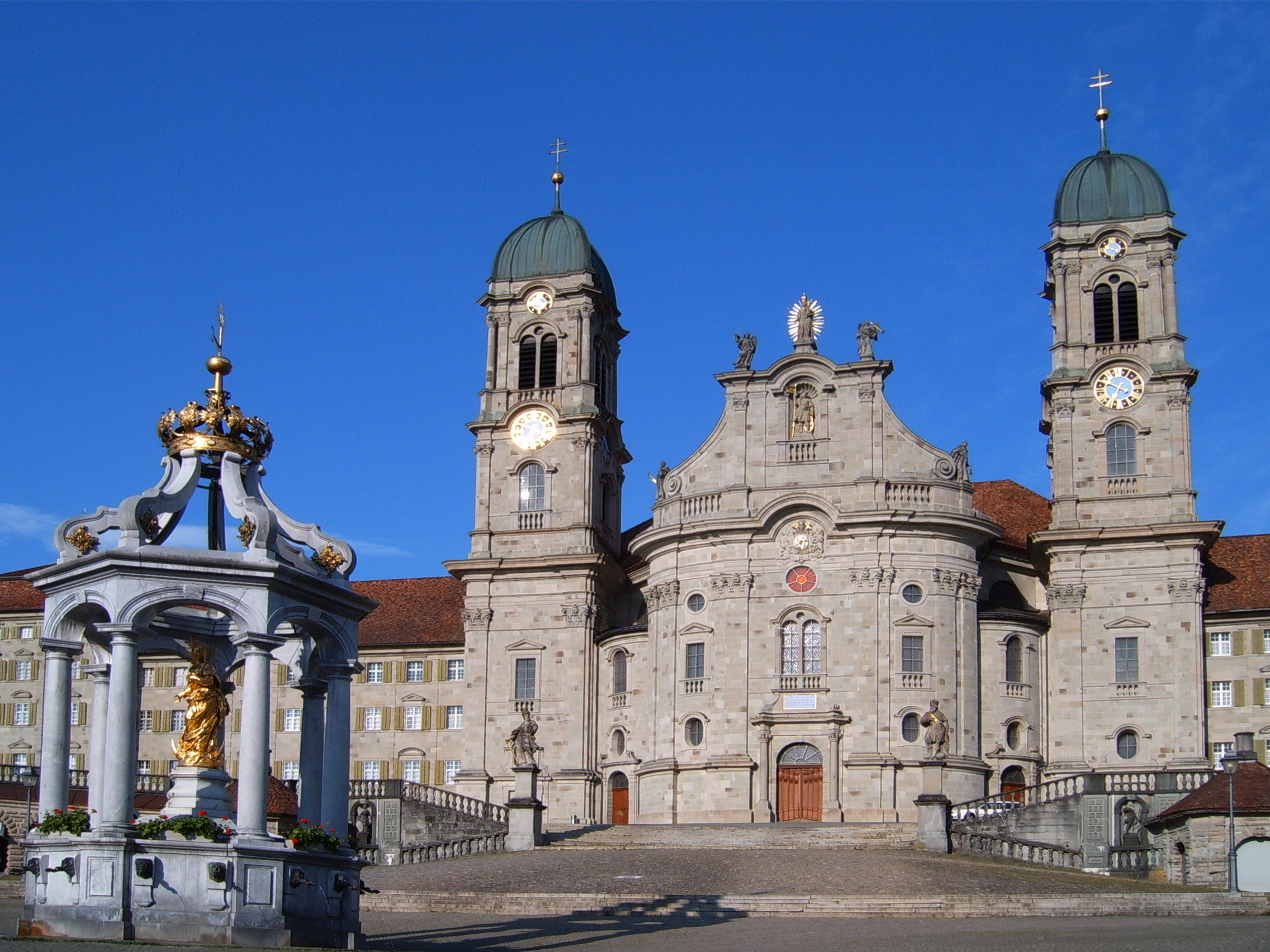
Barroco de la abadía de Einsiedeln en Einsiedeln, Suiza

## Orígenes y desarrollo de la construcción de iglesias

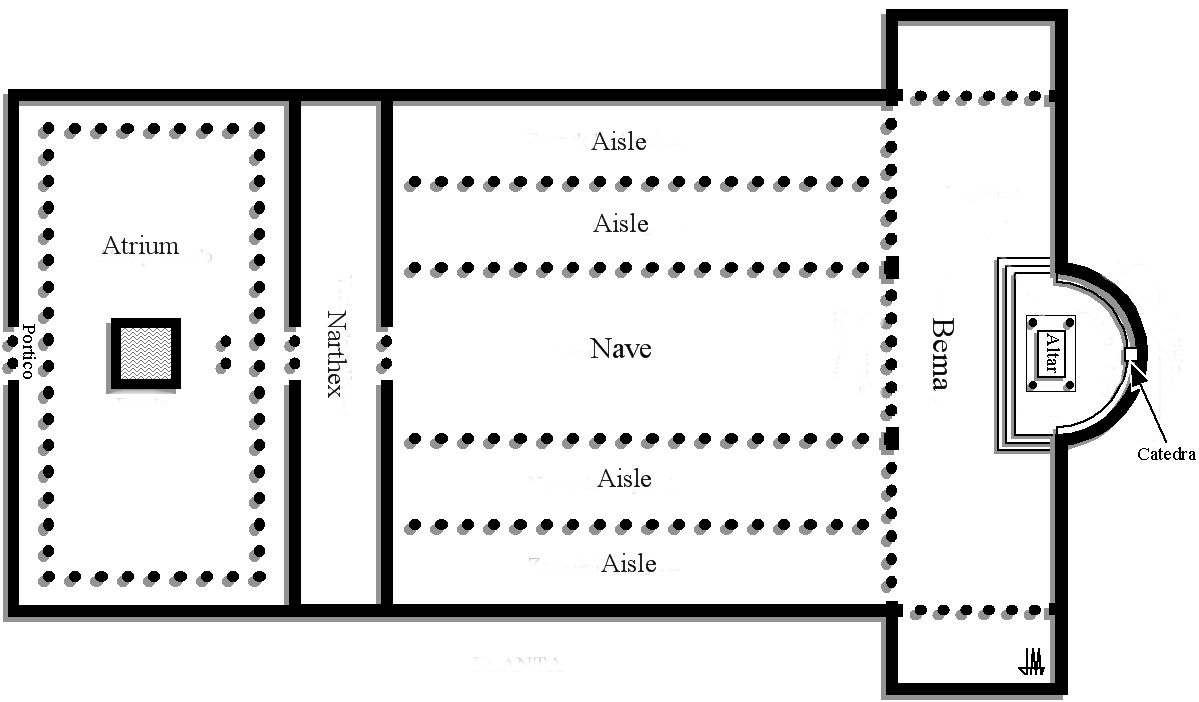
Planta de la Antigua Basílica de San Pedro, mostrando el atrium (patio), narthex (vestíbulo), nave central con dobles naves laterales aisles, una bema para el clero que se extienden en el transepto, y una exedra o ábside semicircular.

El tipo de edificio usado para construir las iglesias cristianas surgió a partir de una serie de características de la época romana antigua:
- la iglesia doméstica,
- el atrium,
- la basílica,
- la bema,
- el mausoleo, edificio de planta centralizada,
- la planta cruciforme, cruz latina o cruz griega.

### De la iglesia doméstica a la iglesia
Desde los inicios del cristianismo hasta el comienzo del siglo IV, cuando el emperador Constantino legalizó por primera vez el cristianismo, la mayoría de comunidades cristianas celebraron sus ritos en viviendas particulares, a menudo en secreto. Algunas iglesias romanas, como la basílica de San Clemente, se construyeron directamente sobre algunas de esas casas. Otras tempranas iglesias romanas se levantaron en los sitios de martirio de cristianos o en la entrada a las catacumbas donde se enterraban los cristianos. Las primeras grandes iglesias cristianas fueron construidos en Roma y tienen sus orígenes a principios del siglo IV, tras la legalización por primera vez del cristianismo. Algunas de las mayores iglesias de Roma, especialmente la de Santa María la Mayor y San Giovanni in Laterano, tienen su fundación en el siglo IV, aunque nada de esa época aparece por encima del nivel del suelo.  San Giovanni es la iglesia catedral de Roma y no la más famosa basílica de San Pedro, también fundada en ese siglo IV.

### Atrium
Cuando las primeras comunidades cristianas comenzaron a construir iglesias se inspiraron en una característica particular de las casas que les precedieron, el atrium o patio con una columnata que lo rodeaba. La mayoría de esos atrios han desaparecido. Un buen ejemplo se mantiene en la basílica de San Clemente en Roma y otro fue construido en la época románica en San Ambrosio, en Milán. Los descendientes de esos atria se pueden ver en los grandes claustros cuadrados que se pueden encontrar al lado de muchas catedrales y monasterios, y en las grandes plazas con columnatas o piazze en las basílicas de San Pedro en Roma, de San Marcos en Venecia y del Camposanto en la catedral de Pisa.

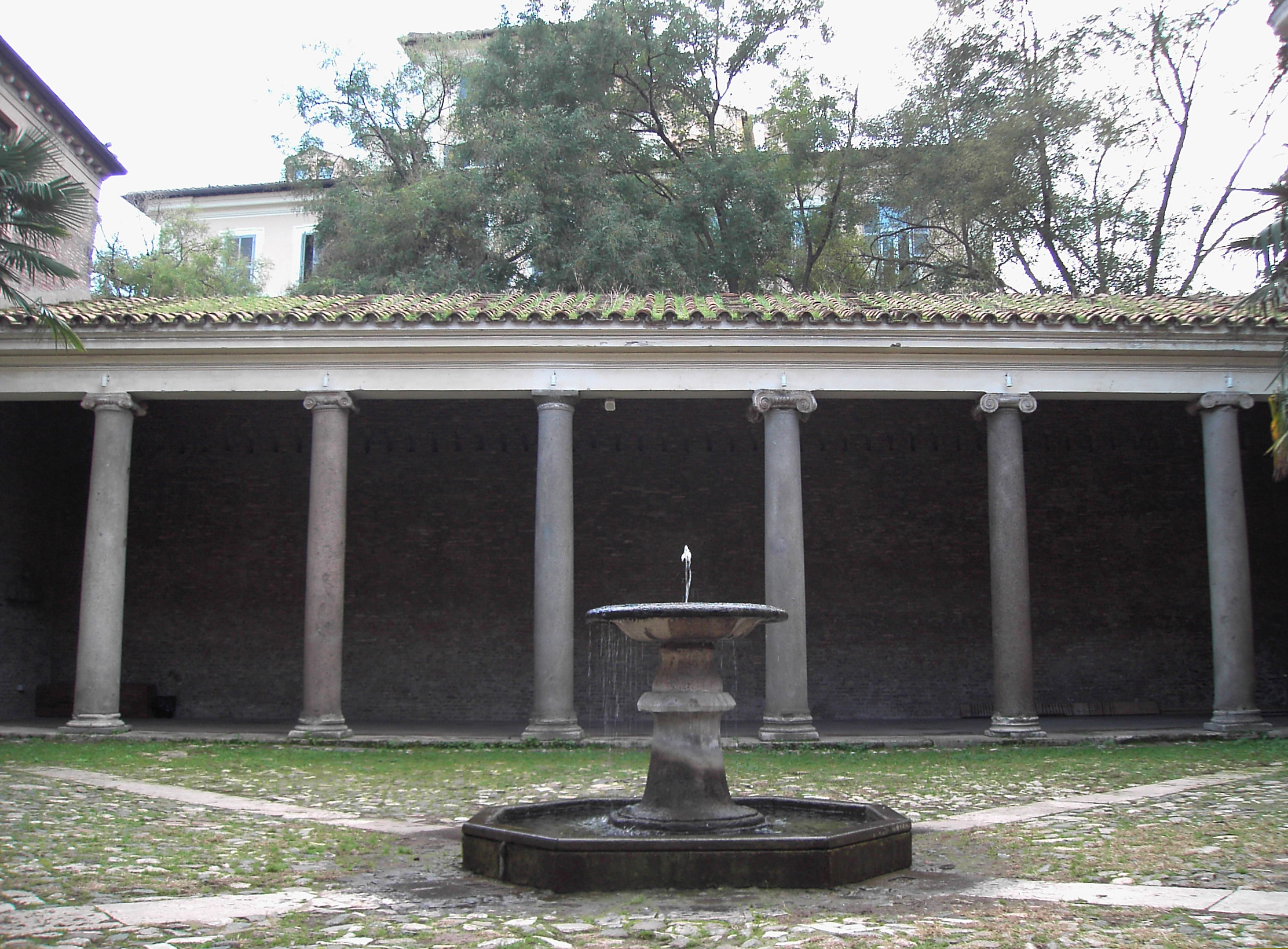
Atrio de la basílica de San Clemente, Roma, con columnas romanas antiguas reutilizadas
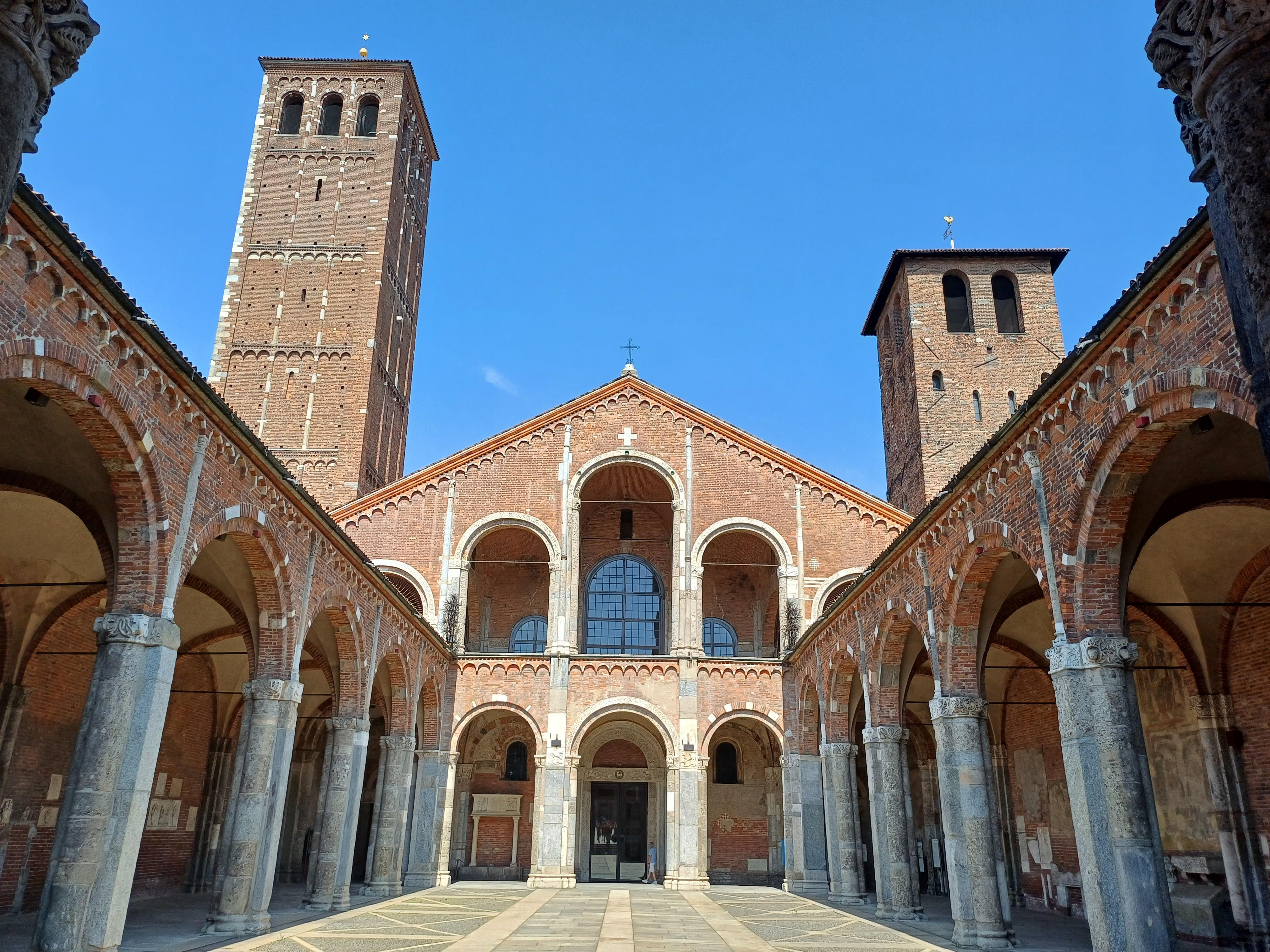
Atrio románico en la basílica de San Ambrosio, Milán
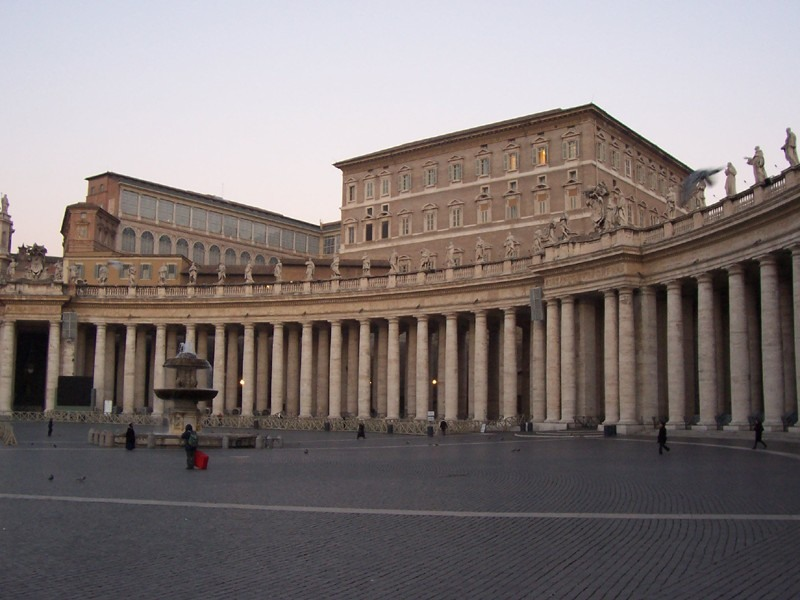
Vista parcial de la enorme columnata que rodea la plaza de la basílica de San Pedro, Roma

### Basílica
La temprana arquitectura de las iglesias, curiosamente, no derivó su forma de los templos romanos, ya que éstos no tenían grandes espacios internos donde pudieran reunirse las congregaciones. Fue el edificio de la basílica romana, que se utilizaba para reuniones, mercados y tribunales de justicia, el modelo para la gran iglesia cristiana y el que dio finalmente su nombre a la basílica cristiana. Tanto las basílicas romanas como las casas de baños romanas tenían en su núcleo un gran edificio abovedado con un techo alto, apoyado en ambos lados en una serie de cámaras bajas o en un amplio pasaje porticado. Una característica importante de la basílica romana era que en cada extremo tenía una proyección exterior o exedra o ábside, un espacio semicircular cubierto con una media cúpula. Este era el lugar donde los magistrados celebraban la corte. Este modelo pasó a la arquitectura cristiana romana y fue adaptado de diferentes maneras como una característica de la arquitectura catedralicia.
Las grandes iglesias antiguas, como San Juan de Letrán en Roma, consistían en una basílica de terminación única con un extremo absidal y un patio o atrium, en el otro extremo. A medida que la liturgia cristiana se desarrollaba, las procesiones se convirtieron en parte de los rituales. La puerta procesional era la que conducía desde el extremo más alejado del edificio, mientras que la puerta más utilizada por los asistentes habituales se disponía en el centro de uno de los laterales del edificio, como en las basílica en las que se administraba la ley. Este es el caso en muchas catedrales e iglesias.

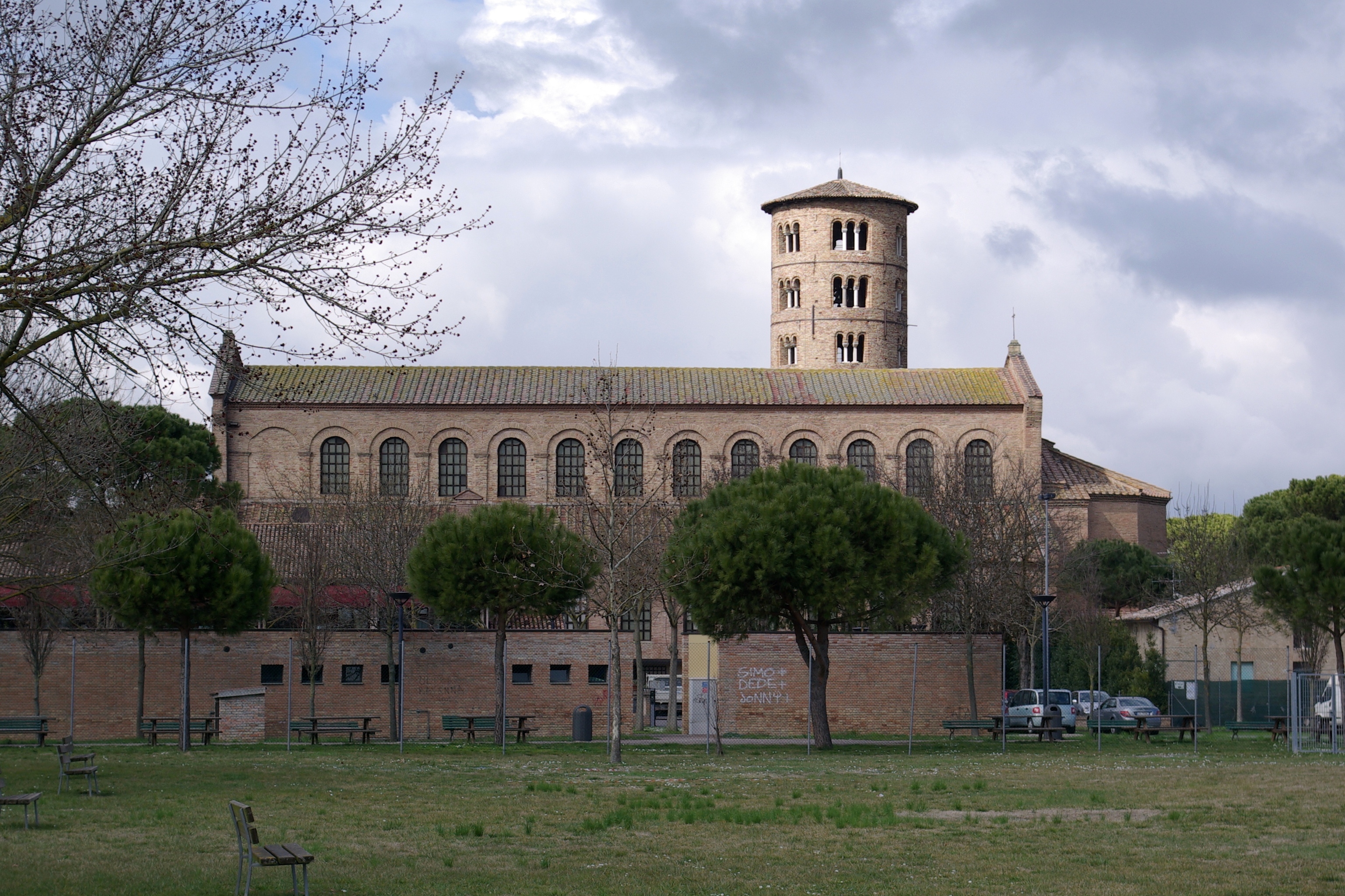
Antigua Basílica de San Apolinar in Classe, cerca de Rávena, Italia
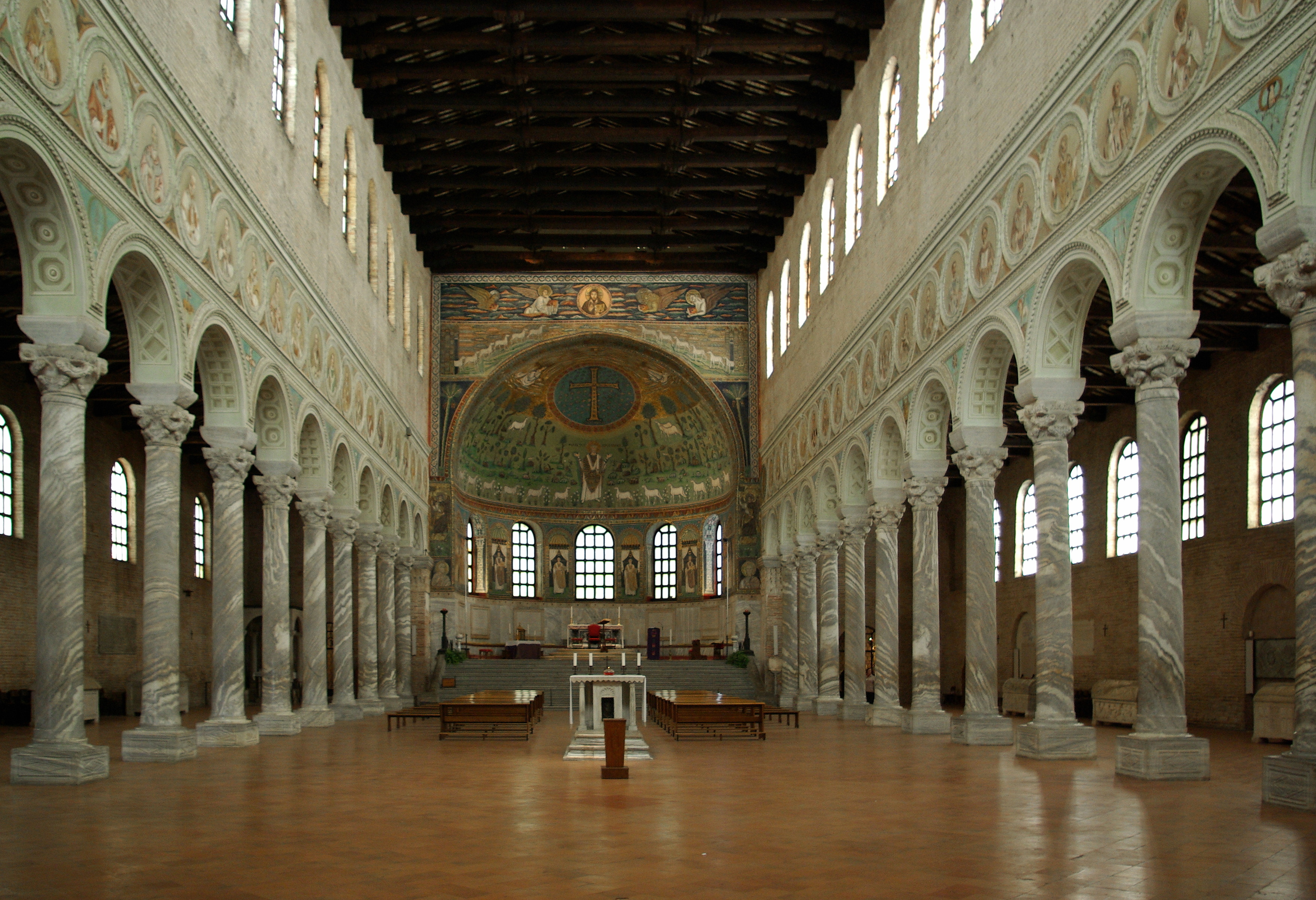
Interior de de San Apolinar in Classe
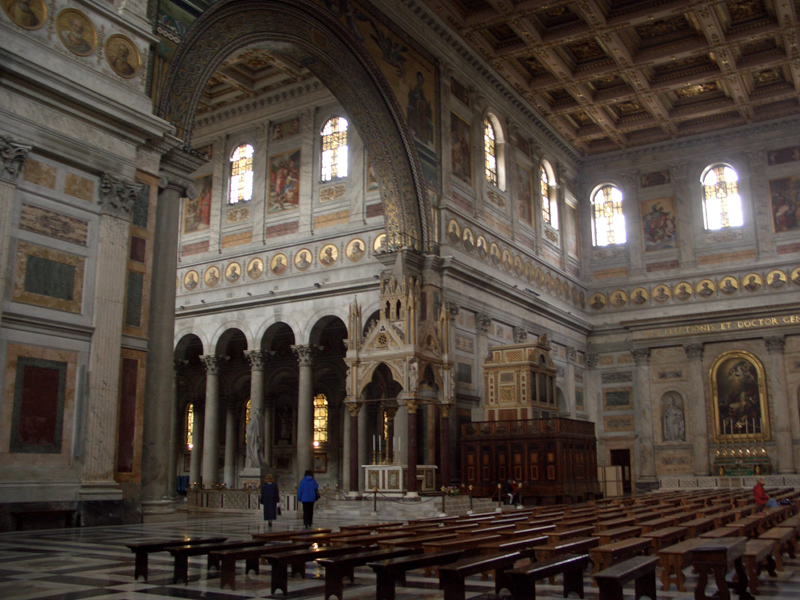
El "bema" de la basílica de San Pablo Extramuros, Roma

### Bema
Cuando el número de clérigos aumentó, el pequeño ábside que albergaba el altar —o mesa sobre la que se ofrecían la Hostia y el vino en el rito de la Santa Comunión— ya no fue suficiente para acomodarlos. Se dispuso entonces un estrado elevado, llamado bema, que pasó a ser parte de muchas de las grandes iglesias basilicales. En el caso de las basílicas romanas de San Pedro y San Pablo Extramuros, esta bema se extendió lateralmente más allá de la sala principal, formando dos brazos laterales y haciendo que el edificio tomara la forma de una «T» con un ábside sobresaliendo. A partir de este principio, la planta de la iglesia se convirtió en la llamada cruz latina, que es la forma de la mayoría de catedrales y grandes iglesias occidentales , y esos brazos de la cruz pasaron a ser una nave transversal llamada transepto.

### Mausoleo
Una de las primeras influencias en la tipología eclesial fue el mausoleo, el lugar de enterramiento de los nobles romanos, de planta cuadrada o circular y con cúpula, que albergaba un sarcófago. Constantino el Grande construyó para su hija Constantina el mausoleo de Santa Costanza que tiene un espacio central circular rodeado por un pasillo o ambulatorio bajo separado por una columnata.
Ese lugar de enterramiento se convirtió en un lugar de culto, de Santa Constanza, así como en una tumba. Es uno de los primeros edificios de iglesia de planta centralizada, en lugar de planta longitudinal. Constantino fue también el responsable de la construcción del edificio circular, casi como un mausoleo, de la iglesia del Santo Sepulcro en Jerusalén, que a su vez influyó en la planta de una serie de edificios posteriores, incluidos los que construyó en Roma para albergar los restos del protomártir san Esteban, Santo Stefano Rotondo y la basílica de San Vitale.
Las iglesias circulares o poligonales antiguas son relativamente raras. Un número pequeño, como la Iglesia del Temple, en Londres, se construyeron durante las Cruzadas, a imitación de la iglesia del Santo Sepulcro como ejemplos aislados en Inglaterra, Francia y España. En Dinamarca dichas iglesias de estilo románico son mucho más numerosas. En algunas partes de Europa oriental también hay iglesias redondas como torres de la época románica pero en general son de arquitectura vernácula y de pequeña escala. Otras, como la Rotonda de San Martín en Vishegrad, en la República Checa, están finamente tratadas.
La forma circular o poligonal se prestaba a algunos edificios dentro de los complejos eclesiales donde se realizaban actividades en la que era deseable que la gente estuviera de pie, o que se sentaran alrededor, con un enfoque centralizado, en lugar de uno axial. En Italia se utilizó la forma circular o poligonal durante todo el período medieval para erigir baptisterios, mientras que en Inglaterra se adaptó para las salas capitulares. En Francia, la planta poligonal aislada fue adaptada como terminal oriental y en España la misma forma se utilizó a menudo como una capilla.
Aparte de Santa Constanza y de San Stefano, había otro lugar significativo de culto en Roma que también era circular, el antiguo y gran edificio de la época romana del Panteón, con sus numerosos nichos llenos de estatuas. Esto también se usaría en las iglesias cristianas y prestaría su estilo al desarrollo de la arquitectura catedralicia.

Iglesias circulares
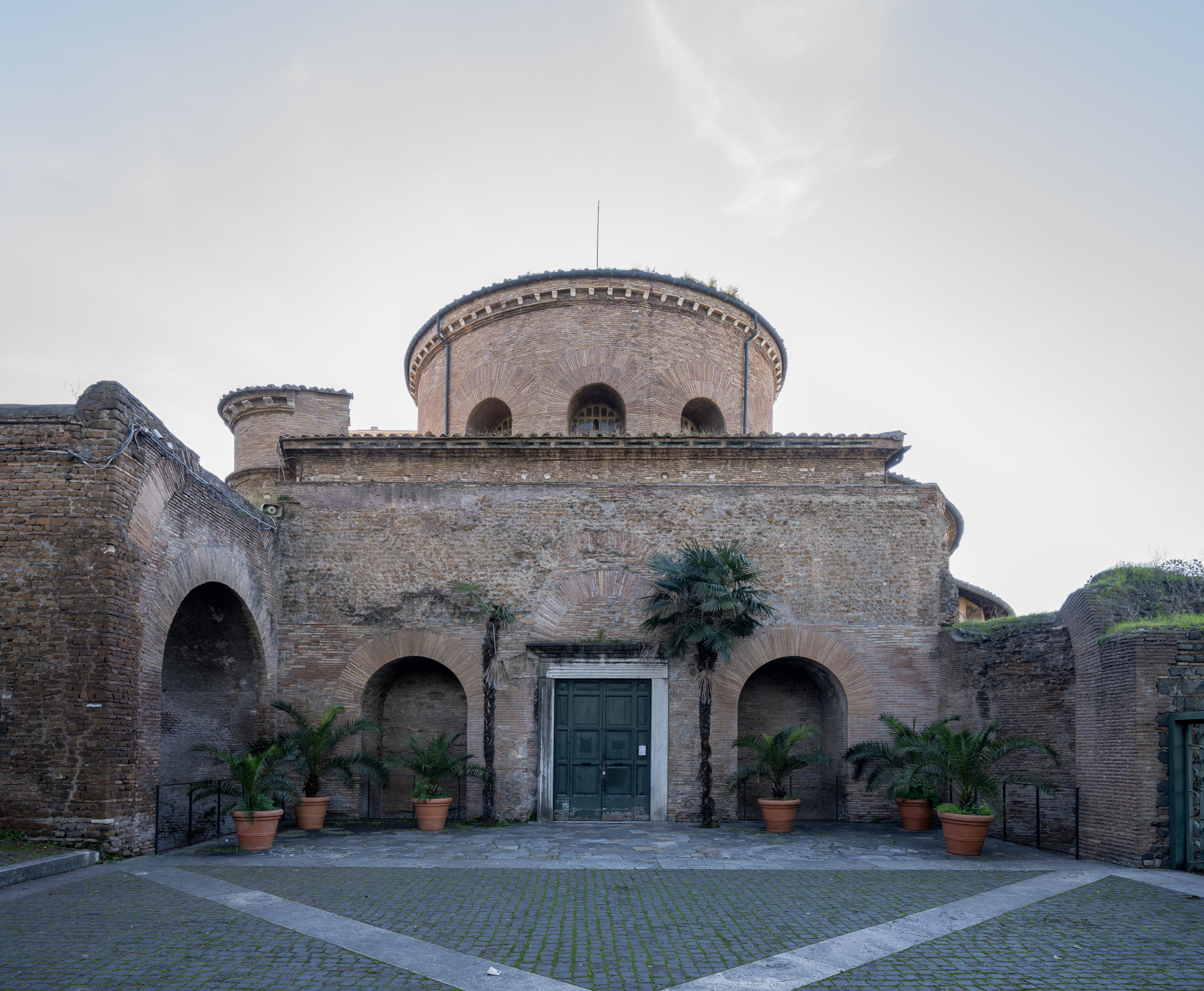
El mausoleo de Santa Costanza, Roma, fue construida por Constantino I (ca. 350) como la tumba de su hija. (Ver interior abajo.)
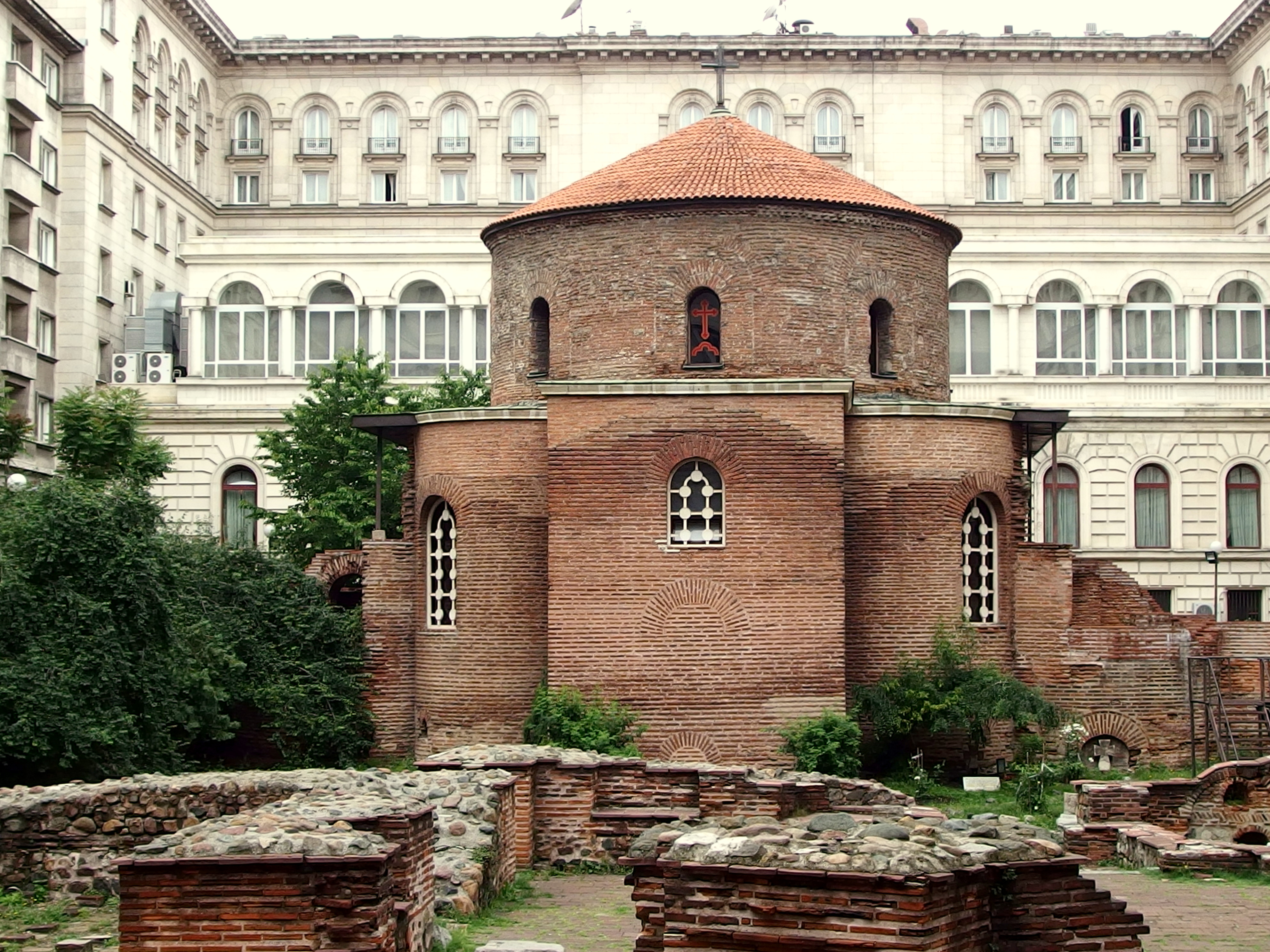
Iglesia de Sveti Georgi, Sofia, construida durante el siglo IV en la ciudad romana de Serdica
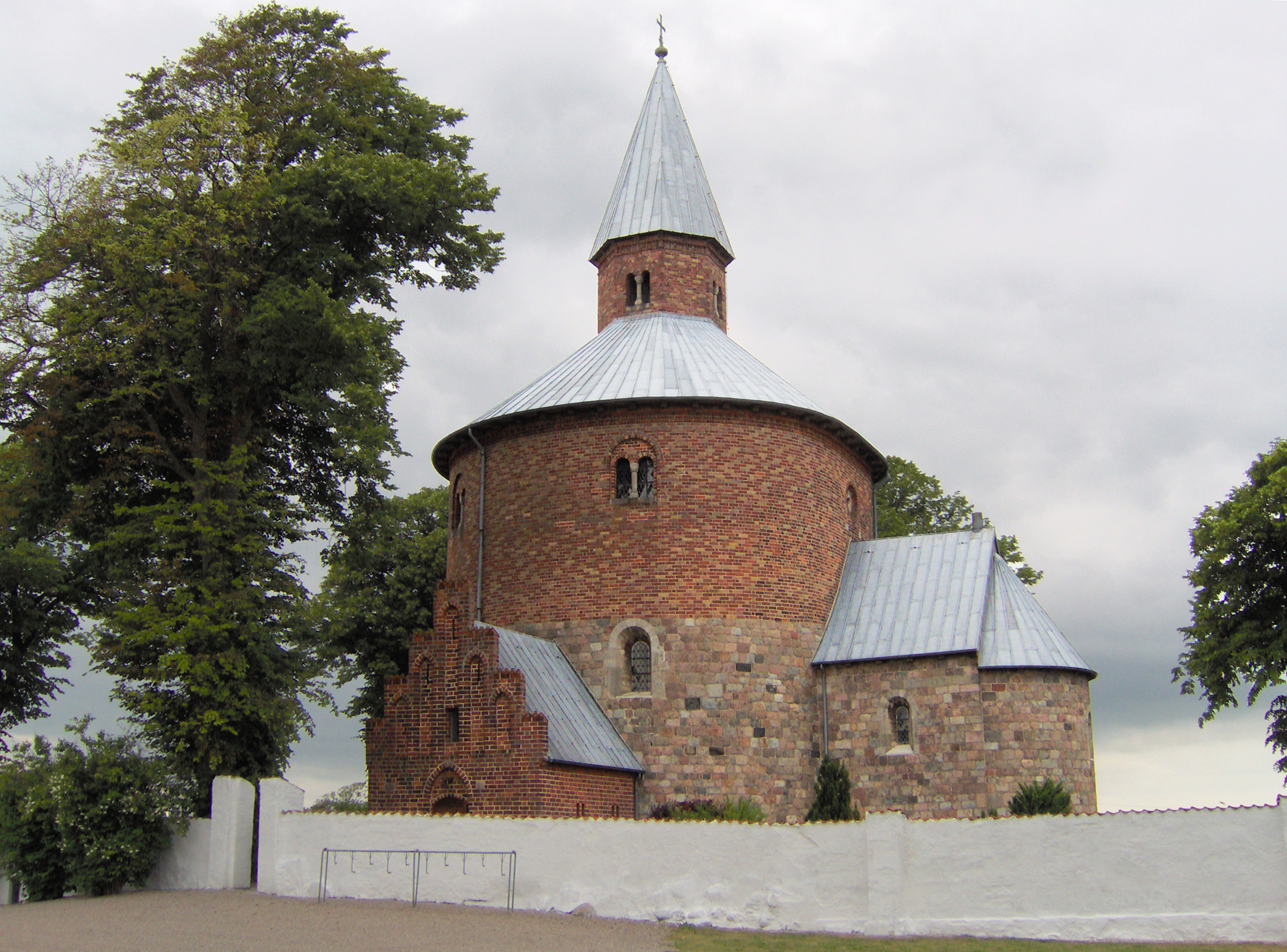
La iglesia de Bjernede es una de las varias iglesias circulares románicas de Dinamarca.
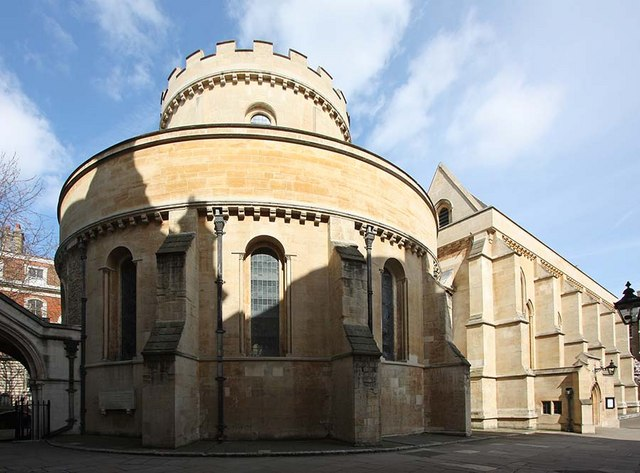
La Iglesia del Temple (Londres) se inspira en la rotonda de la iglesia del Santo Sepulcro, Jerusalén

### Plantas cruciformes: cruz latina y cruz griega

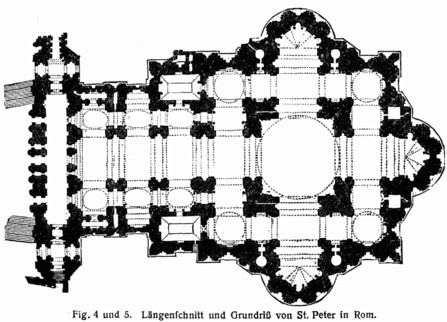
Planta de la Basílica renacentista de San Pedro, mostrando elementos tanto de planta central como longitudinal.

La mayoría de las catedrales y grandes iglesias tienen una planta cruciforme. En las iglesias de tradición europea occidental, la planta es generalmente longitudinal, en forma de la denominada cruz latina, con una larga nave cruzada por un transepto. El transepto puede estar proyectado al exterior con gran énfasis, como en York Minster, o no alcanzar más allá de los pasillos laterales, como en la catedral de Amiens.
Muchas de las primeras iglesias de Bizancio tienen una planta longitudinal. En Hagia Sophia, Estambul, hay una cúpula central, enmarcada en un eje por dos altas semi-cúpulas y por el otro, por los brazos bajos del transepto rectangulares, resultando la planta general cuadrada. Esta gran iglesia va a influir en la construcción de muchas iglesias posteriores, incluso en el siglo XXI. La planta cuadrada en la que nave, presbiterio y brazos del crucero son de igual longitud formando una cruz griega, con el crucero generalmente coronado por una cúpula, se convirtió en la forma común en la Iglesia ortodoxa, construyéndose de esta manera muchas iglesias en toda Europa oriental y Rusia. Las iglesias de forma de cruz griega a menudo tienen un nártex o vestíbulo que se extiende en la parte delantera de la iglesia. Este tipo de planta también jugó más tarde un papel en el desarrollo de la arquitectura de la iglesia en Europa occidental, sobre todo en la planta de Bramante para la basílica de San Pedro.

## Arquitectura

Una planta esquemática que muestra los elementos y la orientación que son comunes a muchas iglesias

### Formas arquitectónicas comunes a muchas catedrales y grandes iglesias
Nota: la siguiente lista es una compilación de Banister Fletcher. Debido a la diversidad de historias constructivas individuales, no todas las características se refieren a todos los edificios.

#### Ejes
Como se describió anteriormente, la mayoría de catedrales y grandes iglesias tienen plantas en forma de cruz teniendo la iglesia un eje definido. El eje es generalmente de orientación Este/Oeste con énfasis externo en el frente oeste, normalmente la entrada principal, y énfasis interno en el extremo oriental de manera que la congregación se enfrenta a la dirección de la venida de Cristo. Dado que también es la dirección del sol naciente, las características arquitectónicas del extremo oriental a menudo se centran en la mejora de la iluminación interior por el sol. No todas las iglesias o catedrales mantienen un estricto eje Este/Oeste, pero incluso en aquellas que no lo hacen, se utilizan los términos de Extremo oriental y Frente occidental. Muchas iglesias de Roma, en particular la basílica de San Pedro, tienen la dirección opuesta.

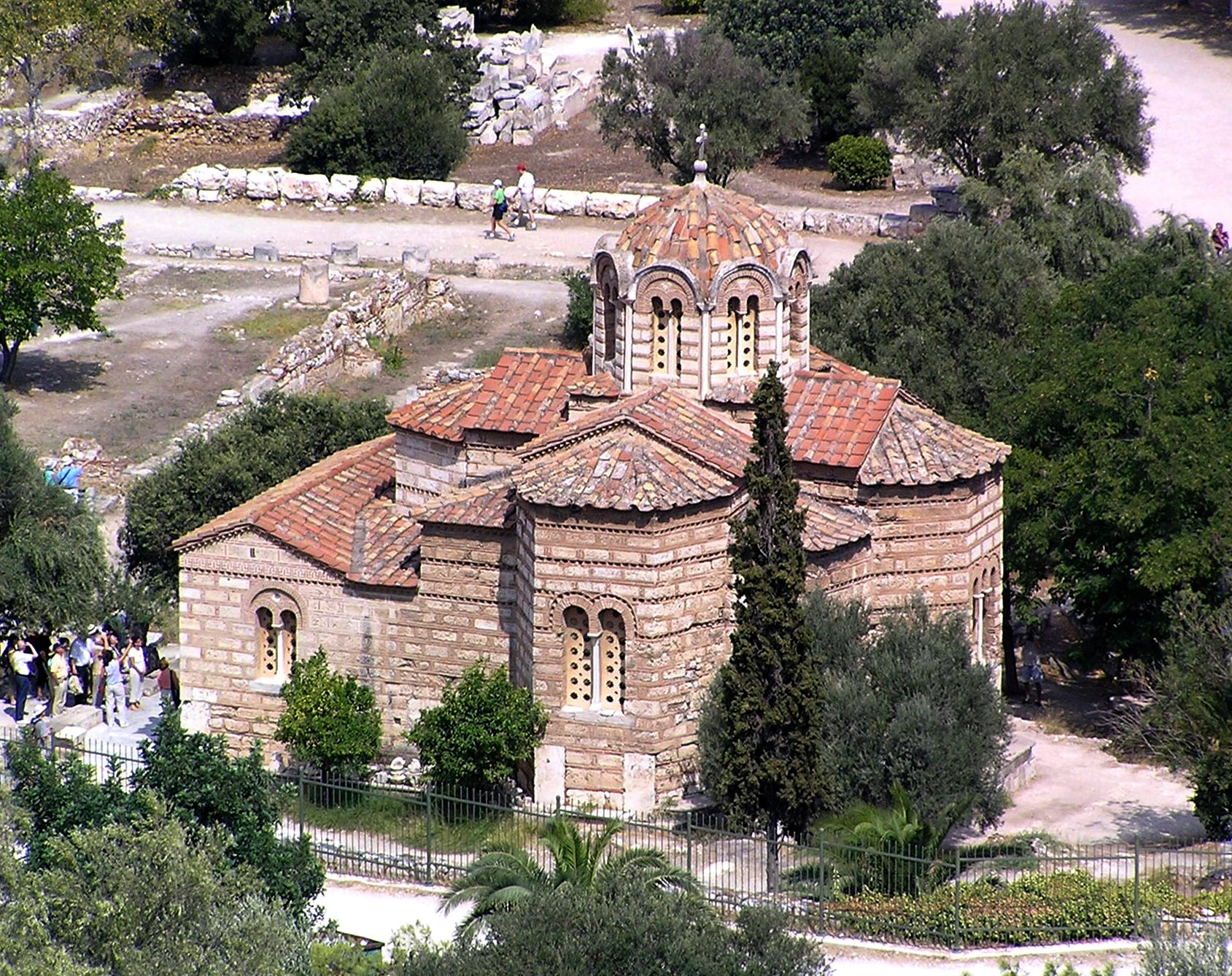
La bizantina Iglesia de los Santos Apóstoles, Atenas, muestra una planta de cruz griega con una cúpula central y el eje marcado por el nártex (vestíbulo transversal).
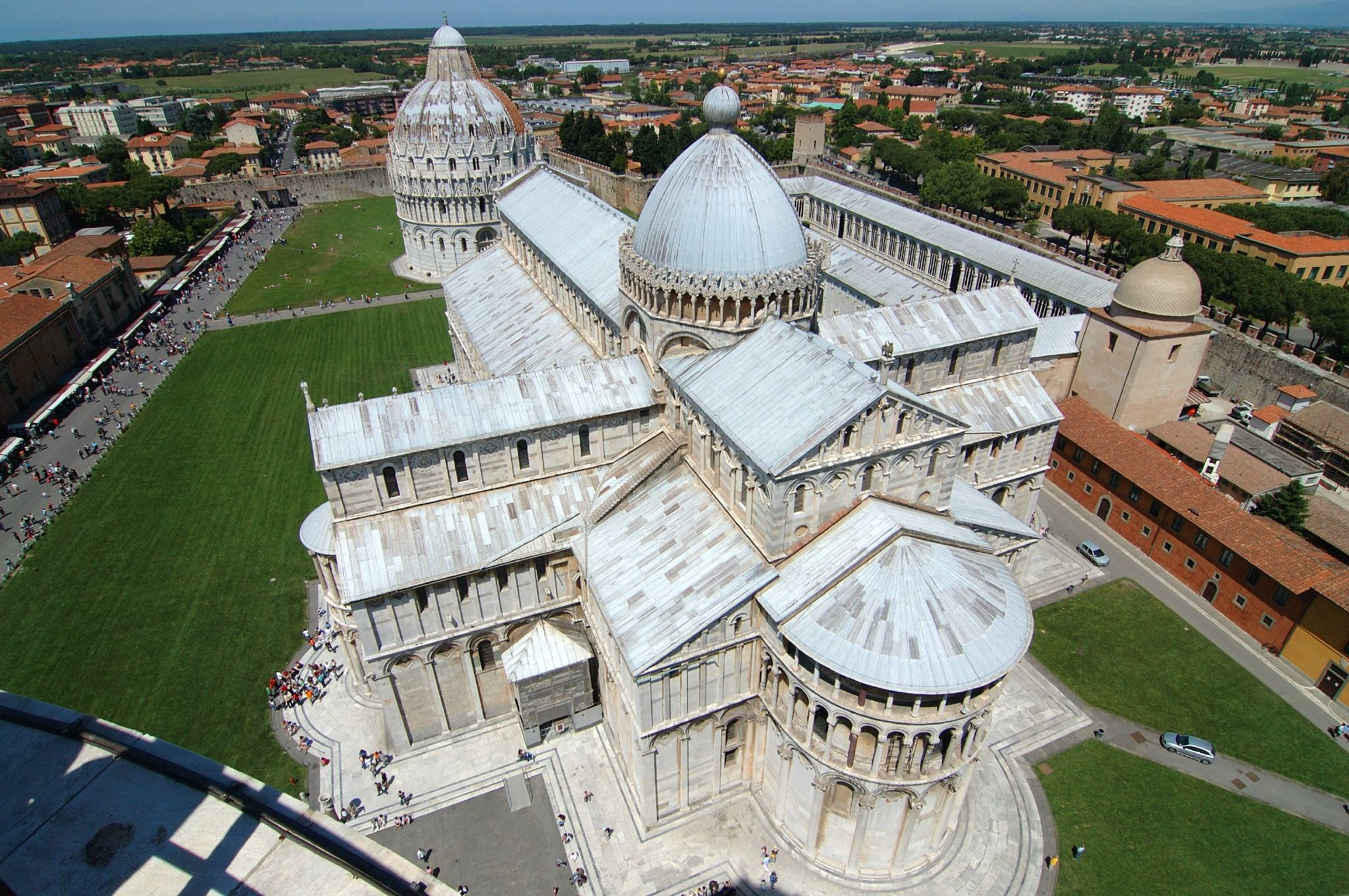
Catedral de Pisa desde la Torre inclinada mostrando la forma de cruz latina, con un ábside avanzando, en primer plano, y un baptisterio exento en el oeste.
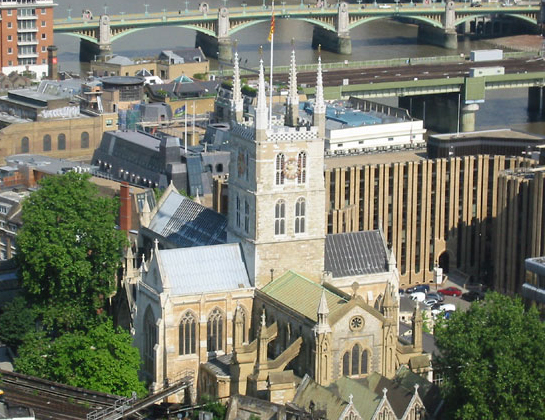
Catedral de Southwark (Londres)  mostrando el sobresaliente transepto, en el extremo largo oriental y la torre central común en Gran Bretaña.

#### Nave
La mayoría de las catedrales y grandes iglesias de la tradición europea occidental tienen una alta y amplia nave central con un pasillo lateral menor separado por una arcada a cada lado. De vez en cuando las naves laterales son tan altas como la nave central, formando una iglesias conocida como de planta de salón. Muchas catedrales tienen dos naves laterales a cada lado: Notre Dame de Paris cuenta además con dos naves laterales y una fila de capillas.
En el caso de una iglesia de planificación central, el eje principal está definido por la puerta principal y el altar.

#### Transepto
El transepto forma los brazos de la construcción de la iglesia. En las catedrales inglesas de fundación monástica a menudo hay dos transeptos. La intersección donde se encuentran la nave y el transepto se llama crucero y, a menudo está coronado por una pequeña aguja llamada flecha, una cúpula o, sobre todo en Inglaterra, una gran torre con o sin aguja.

#### Énfasis vertical
En general, tienen elementos externos prominentes que se elevan sobre la edificación, como una cúpula, una torre central, dos torres occidentales o torres en ambos extremos como en la catedral de Espira. Las torres pueden estar rematadas con pináculos o agujas o con una pequeña cúpula.

Antiguas catedrales que dominan el paisaje urbano y que han conservado la escala medieval
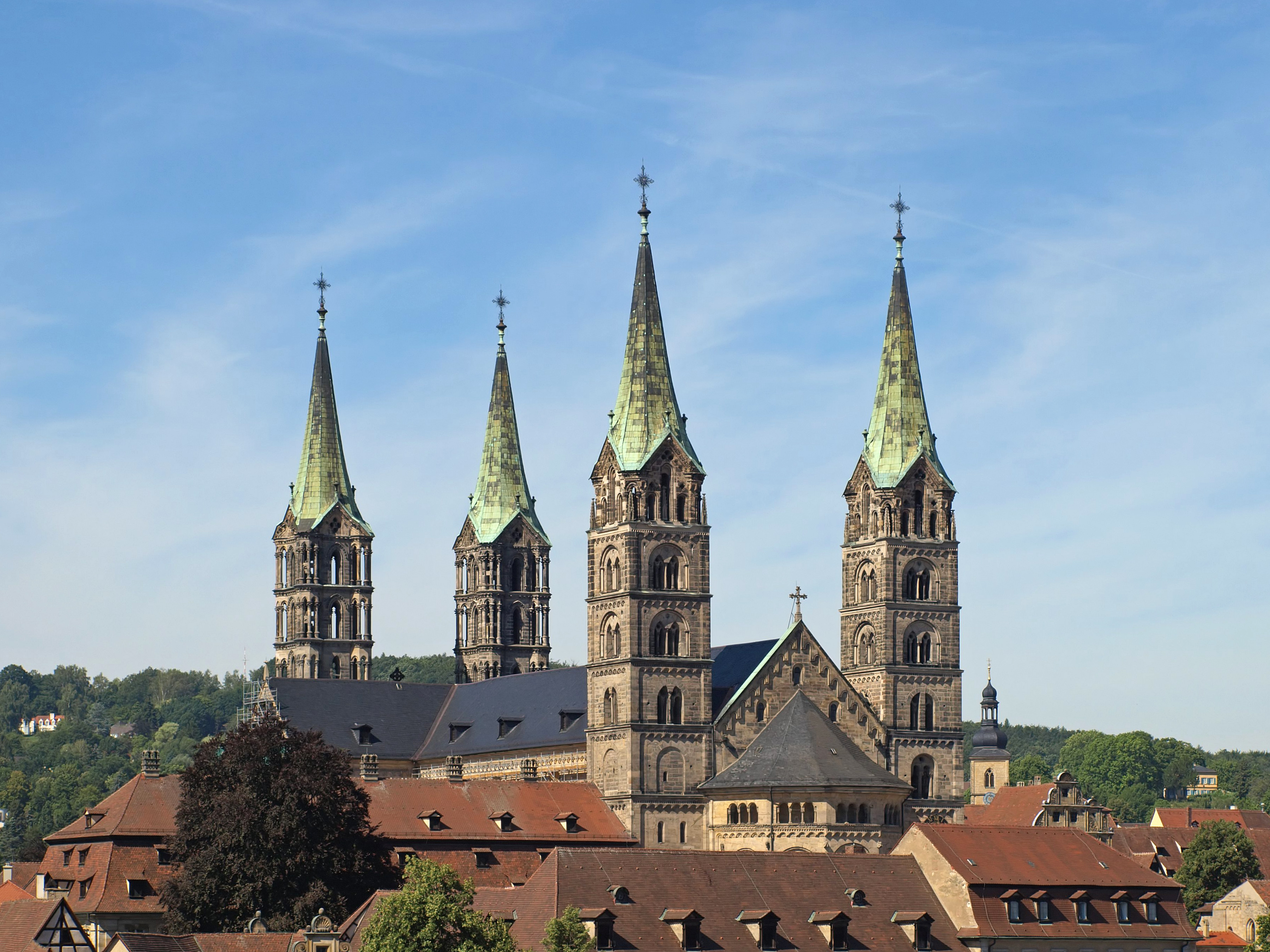
La catedral de Bamberg (1004-1012), Alemania, cuenta con una torre en cada esquina, rematadas por agujas que se elevan desde frontones y son llamados cascos renanos.
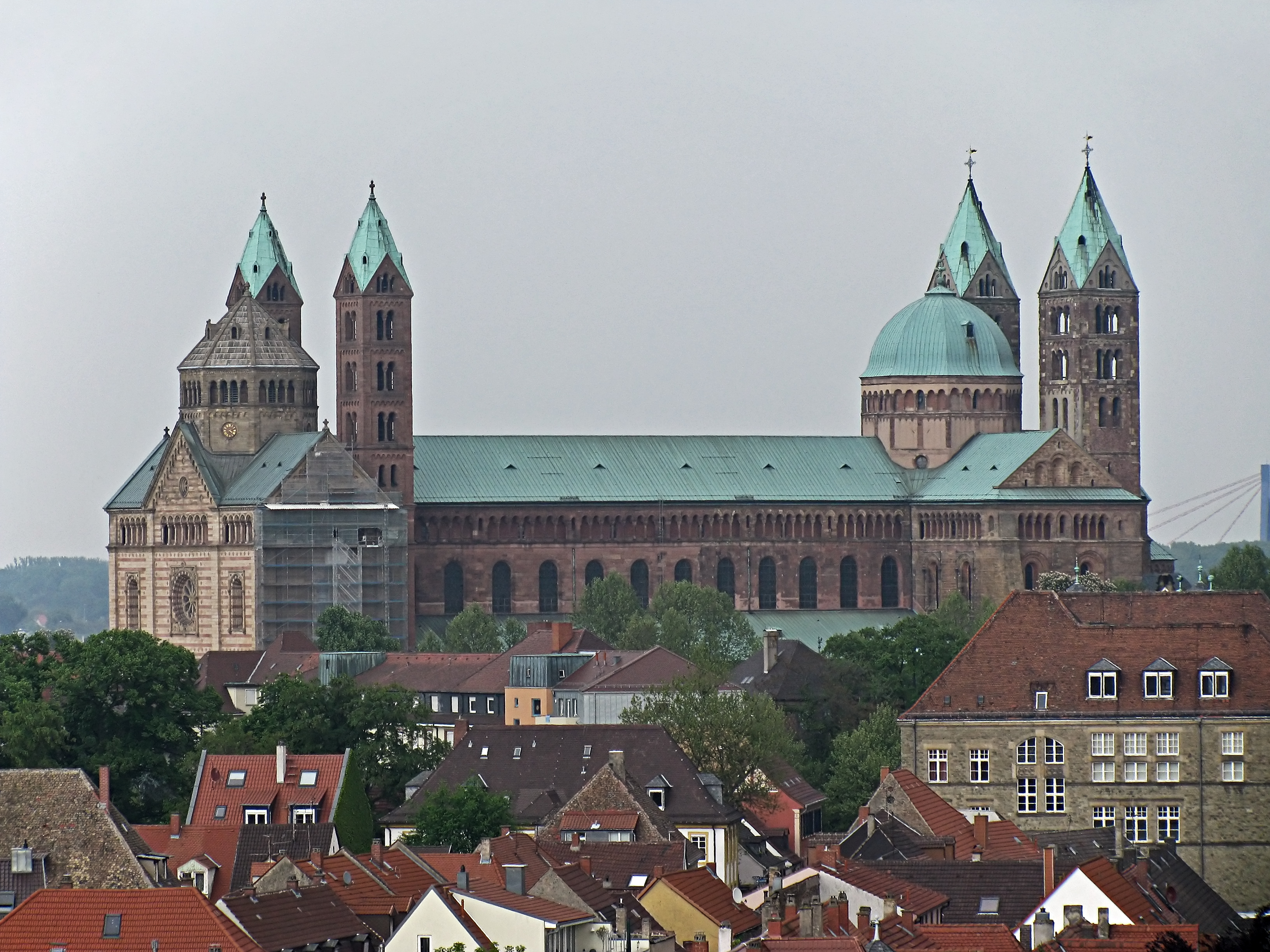
La catedral de Espira (1030-1061), Alemania, el edificio románico en pie más grande del mundo.
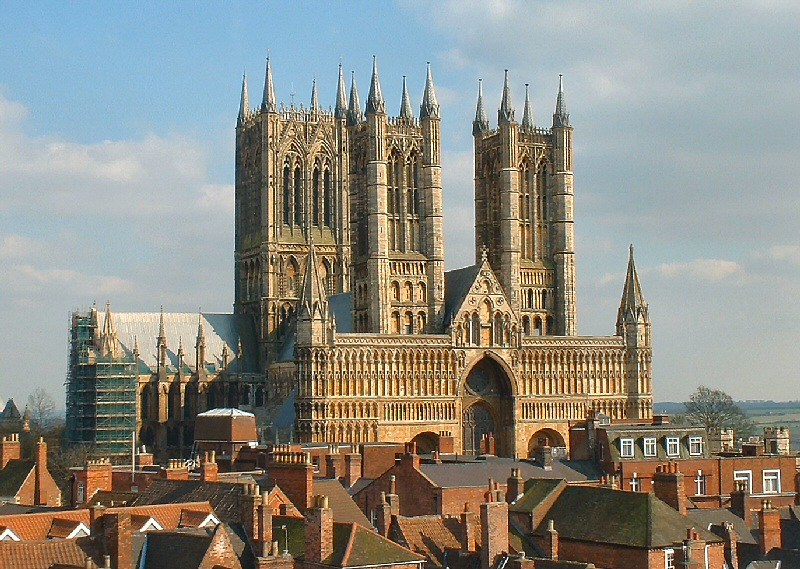
La catedral de Lincoln (1072-1092), Inglaterra, tiene dos torres occidentales y sobre el crucero una enorme torre rematada por una aguja que durante 200 años la hizo la torre más alta del mundo.
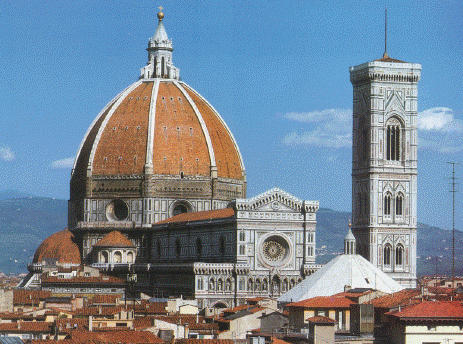
La catedral de Florencia (1296-1418), Italia, tiene un campanile independiente y la cúpula más grande construida antes del siglo XIX.

#### Fachada
La fachada o «frente occidental» es la parte exterior más ornamentada, con las puertas procesionales, a menudo tres, y también a menudo ricamente decoradas con esculturas, mármol o tracería de piedra. La fachada tiene con frecuencia una gran ventana, a veces un rosetón o un impresionante grupo escultórico como elemento central.
En la tradición europea occidental, la fachada suele estar enmarcada por una pareja de torres, una en cada extremo. Estas torres tienen su origen en una tradición practicada en la iglesia del Santo Sepulcro en Jerusalén. Durante la Semana Santa los fieles iban en procesión a lo largo del viacrucis que llevaba a la basílica, que en los primeros tiempos cristianos consistía en un santuario con cúpula sobre el sitio de la tumba de Jesús, y en un porche, que tenía una escalera a cada lado, soportada por una pequeña torre, por la que la procesión entraba y salía. Esas torres se adoptaron simbólicamente, sobre todo en la arquitectura románica, como torres angulares y florecieron en la arquitectura normanda y la arquitectura gótica ya como grandes torres, alcanzando su altura de magnificencia en la catedral de Colonia, unas torres que no se terminaron hasta finales del siglo XIX.

Fachadas occidentales
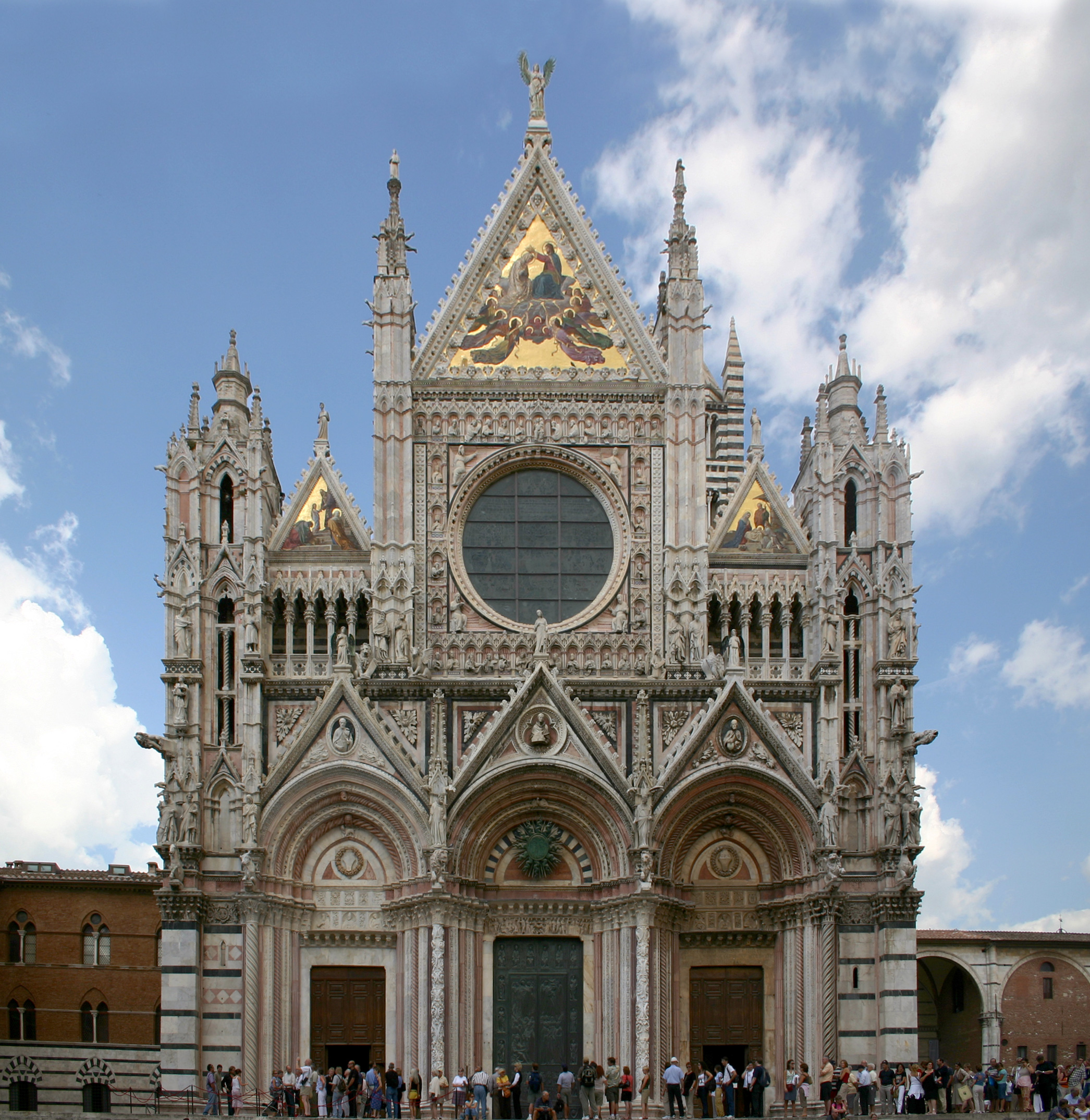
La fachada policromada de la catedral de Siena, Italia, tiene elementos bizantinos, románicos y góticos.
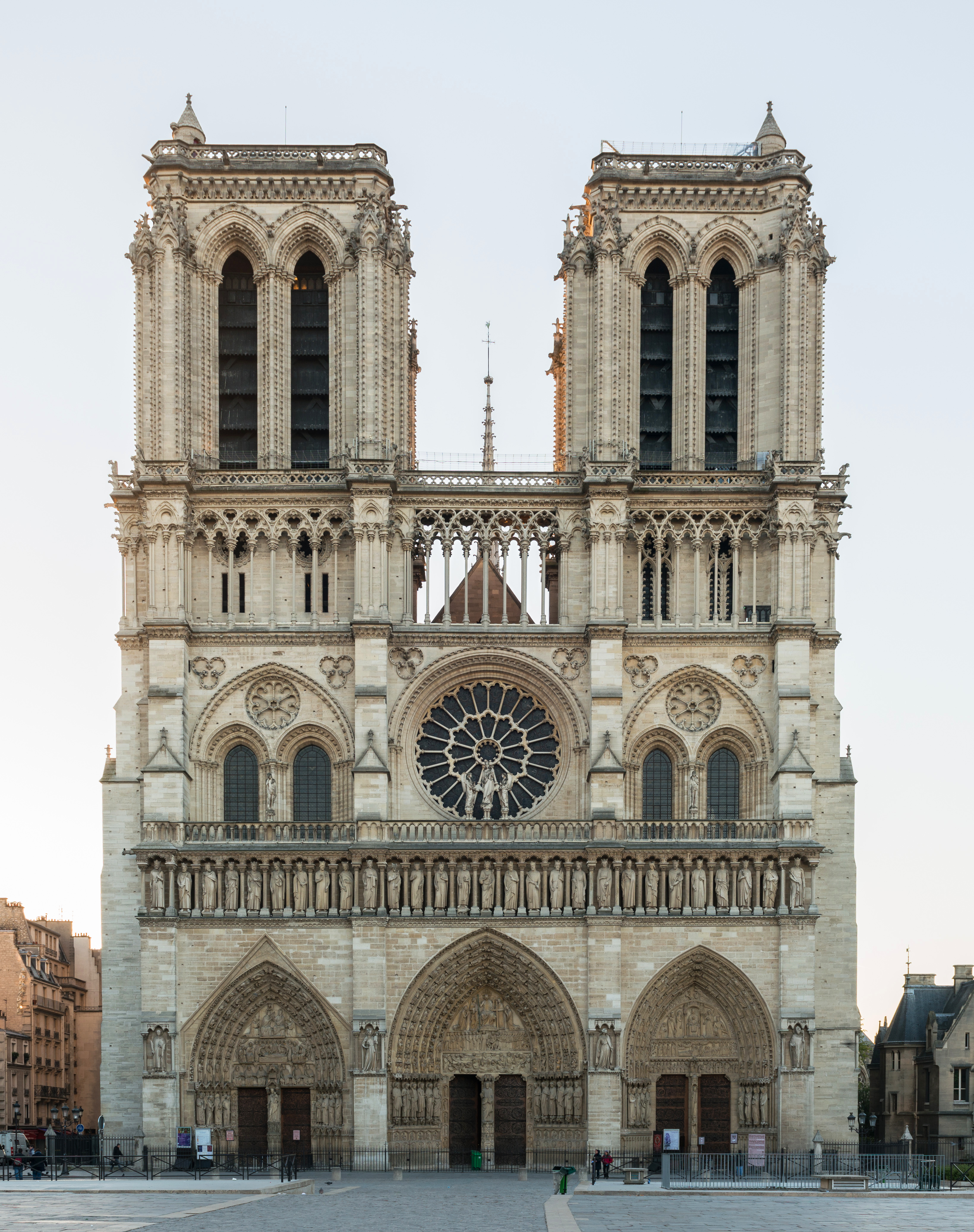
Notre Dame de París, tiene un frente occidental gótico en el que las líneas verticales y horizontales están equilibradas.
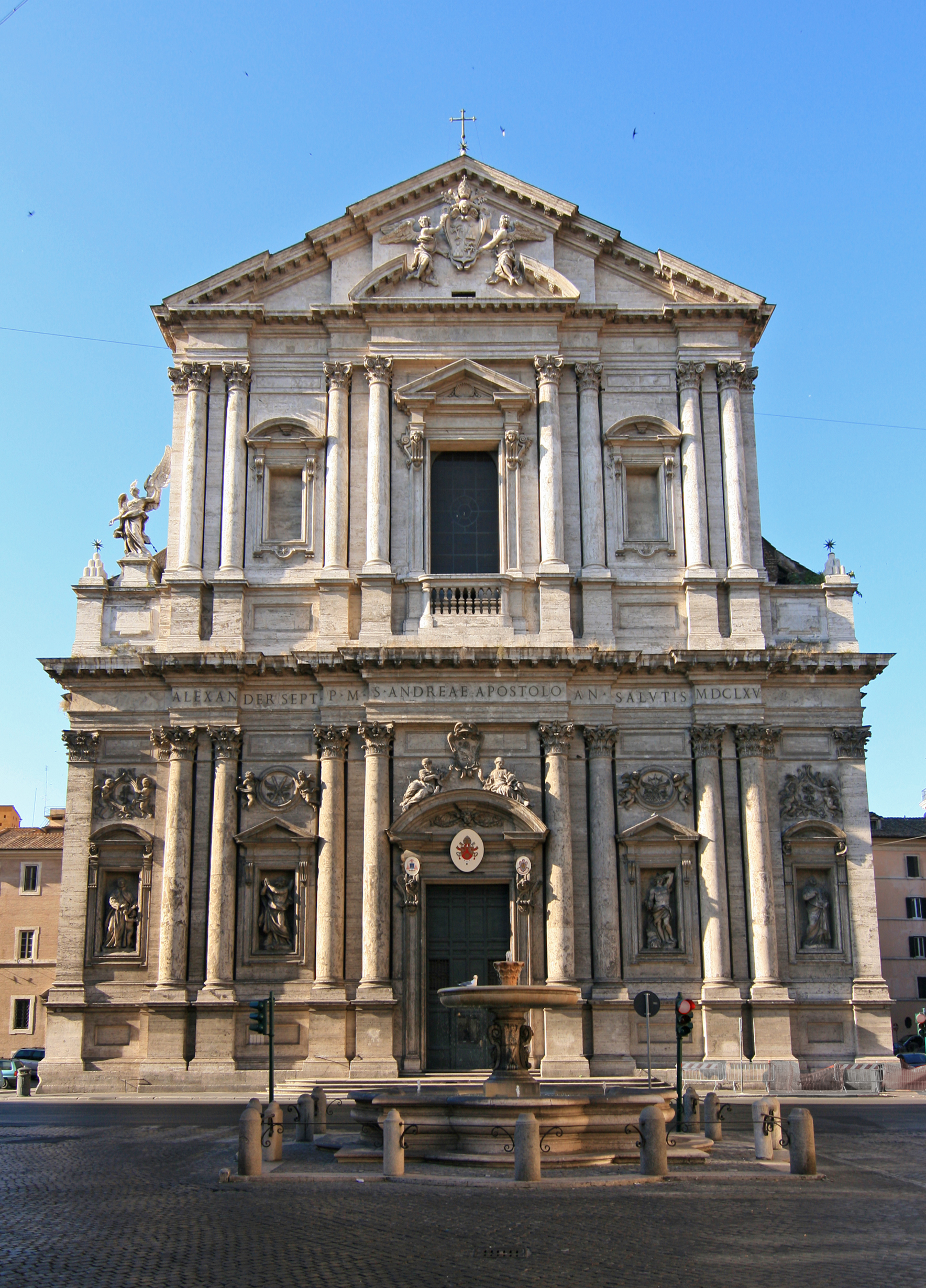
La fachada renacentista de Sant'Andrea della Valle, Roma, es un templo de dos niveles con columnas pareadas.
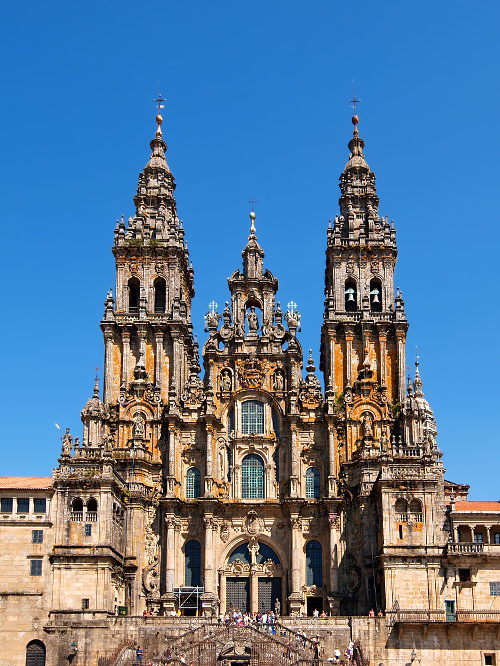
La fachada occidental barroca de la románica catedral española de Santiago de Compostela
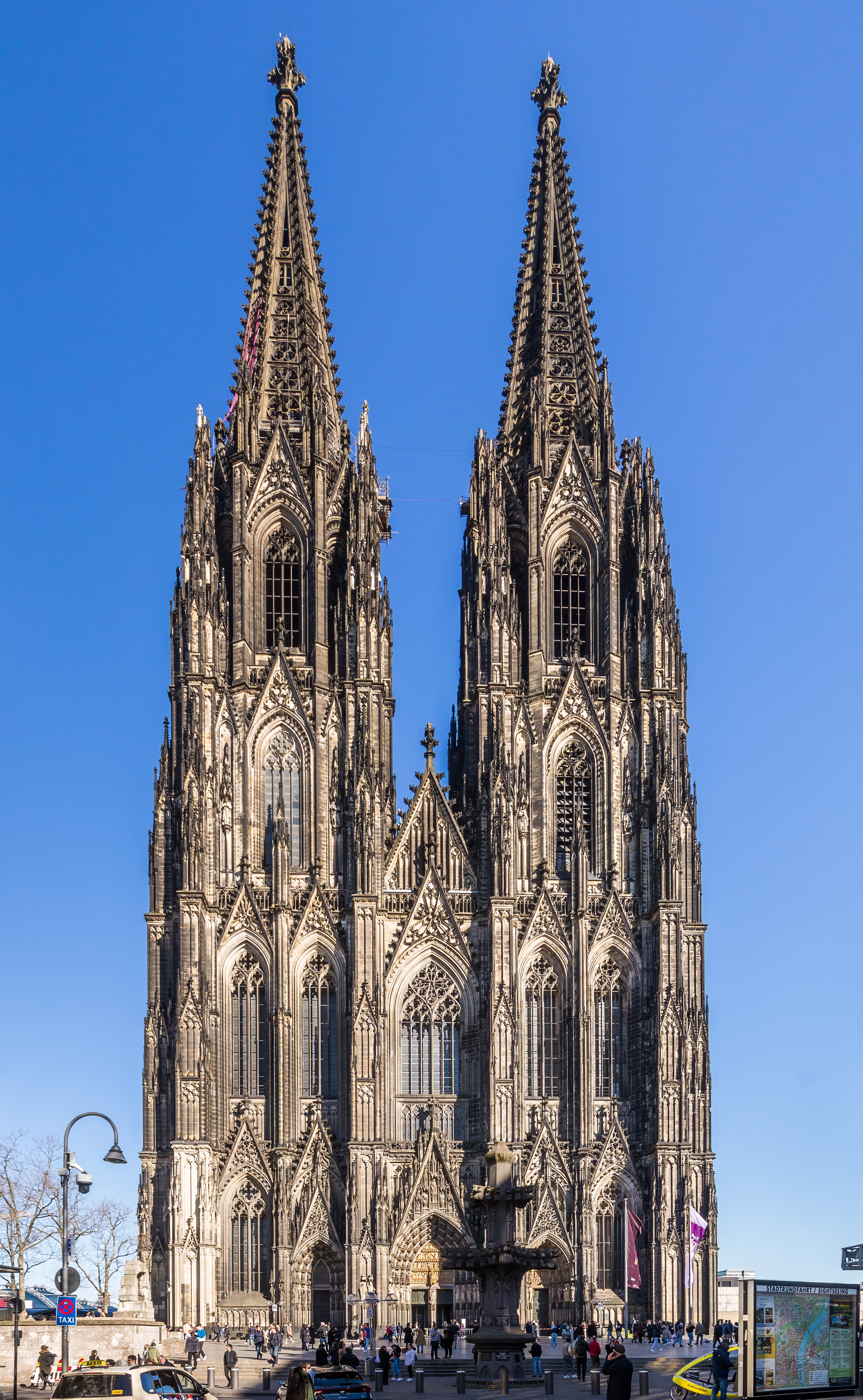
El frente occidental gótico de la catedral de Colonia (1248-1473) no se completó hasta el siglo XIX.
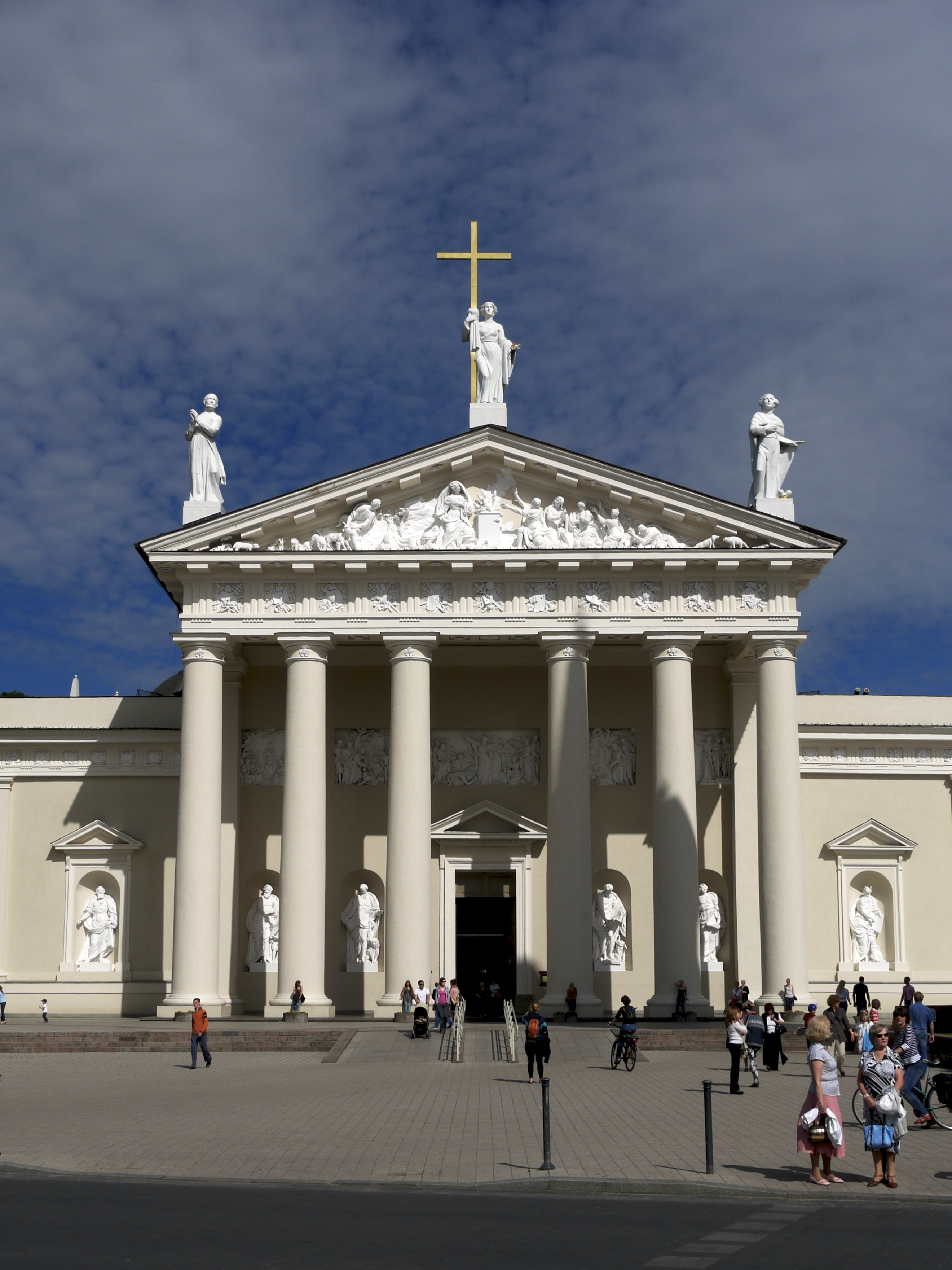
La fachada neoclásica de la catedral de Vilnius, Lituania, con su frontón y columnas.

#### Extremo oriental
El extremo oriental es la parte del edificio que muestra la mayor diversidad de formas arquitectónicas. En el extremo oriental, a nivel interno, se encuentra el santuario donde se encuentra el altar de la catedral.
- Paleocristiano y bizantino: un ábside semicircular en proyección.
- Románico: un extremo redondeado. Puede ser un ábside bajo que se proyecta desde un extremo cuadrado alto, habitual en Italia, Alemania y Europa oriental; en Francia e Inglaterra, el presbiterio terminaba en un extremo oriental alto de forma semicircular, rodeada por un deambulatorio. Si bien común en Francia, en Inglaterra esta disposición sólo se ha mantenido sin cambios significativos en la catedral de Norwich.
- Francia, España, Alemania y gótico de Europa oriental: el extremo oriental es largo y se extiende en un extremo con una alta bóveda ábsidial. Los pasillos orientales continúan alrededor de este ábside, formando un pasaje bajo o deambulatorio. Es posible que haya un grupo de capillas radiales proyectadas al exterior, llamado cabecera.
- Gótico inglés: los extremos orientales muestran una enorme diversidad. La catedral de Canterbury tiene un final ábsidial con girola y capillas proyectadas. Ninguna catedral inglesa anterior al siglo XIX tiene una cabecera completamente desarrollada. En algunas, especialmente en la catedral de Lincoln, el extremo oriental presenta un cuadrado, en forma de acantilado, mientras que en la mayoría esta severidad se rompe por una capilla que se proyecta al exterior, la Lady Chapel. También hay ejemplos de nave lateral baja continua alrededor de un extremo oriental cuadrado.

Cuatro formas de extremo oriental
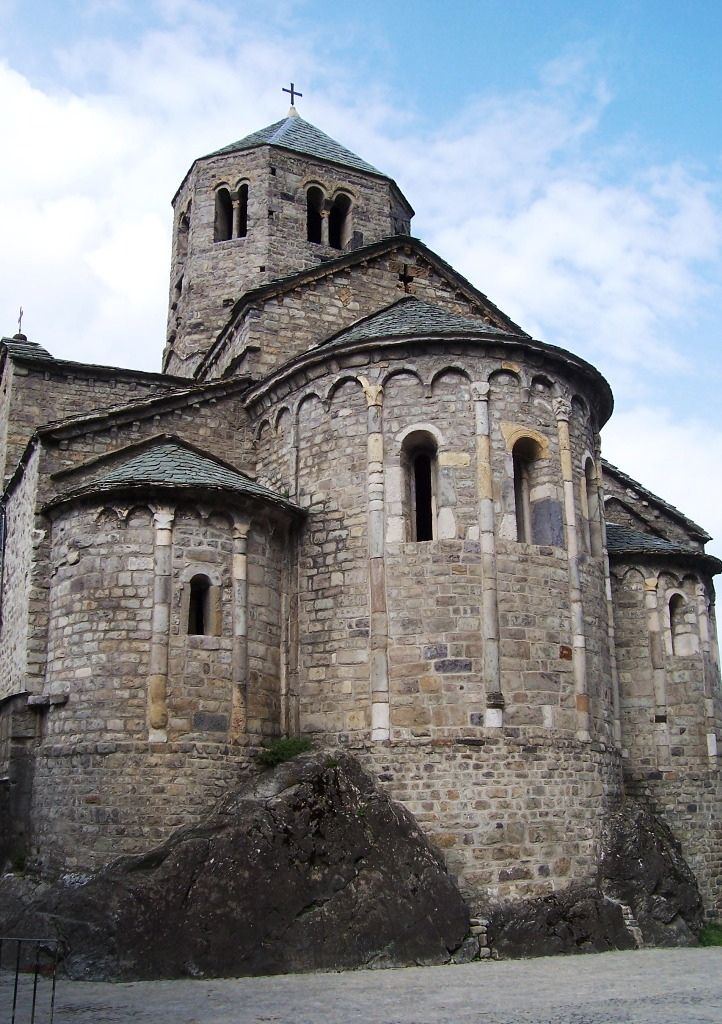
La abadía de San Salvatore, Italia, con ábside central y dos absidiolos
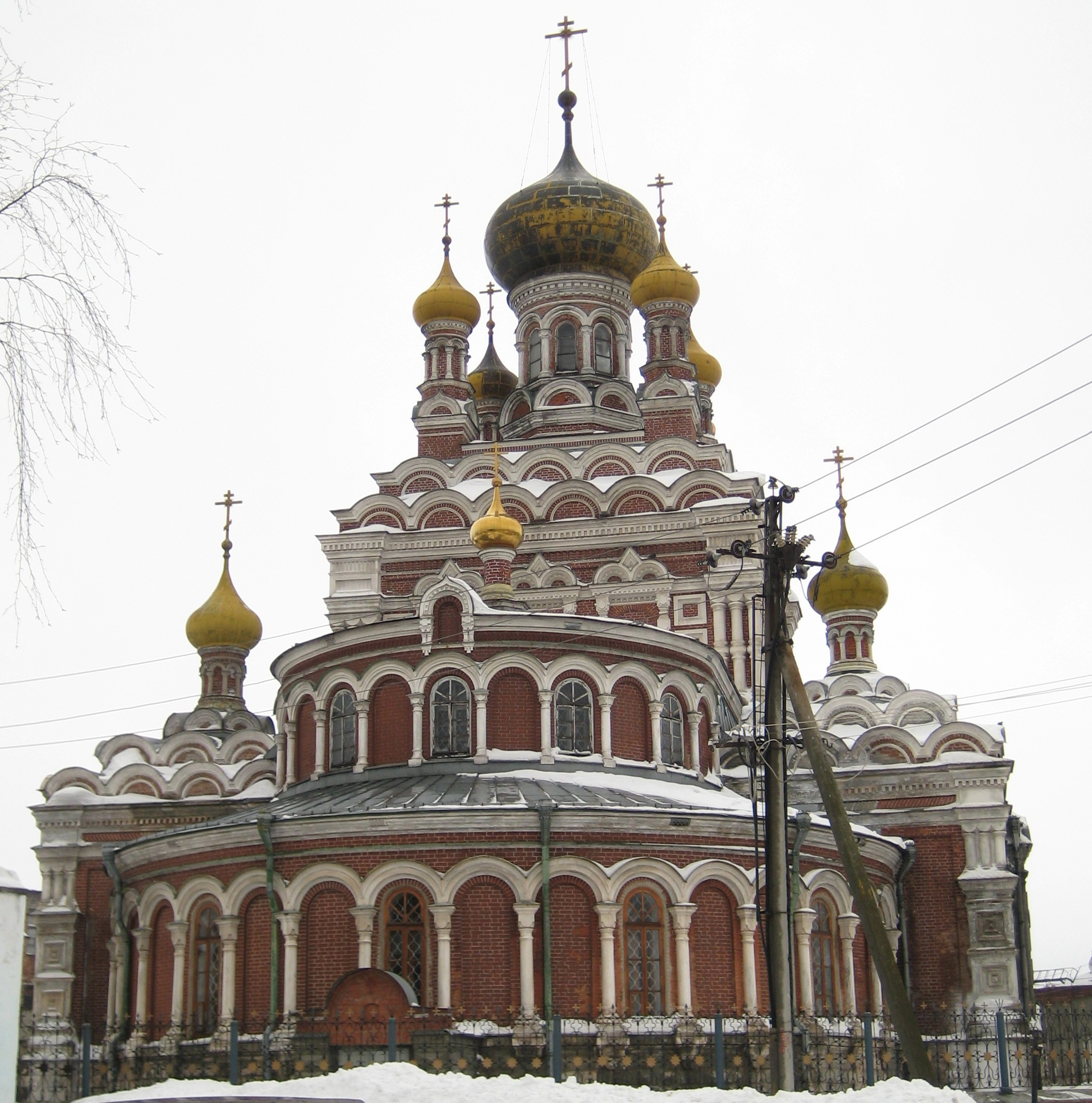
La Iglesia de San Nicolás, en Kungur, Rusia, con un ábside y un amplio deambulatorio.
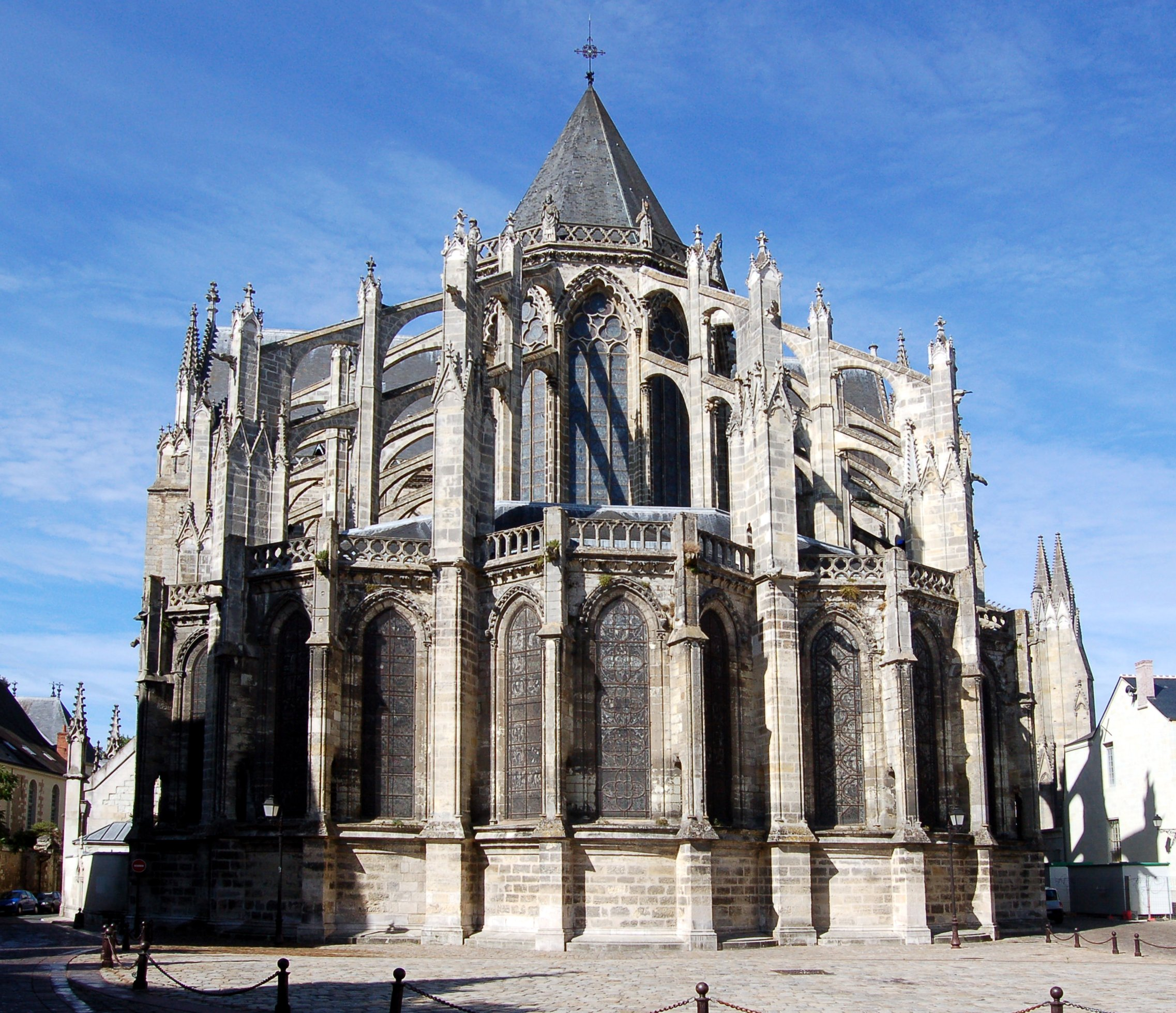
La catedral de Tours, Francia, con un ábside alto, deambulatorio y cabecera de capillas radiales con arbotantes.
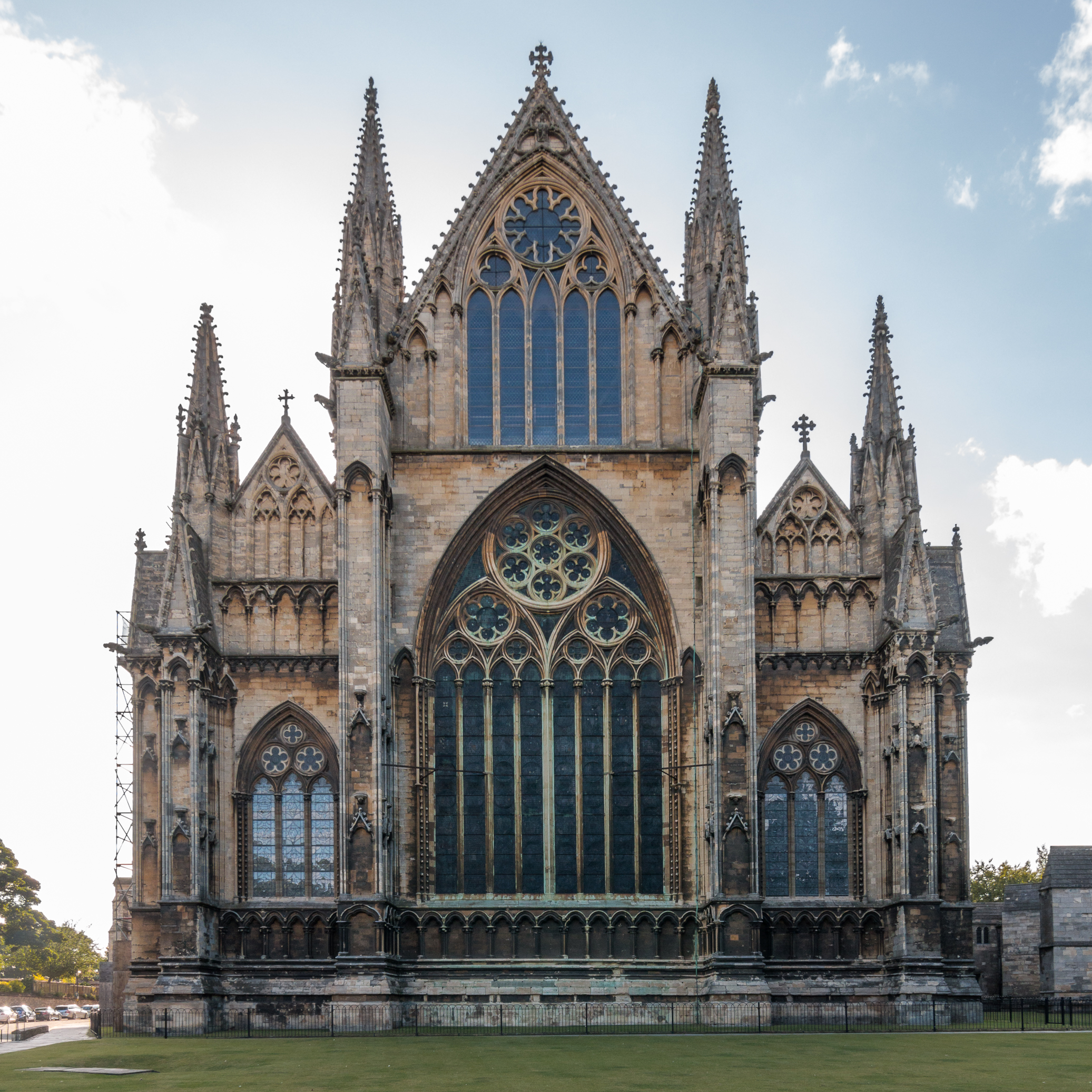
La catedral de Lincoln, Inglaterra, con un extremo reforzado, casi como un acantilado, habitual en las iglesias góticas inglesas.

#### Decoración exterior
La decoración exterior de una catedral o iglesia grande es a menudo tanto arquitectónica como pictórica. Son elementos arquitectónicos decorativos las columnas, pilastras, arcadas, cornisas, molduras, remates y tracería. Las formas adoptadas por estos elementos decorativos son una de las indicaciones más claras del estilo y de la fecha de construcción de cualquier edificio particular. Los elementos pictóricos pueden incluir esculturas, pinturas y mosaicos.
La escultura es el elemento decorativo pictórico predominante en la mayoría de las regiones donde los edificios son de construcción de piedra. En las grandes iglesias medievales de Francia, España, Inglaterra y gran parte de Alemania, se encuentran esculturas figurativas adornando las fachadas y portales.
Las iglesias de ladrillo, como las de gran parte de Italia, a menudo están adornadas con mosaicos, incrustaciones, frisos con inserción de mármol y estatuas exentas en la línea de cubierta. Los mosaicos eran una característica particular de la arquitectura bizantina y son la principal forma de adorno de muchas iglesias ortodoxas, tanto externa como internamente.
El tema más común en la decoración de cualquier iglesia, tanto exterior como interior, es la salvación de la humanidad por Jesucristo. El esquema decorativo funciona a menudo como una Biblia del pobre hombre, advirtiendo a los asistentes a la iglesia que, en términos bíblicos, la justa recompensa por su naturaleza pecaminosa es la muerte, y que sólo a través de Jesús puede obtener el perdón y la redención. El esquema general comienza fuera de la iglesia, en el frente occidental, con la representación del Cristo Pantocrator sobre el dintel de la puerta principal. En los edificios románicos y góticos, por lo general, esto se hacía con un grupo escultórico, y podía conllevar toda una escena del Juicio Final con detalles de las almas que estaban siendo pesadas y recompensadas, o arrastradas al infierno por los demonios. En las iglesias en las que prevalece lo pintado más que la decoración esculpida, el Juicio Final está a menudo situado en el interior del extremo occidental, en lugar del exterior.
Referencias de la sección: Banister Fletcher, Wim Swaan, Larousse.

Decoración exterior
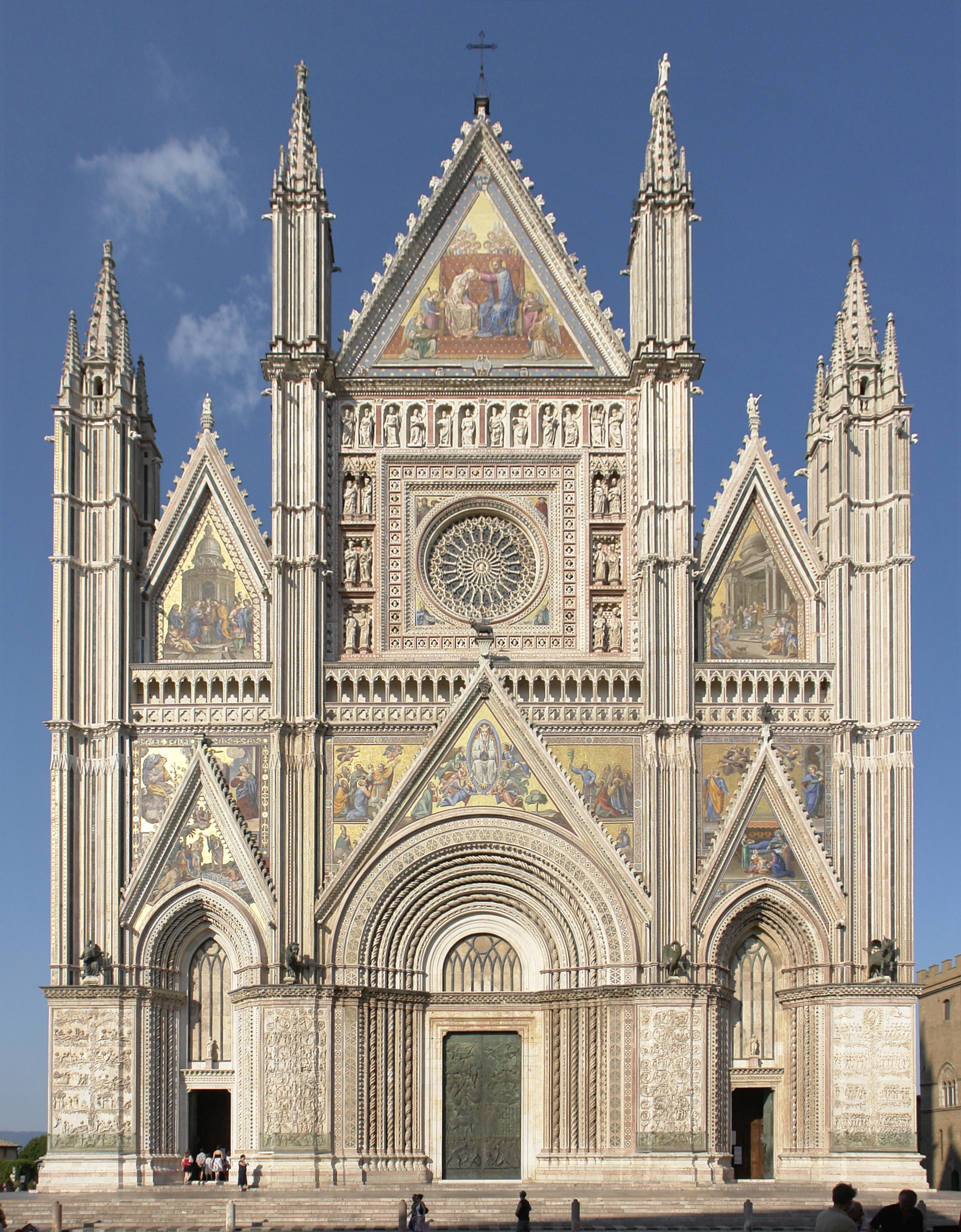
La fachada gótica de la catedral de Orvieto (1290-1591) especie de tríptico chapado con mármol policromado, coloridos mosaicos y estatuas exentas de mármol y bronce.
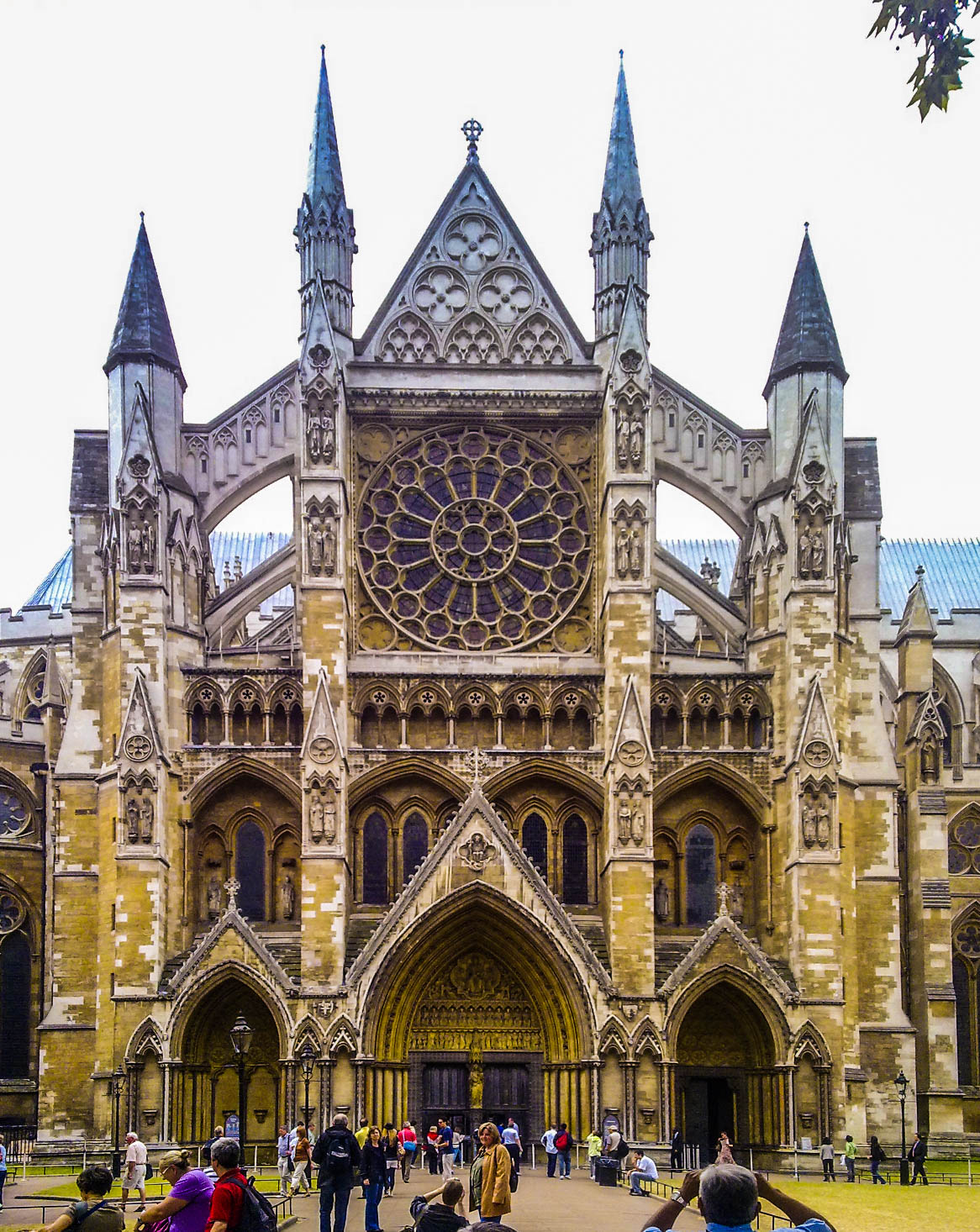
La fachada gótica del transepto de la abadía de Westminster (1245-1517, s. XIX) está decorada con capas de detalles arquitectónicos como tracería, arquerías y tallado figurativo.
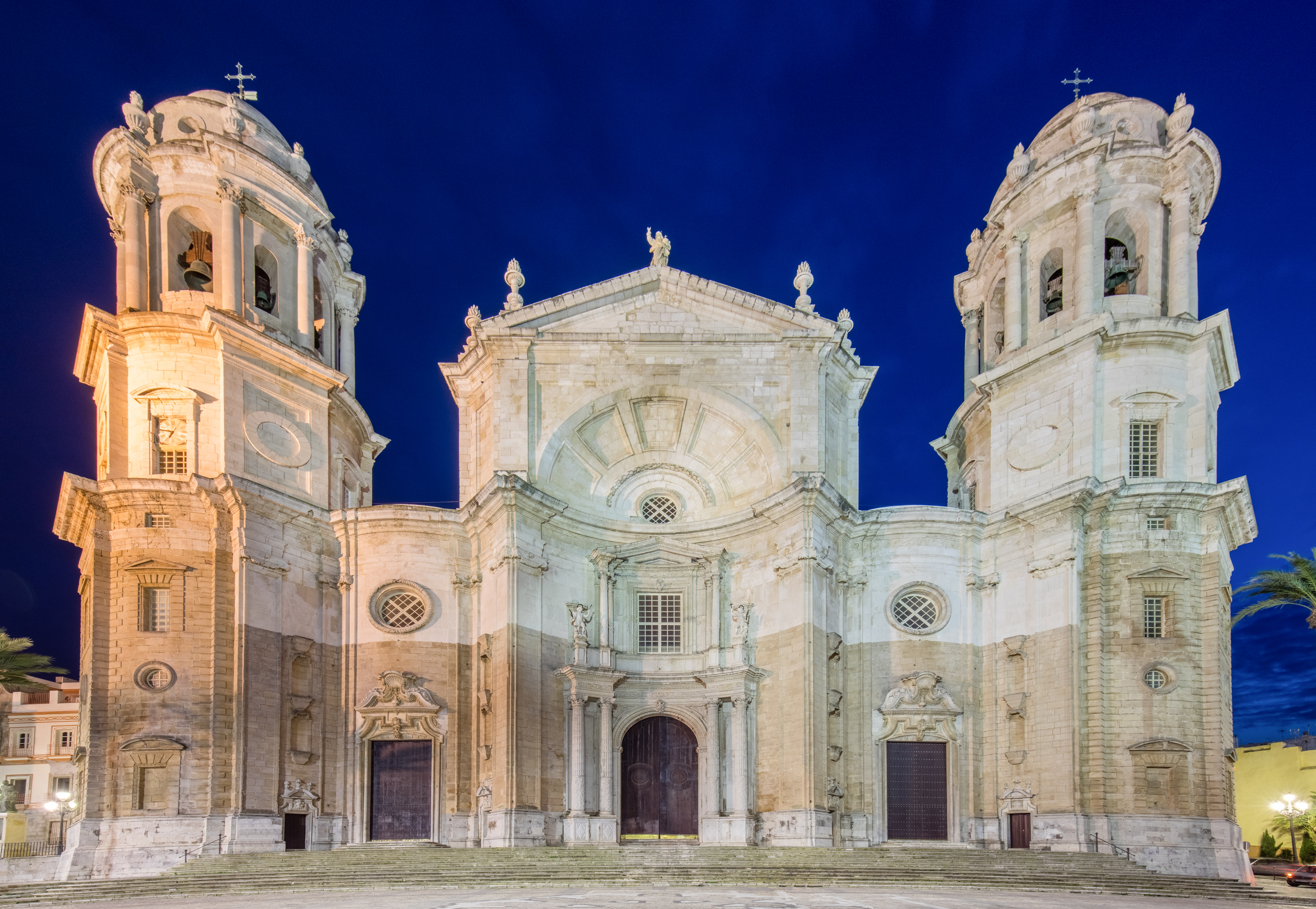
La fachada barroca de la catedral de Cádiz (1722-1838) contrasta formas arquitectónicas dinámicas con detalles clásicos precisos y una cuidada colocación de escultura exenta.
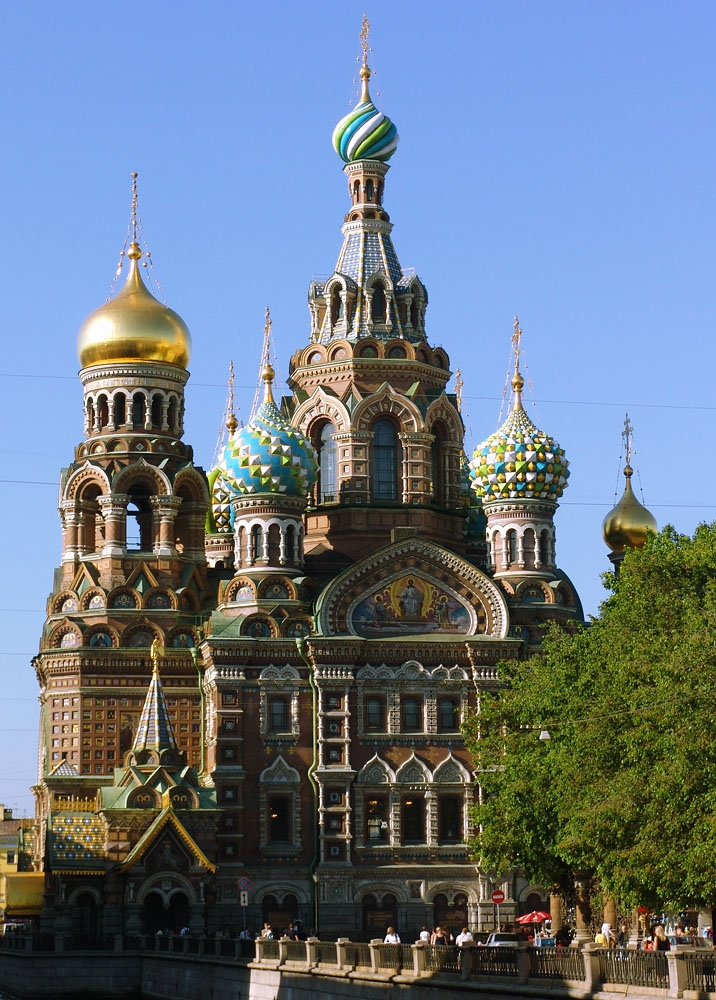
La fachada neorrusa de la iglesia del Salvador sobre la sangre derramada (1883-1907) es de ladrillo rojo decorado con mosaicos, azulejos y ornamentos arquitectónicos, en particular los arcos conocidos como kokoshniks.

### Características internas

#### Nave central y naves laterales
El cuerpo principal del edificio, que forma el brazo de la cruz donde los fieles se congregan más tiempo, se llama nave. El término proviene de la palabra latina para una embarcación o nave. Una catedral es, simbólicamente, un barco que lleva al pueblo de Dios a través de las tormentas de la vida. Además, el alto techo de madera de una gran iglesia se construye de manera similar al casco de un barco.
La nave está enmarcada a ambos lados por pasillos o naves laterales más bajos, separados del espacio principal por una fila de pilares o columnas. Las naves laterales facilitan el movimiento de las personas, incluso cuando la nave central está llena de fieles. También refuerzan estructuralmente los muros interiores que soportan el alto techo, que en el caso de muchas catedrales y grandes iglesias, es de piedra. Por encima del techo del pasillo están las ventanas del clerestorio que iluminan la nave.
En algunas grandes iglesias, particularmente en iglesias medievales tardías, hay dos pasillos laterales a ambos lados de la nave. Otras iglesias tienen una sola nave y una fila de capillas a cada lado. En algunas iglesias, sobre todo en Alemania, los pasillos son casi tan altos como la nave, formando una iglesia de salón". En este caso, dado que no hay clerestorio, las ventanas de las naves laterales son a menudo muy altas para permitir la entrada de luz en la nave central.

Formas de nave central y los pasillos laterales
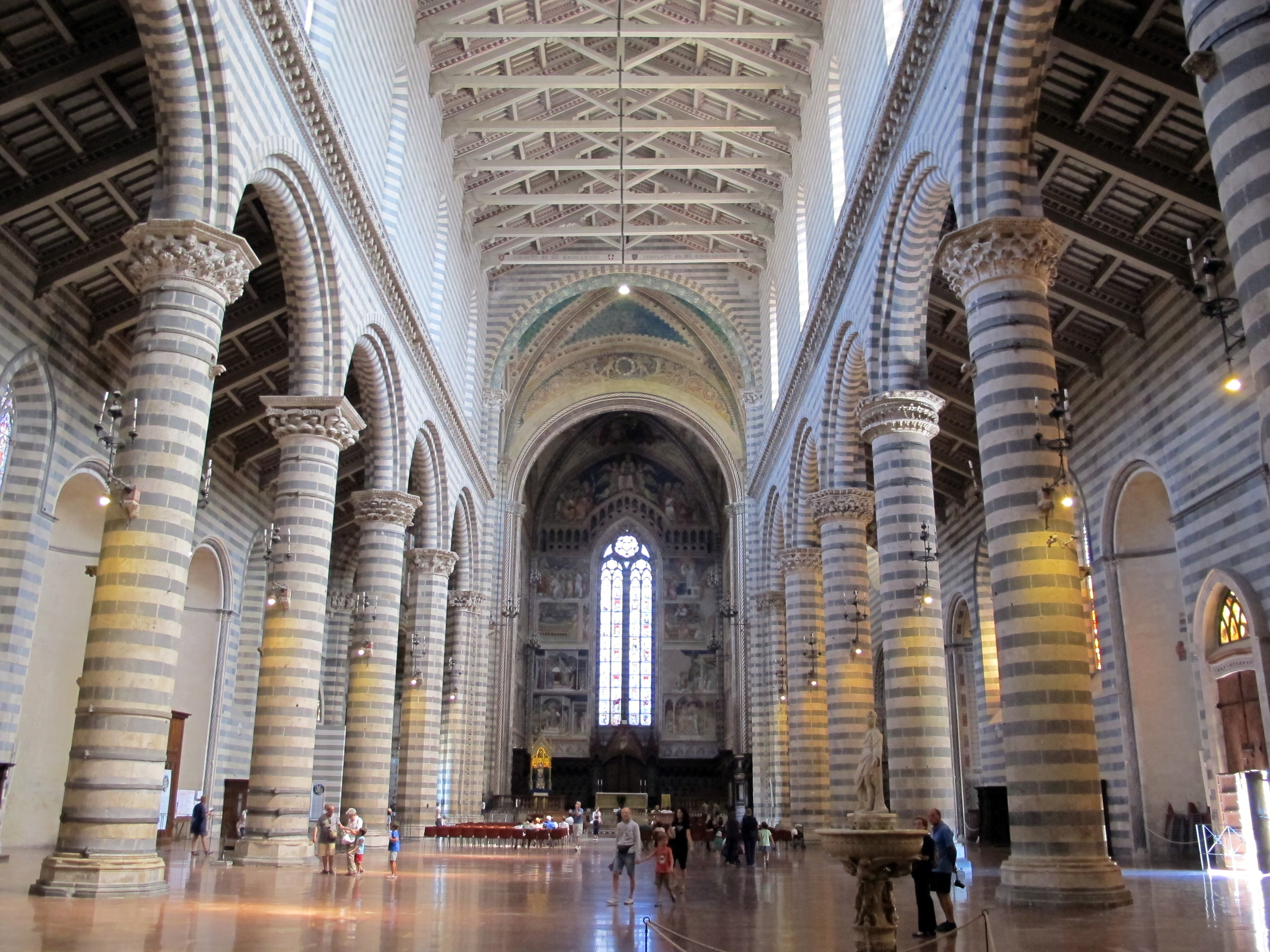
La nave central de la catedral de Orvieto, Italia, tiene dos niveles: arcada y ventanas de un simple clerestorio separadas por una cornisa.
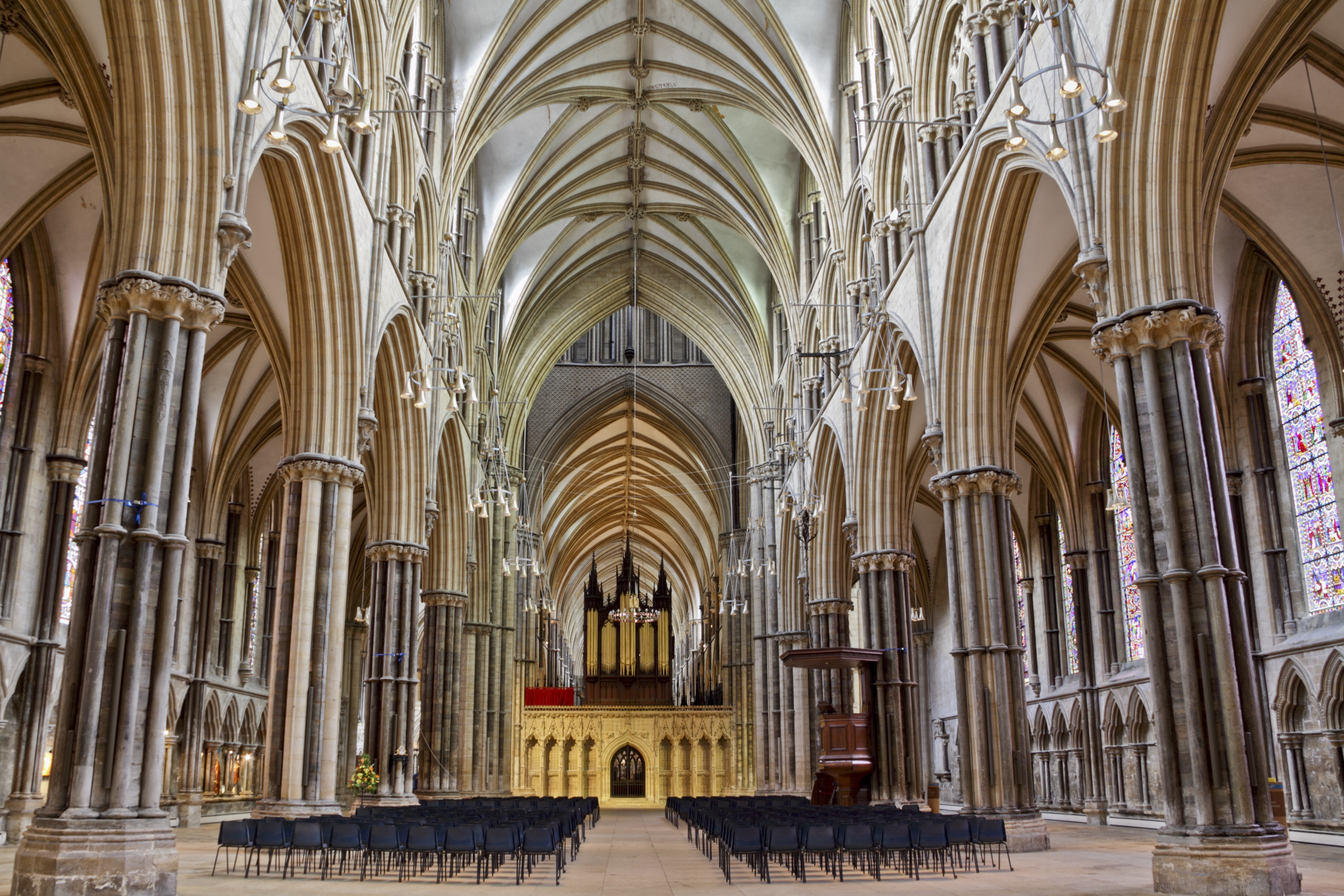
La catedral medieval de Lincoln, Inglaterra, tiene tres niveles: arcada, galería y clerestorio, unidos por ejes verticales.
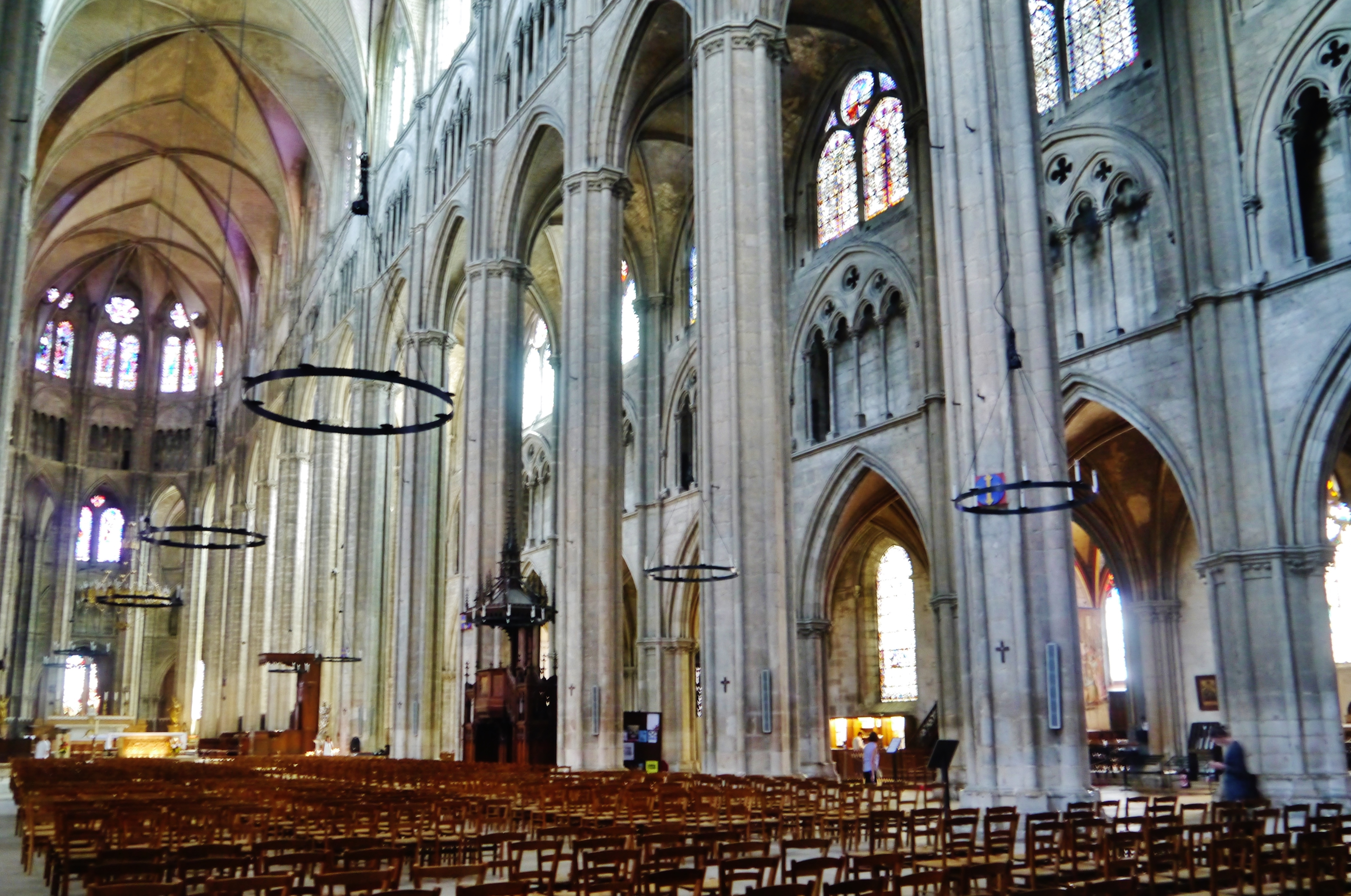
La catedral gótica de Bourges, Francia, tiene cinco naves y repite en dos planos la misma organización en tres niveles: arcada, galería y clerestorio.
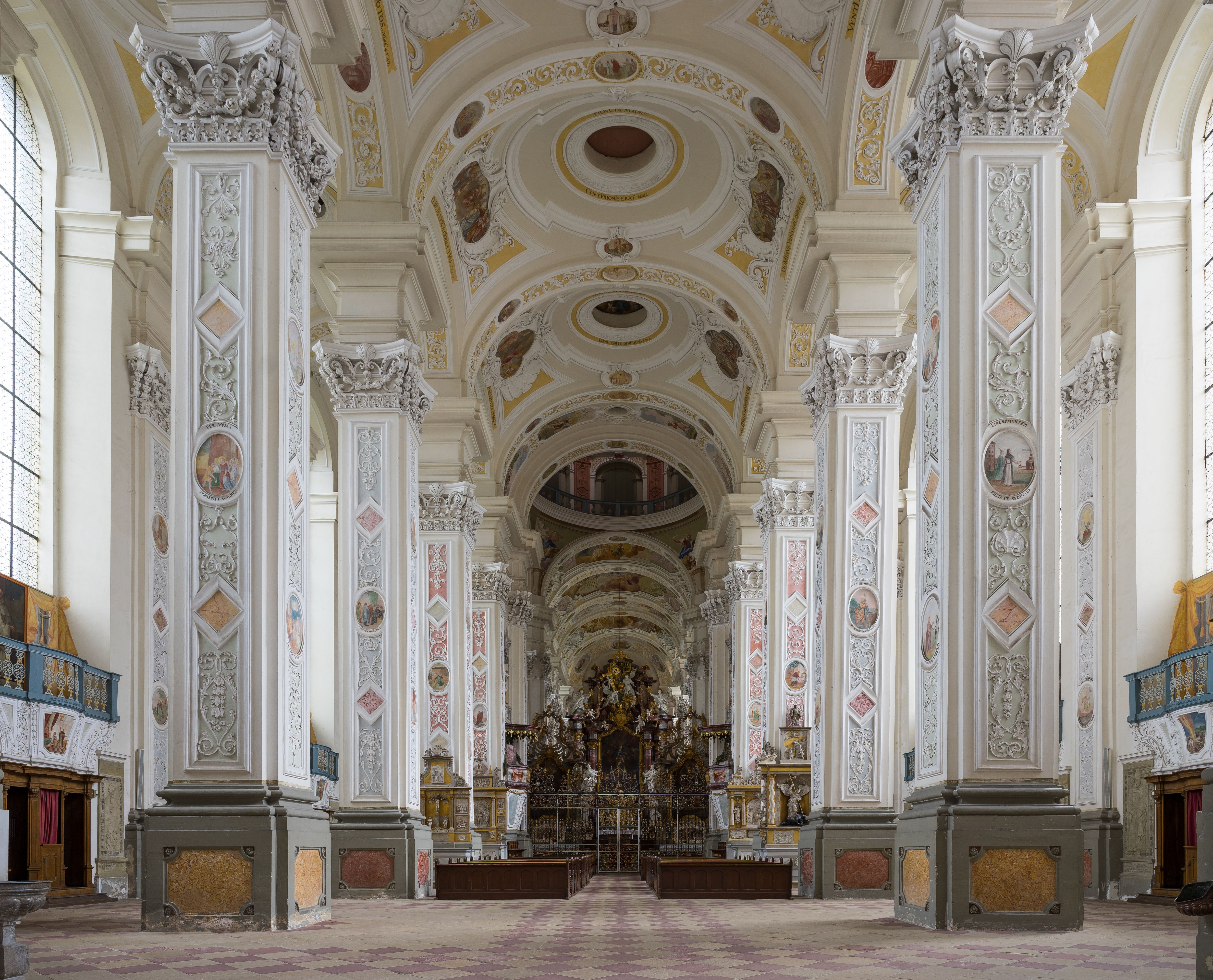
La abacial iglesia barroca de Schöntal, Alemania, es una iglesia de salón con tres naves que alcanzan la misma altura.

#### Crucero y transepto
El crucero es el punto de una gran iglesia en la que el transepto cruza la nave principal. Este punto está marcado a menudo externamente por una torre o cúpula e, internamente, por los pilares y arcos que se requieren para soportar el peso de una estructura de este tipo. El interior de la cúpula o de la torre puede ser una de las características arquitectónicas principales del interior. En una iglesia de planificación centralizada, como Santa Sofía, y típico de muchas iglesias ortodoxas, el espacio interior mayor del edificio está cubierto por la cúpula.
El transepto es un símbolo de los brazos de la cruz, pero también proporciona espacio para la congregación y para disponer más capillas. Las capillas del transepto están a menudo dedicadas a un santo en particular, o a un aspecto particular de la vida y ministerio de Cristo, como la Natividad o la Resurrección. En algunas catedrales inglesas a menudo hay un segundo transepto que dispone de capillas, para facilitar la celebración del Santo Oficio por el clero cada día.

Formas interiores del crucero
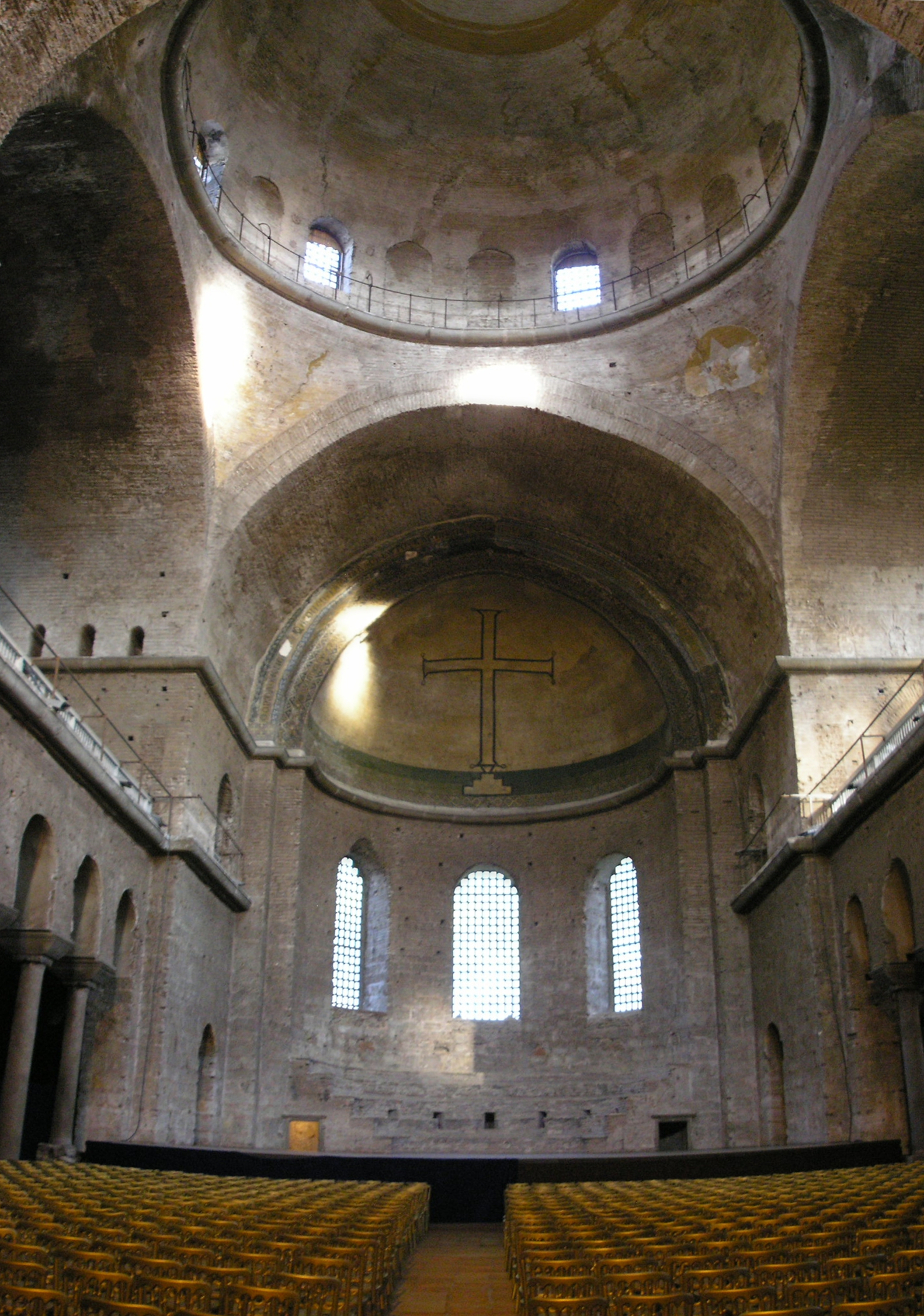
La bizantina Hagia Eirene, Estambul, tiene una cúpula sobre pechinas.
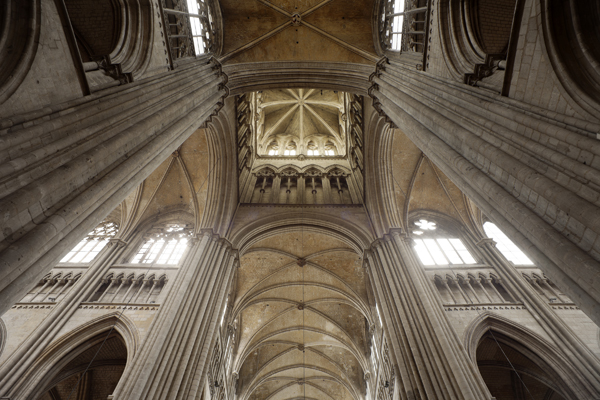
La catedral gótica de Rouen tiene un cimborrio con bóveda de crucería.
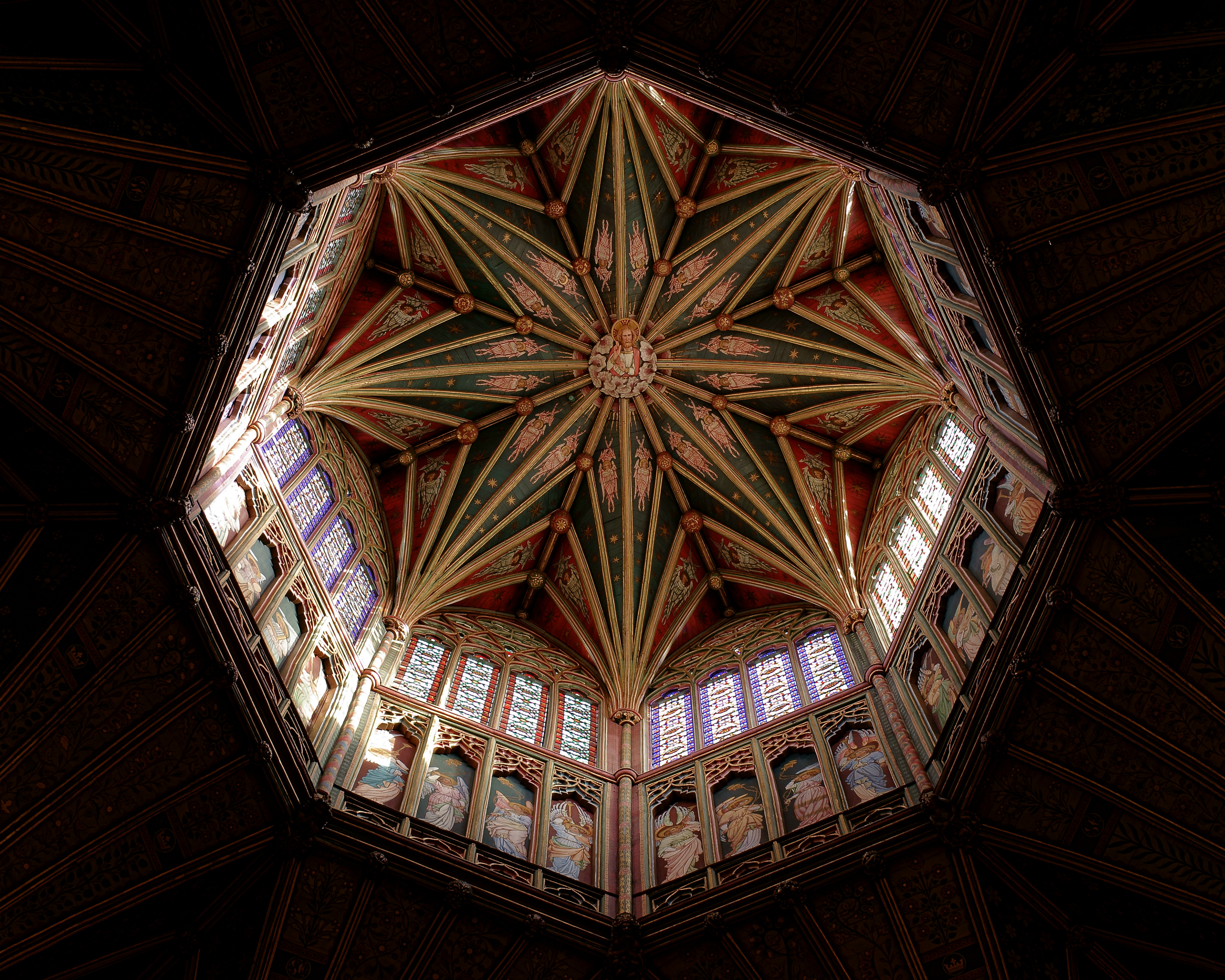
La normanda catedral de Ely tiene un octógono gótico soportado por vigas de martillo de madera.
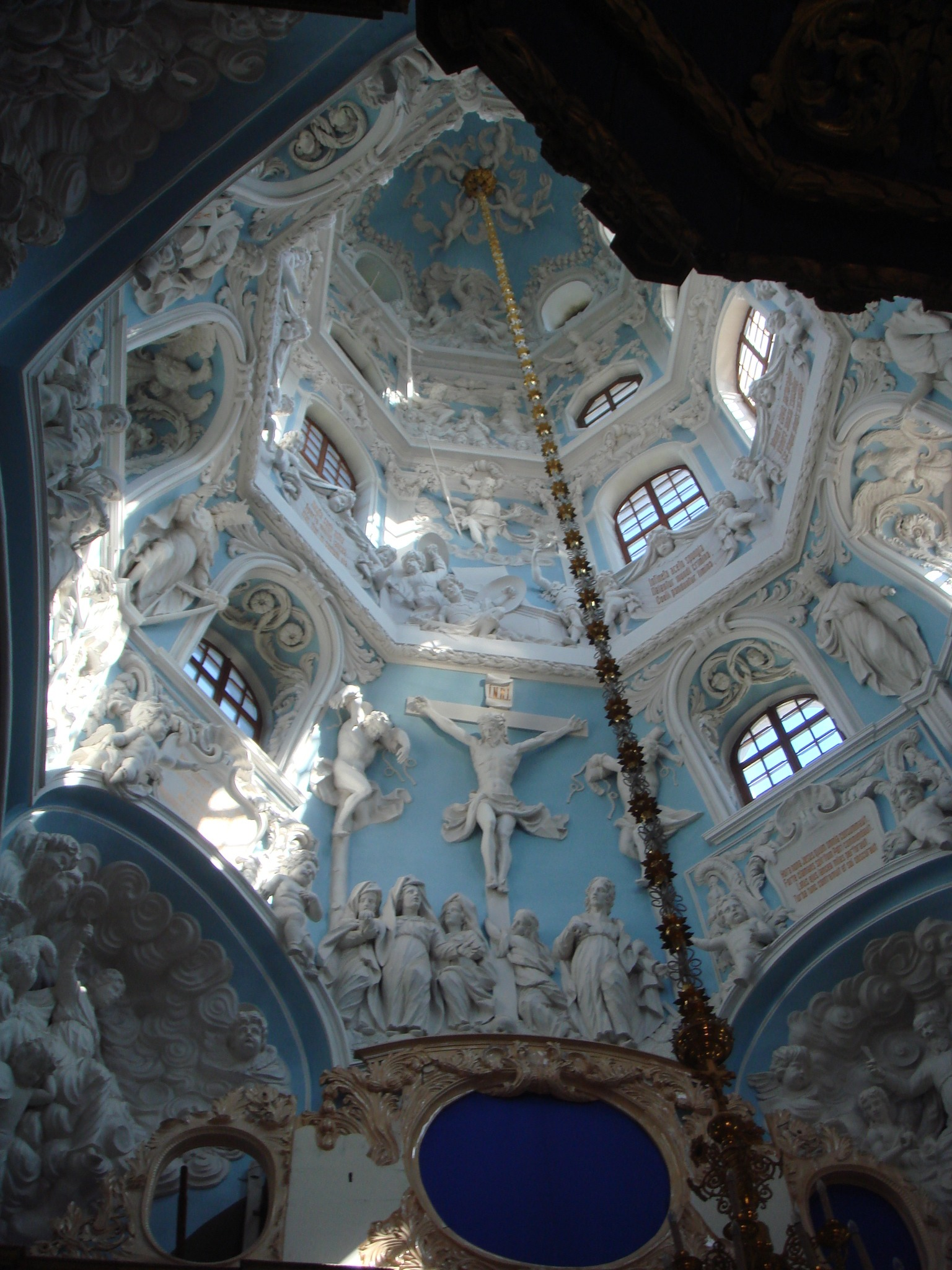
La Iglesia de Dubrovitsy tiene una elaborada variación rococó sobre una cubierta en pabellón rusa.
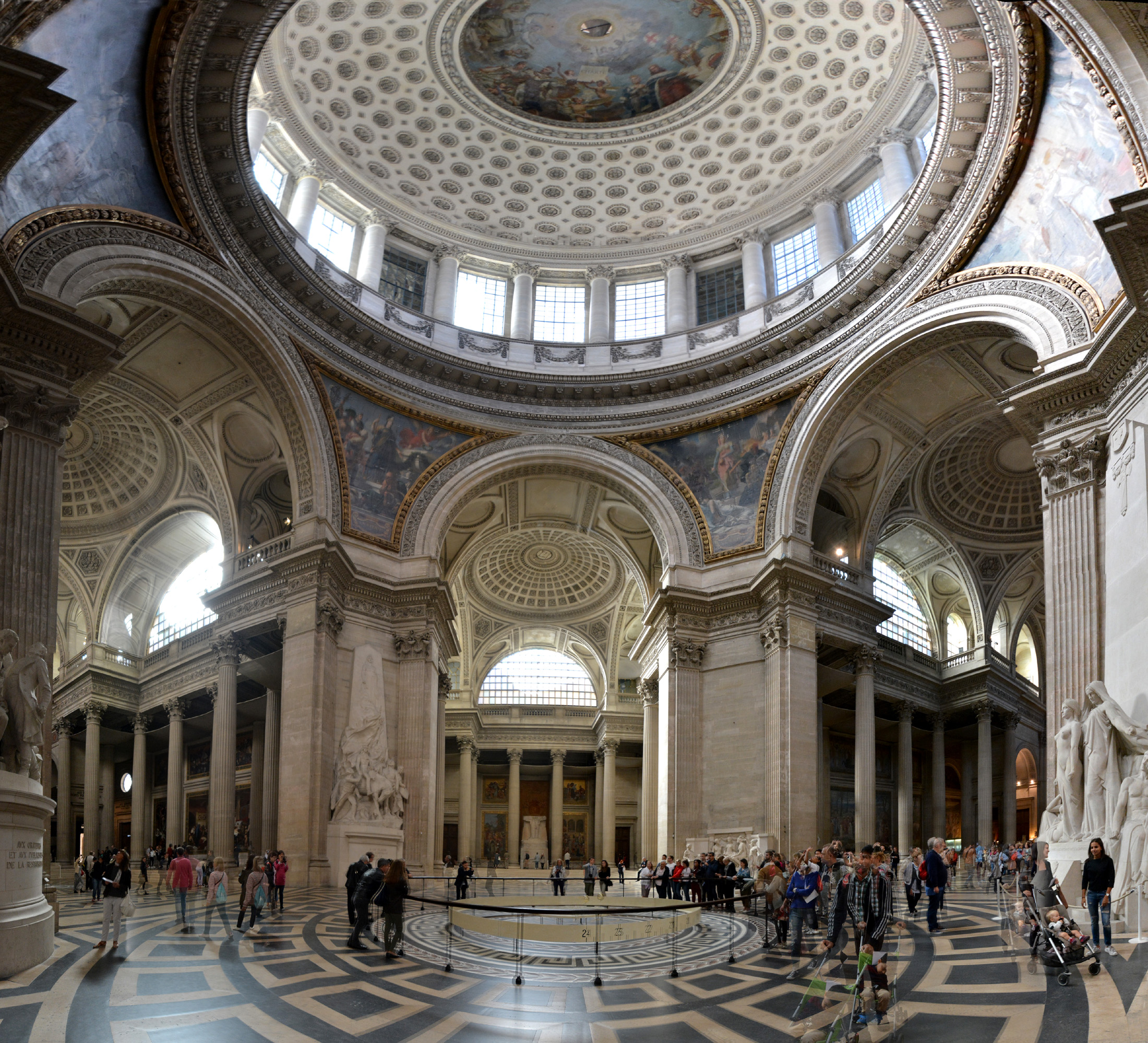
El Panteón de Paris, del siglo XIX, tiene una cúpula sobre una rotonda.

#### Coro y presbiterio
Cuando el cuerpo principal se extiende más allá del transepto, esa extensión se denomina arquitectónicamente presbiterio, del que la definición más estricta incluye sólo el coro y el santuario con el altar mayor, pero que en la acepción más amplia incluye todo el brazo oriental más allá del crucero. Esta forma arquitectónica es común en las arquitecturas normanda y gótica. El coro, cuando existe, normalmente aloja la sillería del coro, el «santuario» y la cátedra (el asiento del obispo). Al «coro» arquitectónico a veces se le llama la «mano de papel» para diferenciarlo del coro de cantantes. En la Edad Media cantaba todo el clero, o grupos de niños que se enseñaban en una escuela de coro adjunta, y el presbiterio (estrictamente definido) era el área ocupada por el clero oficiante, con pocas intrusiones laicas. En las catedrales los canónigos y otros sacerdotes se sentaban en el coro, como lo hacían los monjes en las iglesias monásticas.
En las catedrales inglesas con dos transeptos, hay una zona más allá del coro que se llama chancel (presbiterio). En ella es donde los sacerdotes o monjes podían hacer sus devociones privadas. A menudo hay muchas capillas adicionales situadas hacia el extremo oriental de una catedral o iglesia abacial. El principal de ellos es la capilla de la Virgen (Lady Chapel), que está dedicada a la Virgen María.

Coros
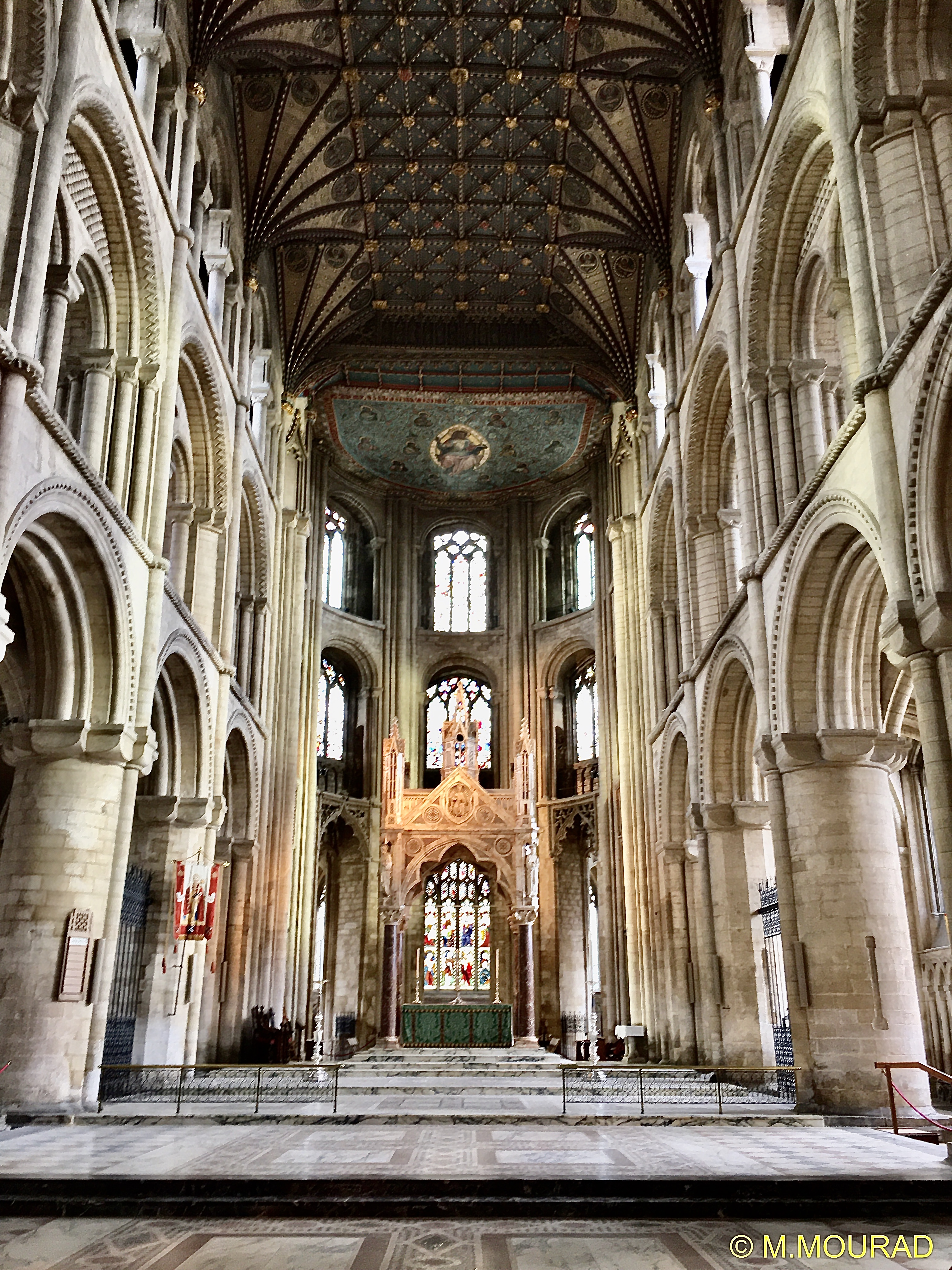
Coro de la catedral normanda de Peterborough, Inglaterra
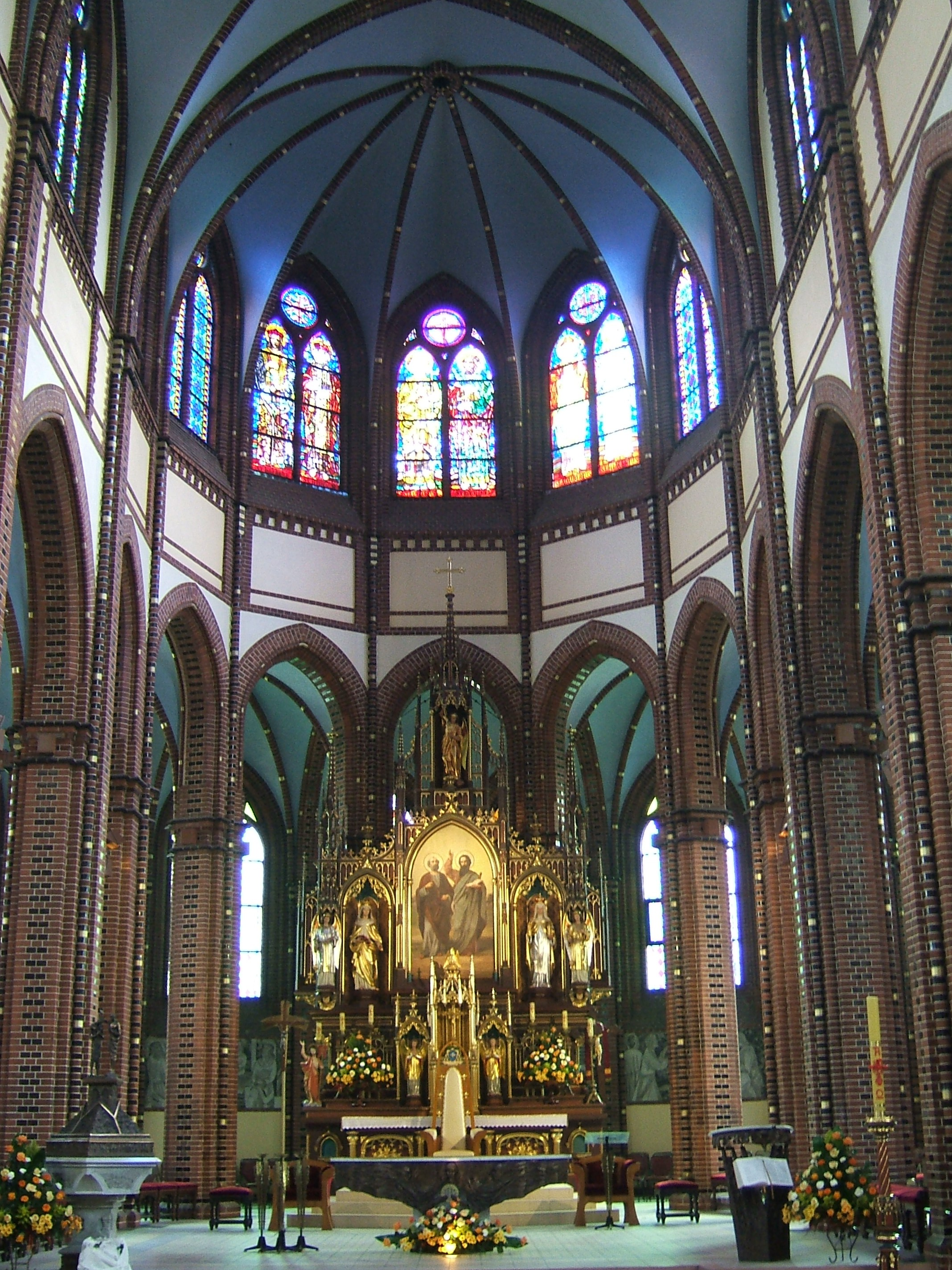
Ladrillo gótico en la catedral de los Santos Pedro y Pablo, Gliwice, Polonia
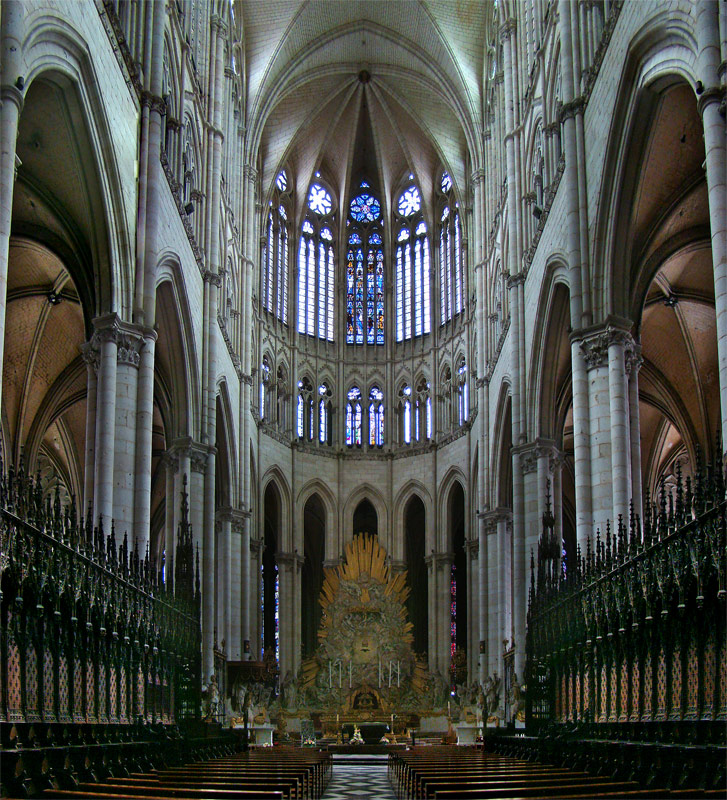
Coro gótico de la catedral de Amiens, Francia
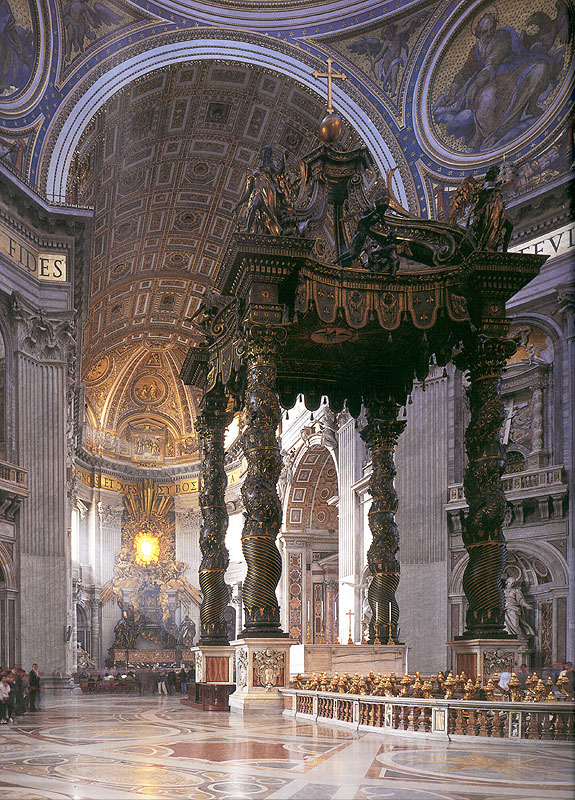
Coro y altar papal de la basílica de San Pedro, Roma
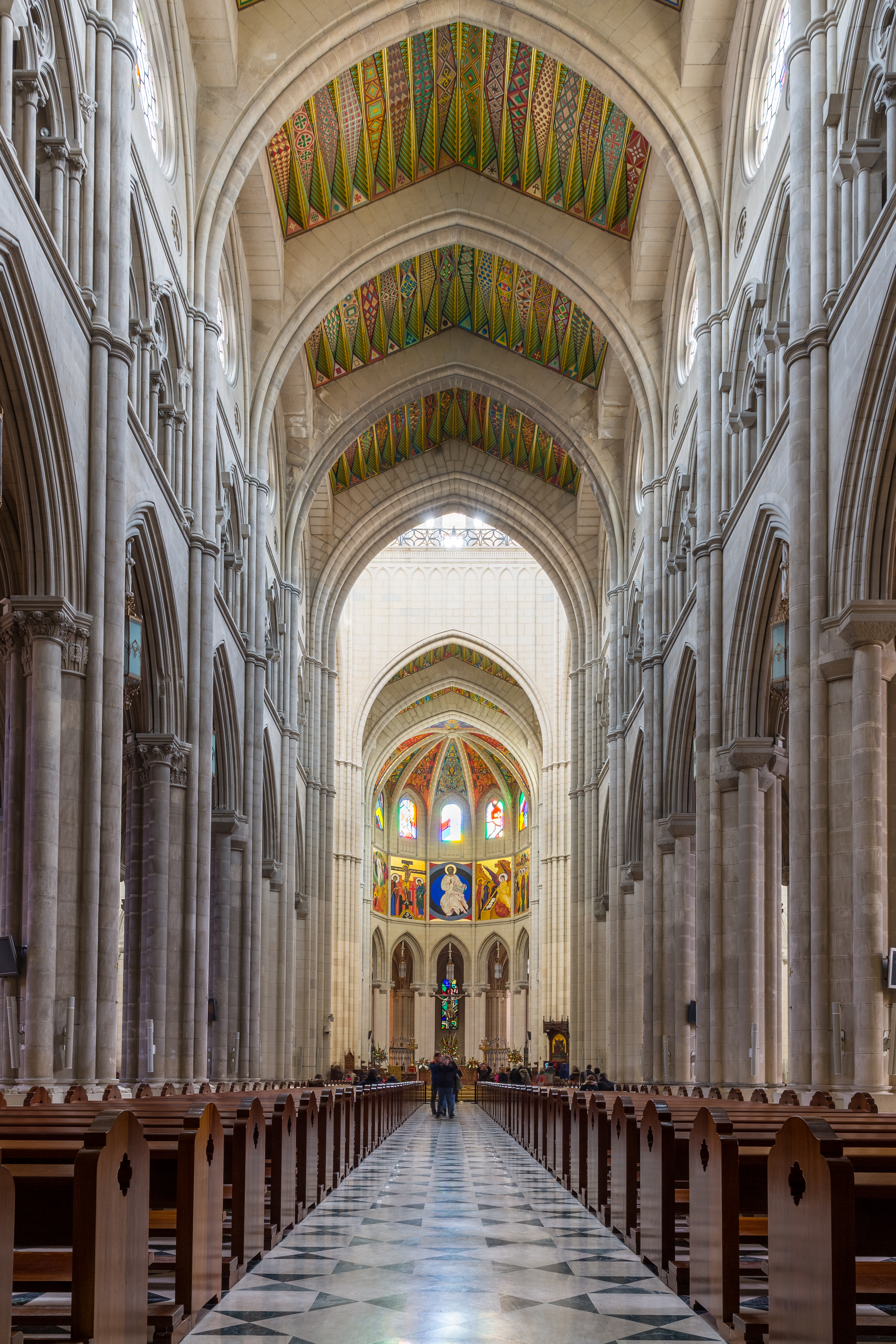
Interior de la Catedral de la Almudena en Madrid. Vista desde la entrada hacia el altar.

#### Altar
El altar, en una iglesia, es una mesa en la que se deja el Santísimo Sacramento del pan y del vino para su consagración por un sacerdote antes de su uso en el rito de la Comunión. El altar mayor de una iglesia se encuentra en un espacio llamado el "santuario" ("lugar santo").  Muchas iglesias tienen un altar adicional colocado más hacia adelante, así como altares en las capillas. El altar de una iglesia católica suele estar hecho de mármol, aunque también los hay de fundición o piedra tallada. La mayoría de los altares de las iglesias protestantes y anglicanas son de madera, símbolo de la mesa de la Última Cena en lugar de un altar de sacrificios.
El santuario está a menudo separado del cuerpo de la iglesia por una reja o pantalla, y, en el caso de las iglesias ortodoxas y católicas bizantinas, por un iconostasio que forma una barrera completa, tanto visual como física. El santuario es generalmente la parte más ornamentada de una iglesia, creando un foco visual hacia el altar; solía hacerse esto de varias maneras: podía haber un retablo tallado o pintado, una gran pantalla tallada llamada reredos o una estructura llamada ciborio que forma un dosel sobre el altar. En las iglesias inglesas que tienen un extremo oriental cuadrado, el muro detrás del altar se abre con una vidriera muy grande.

Altares
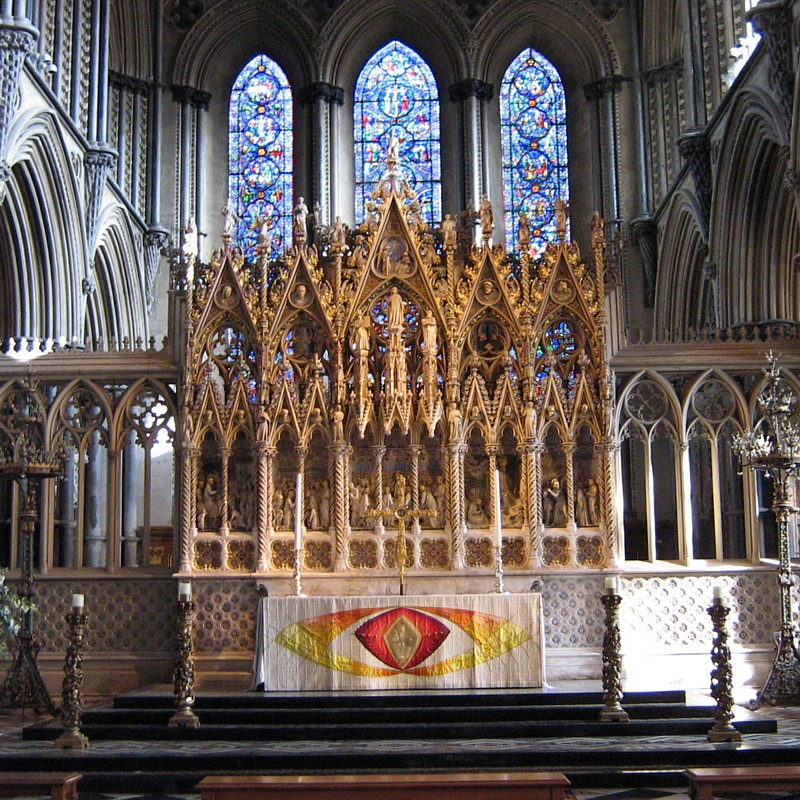
El retablo gótico revival en la catedral de Ely, Inglaterra
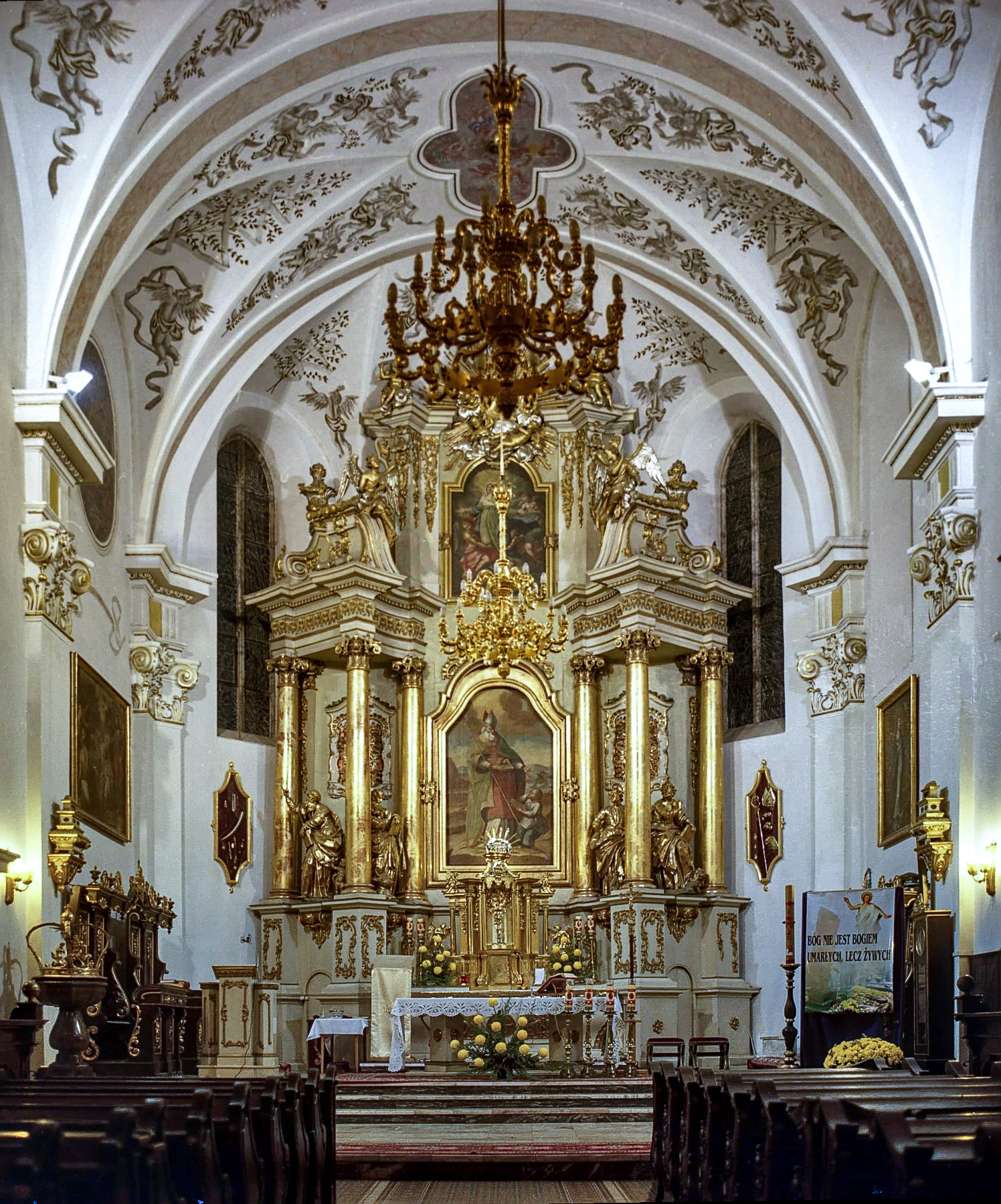
El políptico barroco de la Basilica St Nicolaus , Bochnia, Polonia.
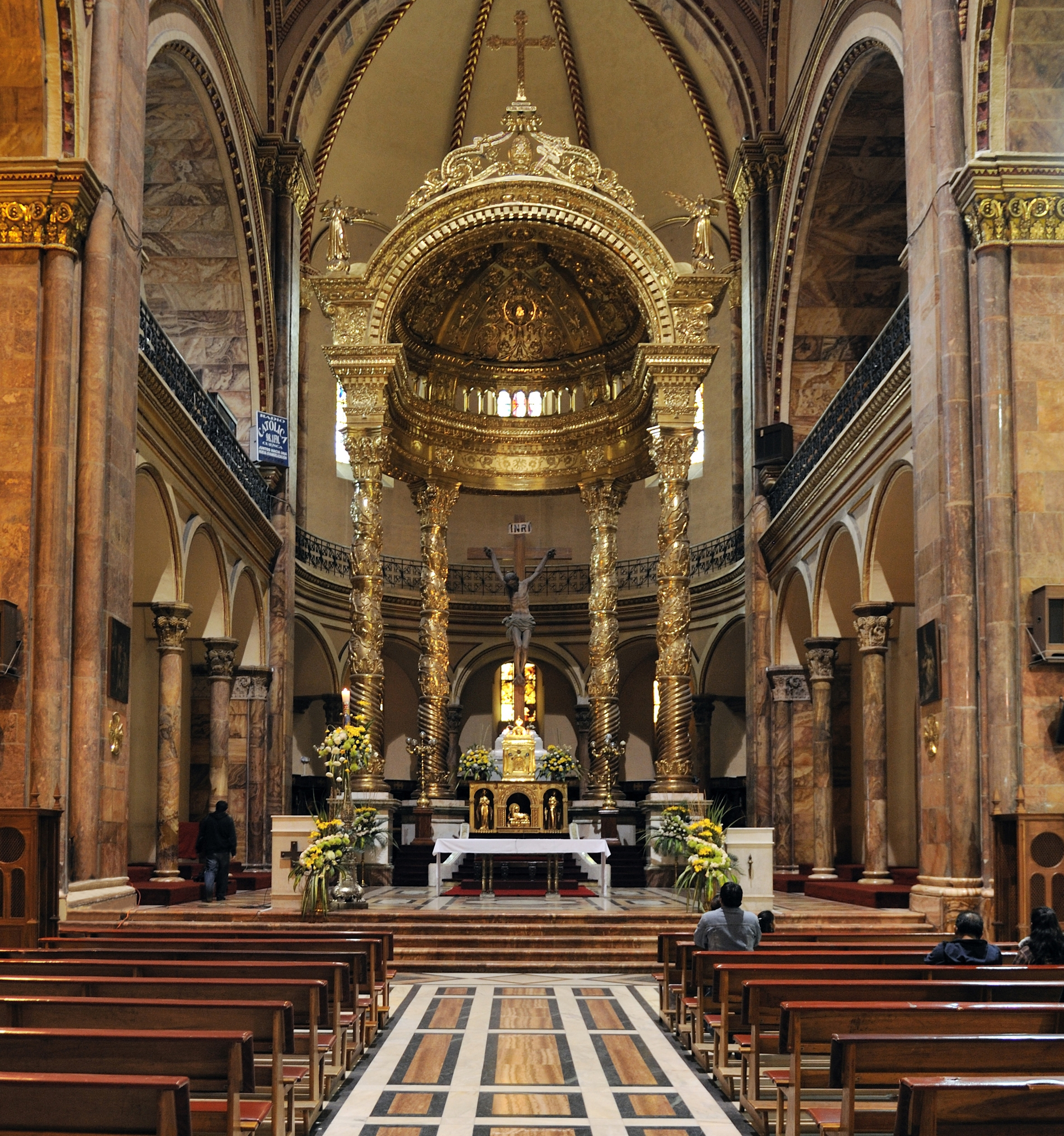
El ciborio neobarroco en la catedral Nueva, Cuenca, Ecuador
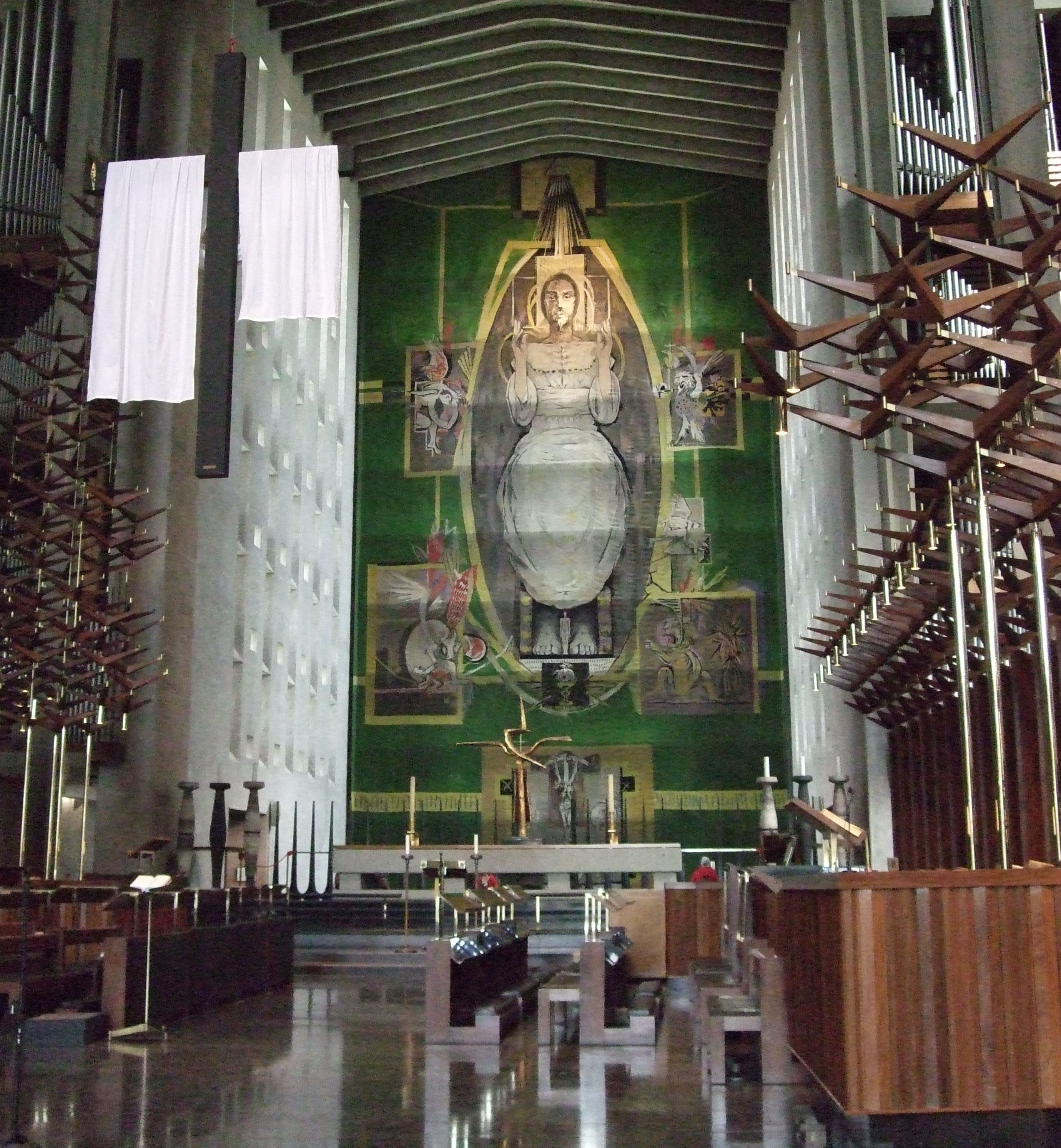
Tapiz de Graham Sutherland en la catedral de Coventry, Inglaterra
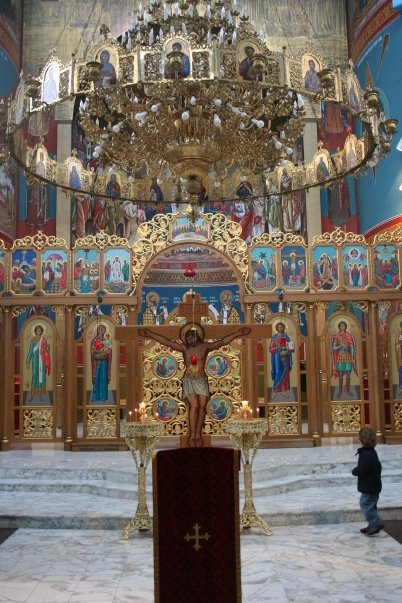
Iconostasio contemporáneo en la iglesia católica griega ucraniana, Chicago USA

#### Sillería del coro y órgano
El término  «coro» se utiliza de tres maneras distintas en relación con las catedrales. Además de su acepción arquitectónica, se refiere al coro de "coristas", a menudo hombres y niños, que cantan en los servicios; también se utiliza para la sección de la iglesia donde se encuentra el coro y donde tienen lugar los servicios de corales. En una catedral o gran iglesia, puede haber asientos fijos en esta zona, llamados "sillería del coro", que también proporcionan asientos para el clero de la catedral y alguna congregación. La sillería del coro está a menudo ricamente tallada y decorada. El asiento del obispo o cathedra  a menudo se encuentran en este lugar. El coro puede estar separado de la nave por una pantalla muy decorada de madera o piedra. El órgano, que ofrece música y acompaña al coro, puede estar localizado en esa pantalla, o puede estar en la galería por encima del coro, o en uno de los brazos del transepto. Algunas iglesias tienen una tribuna superior para el órgano en el extremo oeste de la iglesia, sobre las puertas procesionales.

Sillerias de coro
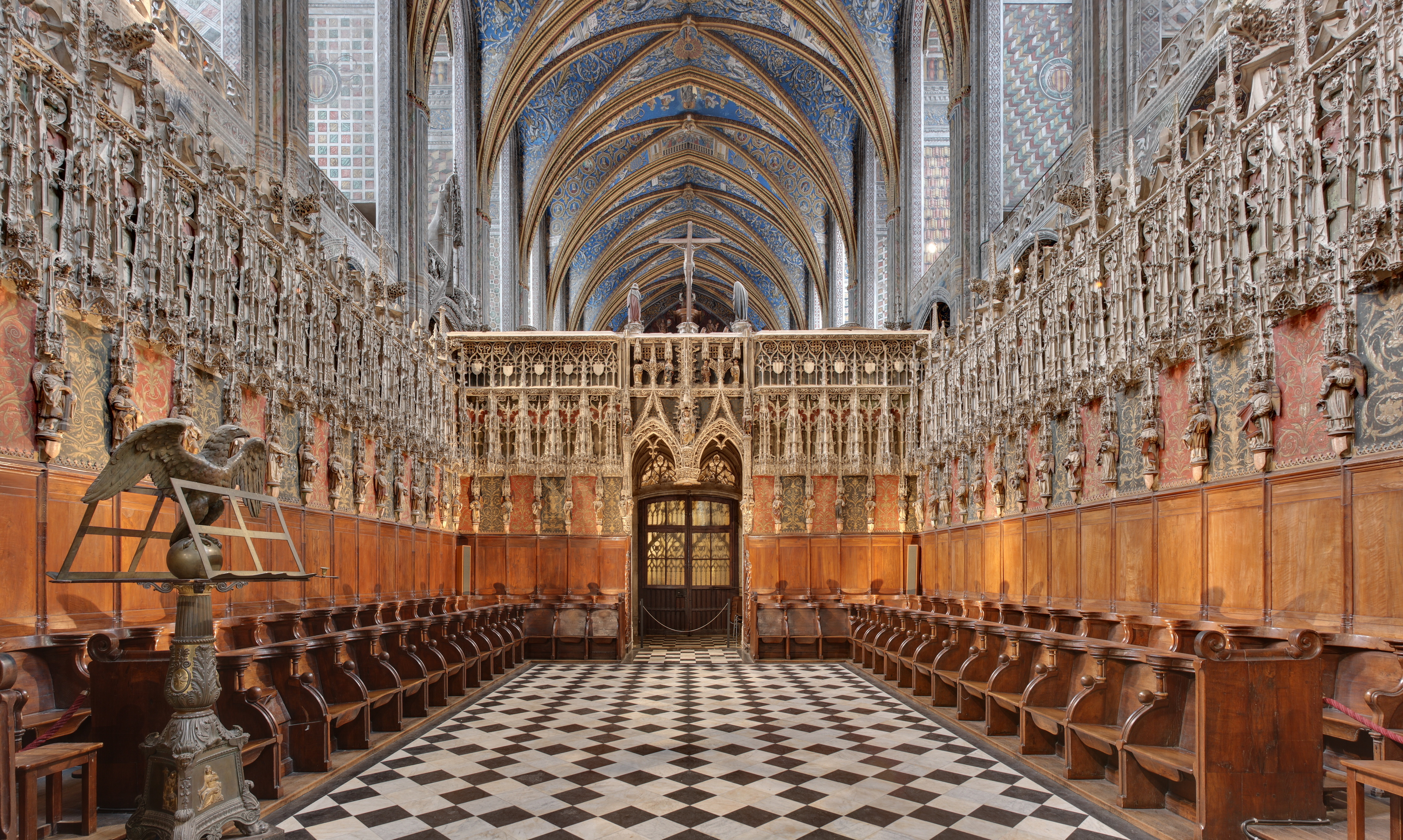
La sillería del coro, la pantalla y el atril de la catedral de Albi, Francia
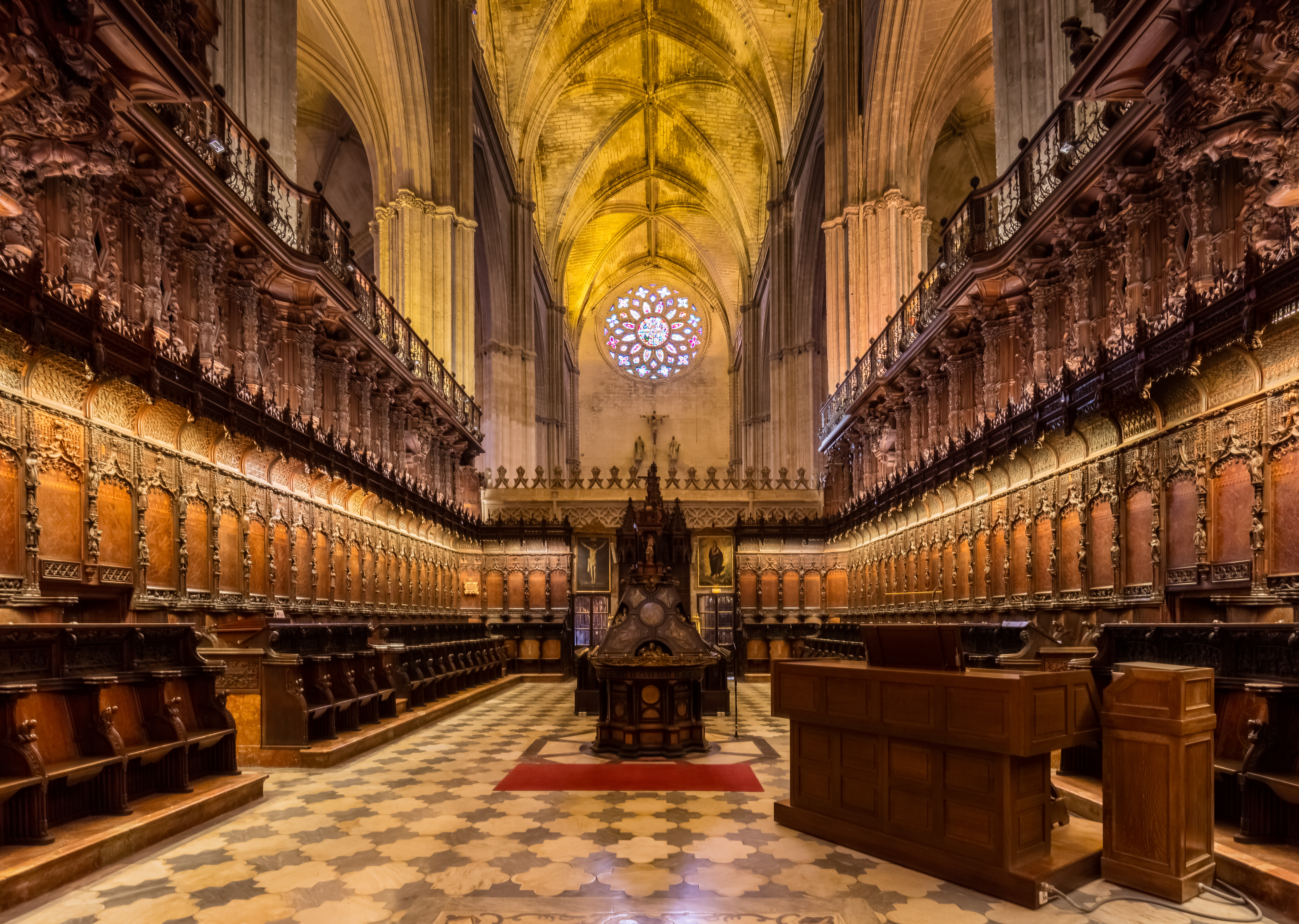
Sillería del coro de la catedral de Sevilla, España
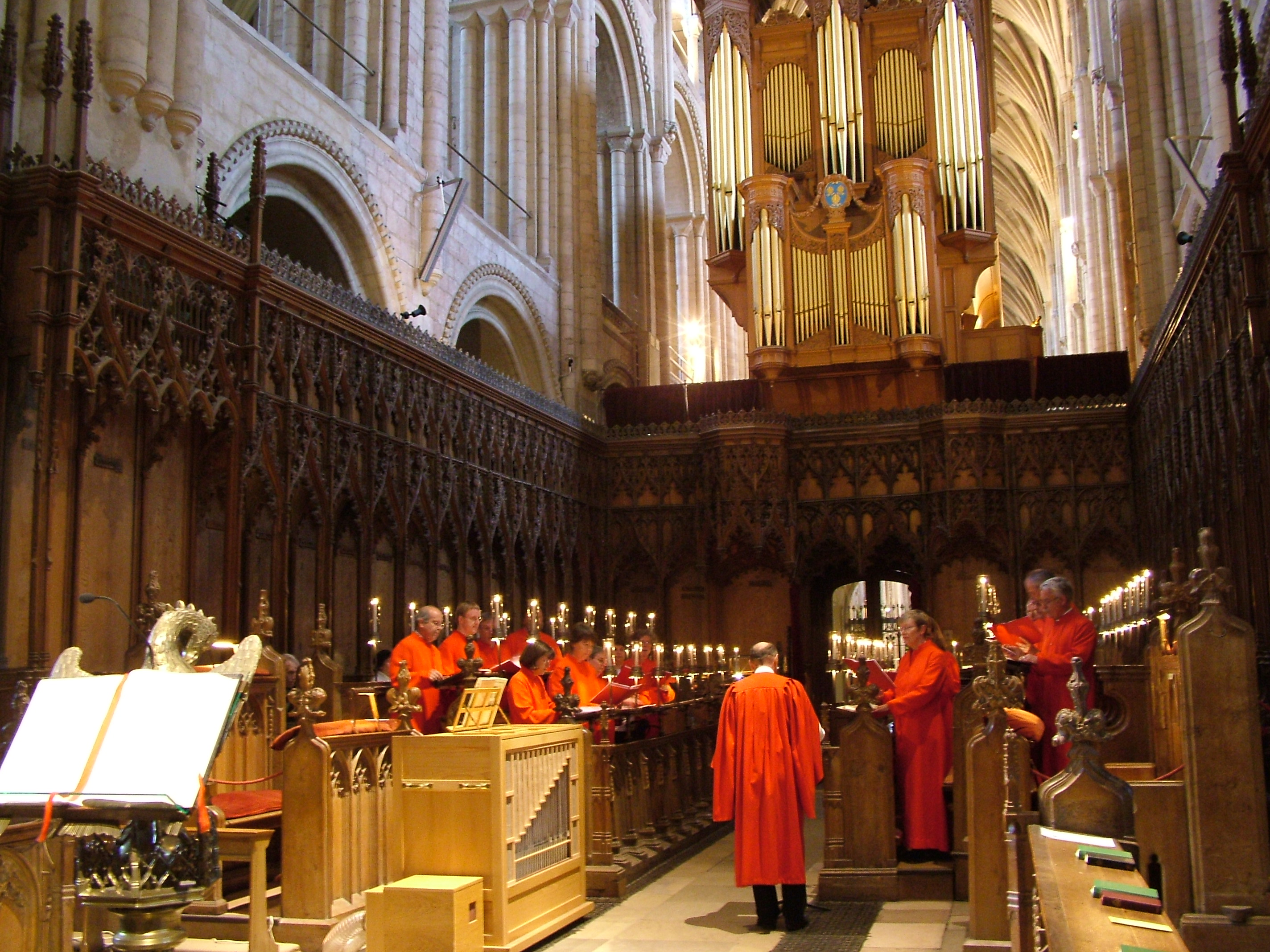
Un coro practicando en la catedral de Norwich, Inglaterra
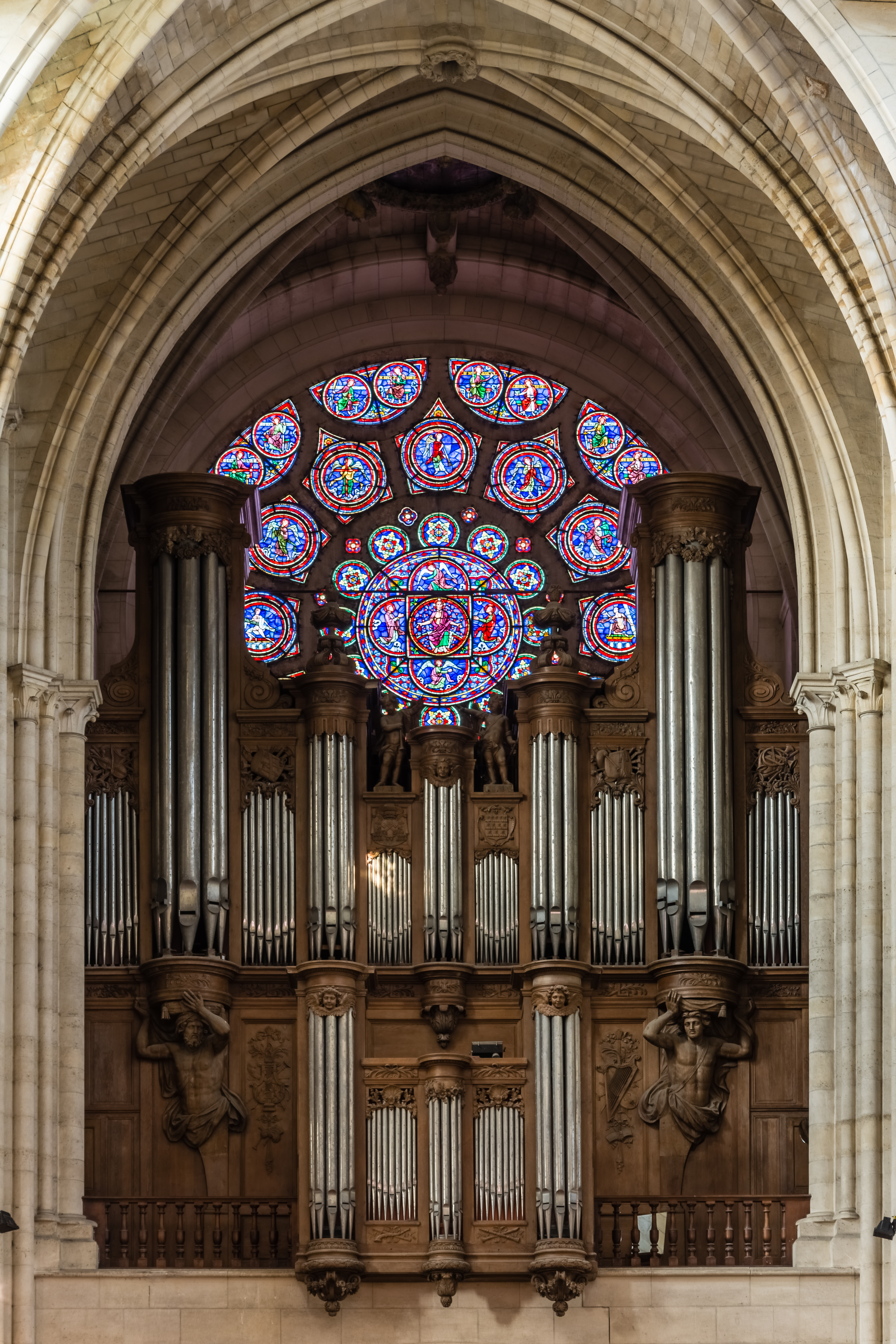
Gran organo en la catedral de Laon,  Francia

#### Pila bautismal, atril y púlpito
Hacia el extremo occidental de la nave se encuentra la pila bautismal, o depósito de agua en que se realiza el rito del bautismo. Se coloca a la puerta porque el bautismo significa la entrada en la comunidad de la iglesia.
En la parte delantera de la nave hay un atril, en pie, desde el que se leen las Sagradas Escrituras. En muchas iglesias, tiene la forma de un águila que sostiene el libro con sus alas extendidas, el símbolo de Juan el Evangelista.
La tercera pieza de mobiliario significativa de la nave es el púlpito o tribuna desde la que se predica el sermón y se exponen las lecturas bíblicas. El púlpito podía ser de mármol o madera, y podía ser un elemento simple o representar una talla muy elaborado del sermón. A menudo se adornaba con las figuras aladas de un hombre, un león, un toro y un águila, representando a los autores de los Evangelios, Mateo, Marcos, Lucas y Juan.

Mobiliario complementario
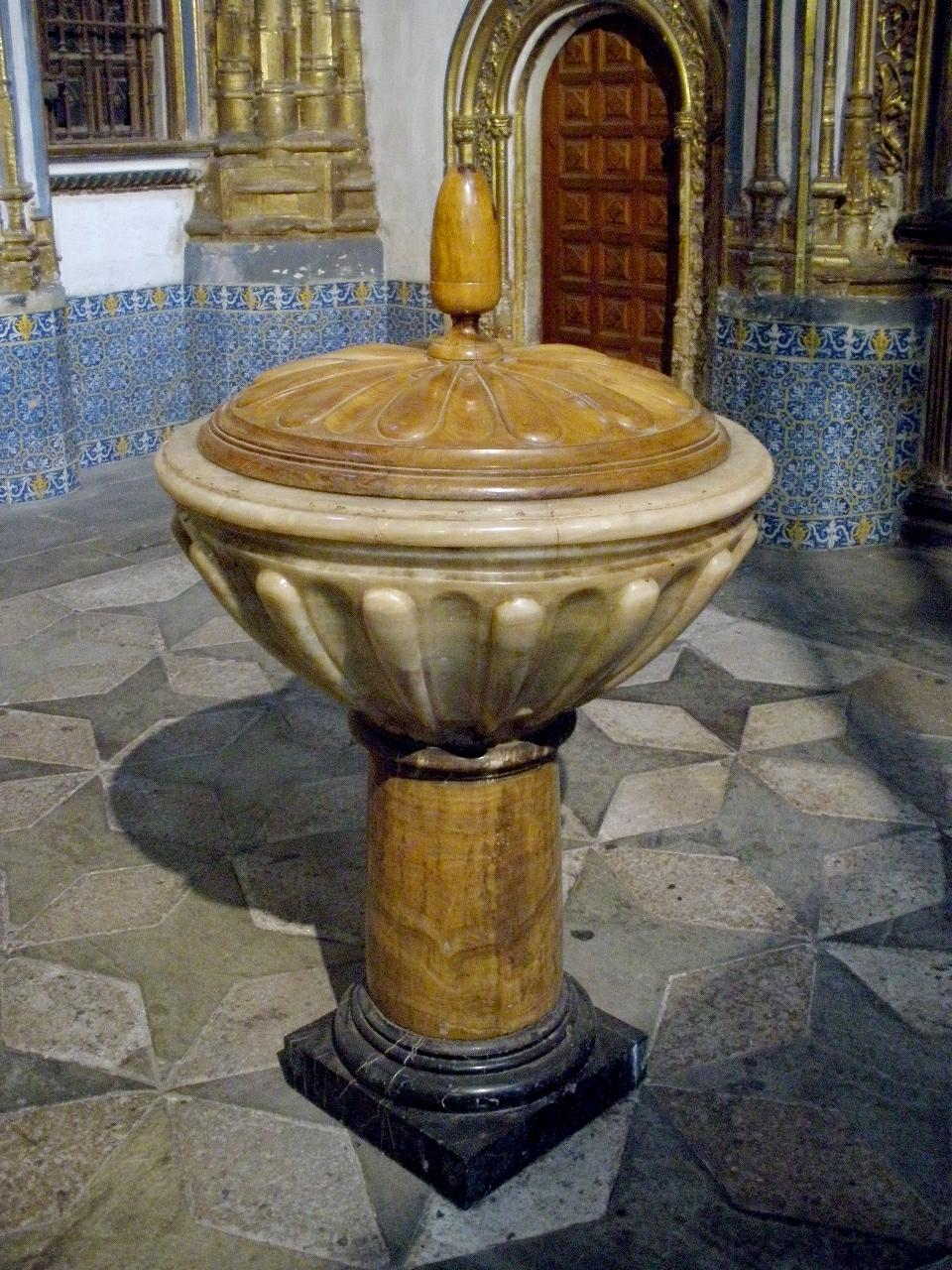
Pila bautismal de la catedral Nueva de Salamanca, España
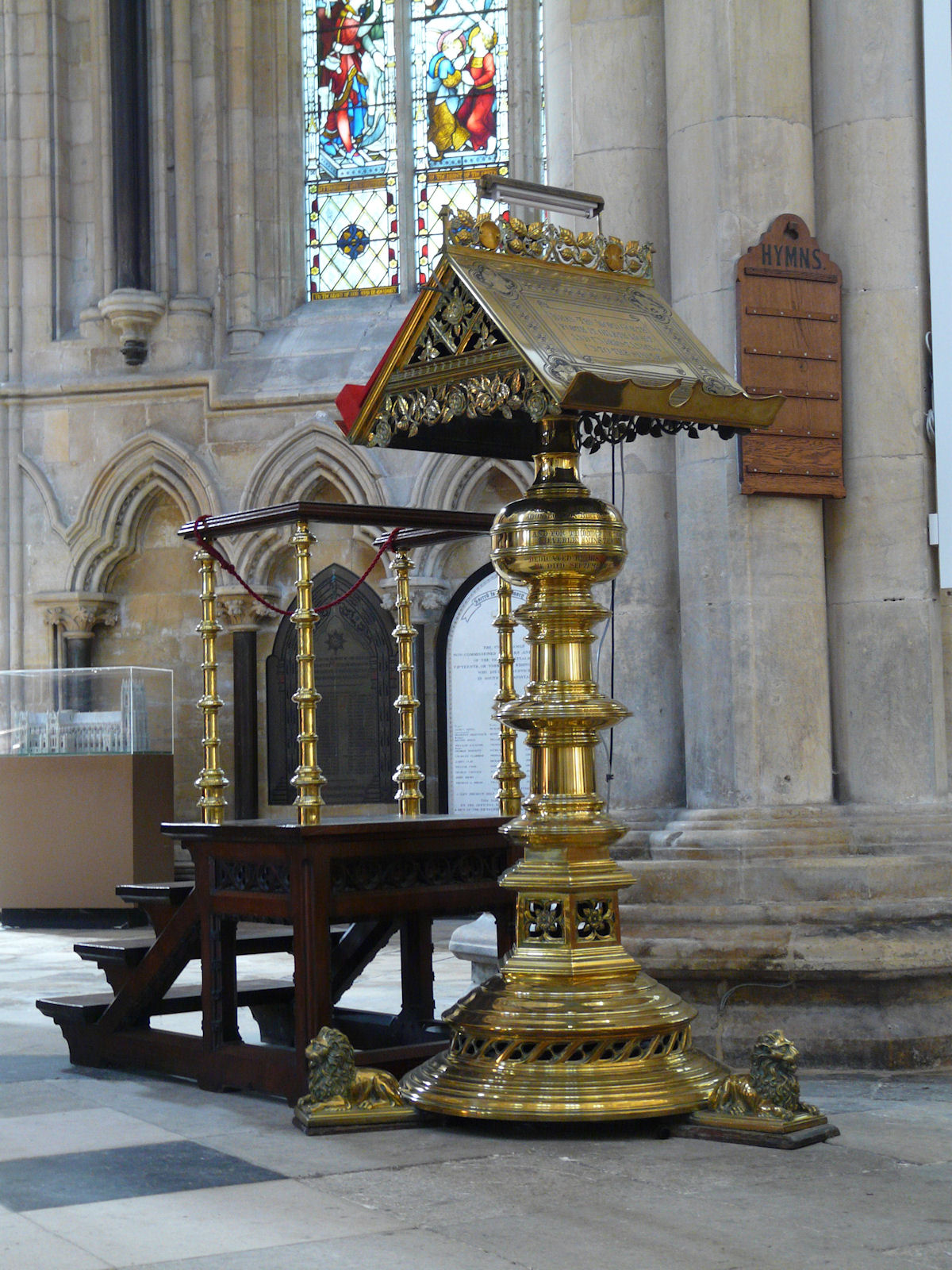
Atril en Beverley Minster, Inglaterra
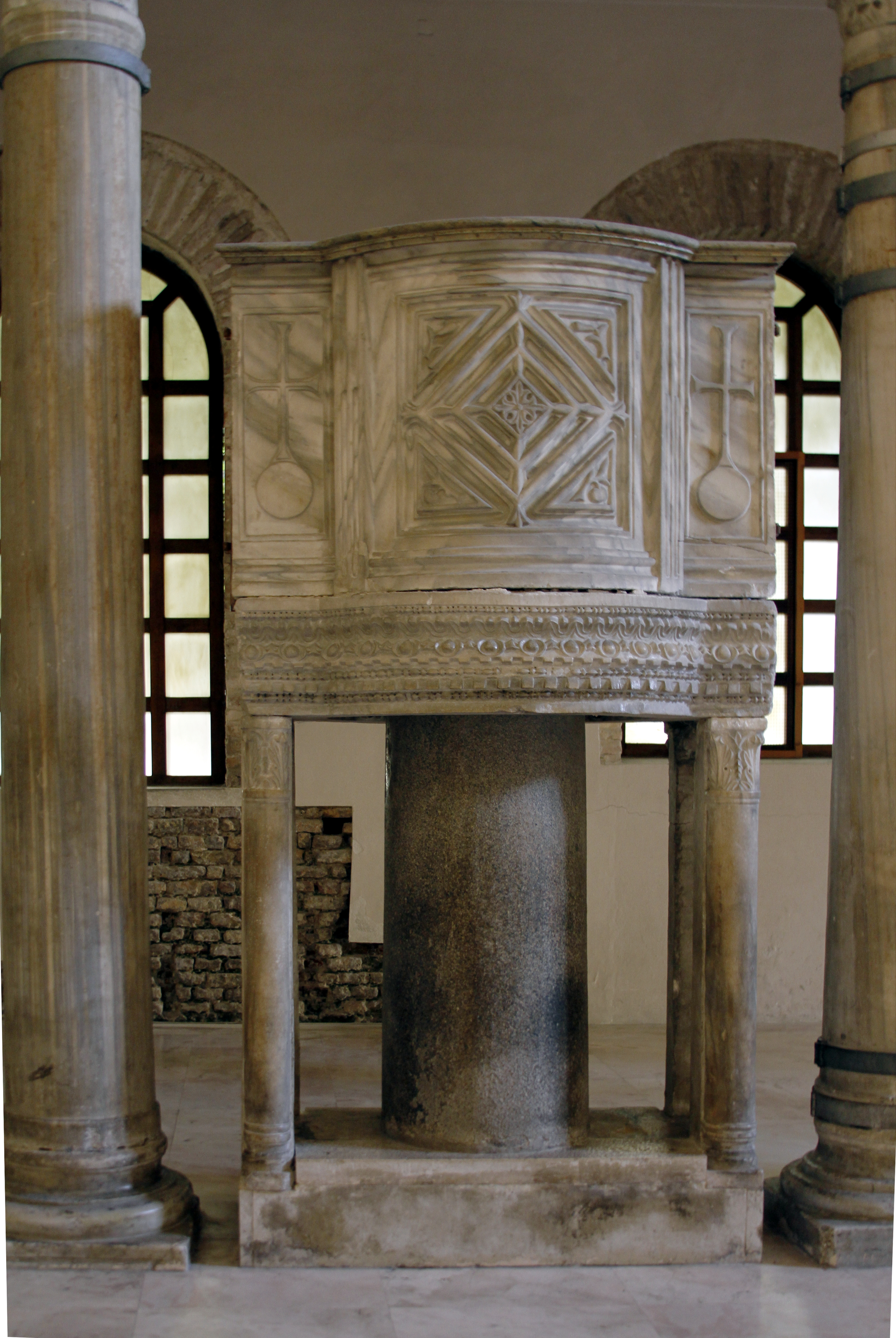
Púlpito para la lectura del Evangelio en San Apolinar Nuovo, Rávena
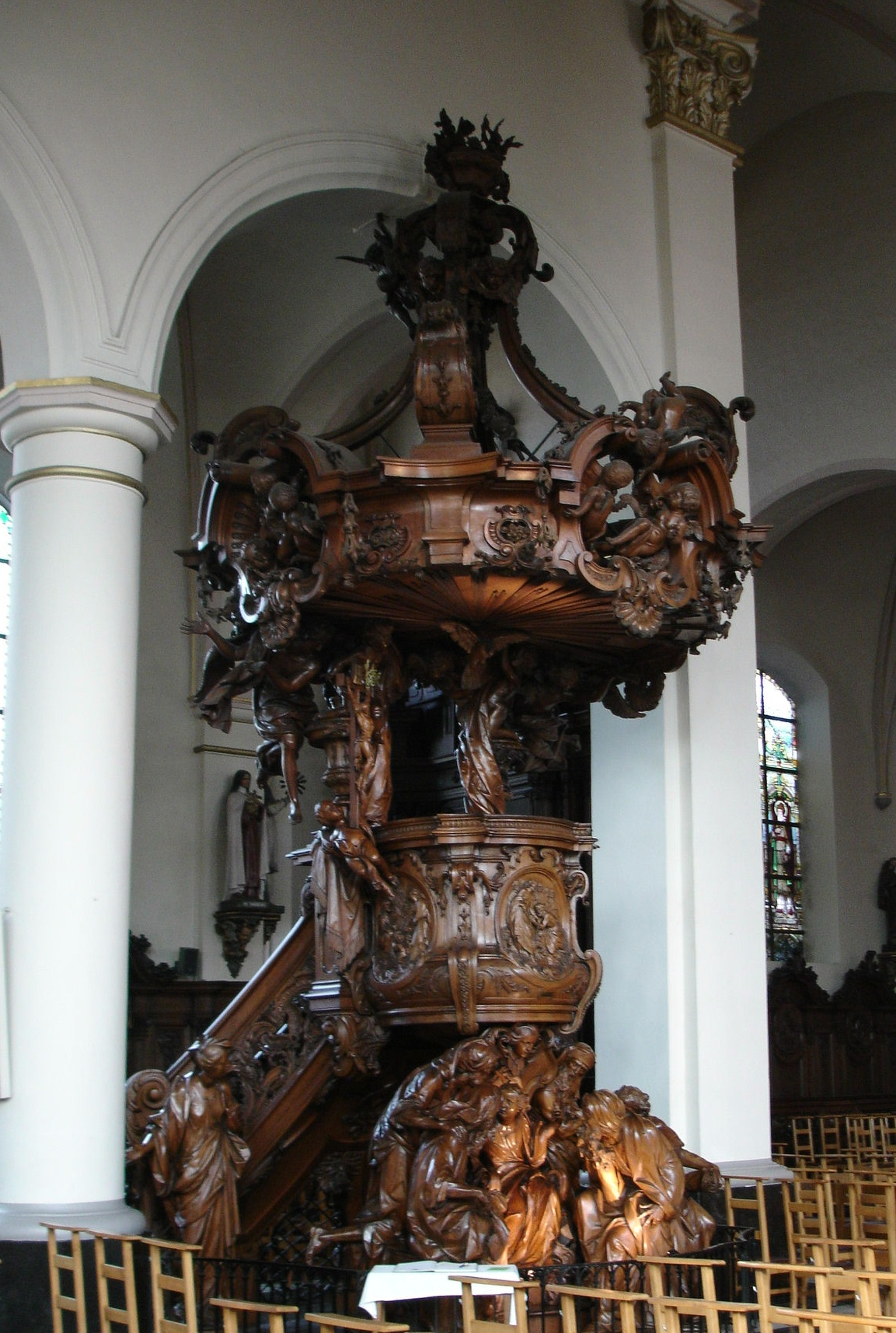
Púlpito en la iglesia de San Laurentius, Lokeren, Bélgica
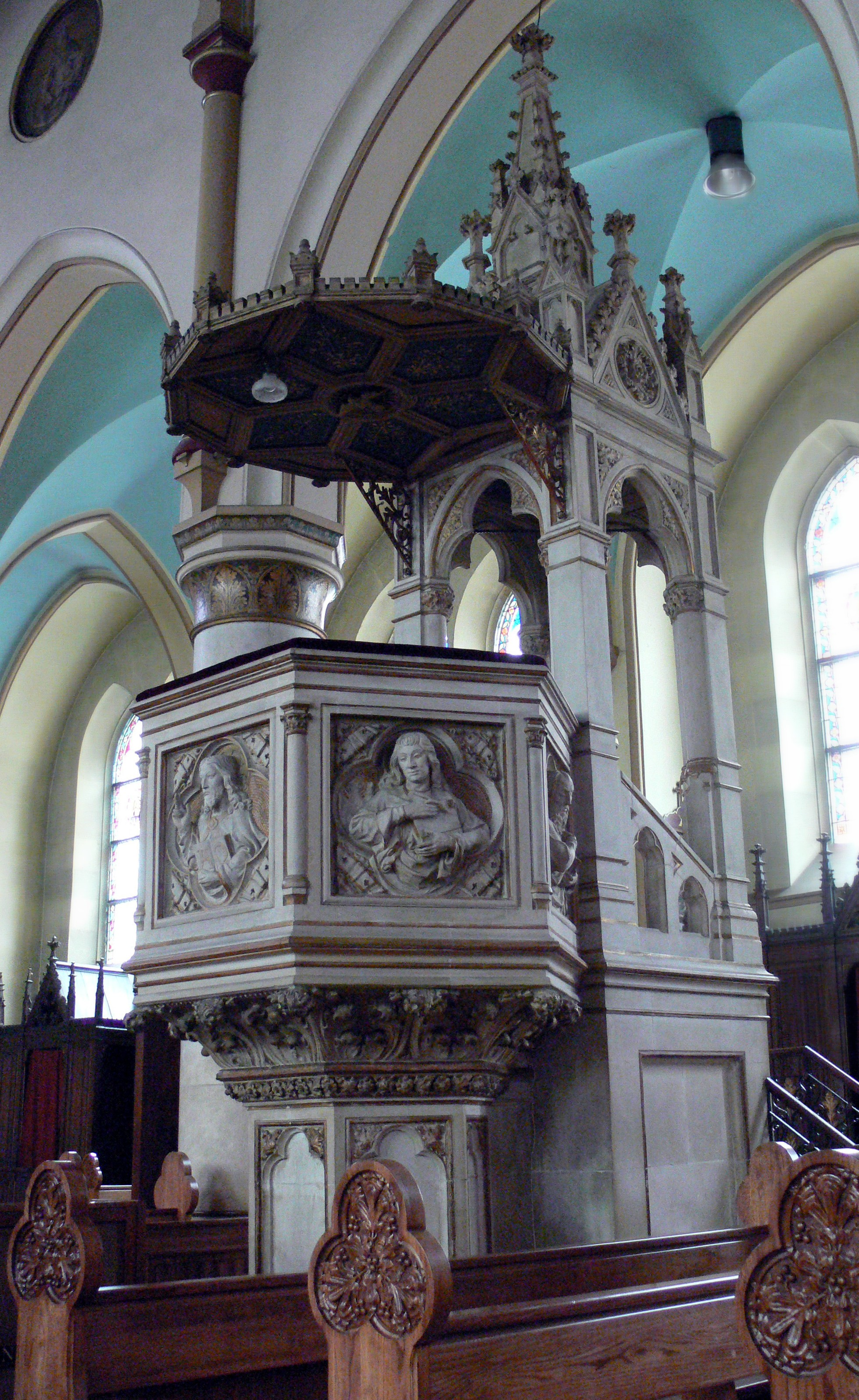
Púlpito en la catedral de Sarajevo, Bosnia y Herzegovina

#### Decoración
Los elementos decorativos internos de una catedral o gran iglesia pueden seguir un plan cuidadosamente concebido que puede continuar el tema iniciado en la fachada occidental. Hay muchos ejemplos que dan prueba de ello, y que incluyen las bóvedas de mosaicos de las iglesias ortodoxas, los vitrales de colores de las iglesias medievales y los esquemas escultóricos de las iglesias barrocas. Sin embargo, en muchos otros casos, ese tratamiento unificado se ha perdido con los caprichos de la historia del edificio.
A pesar de las pérdidas y de los cambios de intención del programa decorativo, el objetivo primordial de la decoración de los interiores de las iglesias era transmitir el mensaje de los Evangelios. Con este fin, muchas iglesias tienen, en sus esquemas decorativos, elementos de una Biblia del hombre pobre, que ilustran aspectos de la vida de Cristo y otras escenas y episodios relacionados, con el objetivo de educar a los feligreses. Entre estas representaciones están las estaciones del viacrucis y el Crucifijo, que tradicionalmente estaba suspendido del arco del presbiterio, o colocado sobre una pantalla en la entrada de la mano de papel. Otras representaciones figurativas empleadas eran las esculturas o imágenes de santos y profetas, que son el tema común de las pinturas sobre tabla en el iconostasio de las iglesias ortodoxas.
El simbolismo utilizado en las iglesias antiguas no siempre es fácil de interpretar por la gente de hoy. Las virtudes y los vicios se pueden representar mediante pequeñas figuras con atributos particulares, o con animales que se creía encarnaban una calidad particular. Un ejemplo común es el pelícano que se pensaba picoteaba su pecho para alimentar a sus crías con su sangre, que representaba el amor de Cristo por la Iglesia.
El esquema decorativo general culminaba en el altar, donde habría un retablo pintado o esculpido, o estaría enmarcado por una vidriera, o un mosaico en el ábside.

Decoración interior
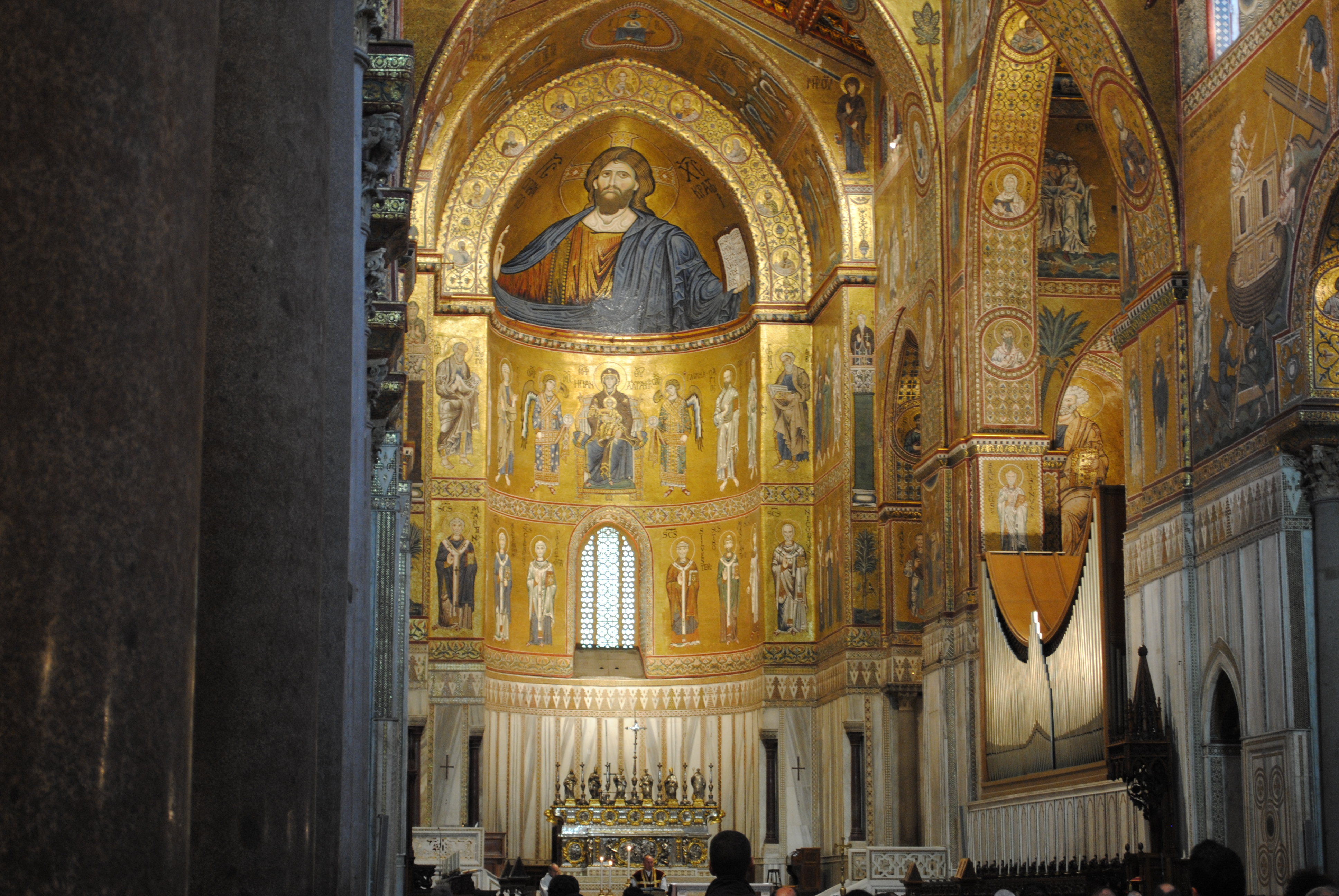
La catedral de Monreale (1172-1267), Sicilia, está decorada con mosaicos a la manera bizantina
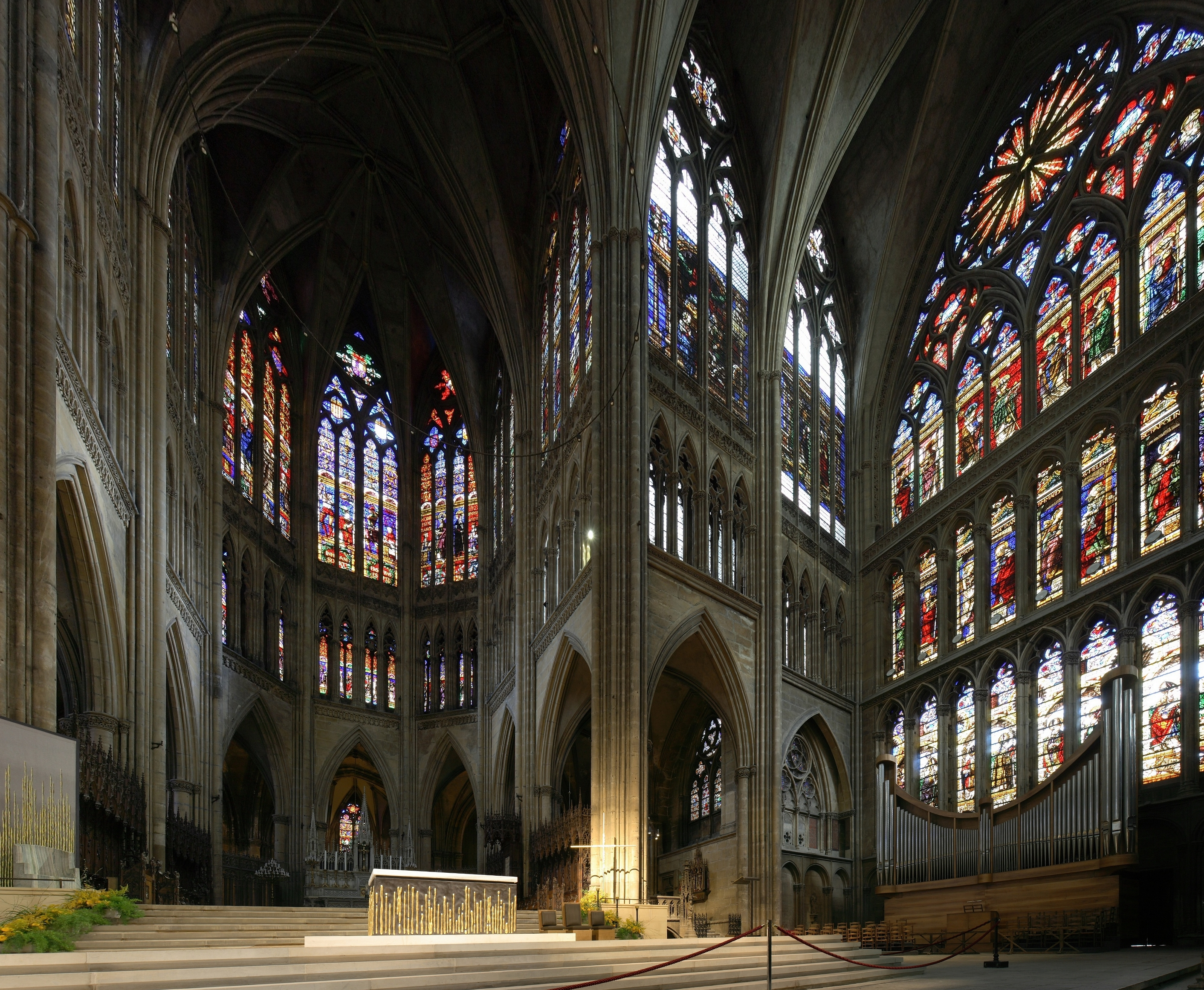
Catedral de Saint-Stephen (1240-1552), Metz, cuenta con 6500 m² de vidrieras.
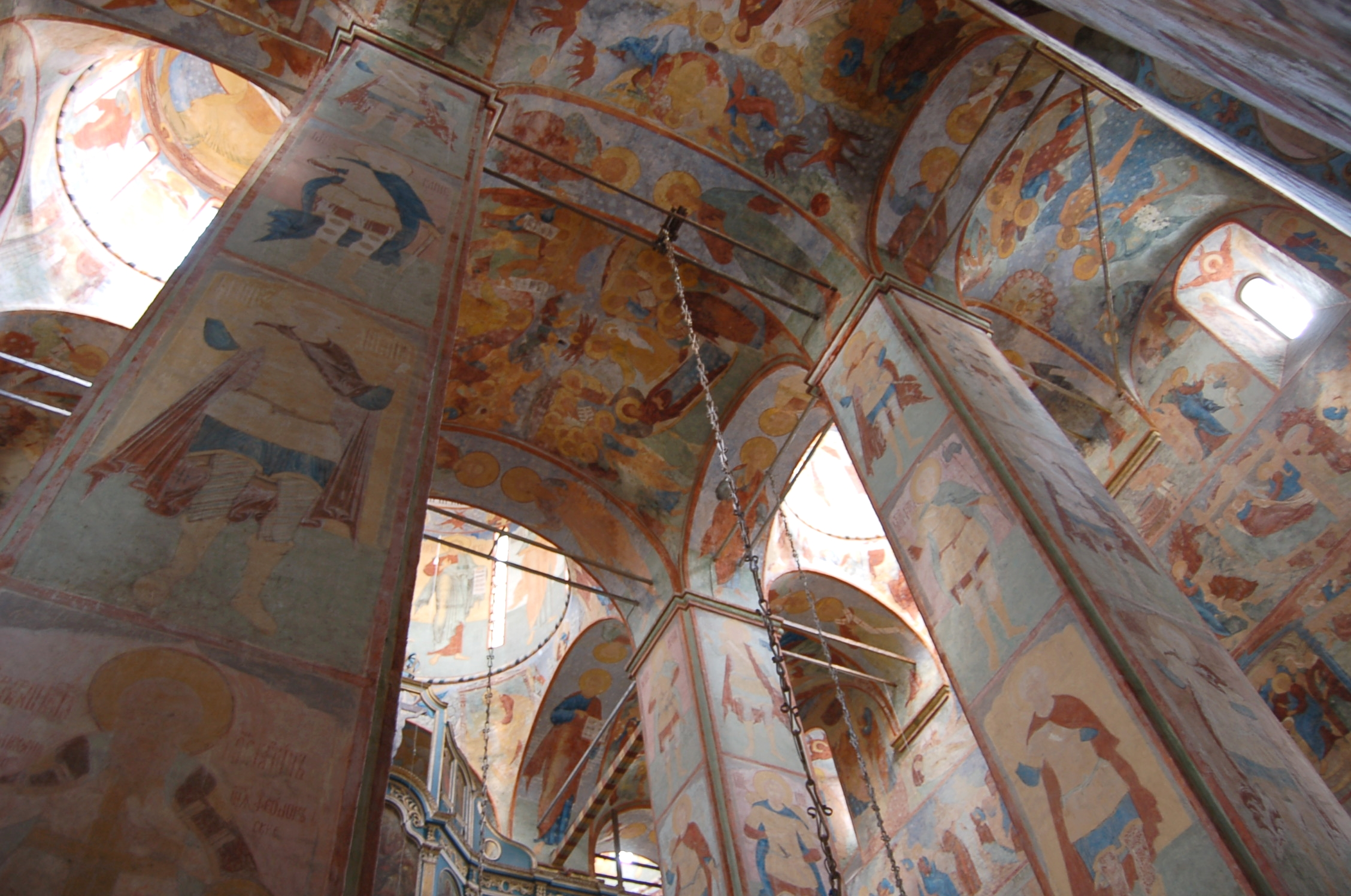
El interior de la catedral de Vologda (1568-1570), Rusia, está pintado con murales
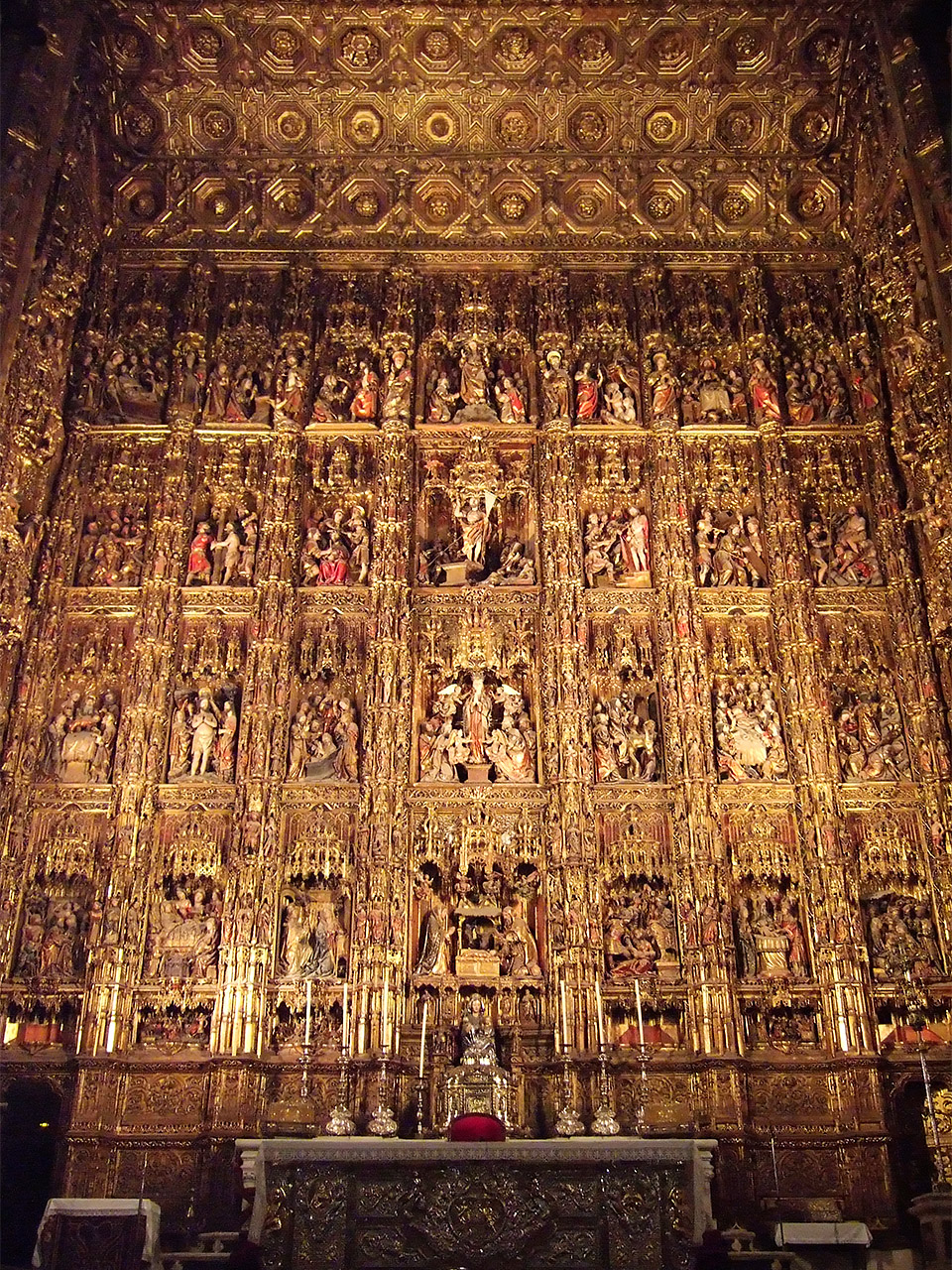
Retablo mayor de la catedral de Sevilla (1482-1564), el mayor de la cristiandad

## Grandes iglesias por estilo arquitectónico

### Arquitectura paleocristiana
El período de la arquitectura denominado temprana o paleocristiano duró desde que se erigieron los primeros edificios de la Iglesia cristiana a principios del siglo IV, hasta el desarrollo de un estilo marcadamente bizantino que surgió en el reinado de Justiniano I en el siglo VI, más que con el traslado de la sede del Imperio Romano a Bizancio por Constantino I en el año 330 d. C.. Algunas de las iglesias cristianas más antiguas se construyeron en Armenia, donde el cristianismo se convirtió en la religión oficial en 301 d. C.. La pequeña basílica de la Santa Cruz en Aparan se fecha tradicionalmente en el siglo IV.
Las grandes iglesias paleocristianas generalmente tenían la forma de basílicas con naves laterales y un ábside. Entre las primeras iglesias mayores de Roma, la basílica de Santa María la Mayor ha conservado gran parte de su disposición original interna, sus vastas proporciones basilicales, su sencillo remate en ábside, su gran columnata que soporta una cornisa recta en lugar de arcos y alguna decoración muy temprana de mosaicos. La basílica de Santa Sabina, también en Roma, ejemplifica la simplicidad de la decoración arquitectónica que caracteriza muchas de las primeras basílicas cristianas. Otras iglesias importantes de este período son las dos antiguas iglesias circulares de Roma, la basílica de Santa Constanza y Santo Stefano Rotondo. Estas iglesias están marcadas por la aplicación formal de los órdenes arquitectónicos romanos en sus columnas, con capitales jónicos que soportan el dintel de Santa María la Mayor, capiteles corintios en Santa Sabina y Santa Costanza, y los tres órdenes de San Stefano. En Santa Costanza los gruesos muros de ladrillo del tambor central están soportadas por elegantes columnas delgadas, emparejadas para lograr mayor resistencia, cada par soportando una pequeña sección de cornisa desde la que nacen los arcos.
Algunas iglesias romanas han conservado mosaicos paleocristianos. Los de Santa Costanza tienen motivos similares a los usados en la decoración con mosaicos y pintada de los espacios interiores públicos y domésticos; son en gran parte geométricos o florales, pero un examen más minucioso revela mucho simbolismo cristiano en la elección de tales motivos. Uno de los esquemas decorativos más amplios de la época ha permanecido casi parcialmente intacto en Santa María la Mayor, donde el proscenio del ábside está decorado con historias de la infancia de Jesús extraídas del Evangelio de Mateo.
Las iglesias de fundación cristiana temprana que se conservan, en su mayoría considerablemente alteradas, están muy deterioradas y no se pudieron conservar o son ruinas sin techo, un estado que casi arruinó a San Stefano, antes de una renovación en el siglo XV. La basílica de la Natividad en Belén, del siglo IV, fue reconstruida por Justiniano I después de un incendio en el siglo VI, pero parece haber conservado gran parte de su forma original, incluyendo sus columnatas romanas masivas. La constantiniana iglesia del Santo Sepulcro en Jerusalén, en cambio, fue demolida por orden del gobernante musulmán en 1009, así que lo hoy se conserva es una reconstrucción total.
La basílica Eufrásica del siglo IV en Croacia, fue fundada en el año 360 en el sitio de anterior iglesia doméstica y conserva parte de su pavimento romano. Aunque renovada y decorada a finales del siglo VI, la iglesia ha conservado rasgos cristianos tempranos, incluyendo el atrio. Hay varias iglesias paleocristianas en Siria y Armenia, en su mayoría en estado ruinoso. Muestran elementos arquitectónicos romanos en lugar de bizantinos, pero tienen un carácter regional distinto a las de Roma.

Iglesias paleocristianas en Roma
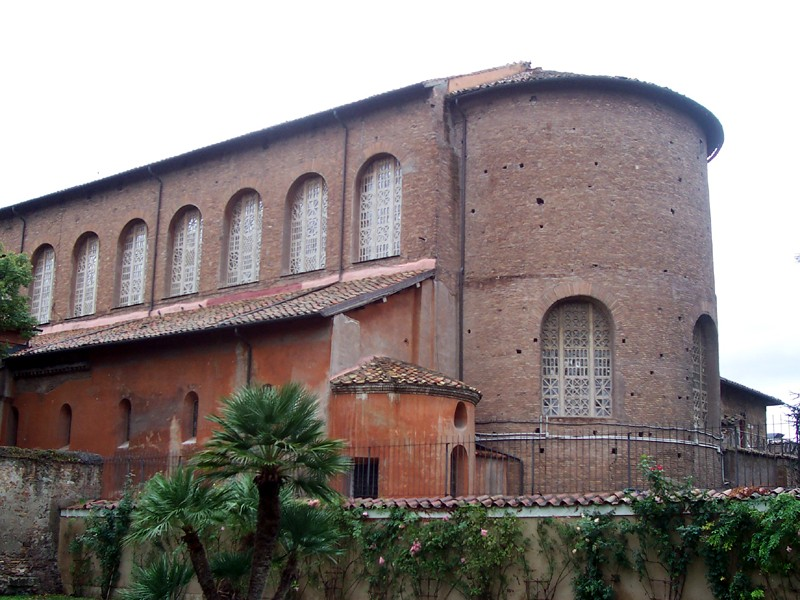
La antigua basílica de Santa Sabina, Roma (circa 425) tiene una planta basilical típica con un ábside alto semicircular del ábside.
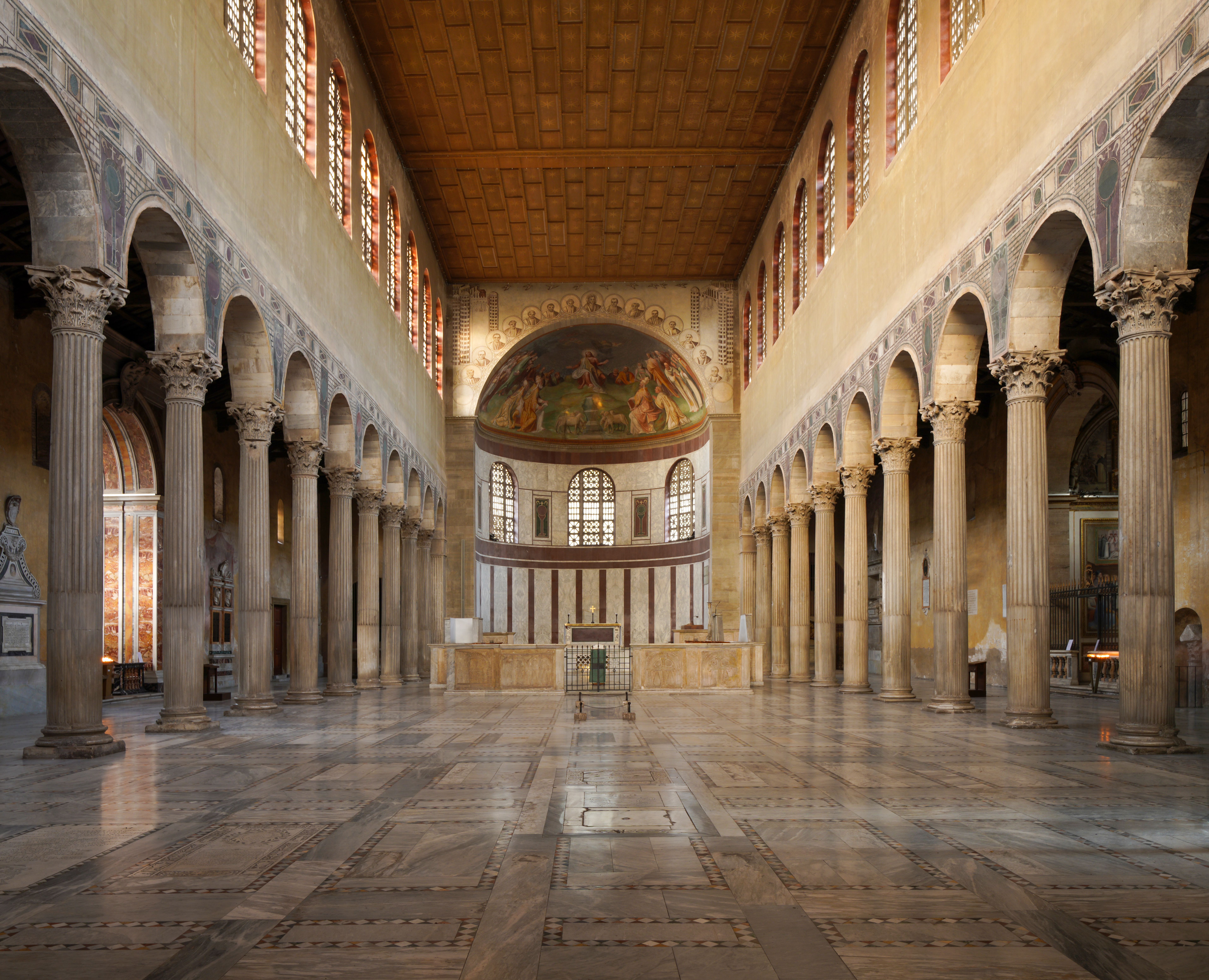
Internamente, Santa Sabina presenta pocos cambios desde la época paleocristiana.
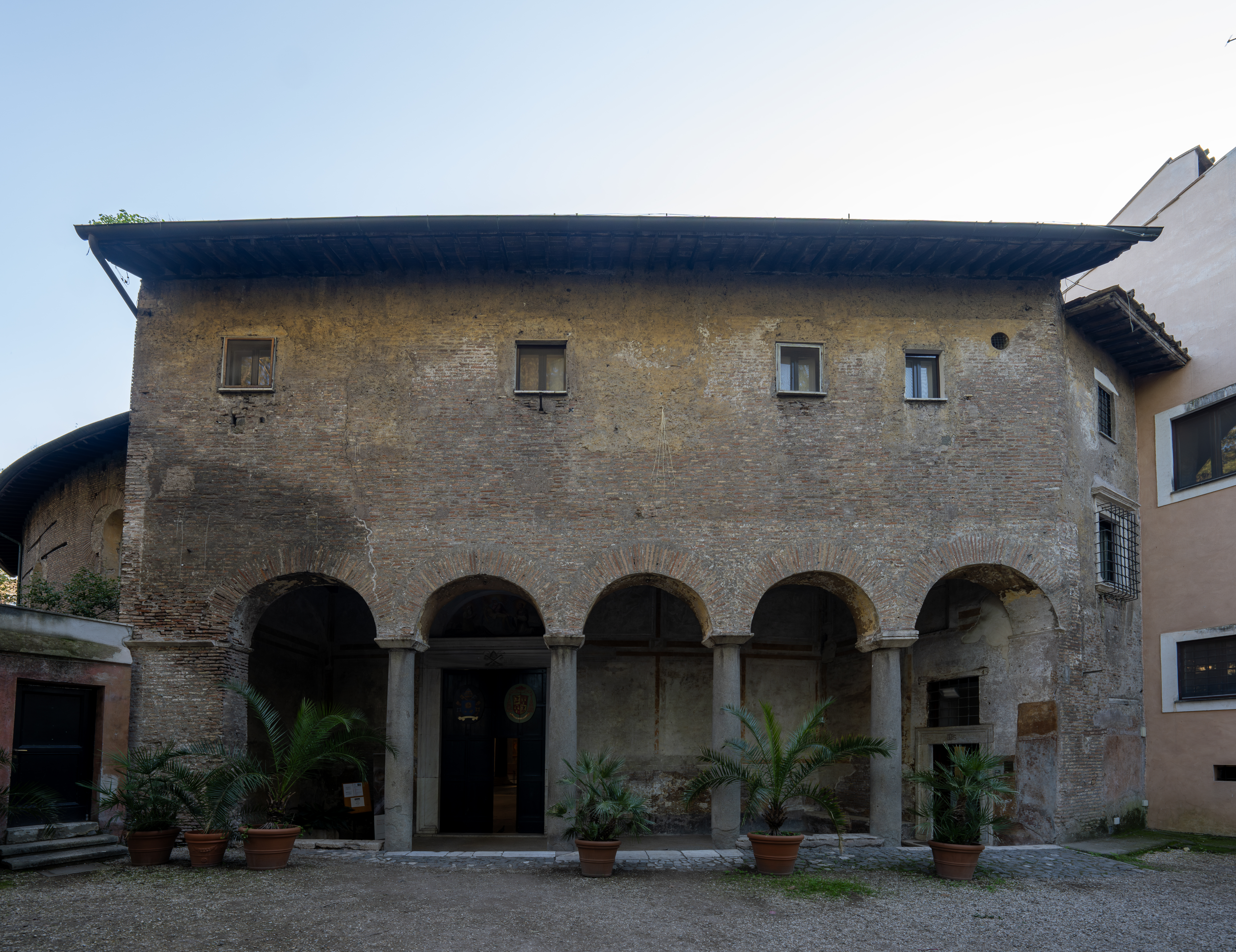
La basílica de San Stefano Rotondo, Roma (alrededor de 470) ha perdido el de sus tres arcadas exteriores, pero conserva el antiguo núcleo de la edificación.

Interiores de iglesias paleocristianas de Roma
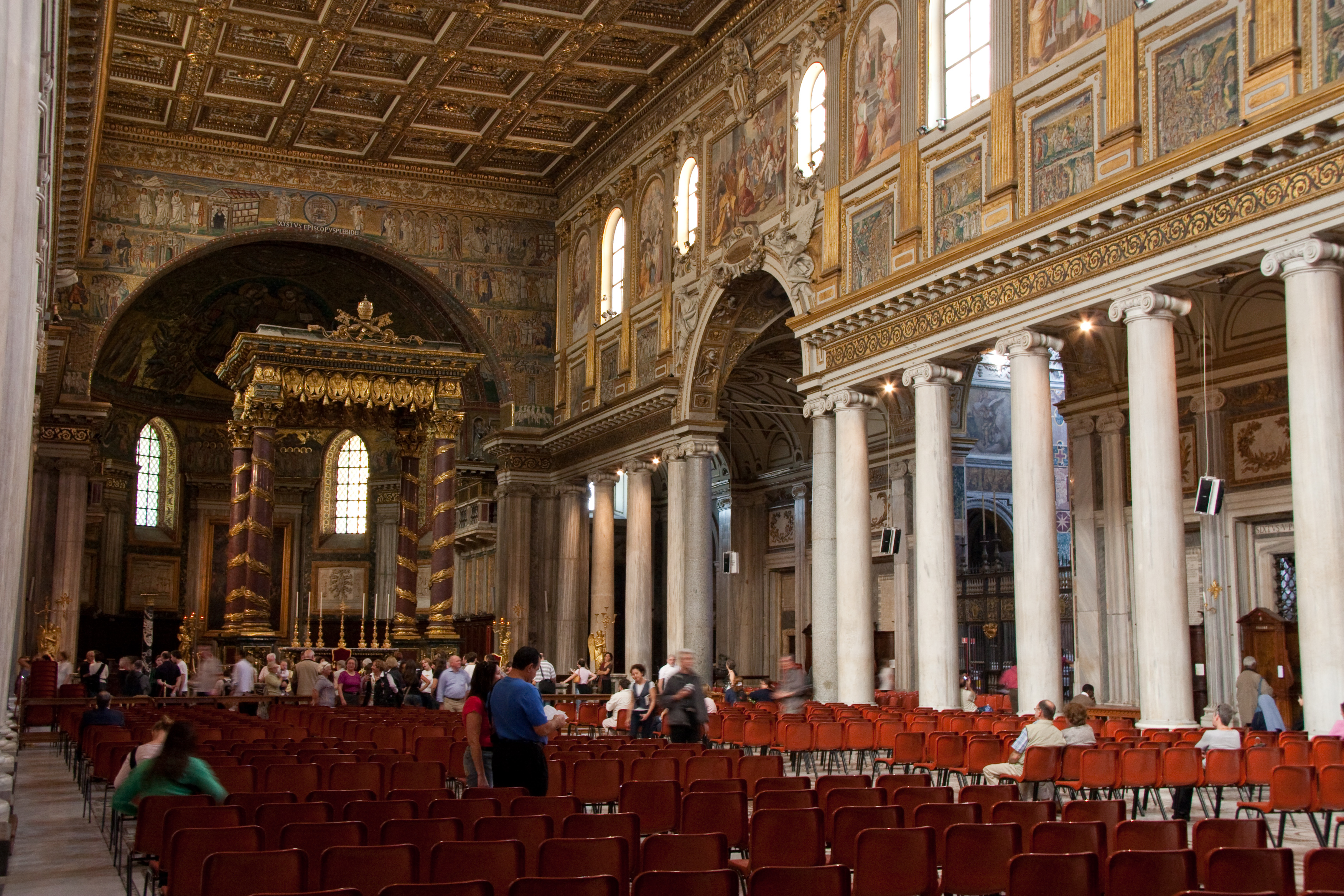
La basílica de Santa María la Mayor, con su fundación datada por tradición a una milagrosa nevada en 352. Los mosaicos antiguos se incorporaron a las decoraciones barrocas.
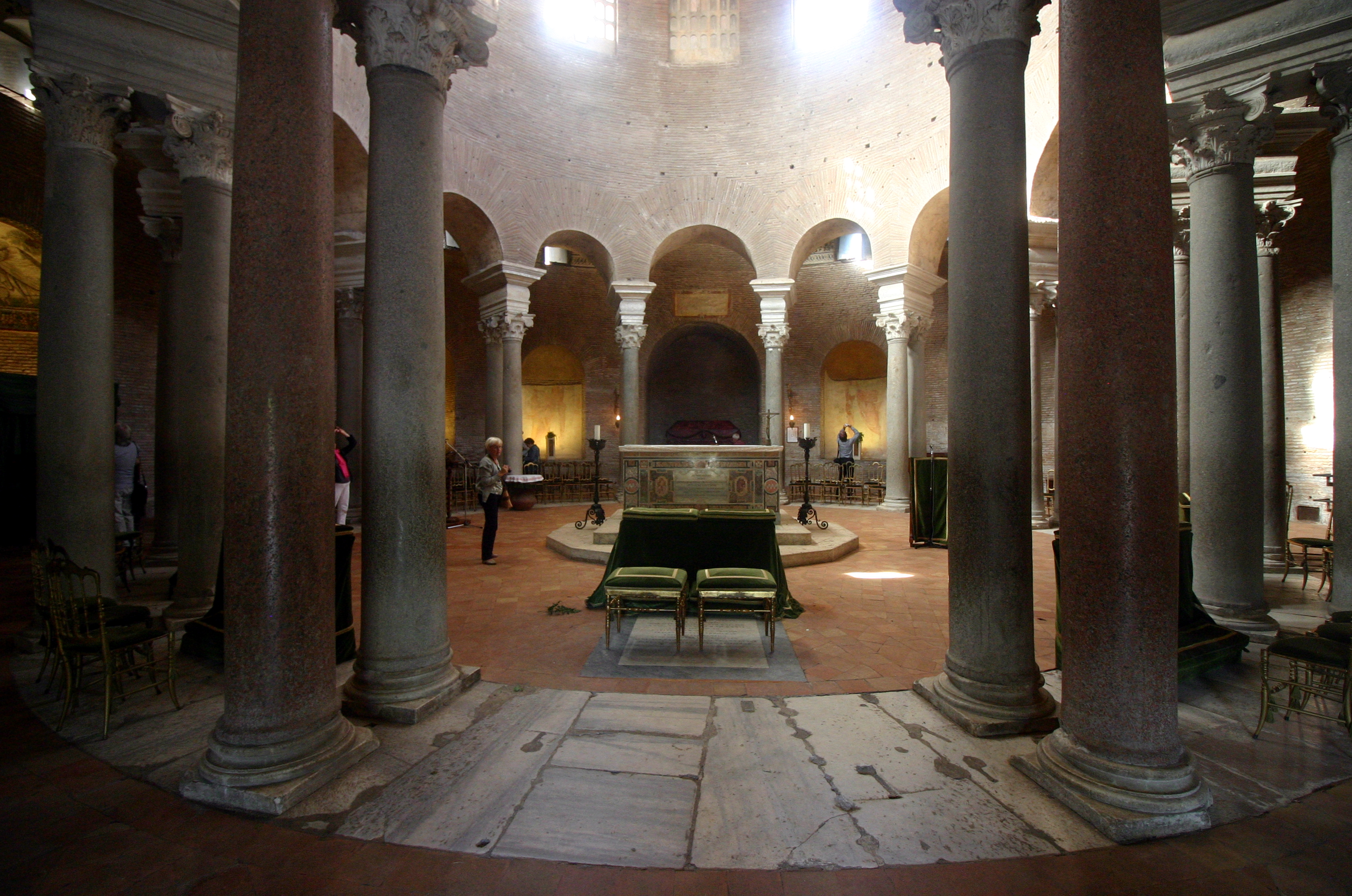
El mausoleo de Santa Constanza (circa 350)
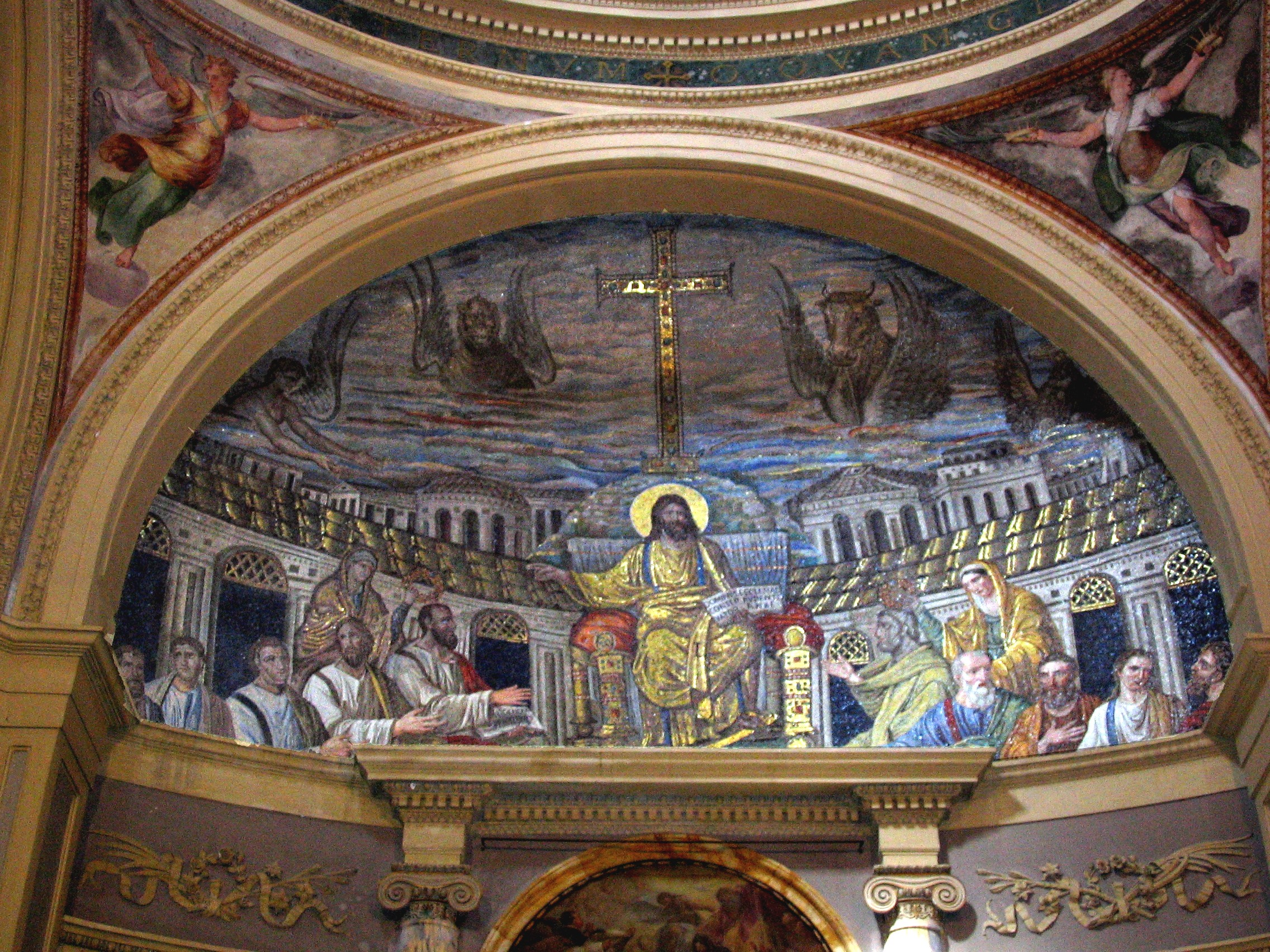
El mosaico del ábside paleocristiano de Santa Pudenciana  se ha mantenido a pesar de las renovaciones posteriores.

### Arquitectura bizantina
Rávena, en la costa oriental de Italia, tiene varias grandes iglesias de planta basílical que datan de la edad del emperador Justiniano I (siglo VI). San Apolinar Nuovo tiene una planta similar a la de Santa María la Mayor, pero los detalles de las tallas ya no son de estilo romano clásico. Los capiteles son como cojines de piedra de encaje liso. La mayoría de los mosaicos están intactos.
En la misma ciudad se encuentra una iglesia única de la misma fecha, la basílica de San Vitale, de planta centralizada y cubierta con cúpula. Su espacio principal interior tiene 25 m de ancho; la cúpula central está rodeada por ocho semi-bóvedas absidiales, dispuestas como los pétalos de una flor. Hay una compleja disposición de arcadas curvas en varios niveles que le da un efecto espacial sólo igualado por la iglesia barroca de Santa Maria della Salute, construida mil años más tarde a pocos kilómetros al norte, en Venecia. San Vitale sería imitado en el siglo IX en una forma simplificada por Carlomagno en Aquisgrán, Alemania.
En Venecia se encuentra la basílica de San Marcos, una de las iglesias más conocidas de estilo bizantino del mundo, que data principalmente del siglo XI y fue decorada a lo largo de muchos siglos, pero manteniendo su forma bizantina de planta centralizada. Se llama basílica no porque tenga forma basilical, sino porque ha sido distinguida con ese título canónico. Cuenta con una planta de cruz griega y una gran cúpula rodeada por otras cuatro algo menores. Su decoración, tanto interior como exterior, es típica de la época bizantina con un abundante uso de mosaicos y carillas de mármol policromadas.

Los edificios bizantinos abarcan seis siglos
Hagia Sophia, Estambul
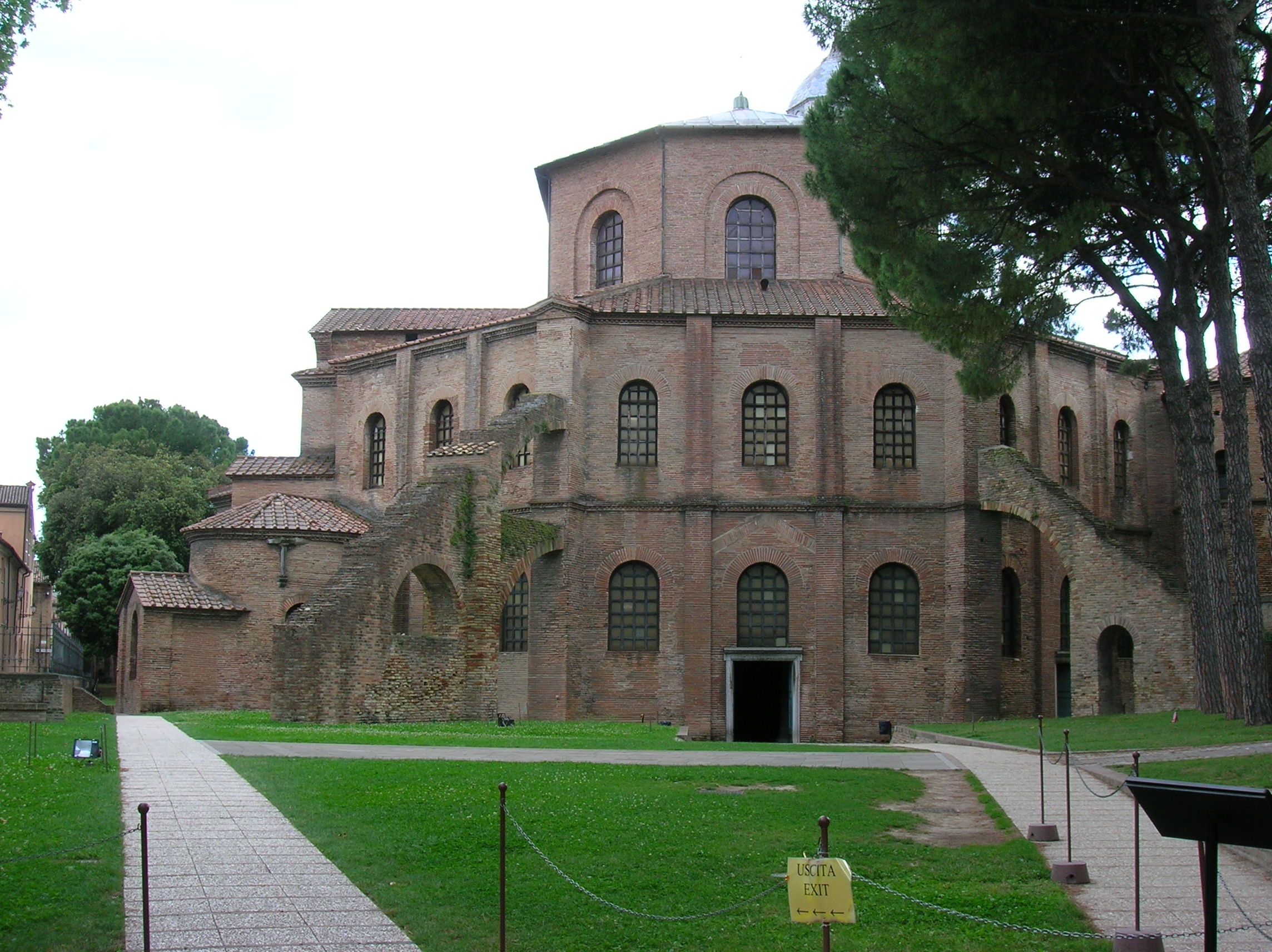
La basílica de San Vitale, Rávena
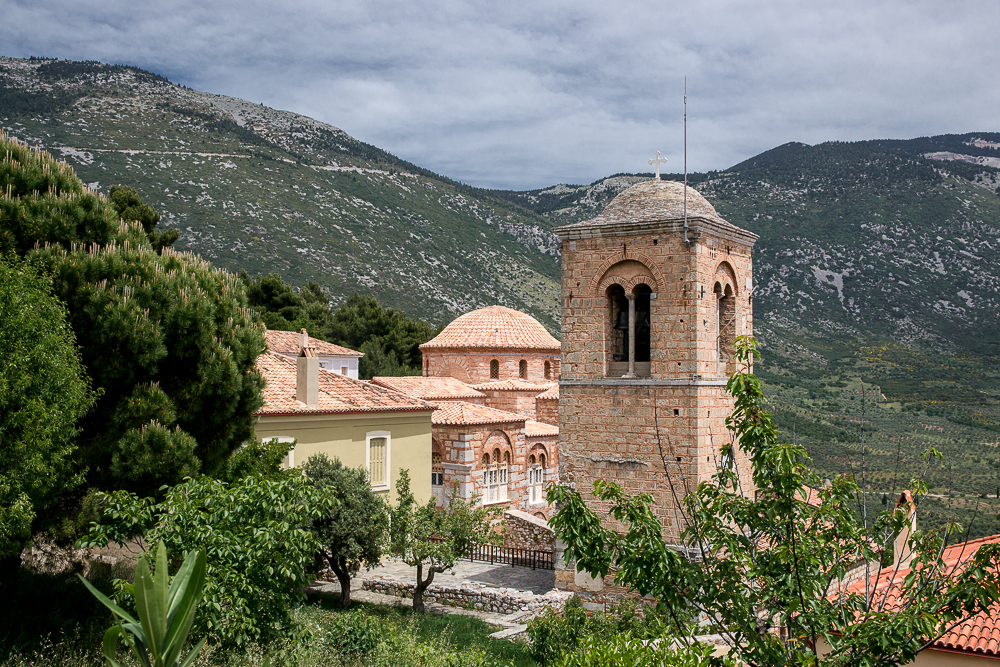
Monasterio de Osios Loukás, Grecia
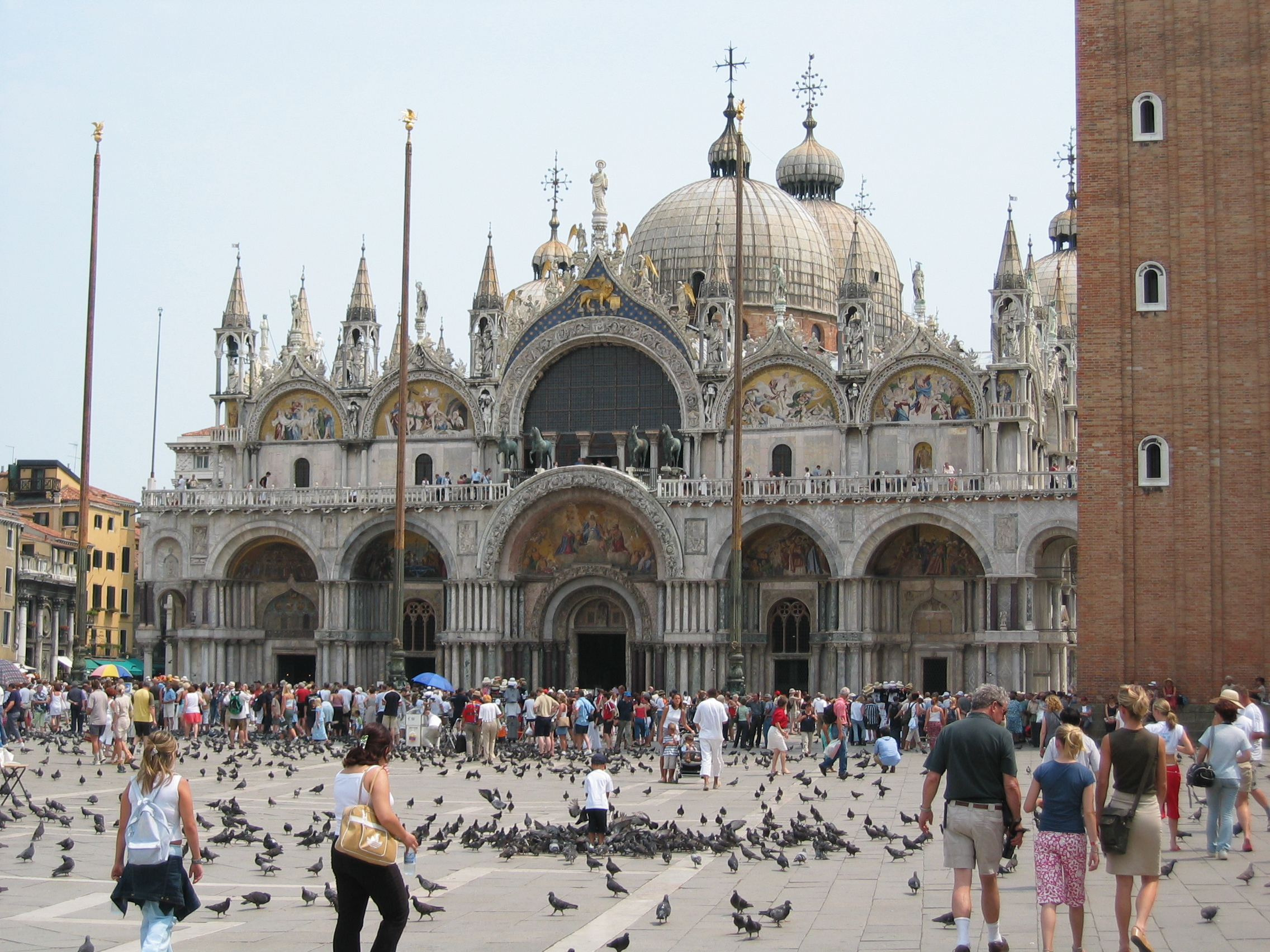
La Basílica de San Marcos, Venecia

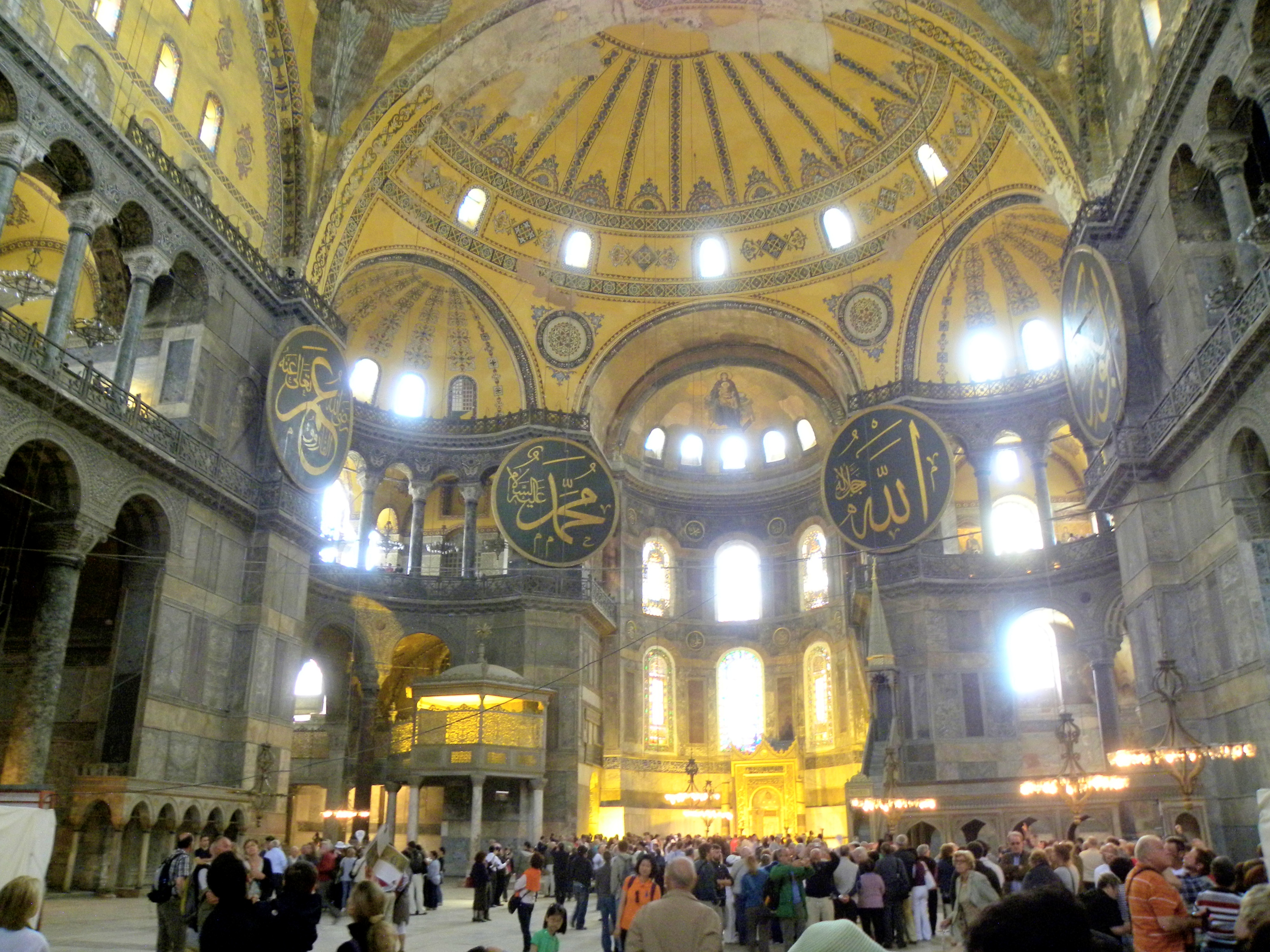
Hagia Sophia, aunque utilizada como mezquita, y ahora museo, conserva algunos mosaicos antiguos
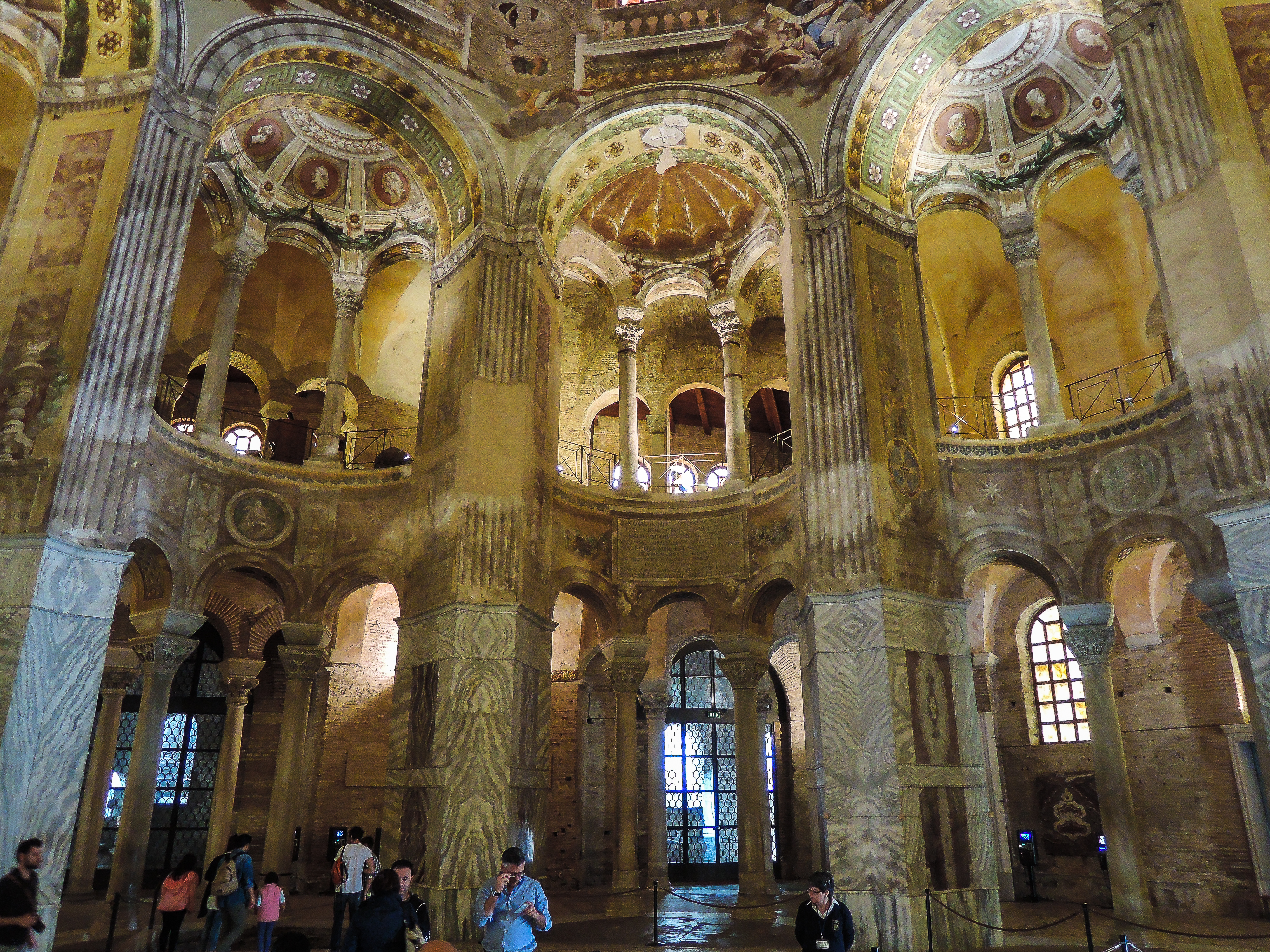
San Vitale que conserva los mosaicos del siglo VI
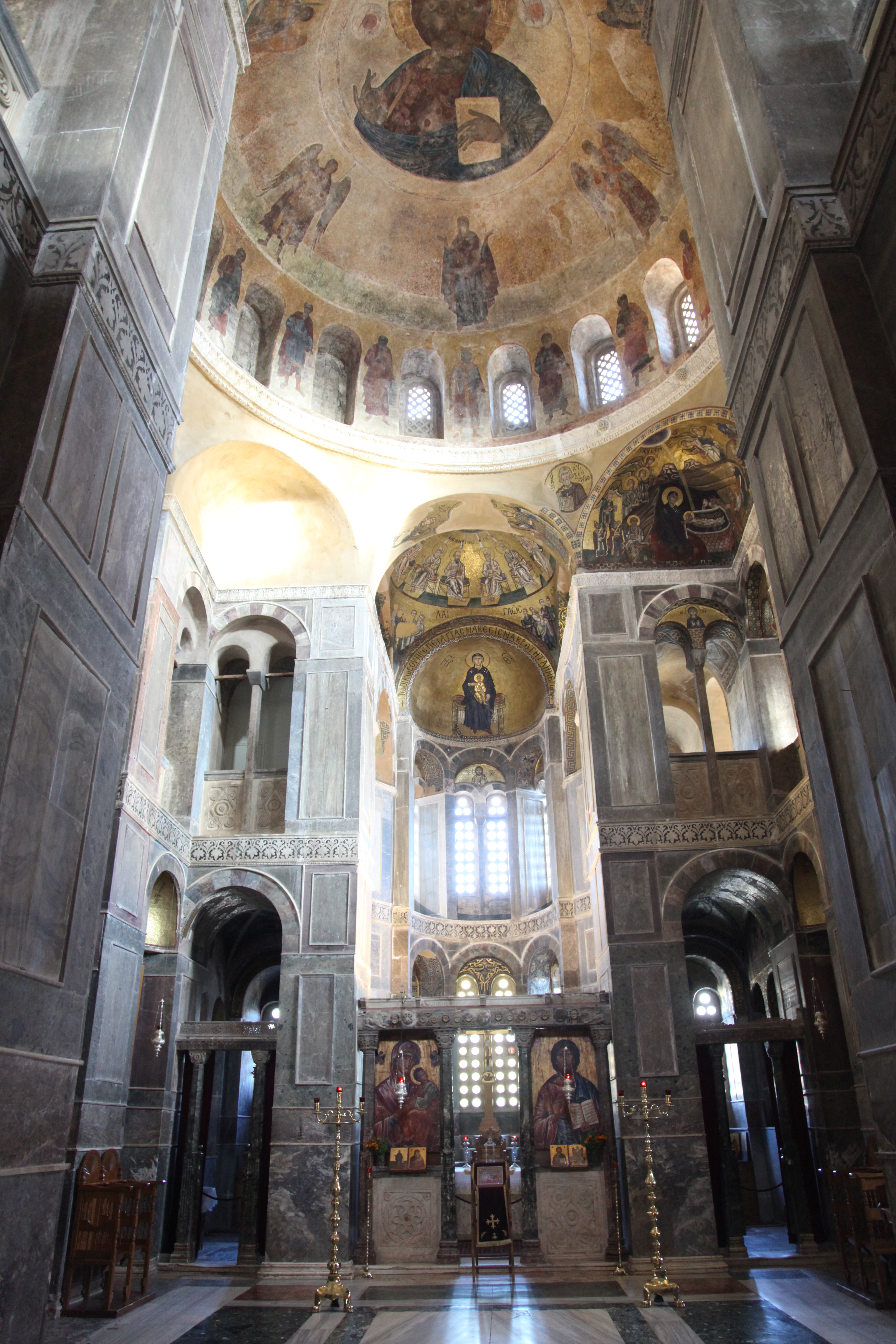
La iglesia monástica de Hosios Loukas
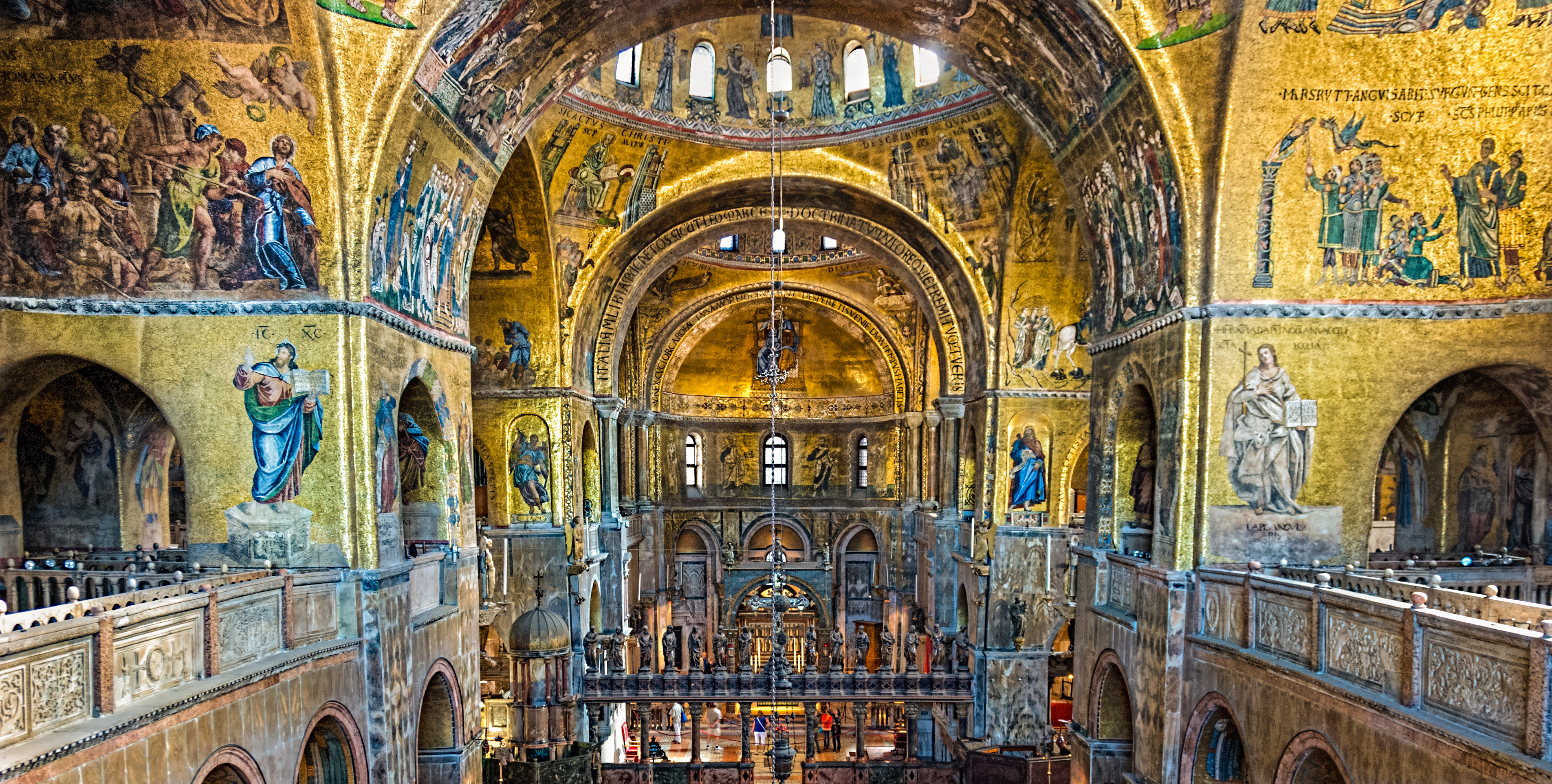
Los mosaicos azul brillante y dorados de San Marcos

### Arquitectura románica
Después de la caída del Imperio Romano, la construcción en Europa occidental de grandes iglesias fue adquiriendo impulso con la difusión del monaquismo organizado bajo la regla de San Benito y otros. Un enorme monasterio de Cluny, del que solamente se conserva una fracción, fue construido con un estilo románico simplificado, columnas gruesas, paredes gruesas, y con la apertura de pequeñas ventanas y arcos de medio punto. El estilo se extendió con el monacato en toda Europa. La técnica de construcción de altas bóvedas de mampostería fue recuperada. Evolucionó el tratamiento de la decoración, con elementos extraídos de las tradiciones precristianas locales e incorporados en zig-zag, espirales y cabezas de animales feroces. Las decoraciones de los muros típicas fueron los murales pintados. Las técnicas de construcción románicas se difundieron a Inglaterra aproximadamente en la época de la conquista normanda.
Representativas de la época son la Abbaye aux Hommes (Abadía de los Hombres) en Caen, Francia; la catedral de Worms, en Alemania; las catedrales de Pisa —con su famoso campanile inclinado—, Módena y Parma, en Italia; y las catedrales de Durham y Peterborough, en Inglaterra.

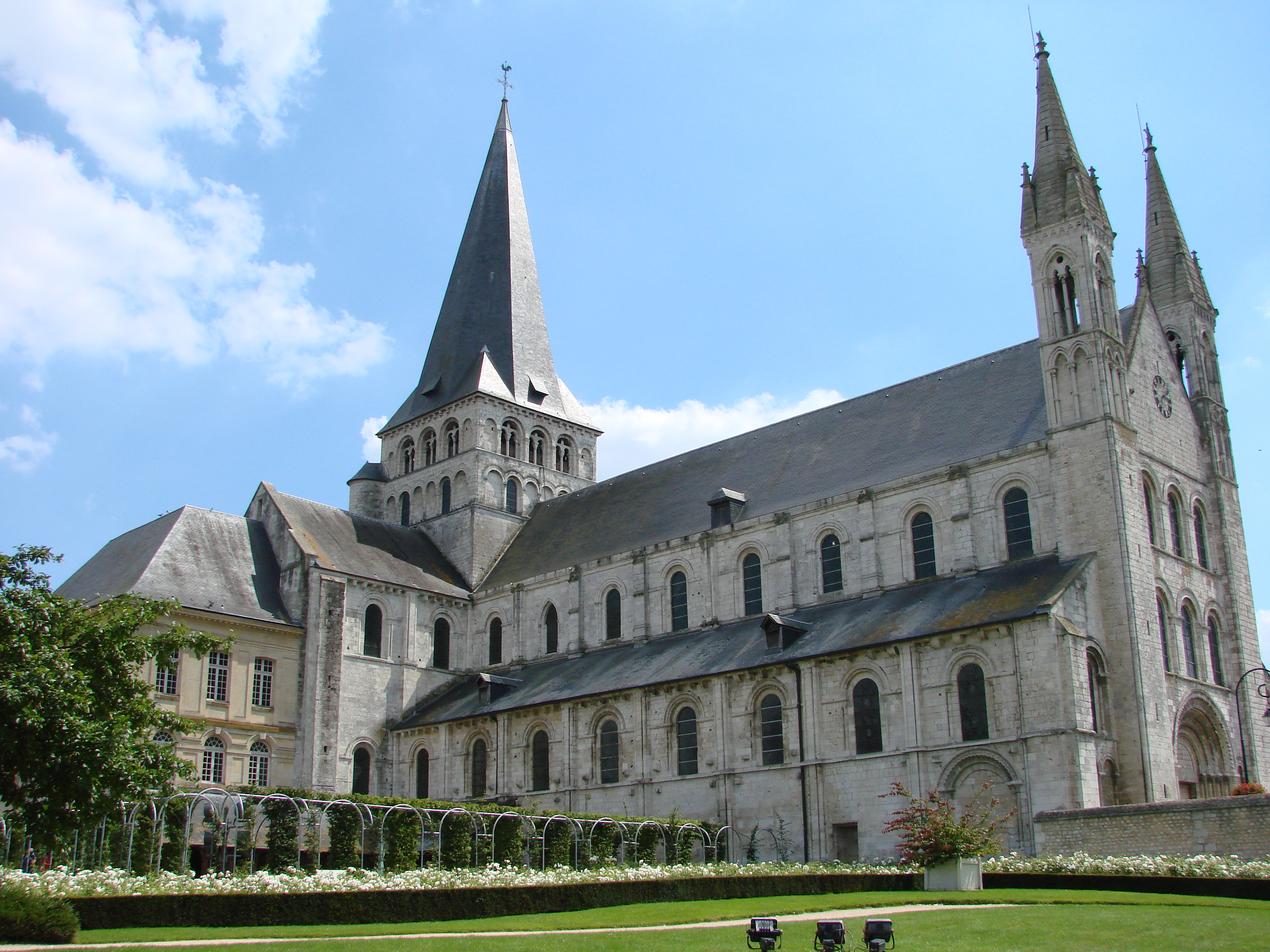
Abadía de Saint-Georges de Boscherville, Francia, con una torre cuadrada sobre el crucero y pináculos occidentales de estilo gótico.
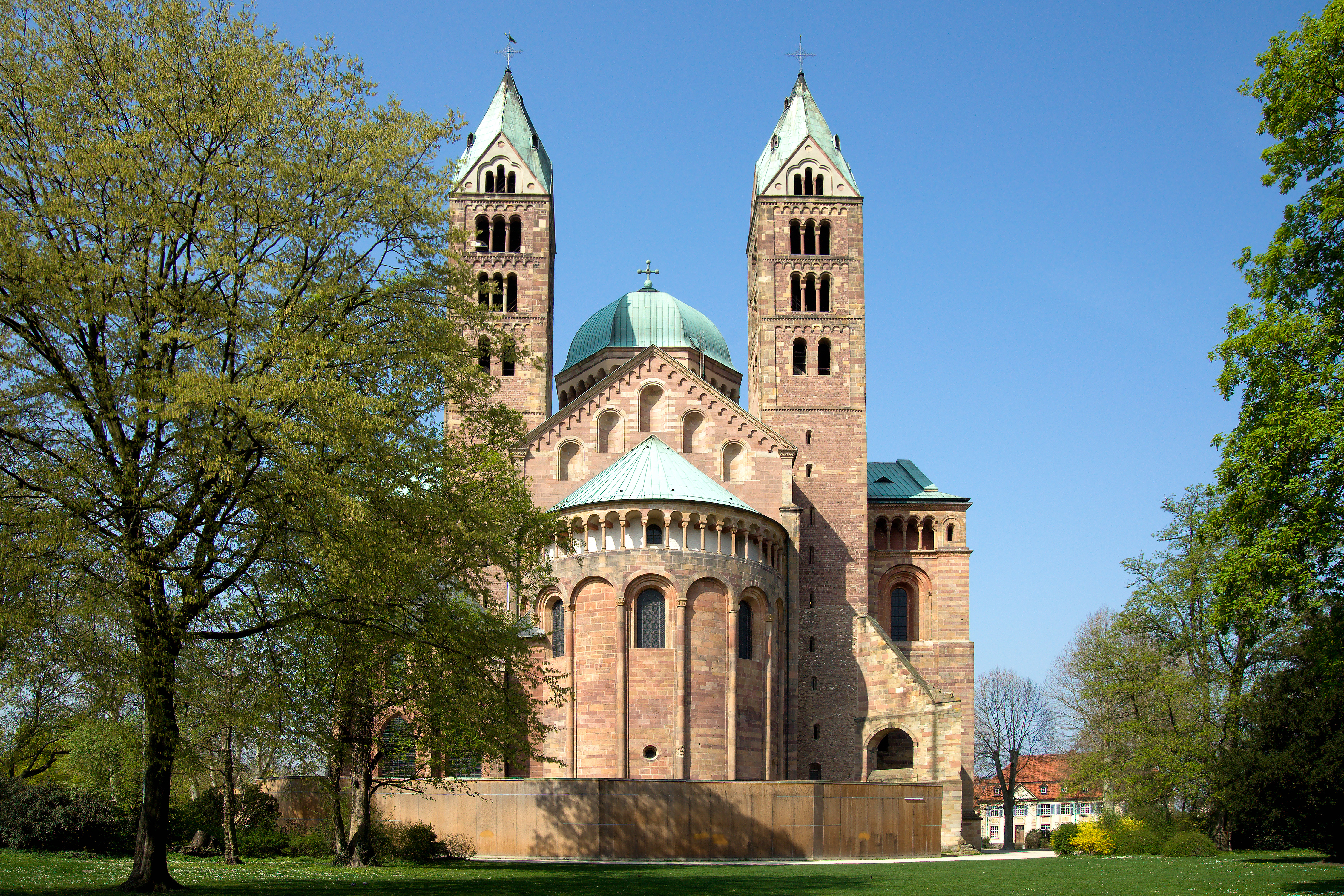
Catedral de Speyer, Alemania, desde el este, muestra el ábside que sobresale de un coro enmarcado por torres, con una cúpula octogonal sobre el crucero.
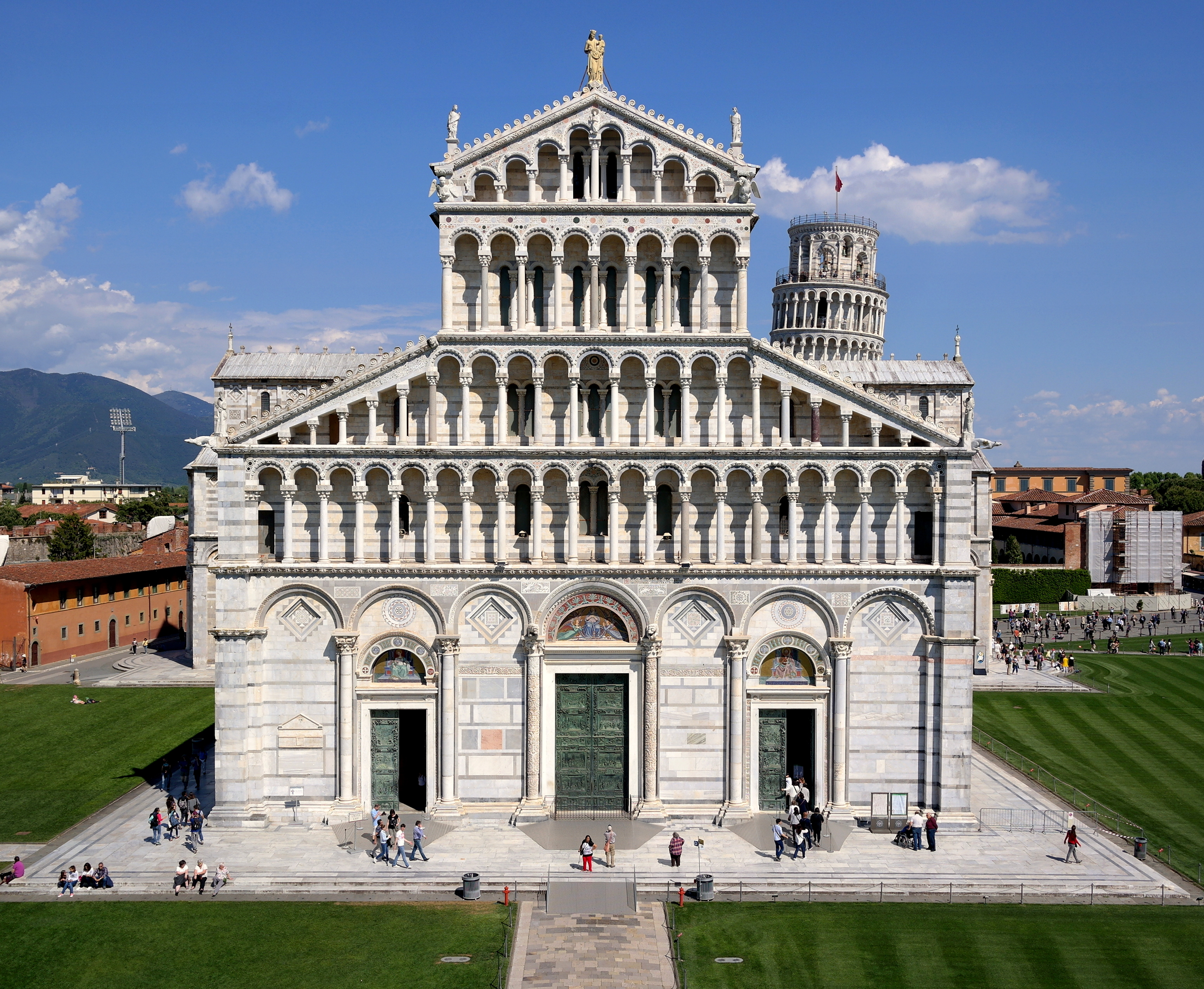
La catedral de Pisa (1063-1092), Italia, tiene un campanile independiente y presenta una armonía de policromía y arcadas.

Interiores románicos
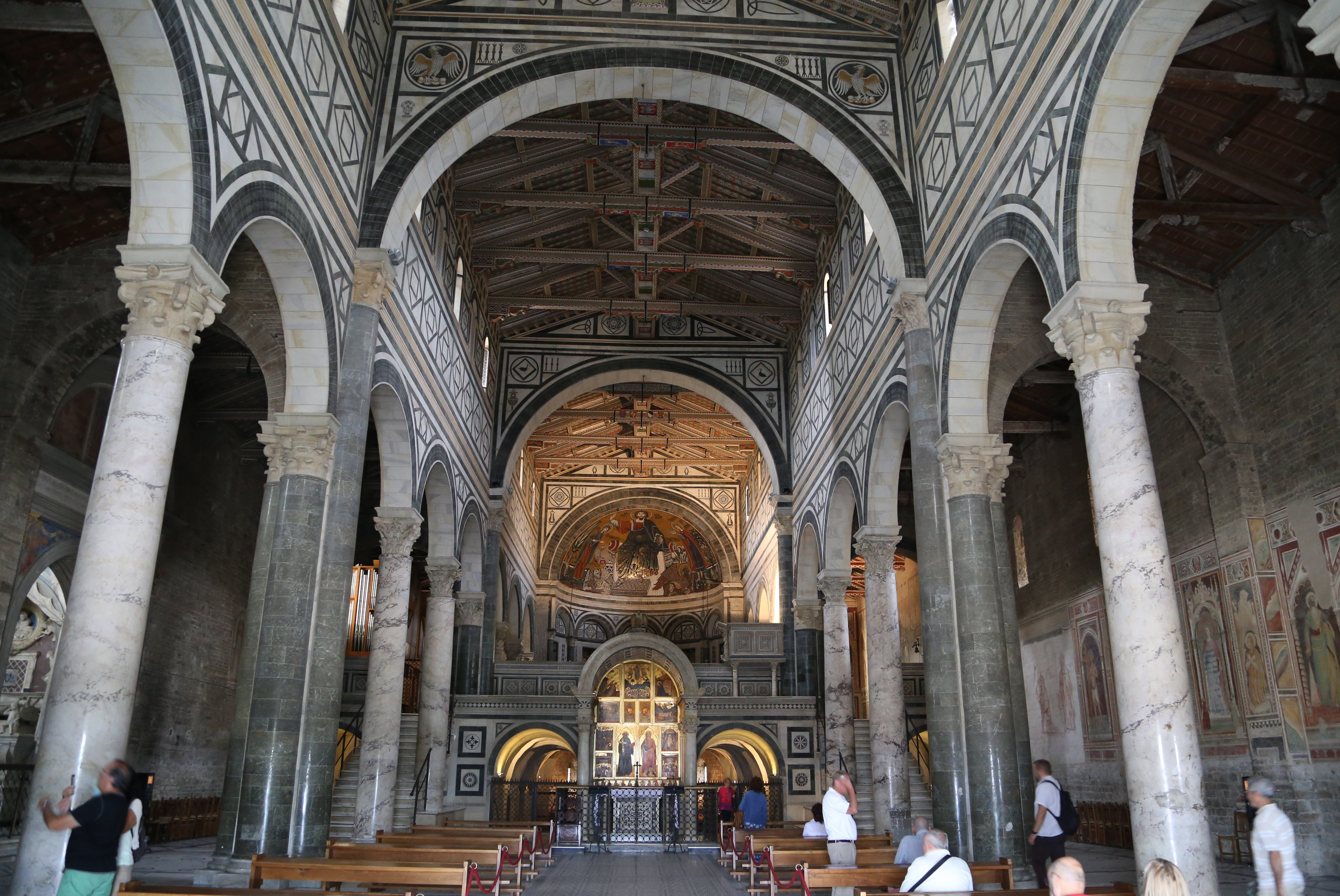
San Miniato al Monte, Florencia, tiene forma basilical, cubierta abierta de madera y decoración de mármol policromado y mosaicos.
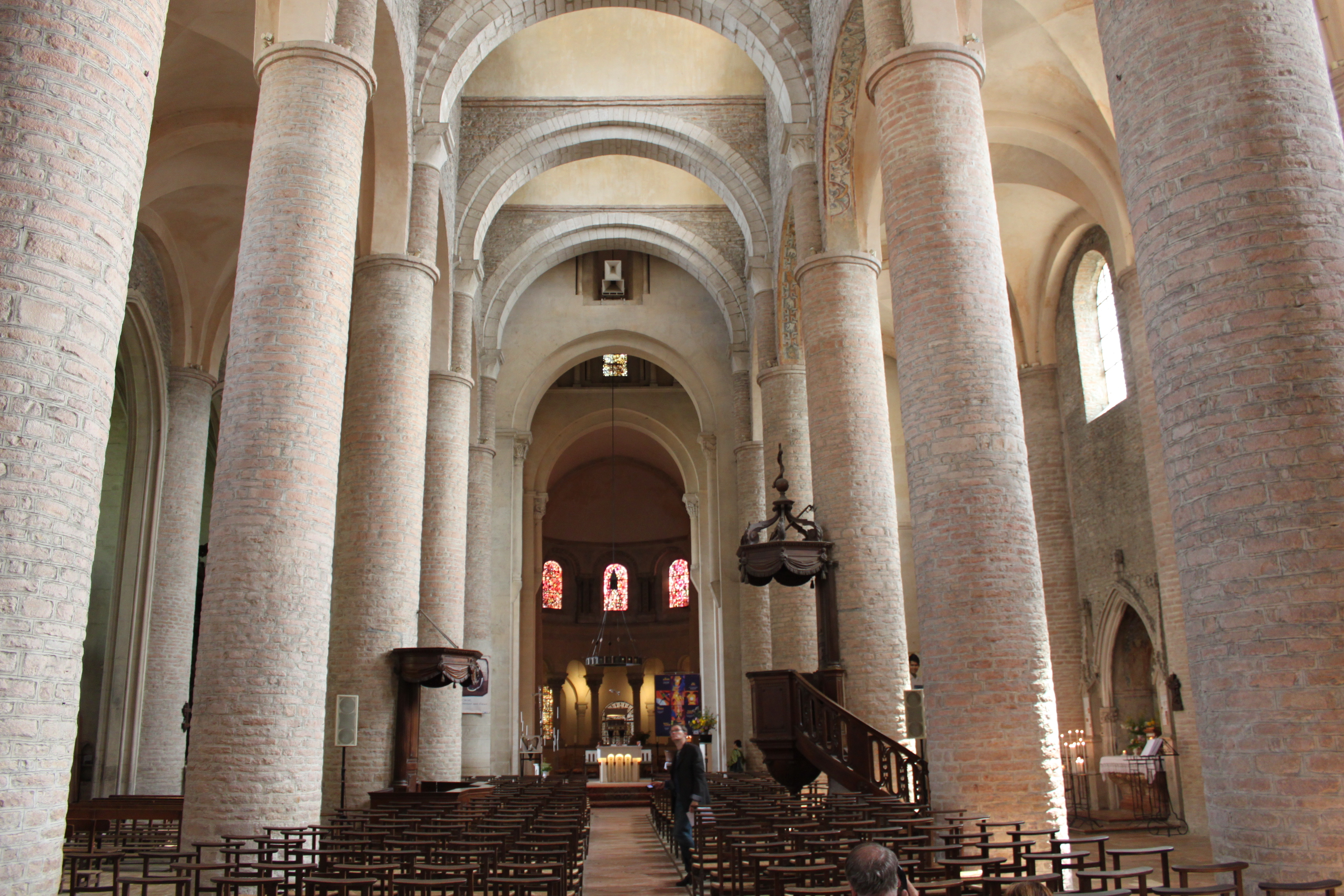
La iglesia de San Filiberto, Tournus,  tiene altas columnas y está cubierta con arcos fajones que soportan una serie de bóvedas de cañón.
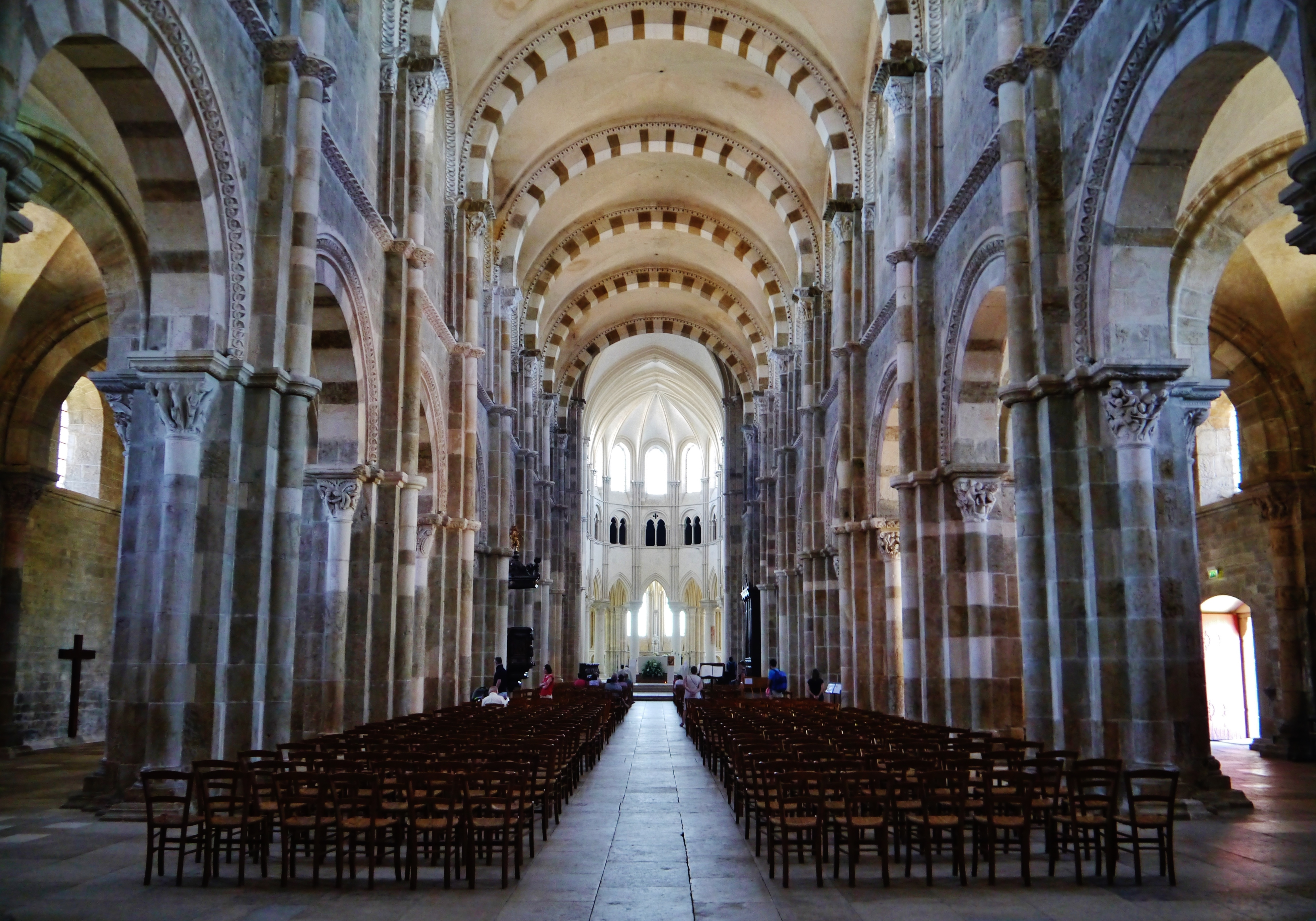
La abadía de Vézelay tiene grupos de pilares verticales que soportan arcos transversales y una bóveda de arista. El extremo oriental es de estilo gótico.
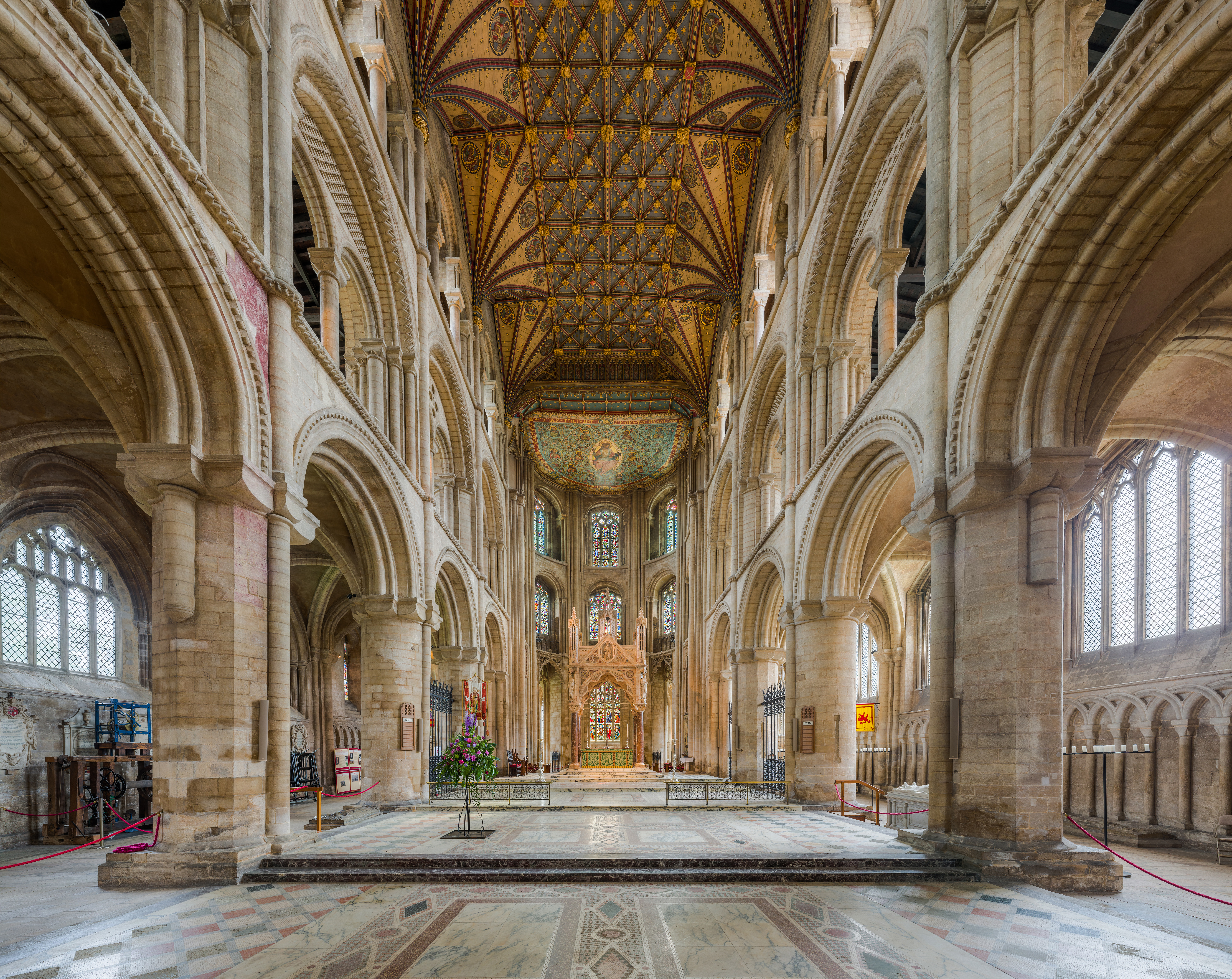
La nave central de la catedral de Peterborough tiene tres pisos que soportan un raro techo de madera que conserva su decoración original.

### Arquitectura gótica
A mediados del siglo XII ya se habían construido muchas grandes catedrales e iglesias abaciales y las habilidades de ingeniería necesarias para construir arcos altos, bóvedas de piedra, altas torres y elementos similares quedaron bien establecidas. El estilo evolucionó hacia uno menos pesado, que tenía ventanas más grandes, bóvedas más ligeras apoyadas en nervios de piedra y, sobre todo, arcos apuntados, que es la característica que define el estilo que ahora se conoce como gótico. Con muros más delgados, ventanas más grandes y altas bóvedas apuntadas, el distintivo arbotante se desarrolló como un medio de estabilización de las cargas. Las enormes ventanas se adornaron con tracerías de piedra y se cerraron con vitrales de colores que ilustraban historias de la Biblia y de la vida de los Santos.
Edificios representativos de este período son: Notre Dame de Paris y las catedrales de Chartres, Reims, Rouen y Estrasburgo, en Francia;  la catedral de Amberes, en Bélgica; la catedral de Colonia, en Alemania; la catedral de San Esteban de Viena, en Austria; las catedrales de Florencia, Siena y Milán y la basílica de San Lorenzo Mayor de Nápoles, en Italia; las catedrales de Burgos, Toledo y León, en España, la catedral de Guarda, en Portugal; y las catedrales de Salisbury, Canterbury y Lincoln, en Inglaterra. muros

Tres conocidísimas catedrales góticas
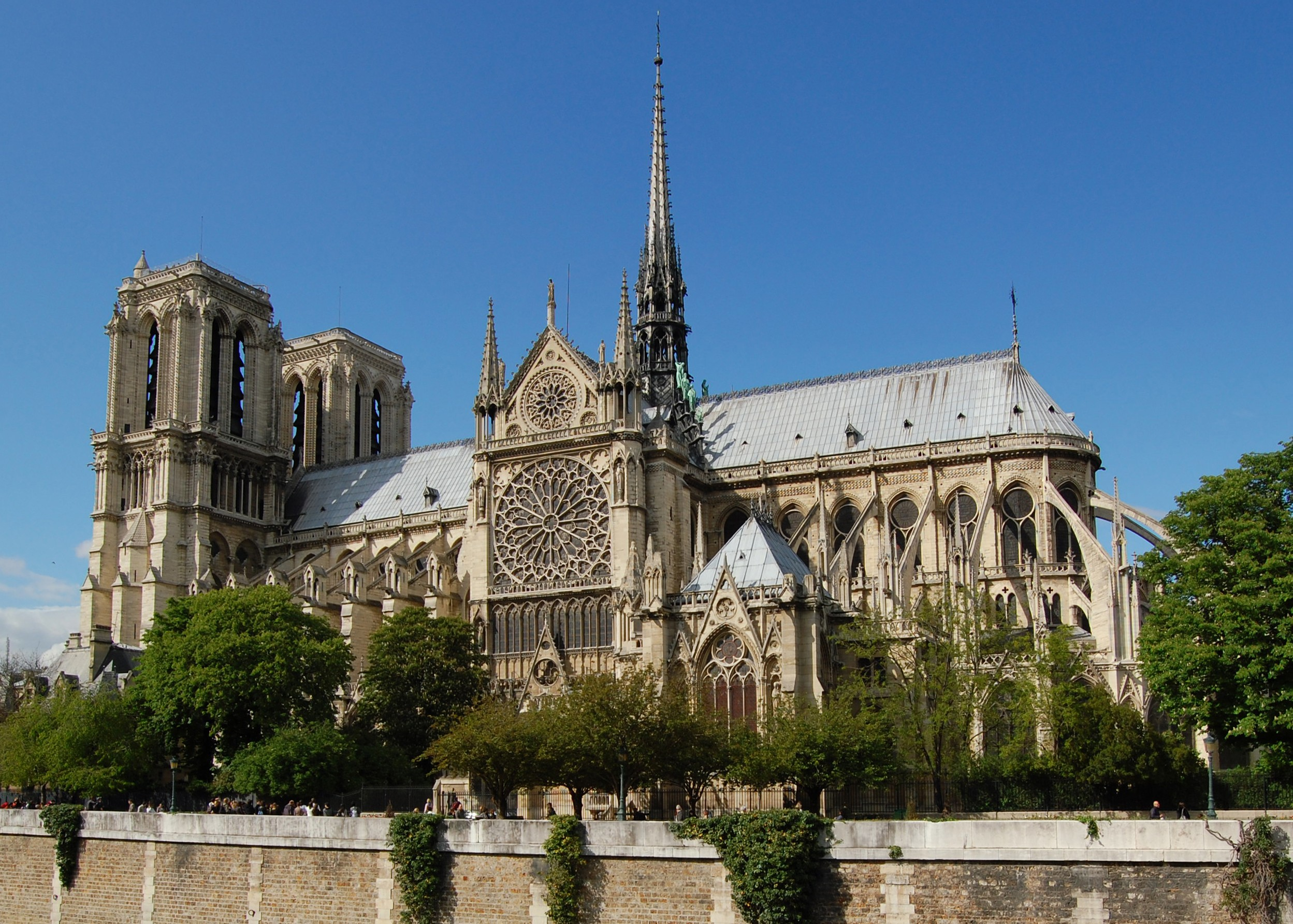
Notre Dame de París
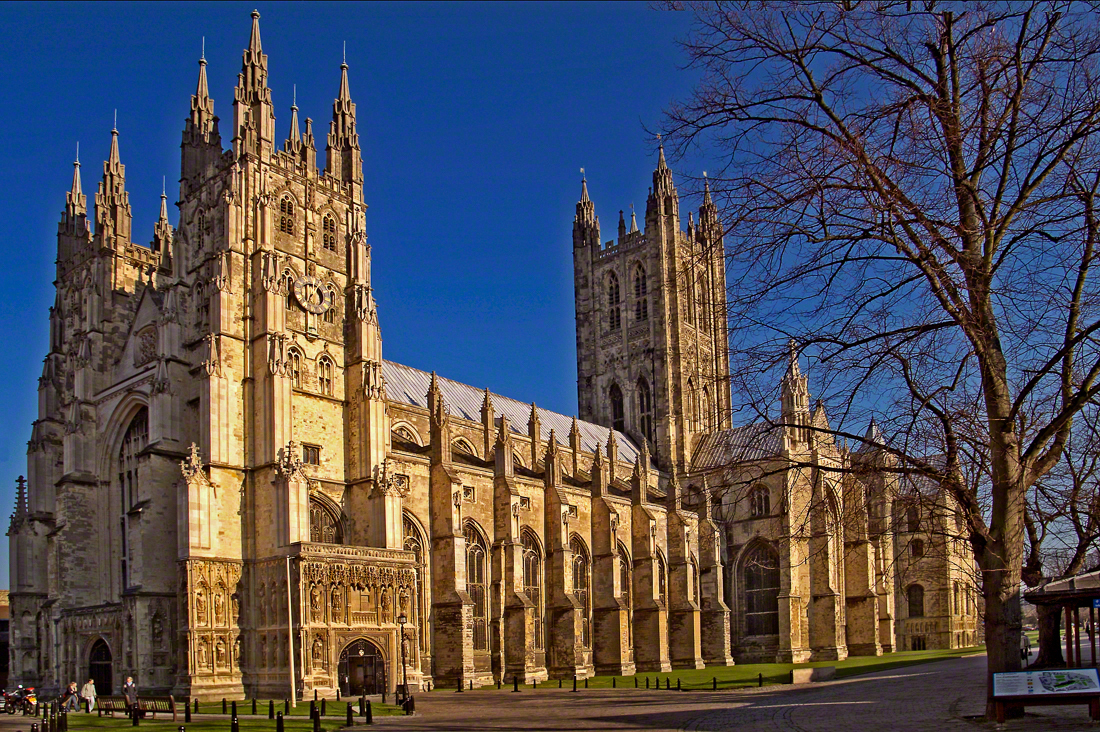
La catedral de Canterbury, Inglaterra
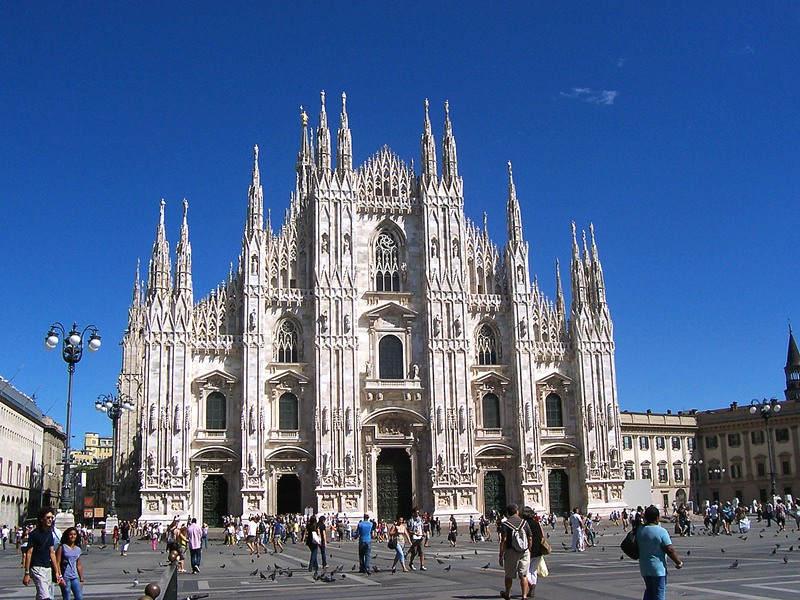
La catedral de Milán, Italia

Tres interiores góticos
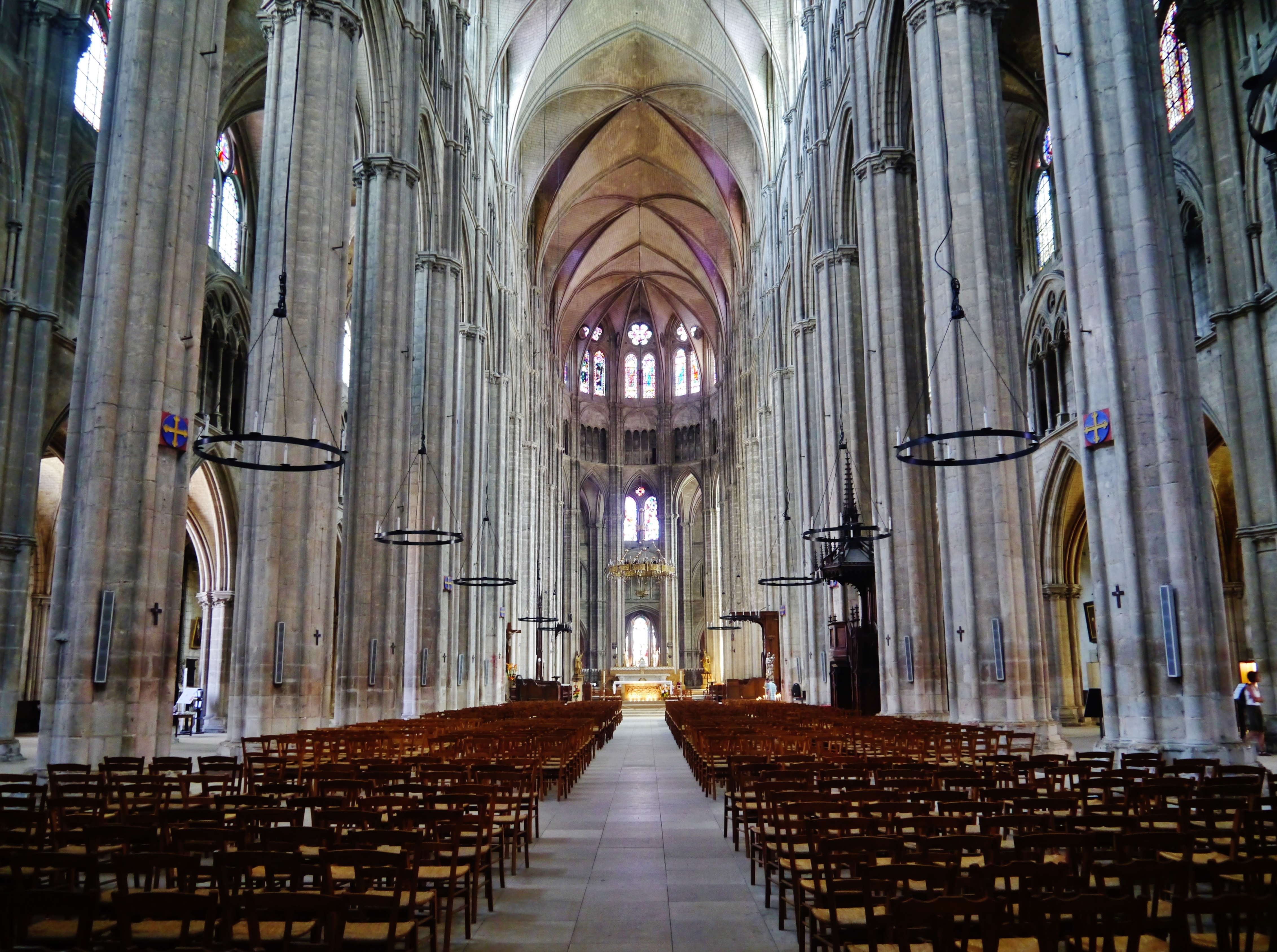
Catedral de Bourges, Francia
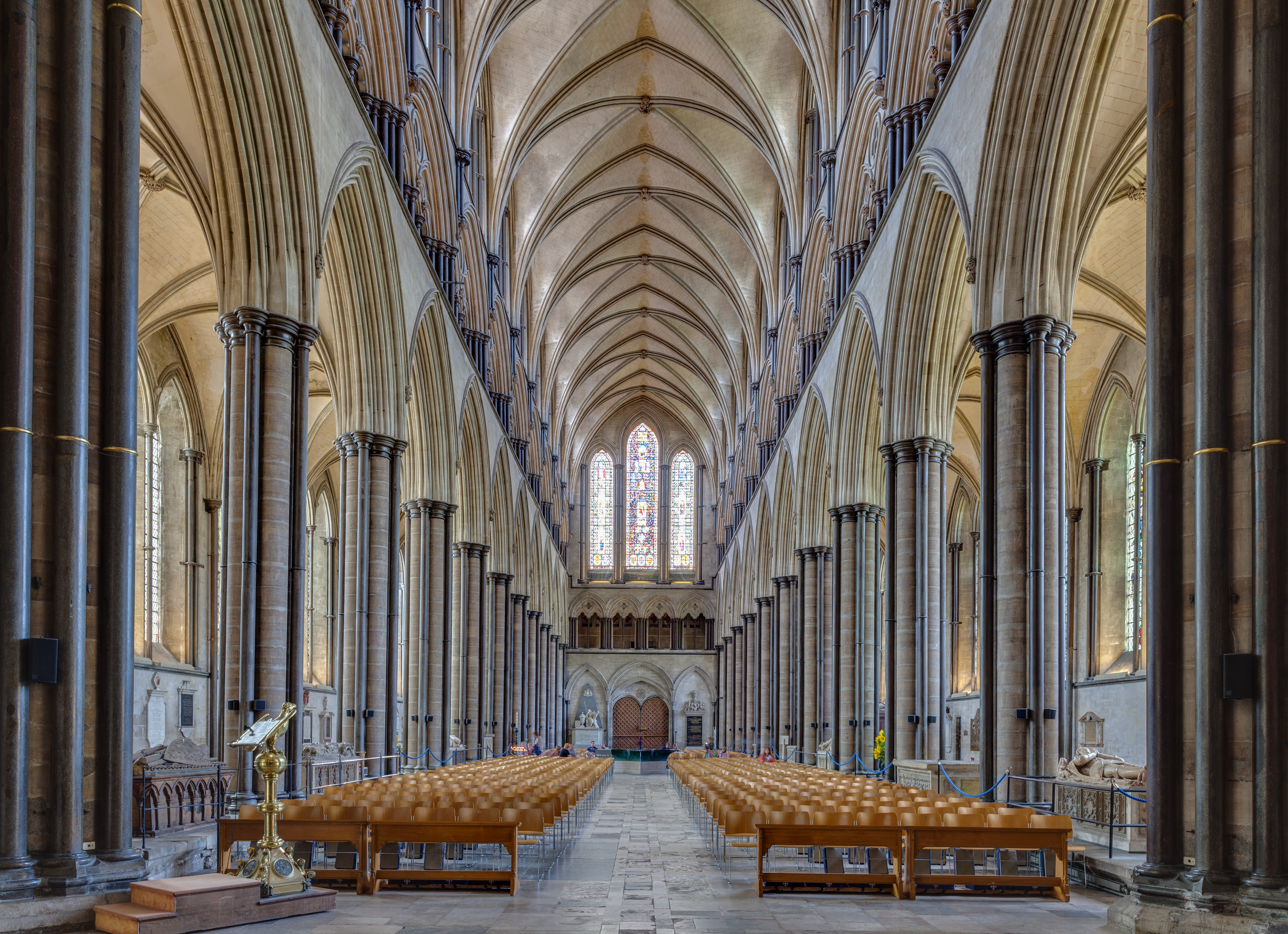
Catedral de Salisbury, Inglaterra
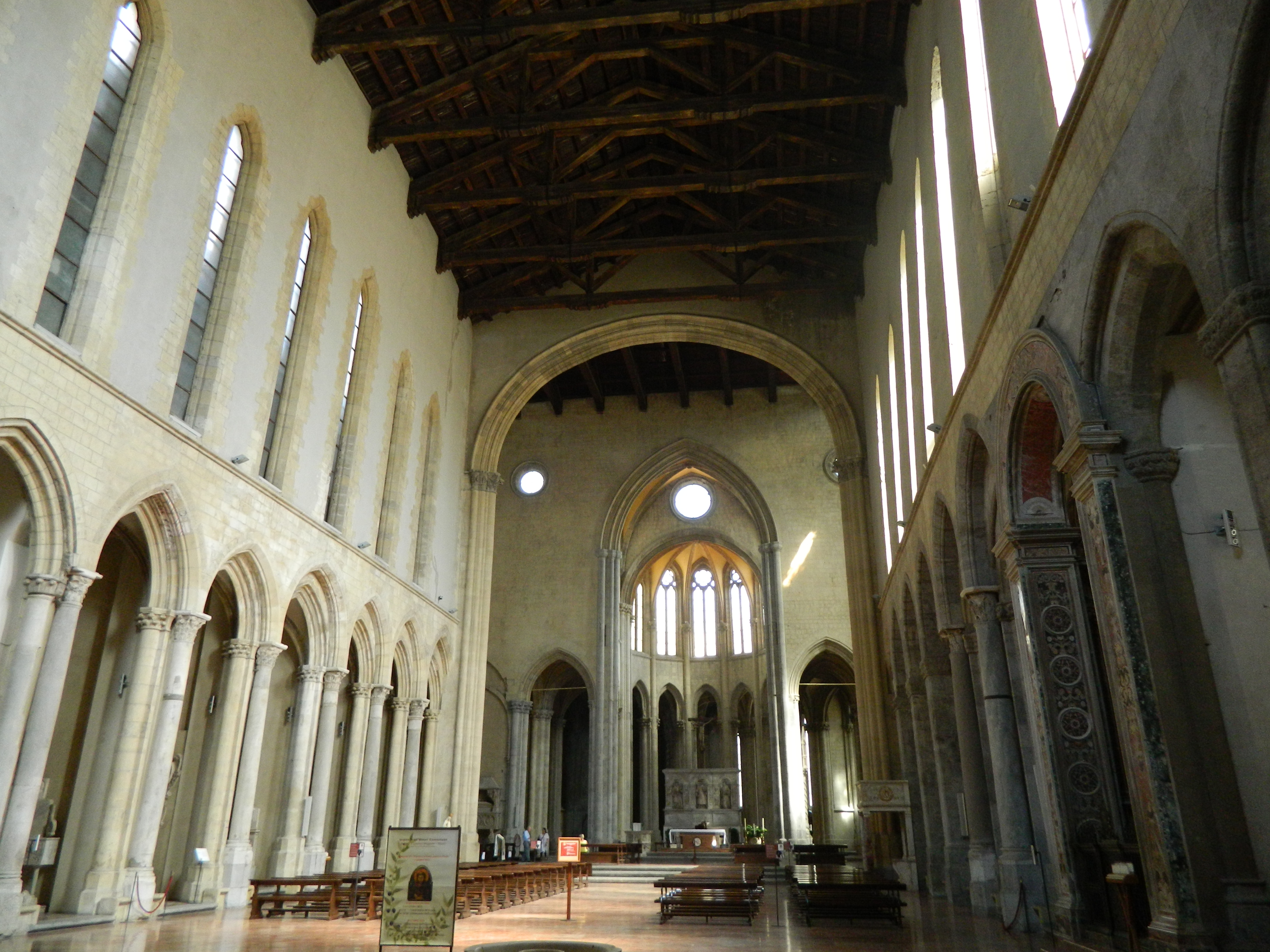
Basílica de San Lorenzo Mayor de Nápoles

### Arquitectura renacentista
A principios del siglo XV se celebró en Florencia un concurso para cubrir el crucero central de la enorme e inacabada catedral gótica. Fue ganado por el artista Brunelleschi quien, inspirado por las cúpulas que había visto en sus viajes, como la de San Vitale en Rávena y la enorme cúpula de la época romana que cubre el Panteón, diseñó una enorme cúpula que se considera como el primer edificio de la época del Renacimiento. Su estilo, visualmente sin embargo, es de crucería y puntiagudo y puramente gótico. Fue renacentista (renacimiento) en su audacia y en el hecho de que buscaba de nuevo las técnicas edificatorias romanas. Brunelleschi, y otros como él, desarrolló una pasión por el estilo muy refinado de la arquitectura romana, en la que las formas y decoraciones siguen las reglas de la disposición y proporción que durante mucho tiempo había sido descuidadas. Buscaron como redescubrir y aplicar estas reglas. Fue una época de teorización arquitectónica y experimentación. Brunelleschi construyó dos grandes iglesias en Florencia que demuestran cómo se podría aplicar el nuevo estilo, las basílicas de San Lorenzo y del Santo Spirito. Son ensayos en el mundo clásico, con hileras de columnas cilíndricas, capiteles corintios, entablamentos, arcos de medio punto y capillas absidiales.
La mayor construcción de una catedral en la época fue la reconstrucción de la basílica de San Pedro en Roma, un trabajo conjunto de los arquitectos Bramante, Rafael, Sangallo, Maderno y que fue rematada por la gloriosa cúpula de Michelangelo, más alta, pero solo un pie más estrecha que la cúpula que Brunelleschi había construido un centenar de años antes en Florencia. La cúpula es, tanto exterior como internamente, un foco. El presbiterio y los brazos del transepto son idénticos en forma, recordando así la planta de cruz griega de las iglesias bizantinas. La nave fue, de hecho, una adición.
El papa Julio II pudo contratar a los más grandes artistas de su época como diseñadores. (El papel del arquitecto aún no se había convertido en un ser separado del pintor, escultor o constructor.) El producto de esas mentes es un todo enorme, glorioso y unificado.

Iglesias renacentistas de Italia
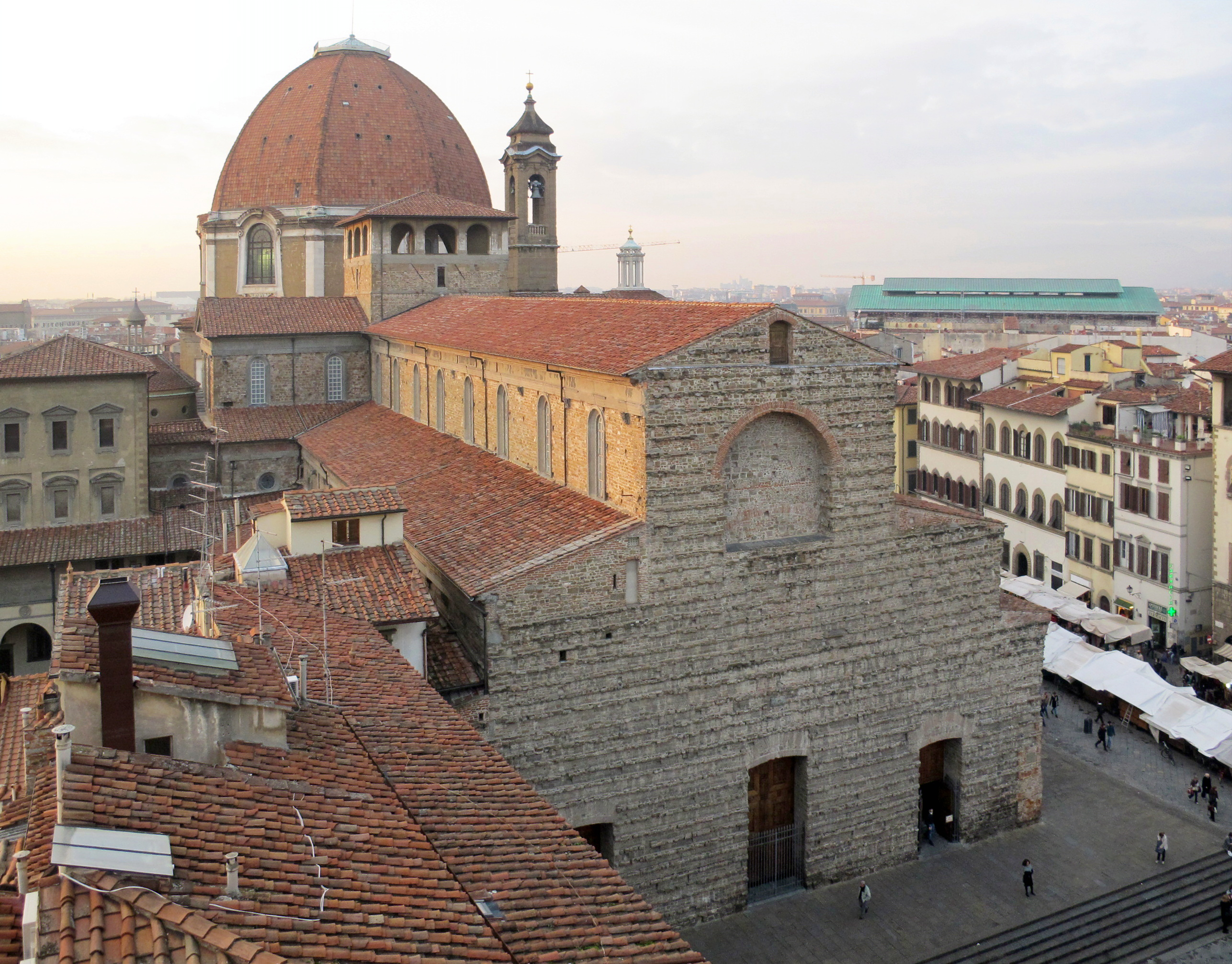
Basílica de San Lorenzo, Florencia
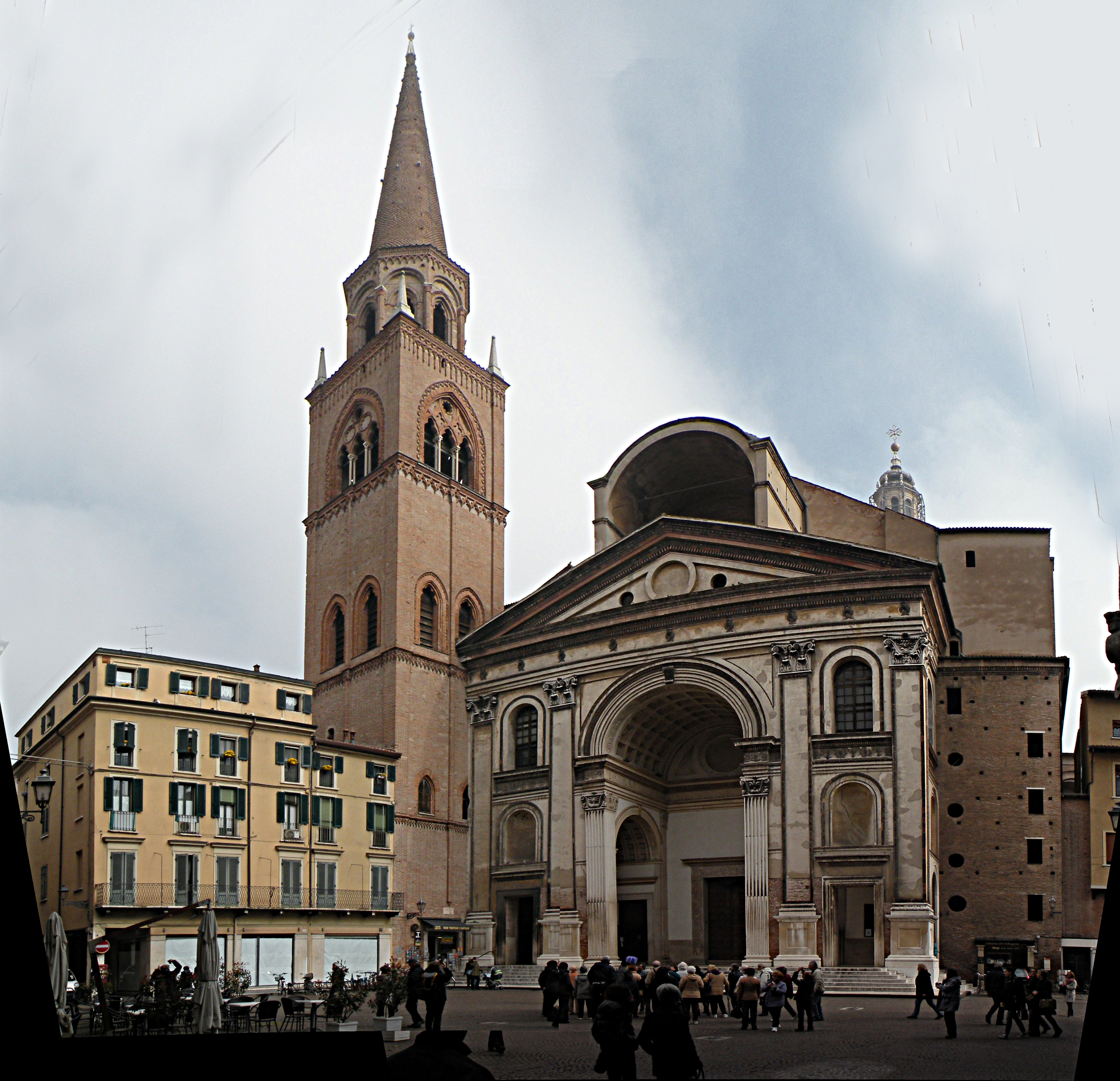
Basílica de San Andrés, Mantua
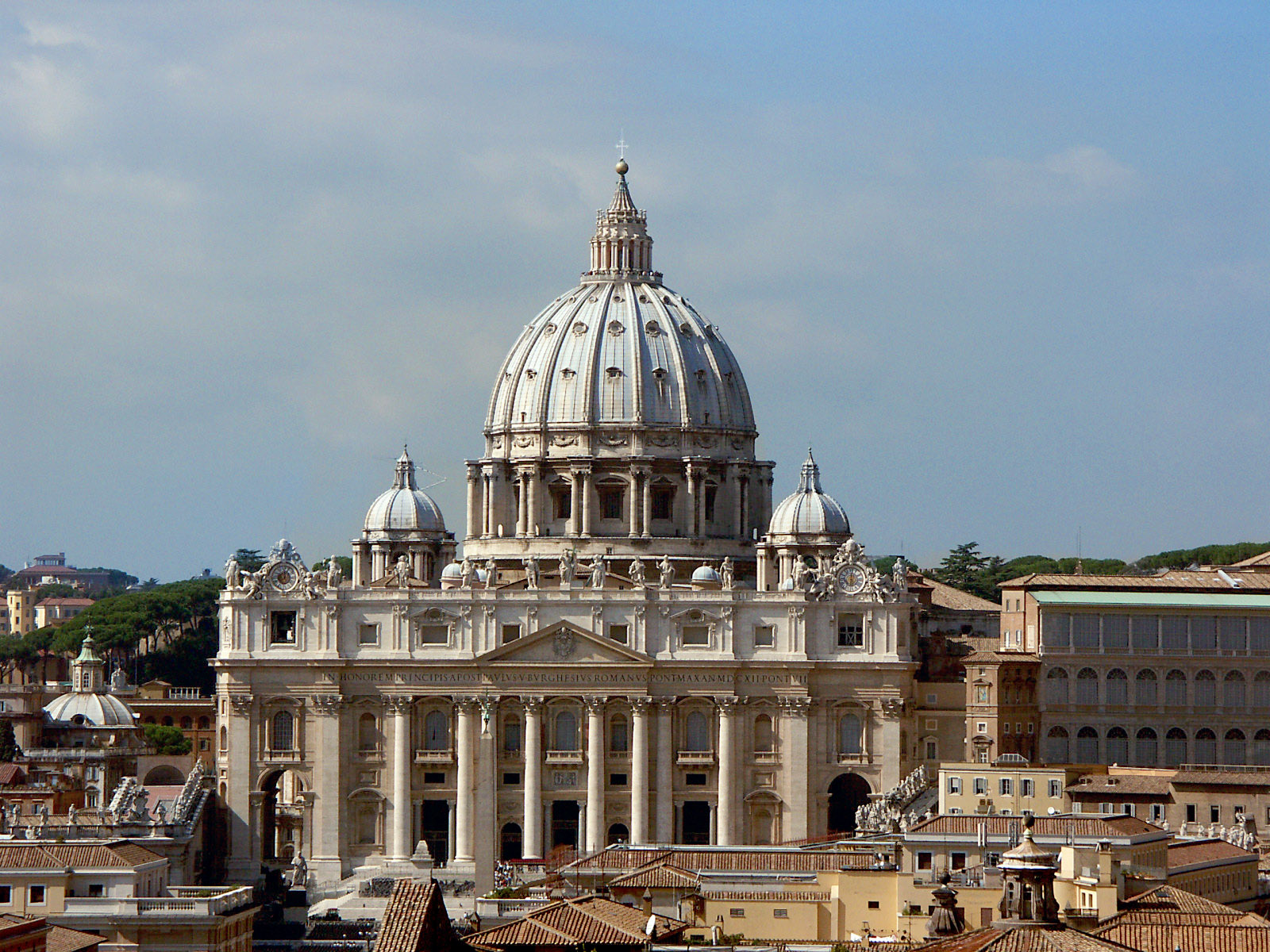
Basílica de San Pedro con la fachada de Maderno y la cúpula de Michelangelo.
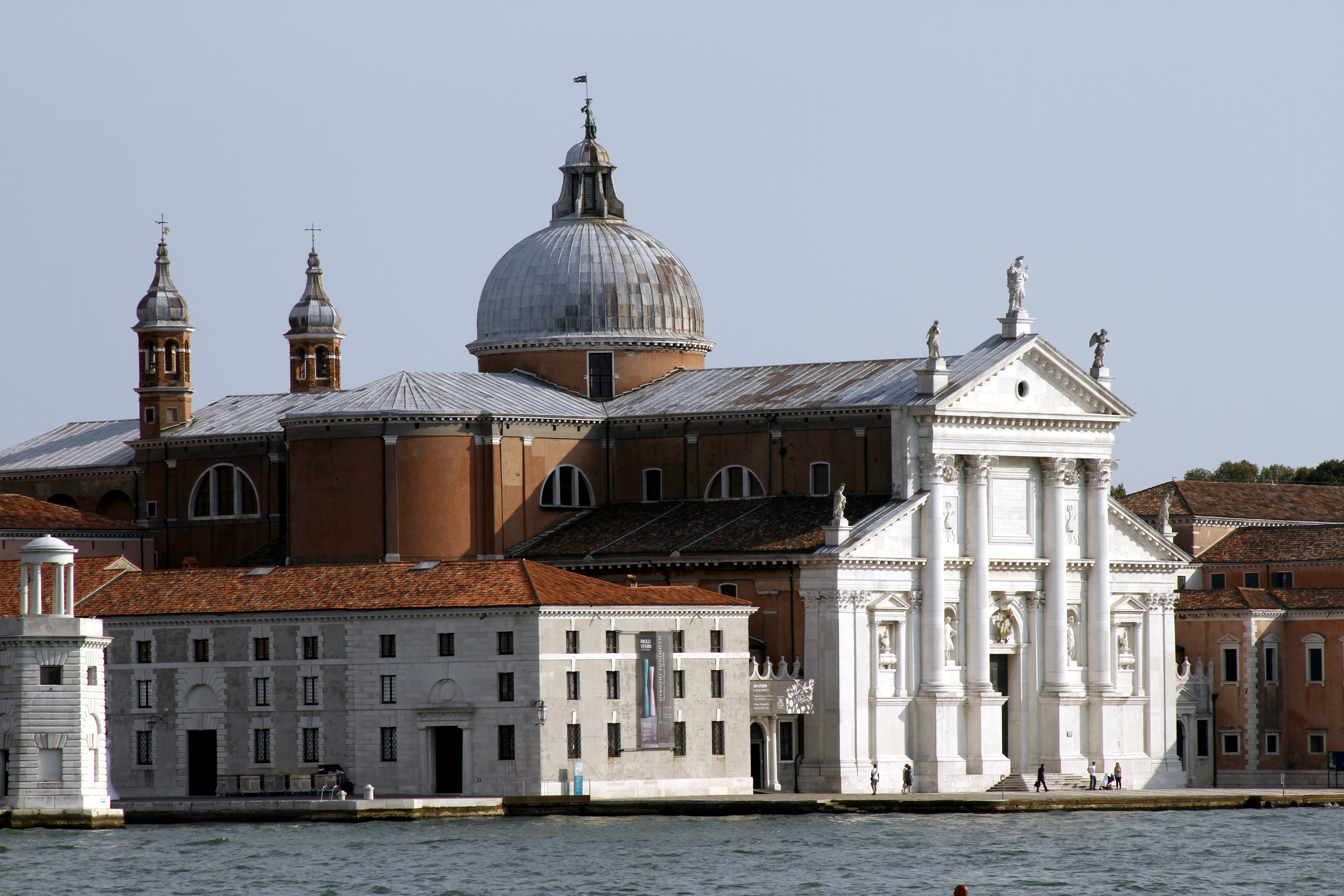
San Giorgio Maggiore, Venecia

Interiores renacentistas
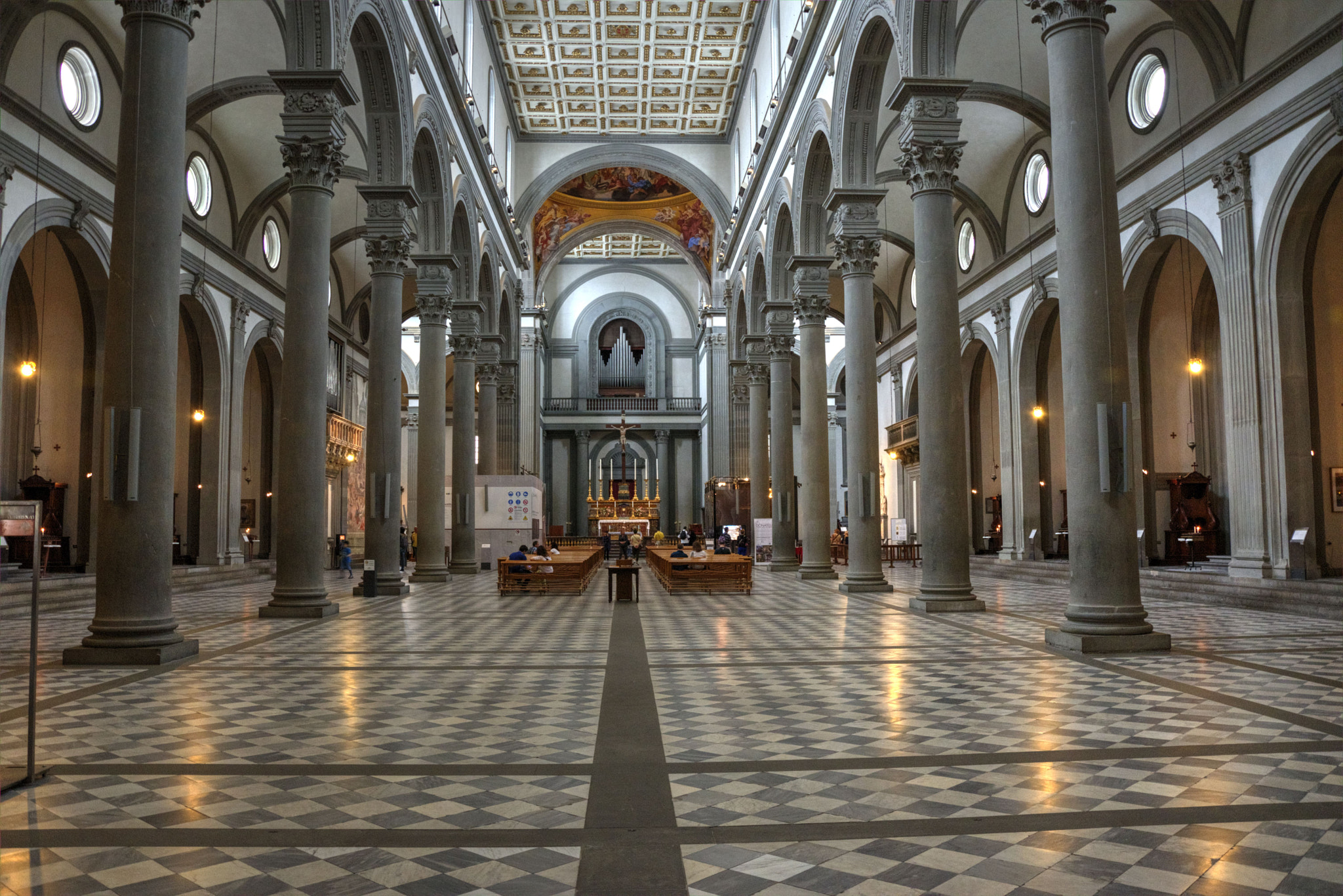
Basílica de San Lorenzo, Florencia
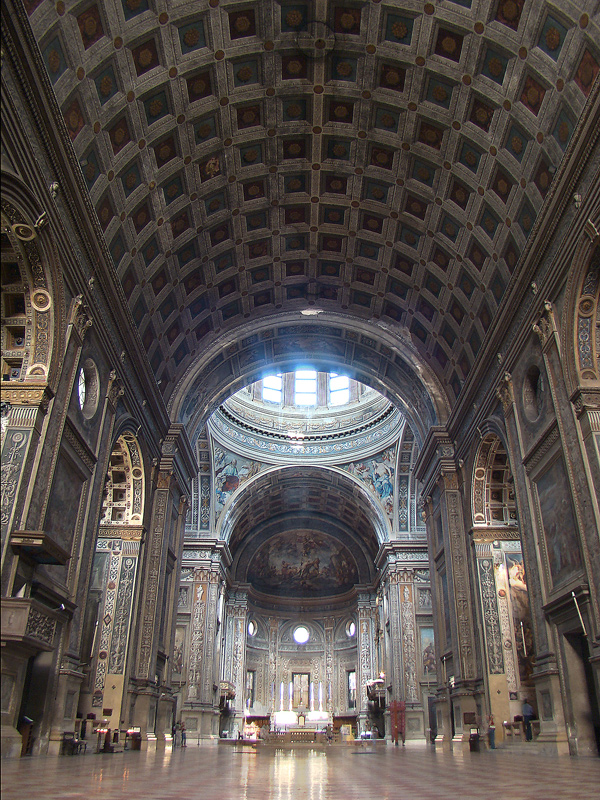
Basílica de San Andrés, Mantua
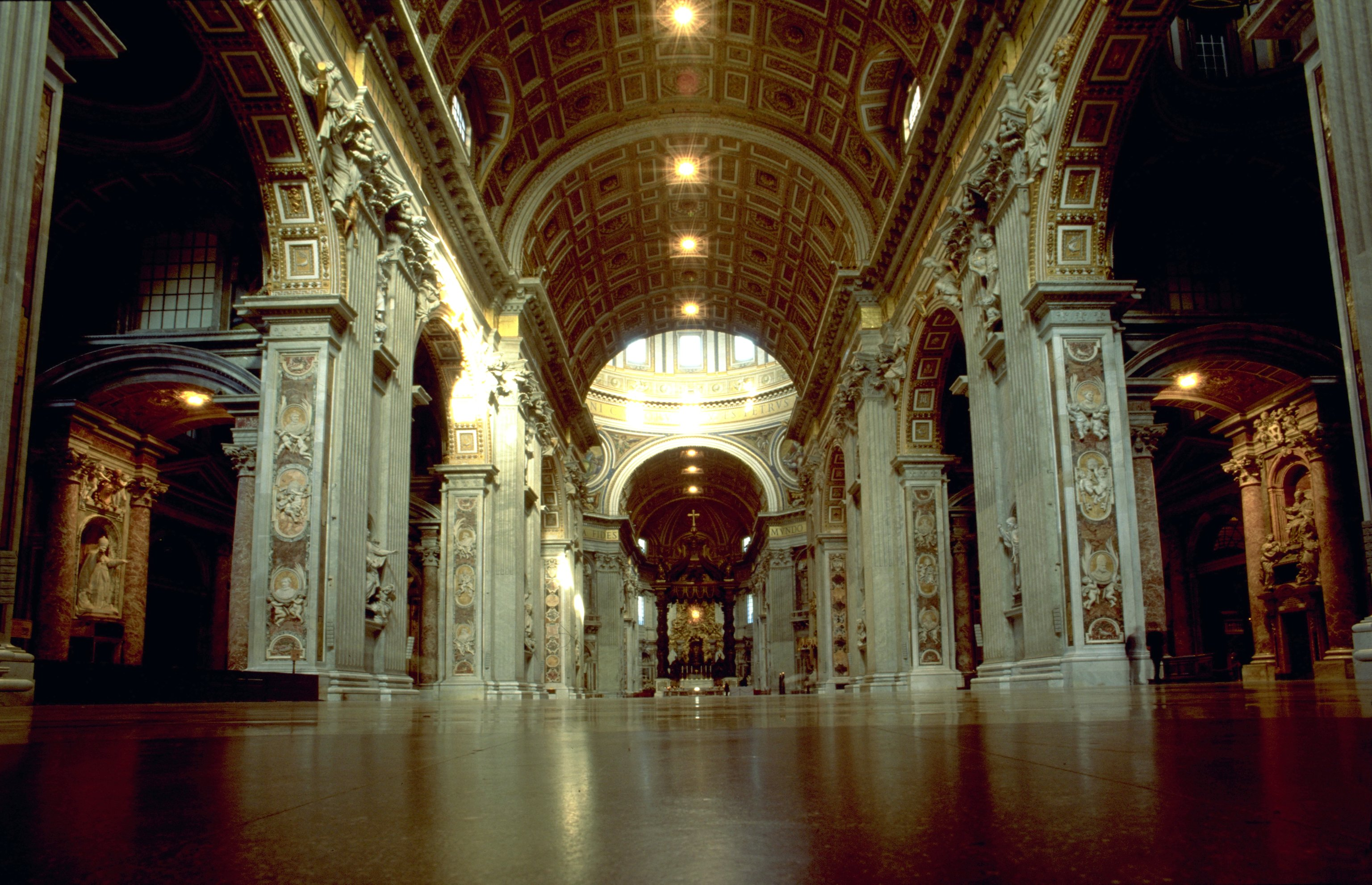
Basílica de San Pedro, Roma
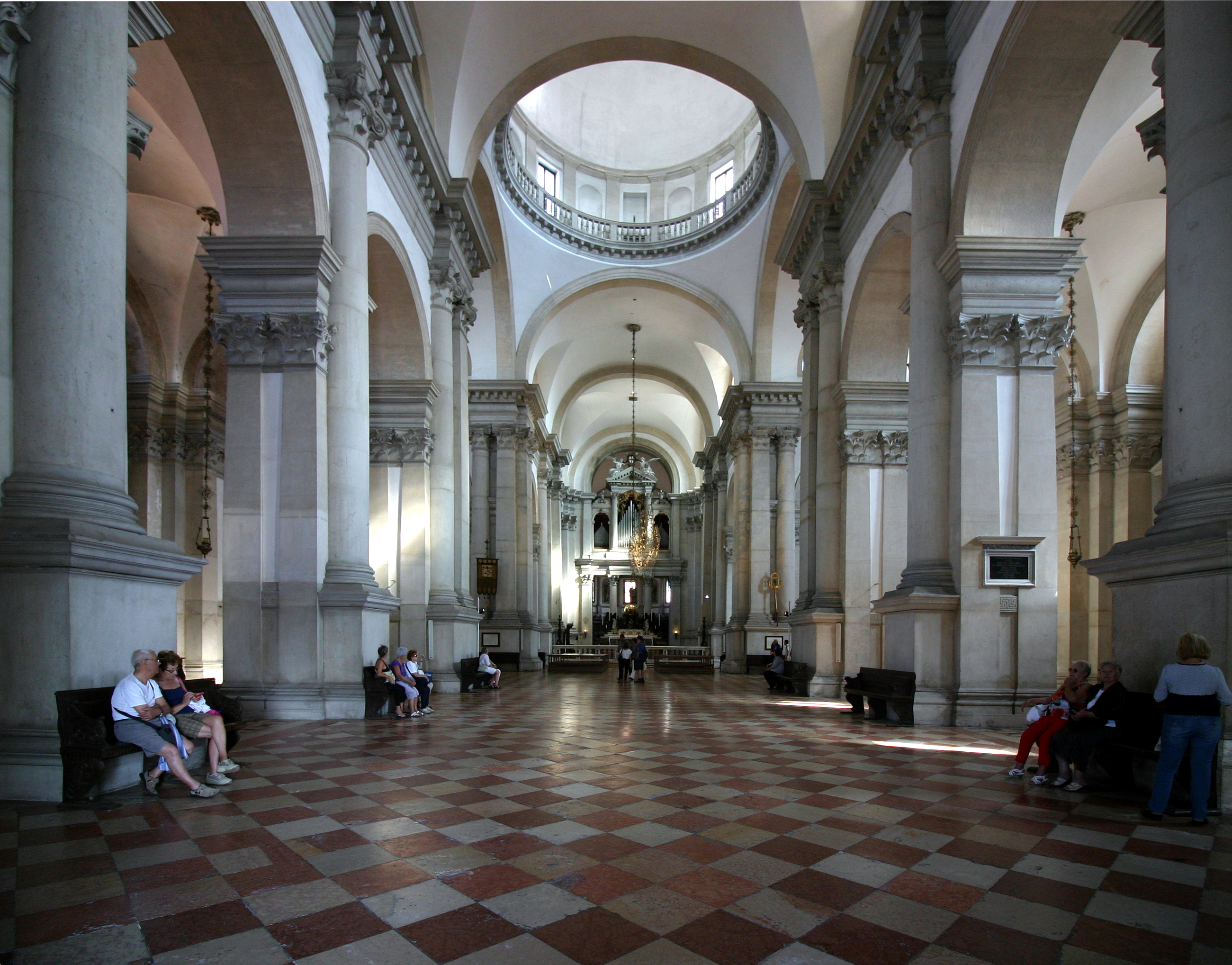
San Giorgio Maggiore, Venecia

### Arquitectura barroca
En el momento en que San Pedro fue terminado, los arquitectos, que ya conocían bien todas las reglas que habían recuperado con tanto cuidado,  optaron por romperlas con un nuevo estilo. El efecto fue una arquitectura dinámica en el que las formas parecen adquirir vida propia, moviéndose, balanceándose y curvándose. El nombre barroco significa 'perla deforme ' .
Hay muchas grandes iglesias abaciales y basílicas construidas en este estilo, pero pocas catedrales en Europa occidental, siendo la excepción más notable la catedral de San Pablo de Londres. San Pablo es una catedral inusual, ya que fue diseñada por un solo individuo y se terminó en un tiempo corto. El arquitecto fue sir Christopher Wren y el edificio reemplazó a la antigua catedral que se quemó en el gran incendio de 1666. Es de estilo barroco, pero es una especie de barroco muy controlado e inglés en el que Wren creó efectos espaciales sorprendentes y efectistas, sobre todo en el uso de la cúpula, que, como la cúpula de Brunelleschi en Florencia, abarca no sólo la nave, sino también los pasillos laterales, abriendo todo el centro de la iglesia en un vasto espacio luminoso.
Muchas catedrales europeas tienen elementos barrocos, altares mayores, fachadas y capillas. Las fachadas de las catedrales españolas de Santiago de Compostela, Jaén y Valladolid fueron reconstruidas en ese momento. El estilo barroco fue llevada por los españoles y portugueses a América del Sur y Centroamérica, a las Filipinas y a Goa, en la India, donde se convirtió en el estilo principal de construcción de iglesias grandes y pequeñas. Tanto en las Américas como en Filipinas, las grandes iglesias barrocas a menudo tienen una fachada muy ancha que parece se extendía entre las torres. Un estilo con una decoración muy profusa se originó en ese momento en España y luego se difundió en América, llamada arquitectura churrigueresca.

Iglesias barrocas europeas
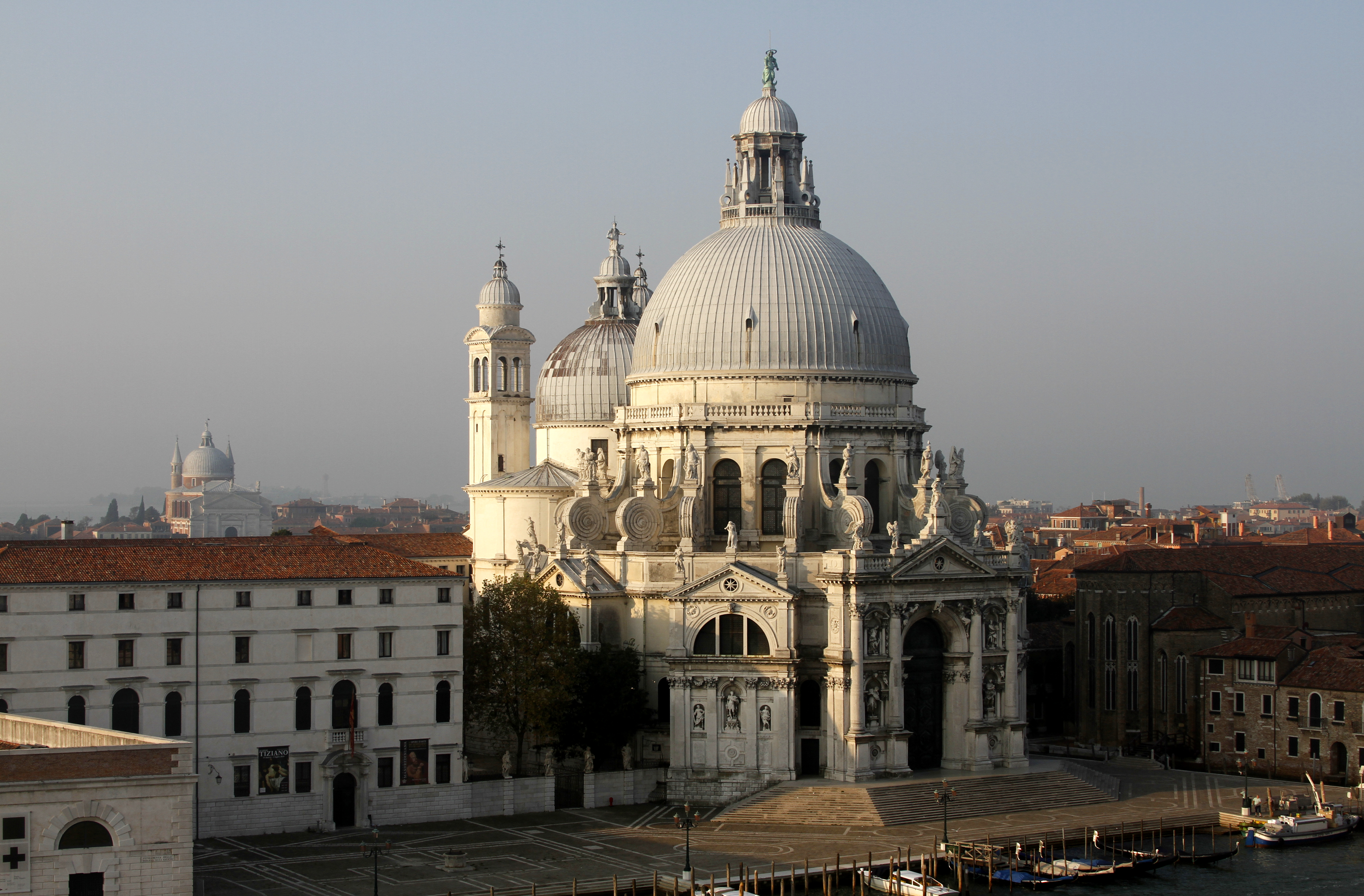
Santa Maria della Salute, Venecia (1631)
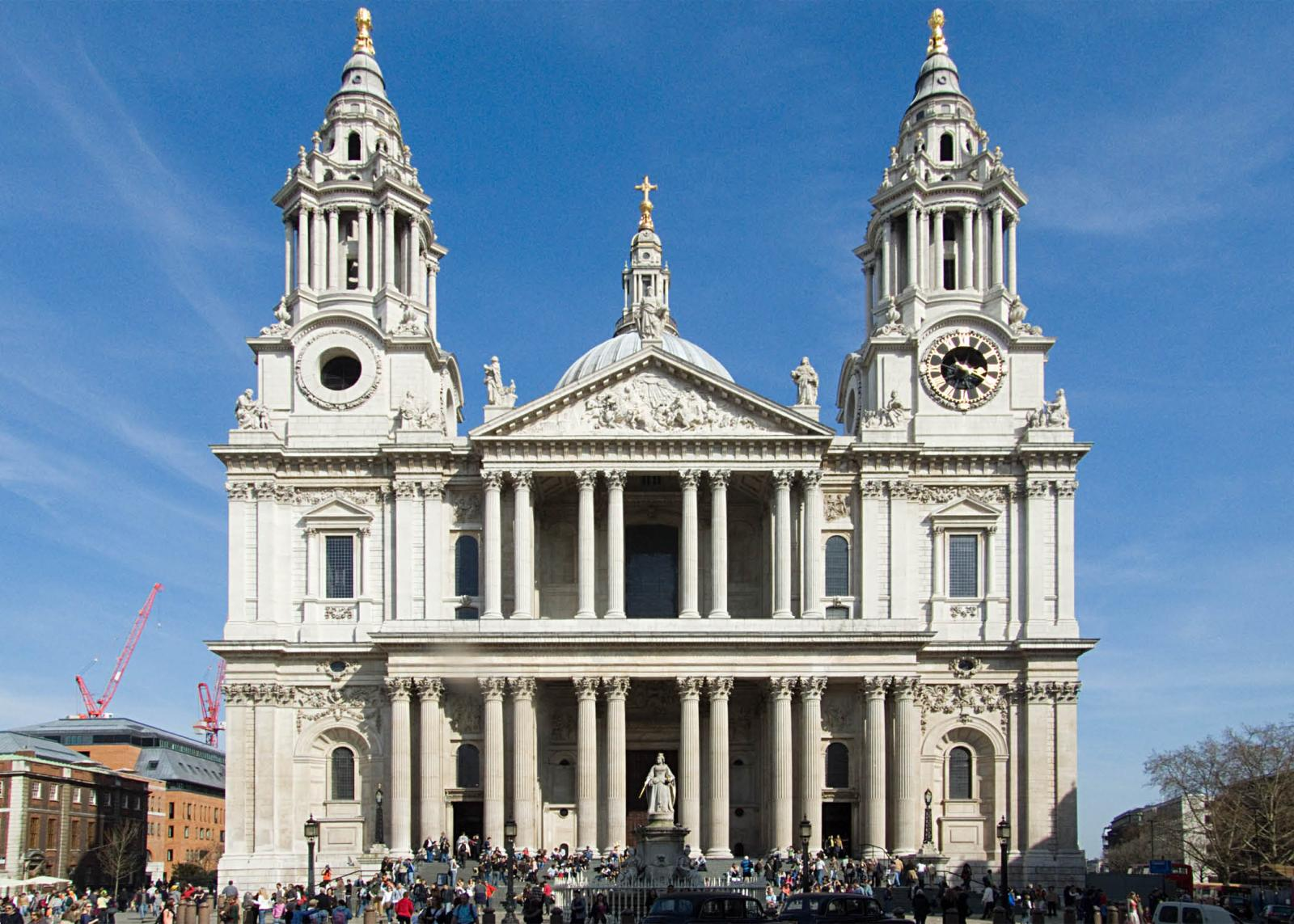
Catedral de San Pablo, Londres (1670-1710) usa un motivo de columnas pareadas para crear la interacción dinámica de espacios
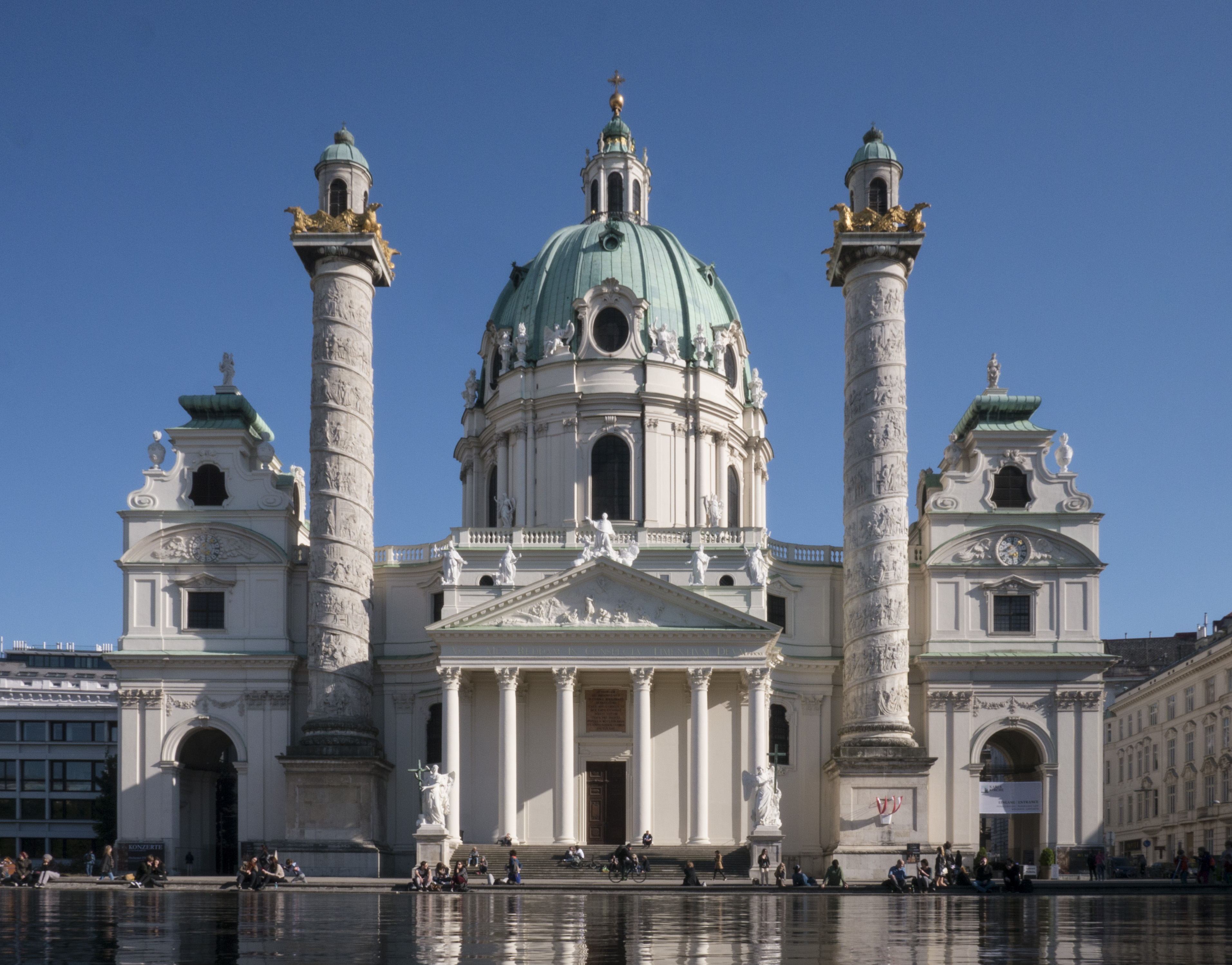
La iglesia de San Carlos Borromeo, Viena, (1716-1737)

En Rusia, en su mayor parte, el estilo barroco se superpuso sobre las formas esencialmente bizantinas utilizadas en la construcción de iglesias. Muchas iglesias fueron construidas en este estilo, especialmente la catedral de la Dormición de Smolensk y la catedral de la Presentación en Solvychegodsk. En el diseño de muchas iglesias, la disposición bizantina de cubiertas carpadas o en pabellón  o con cúpulas de cebolla se sustituyó por una cúpula más grande, por lo general sobre un alto tambor, a menudo poligonal.

Interiores de estilo barroco
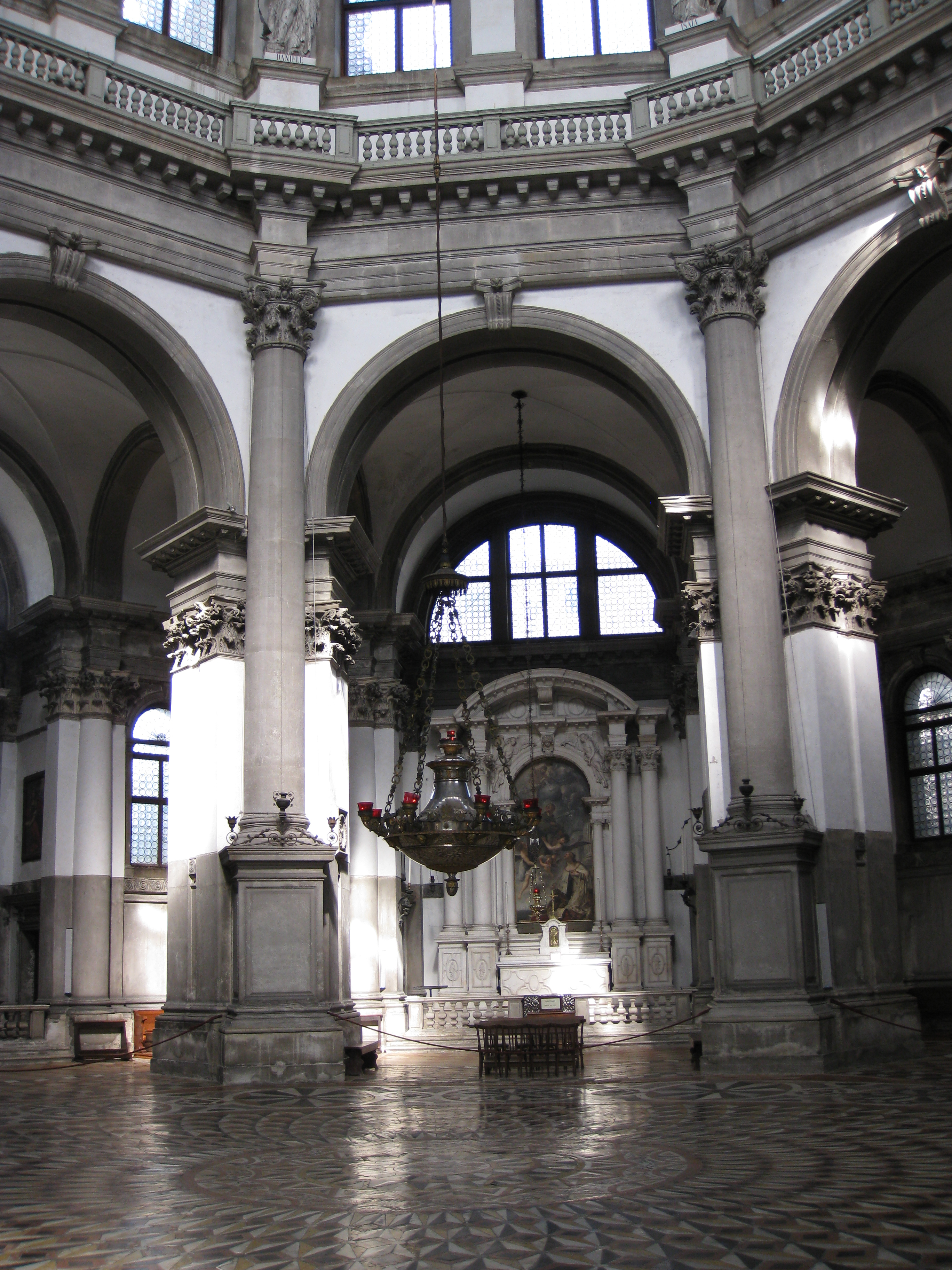
Santa Maria della Salute
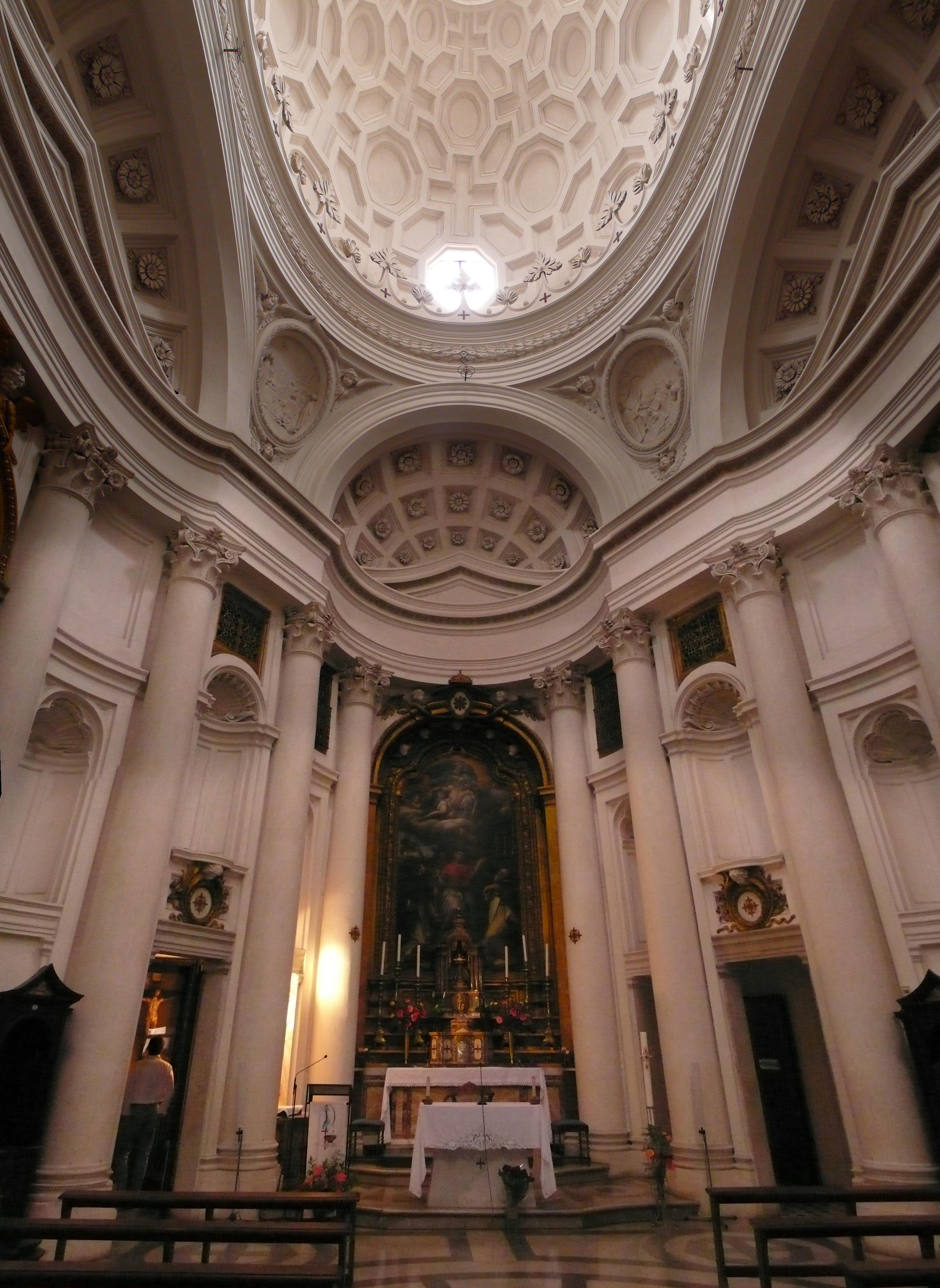
San Carlo alle Quattro Fontane, Roma (1634-1647)
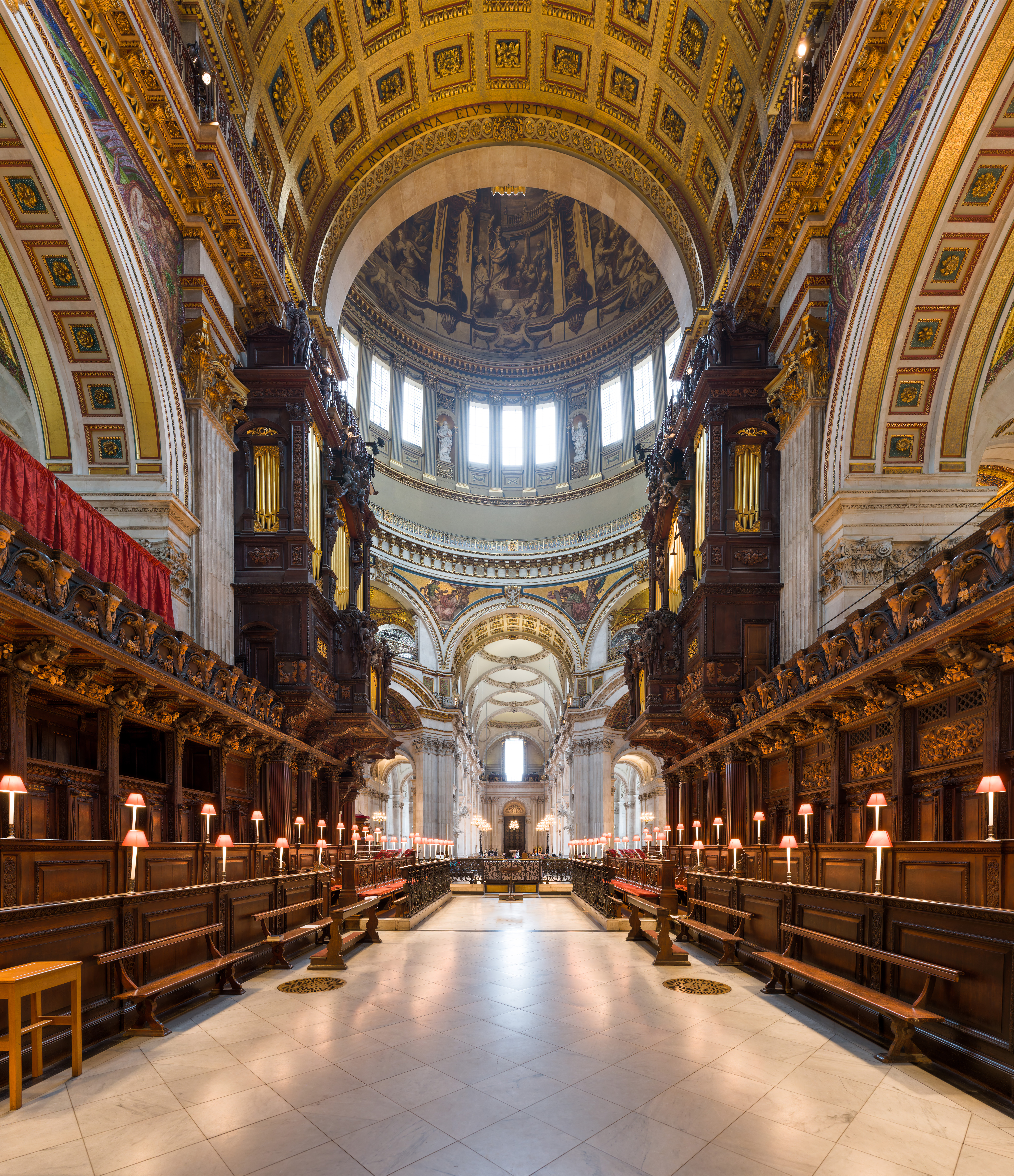
Catedral de San Pablo
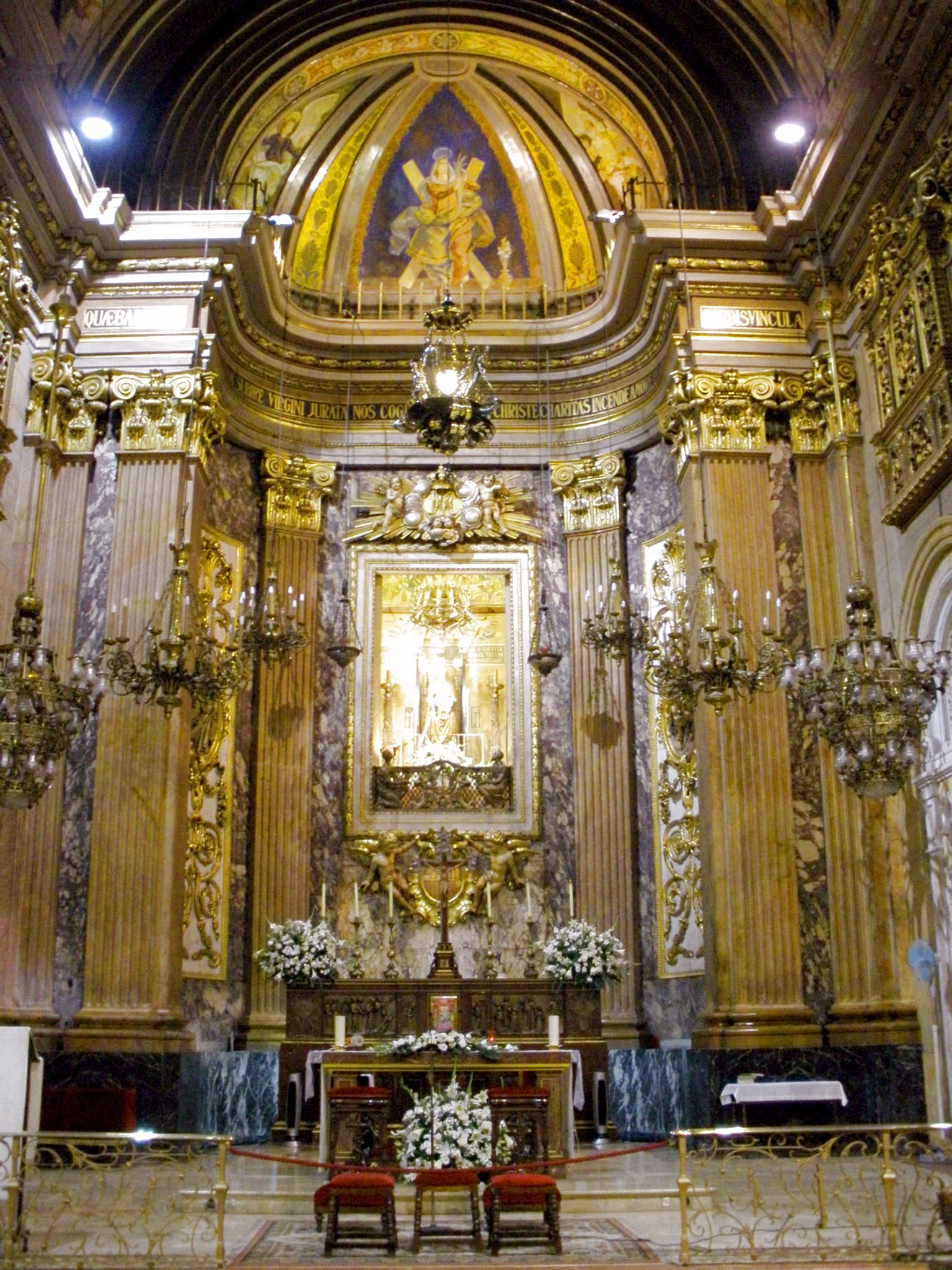
El presbiterio de la basílica de la Merced (Barcelona)
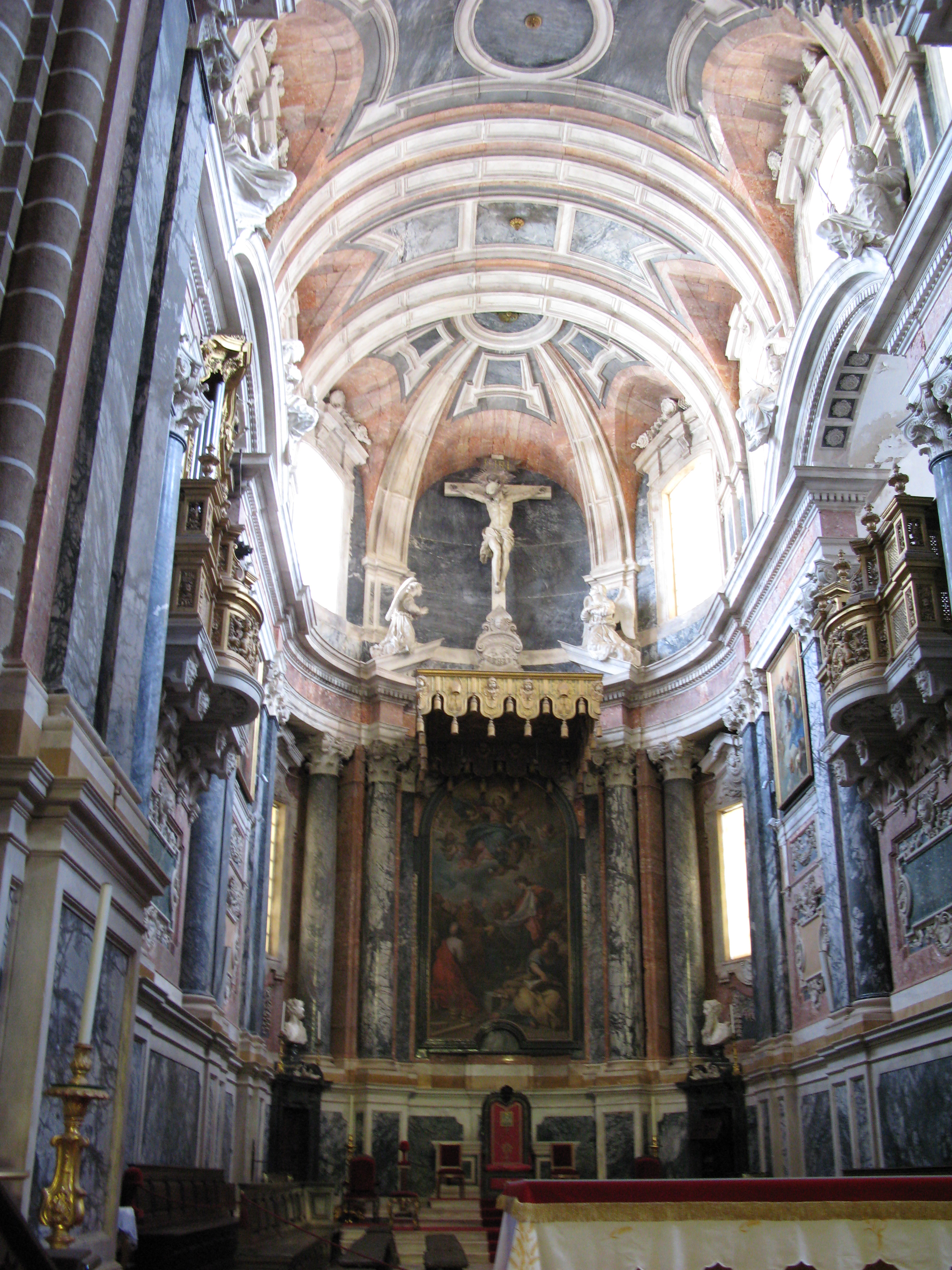
El presbiterio de la catedral de Évora, Portugal  (1718-1746)

Iglesias barrocas ortodoxas orientales
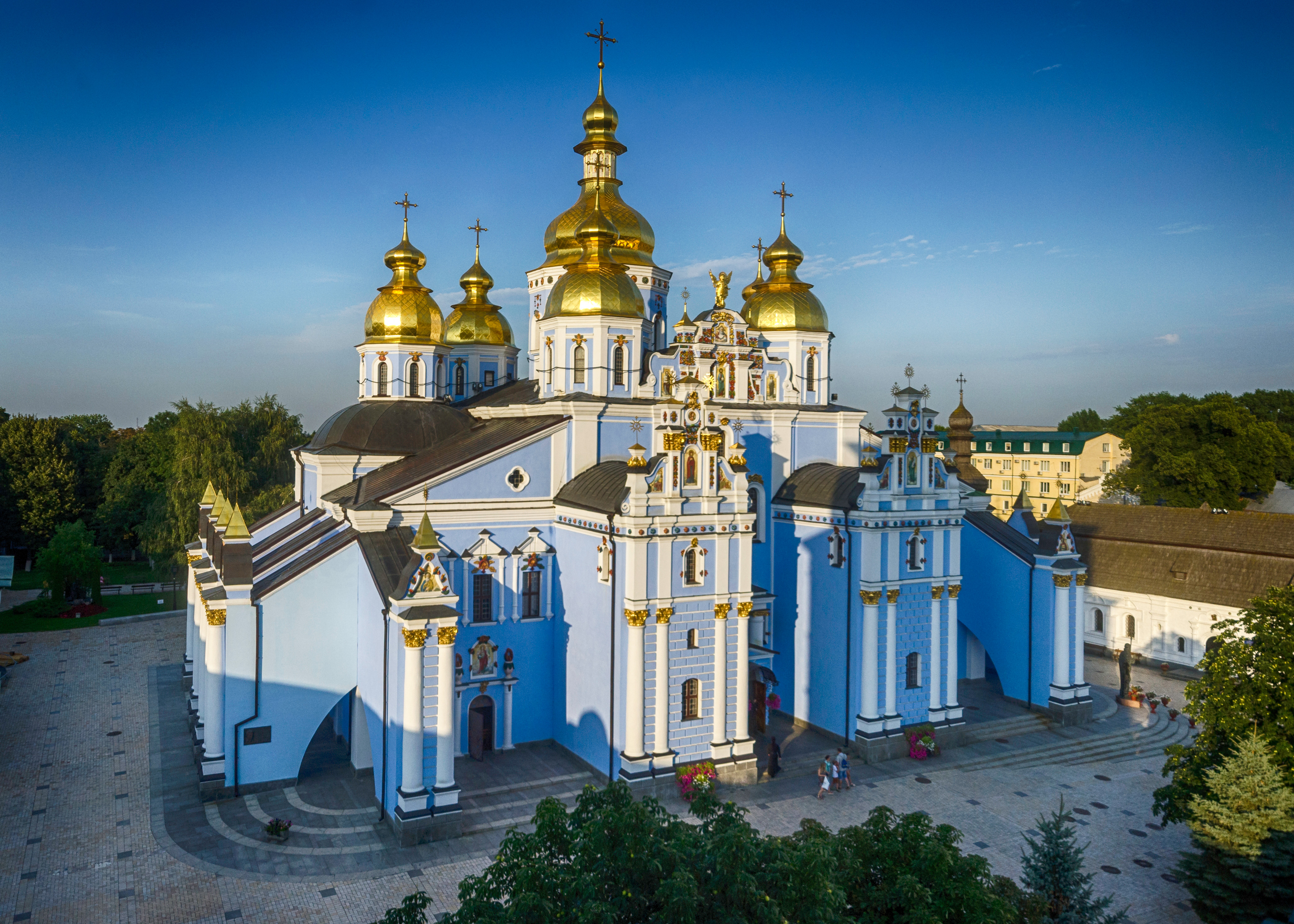
Catedral de San Miguel de Kiev, en estilo barroco ucraniano
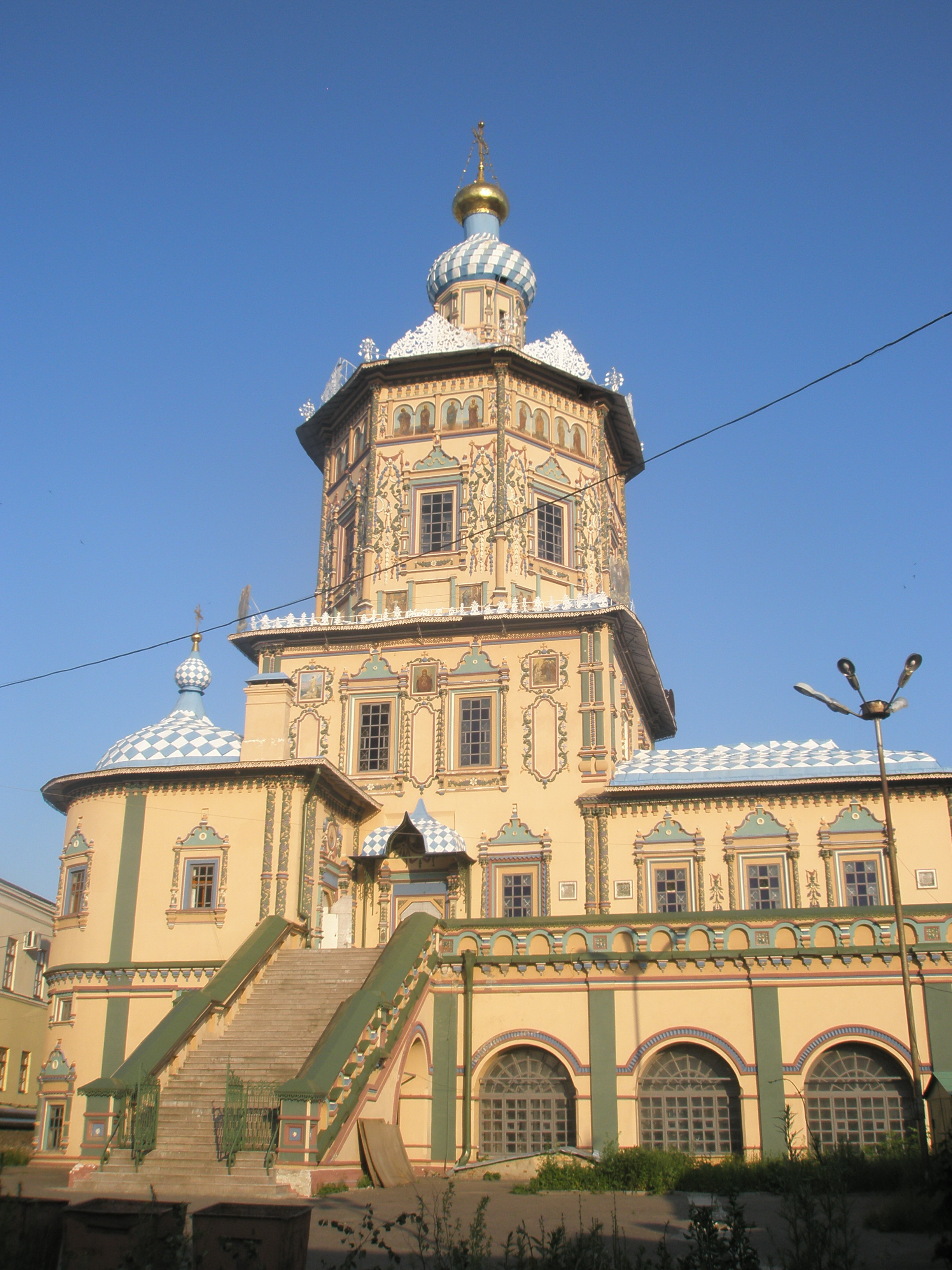
Catedral de los Santos Pedro y Pablo (Kazan), un ejemplo de barroco Naryshkin
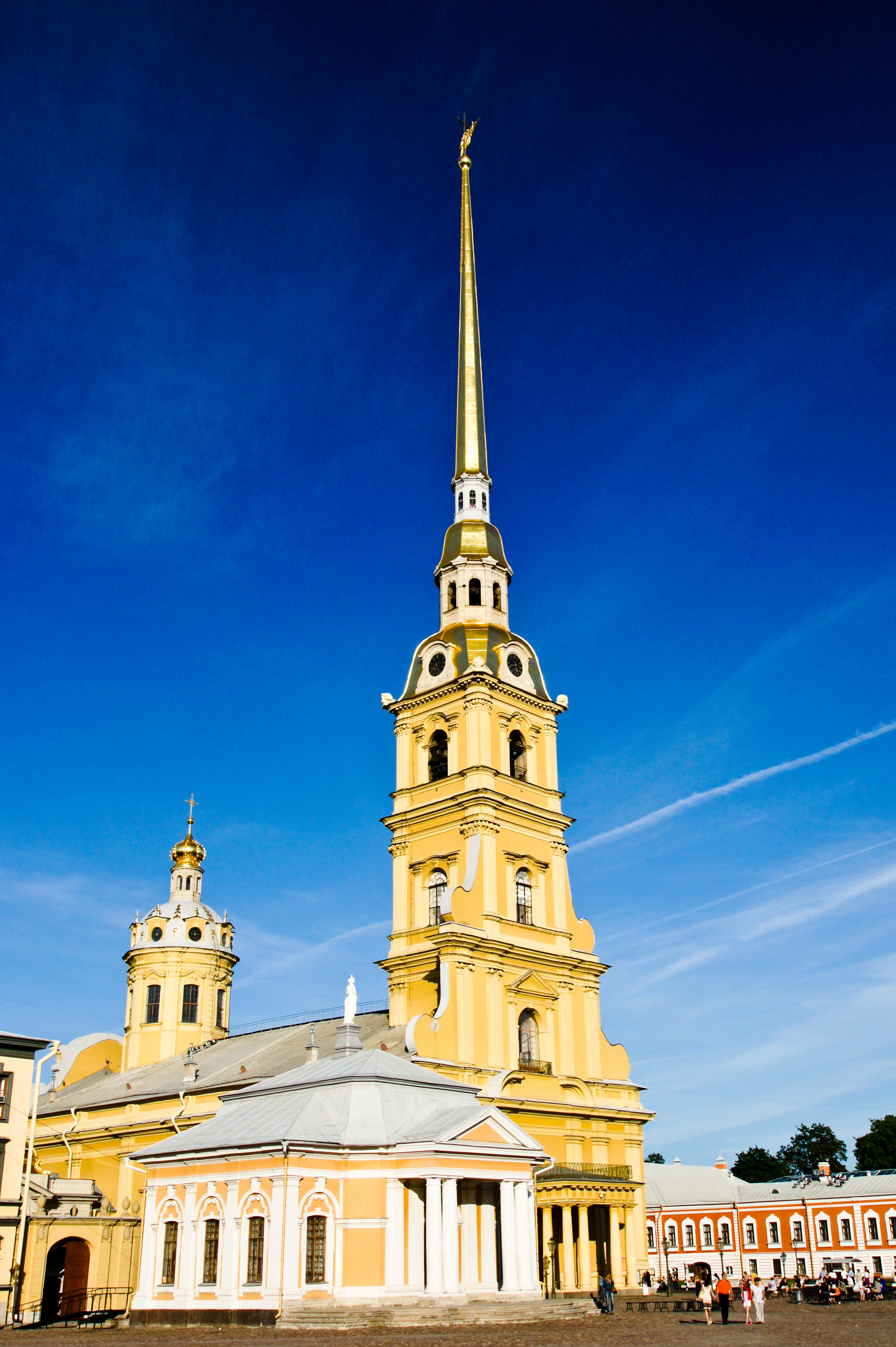
Catedral de San Pedro y San Pablo, San Petersburgo, en barroco petrino
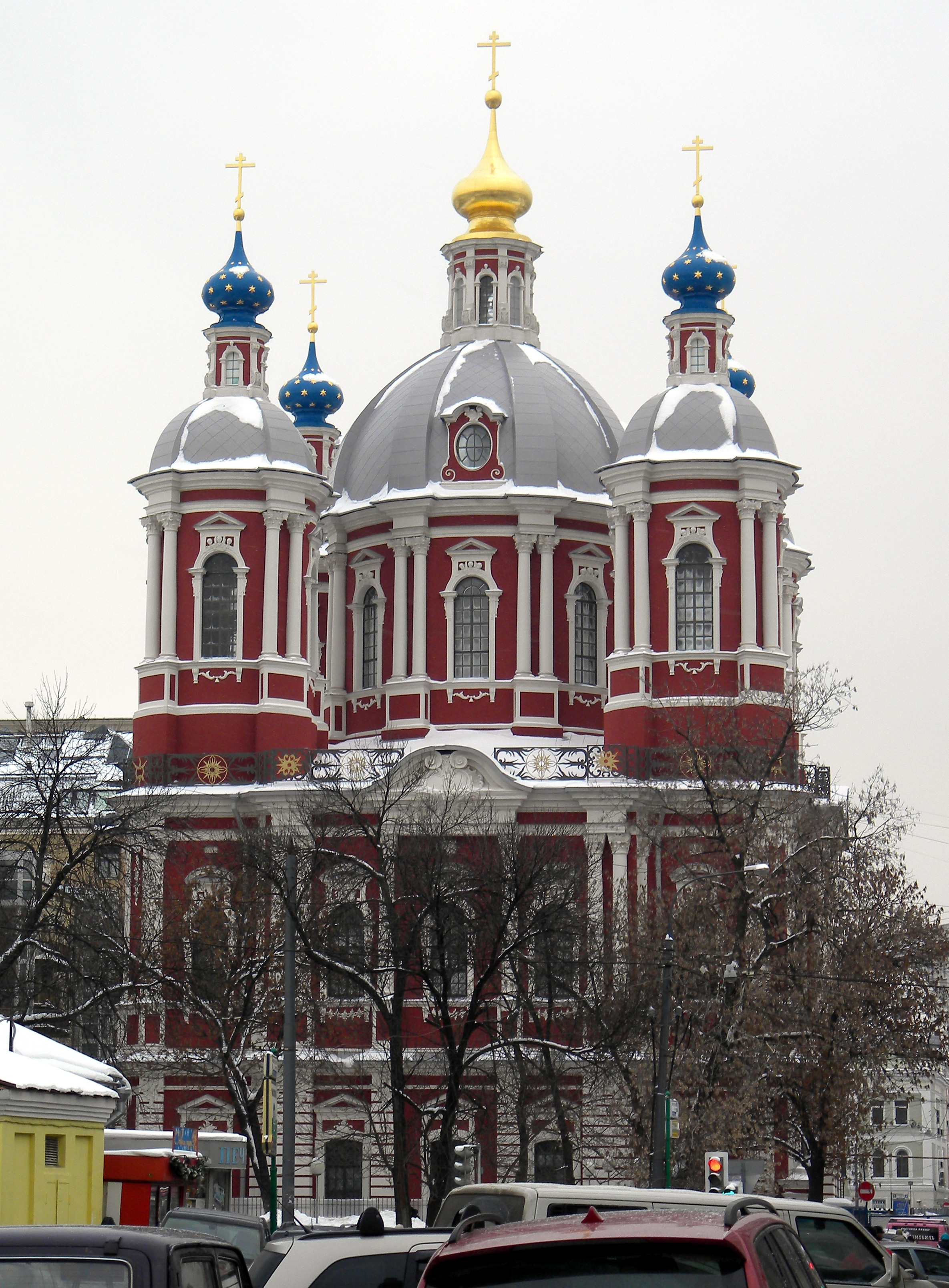
Iglesia de San Clemente, Moscú, barroco isabelino
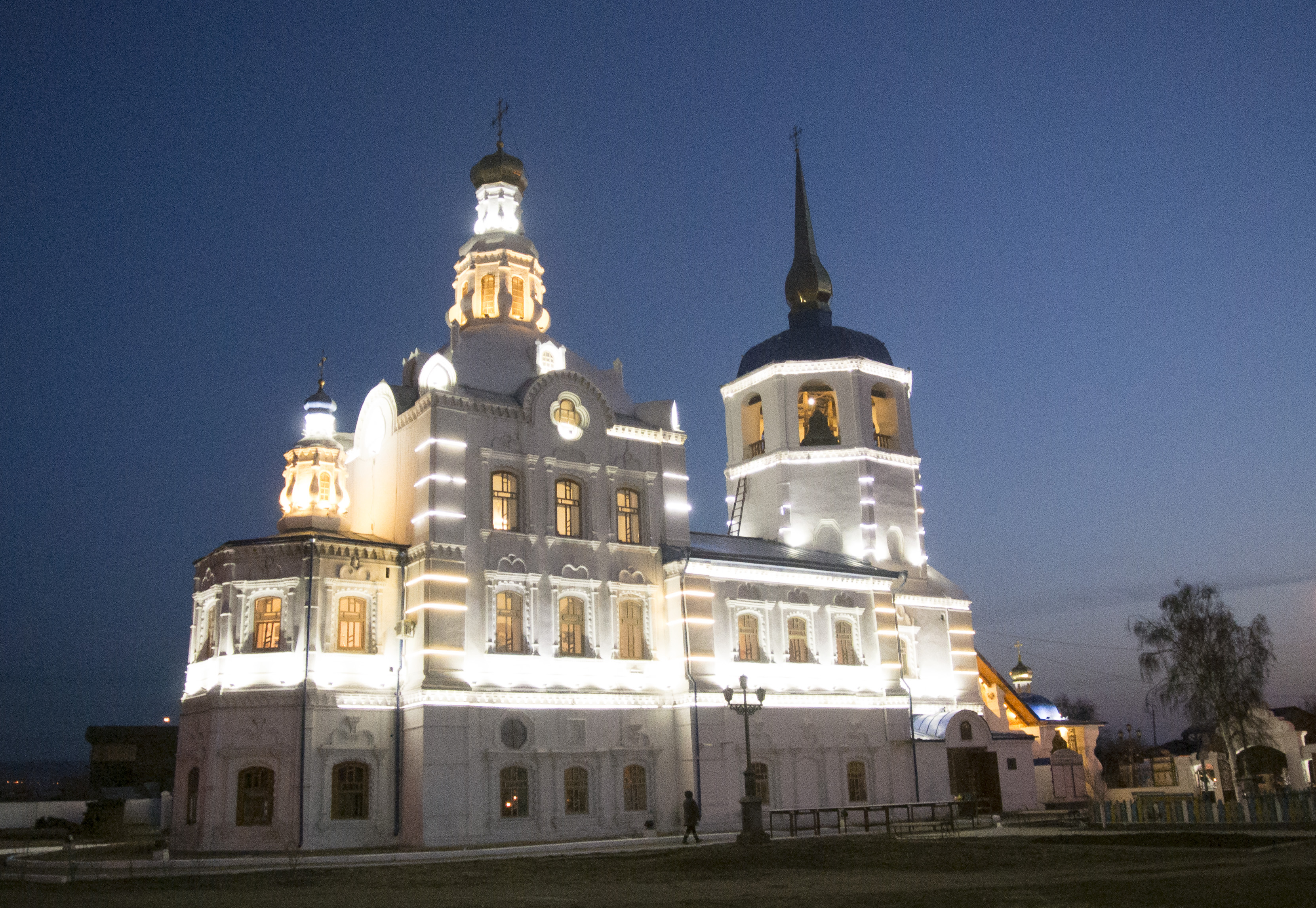
Catedral Odigitrievsky en Ulan-Ude, barroco siberiano

### Arquitectura rococó
El estilo rococó es una evolución tardía de la arquitectura barroca, primero evidente en la arquitectura doméstica francesa y en el diseño de interiores y mobiliario. Se distingue por la asimetría que se encuentra en su decoración, en general, tomando la forma de cartelas o bordes esculpidos ornamentados. Estas decoraciones se basan libremente en objetos orgánicos, en particular conchas marinas y en el crecimiento de las plantas, y también en otras formas naturales que tienen un aparente caos organizado, como olas de nubes. Las iglesias decoradas así pueden tener una forma fuertemente barroca pero una ligereza general y delicadeza de apariencia, descrita a veces como "gracia". Un buen número de iglesias de peregrinación en Baviera, Alemania, son de este estilo, especialmente la basílica de Vierzehnheiligen cerca de Bamberg diseñada por Johann Balthasar Neumann, el maestro y posiblemente el creador del estilo. Combina un exterior relativamente sobrio con una planta interna dinámica y un esquema decorativo exquisitamente orquestado de techos pintados y esculturas figurativas, todo ello en un conjunto diverso de cartela rococó dorada. Externamente, la fachada tiene una superficie ondulante, y aumenta en ornamentación con las cúpulas de fantasía que son un sello distintivo de las iglesias de Baviera y de gran parte de Europa central y oriental.
Tal vez el ejemplo a gran escala más notable de edificio de iglesia rococó fue la Frauenkirche de Dresde, recientemente reconstruida después de su destrucción casi total en la Segunda Guerra Mundial. La edificación completa encarna un movimiento dinámico, en alza, que combina con una delicadeza de detalles arquitectónicos que es típica del estilo rococó. Esta iglesia está dominada por su cúpula en forma de campana que imita en forma a aquellas que se encuentran en innumerables torres de iglesias de la región, pero aquí no se recrea en madera forrada con metal, sino como una potente cúpula de mampostería.

Iglesias rococó
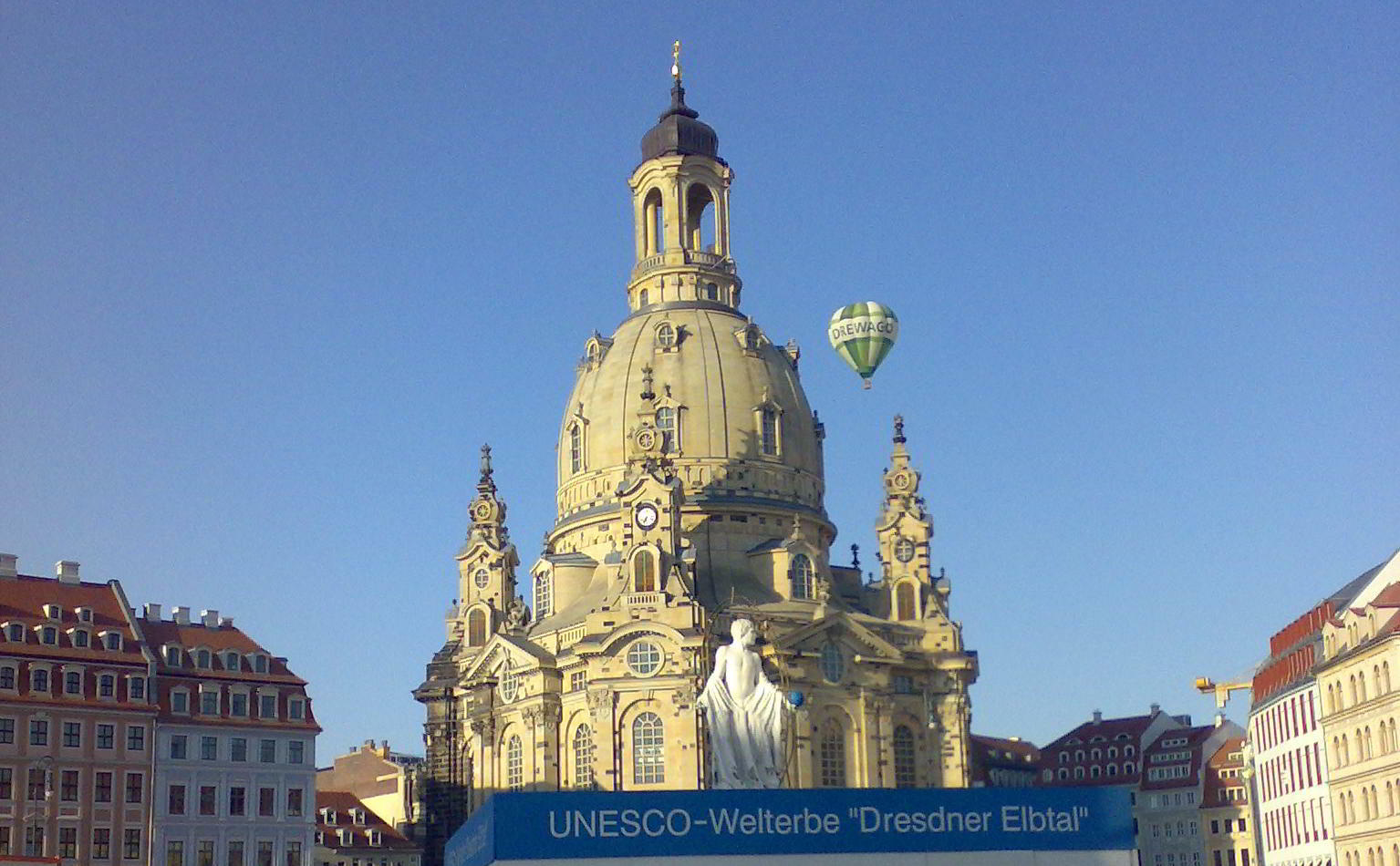
La restaurada (1993-2005) Frauenkirche (1726-1743), Dresde, una iglesia barroca de transición totalmente destruida en la Segunda Guerra Mundial
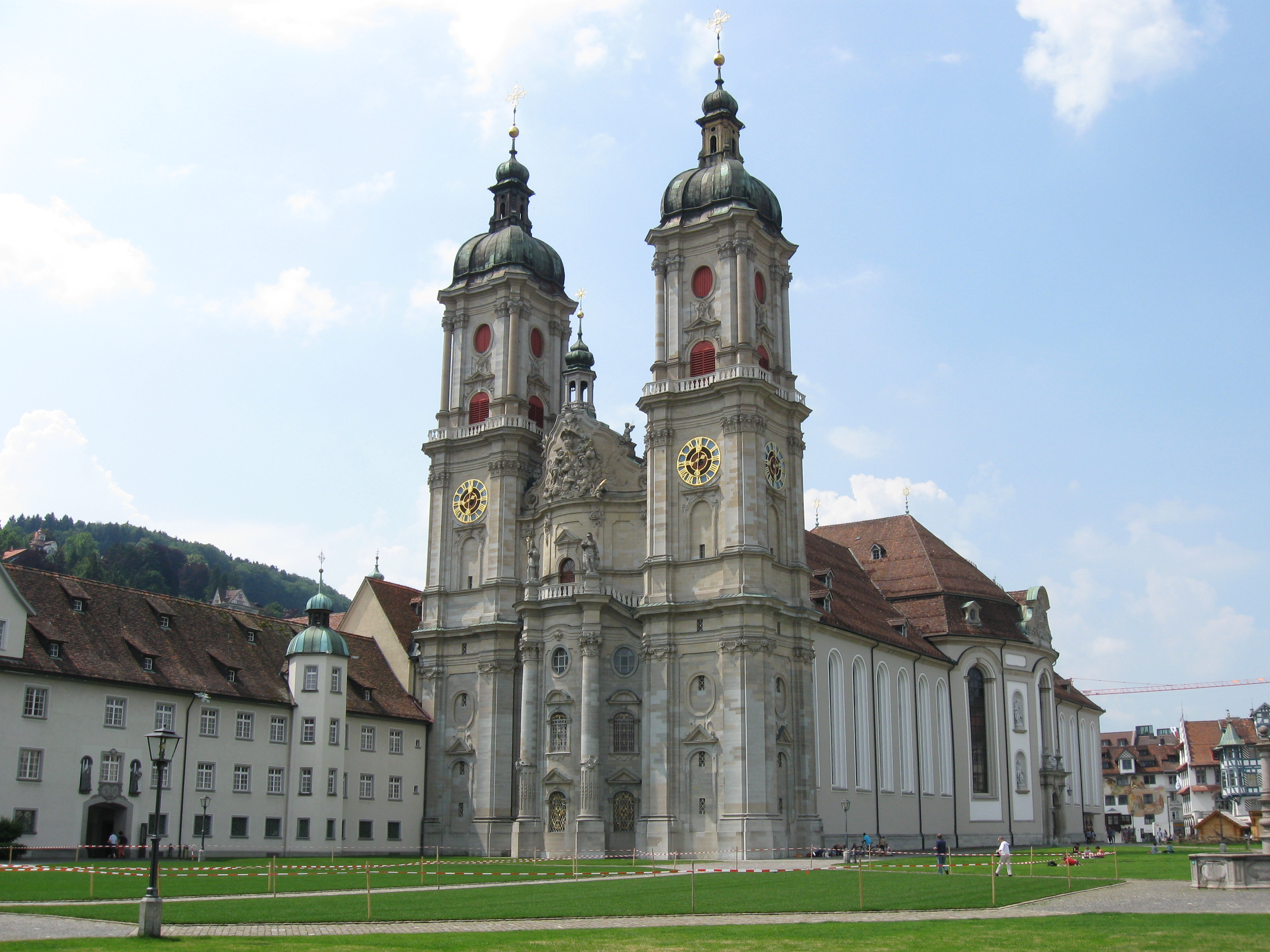
Abadía de San Gall (1755-1768), St. Gallen, Suiza, barroco con interior rococó
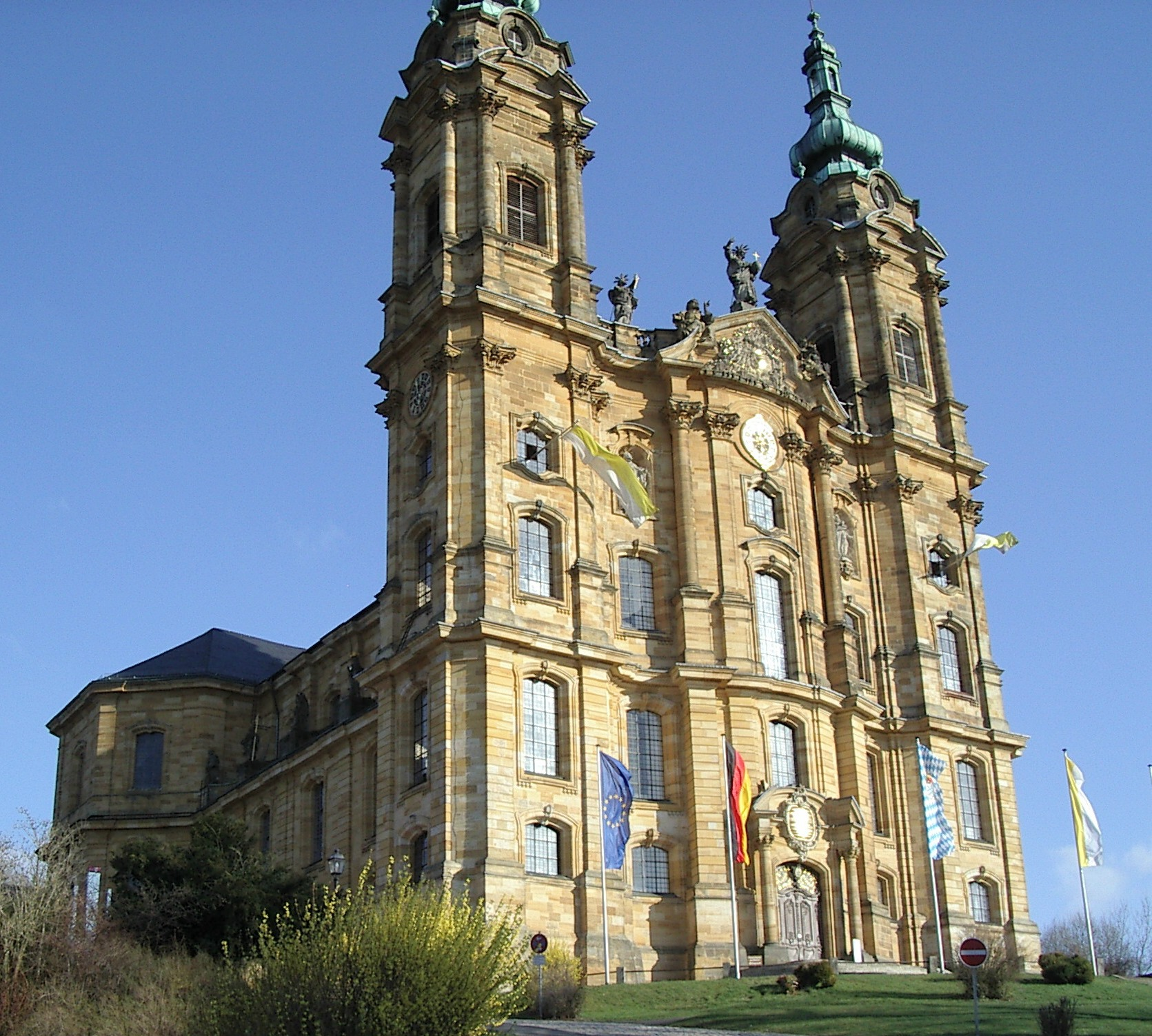
La basílica de Vierzehnheiligen (1743-1772), Alemania, barroca-rococó, obra de Balthasar Neumann

Interiores rococós
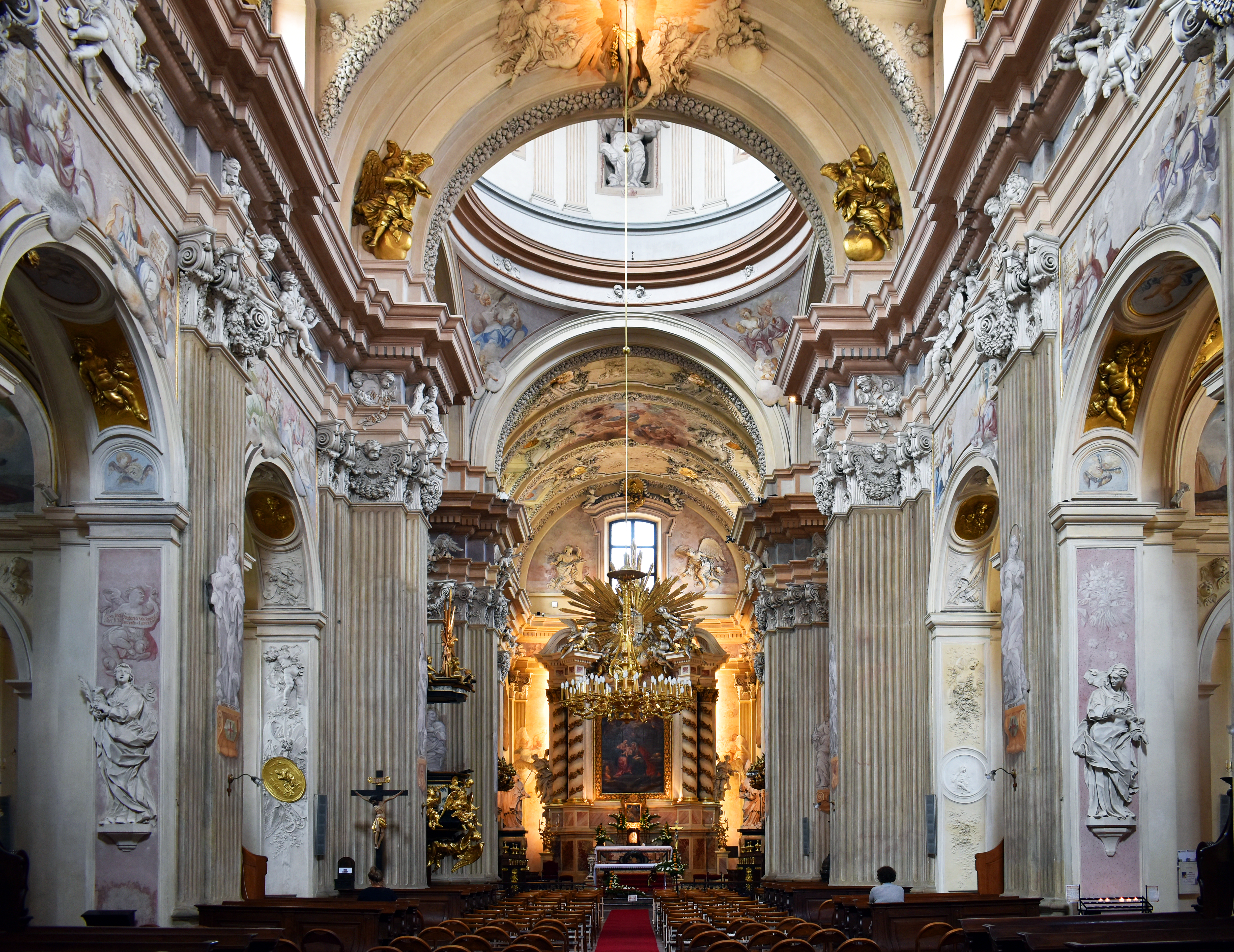
Pilastras, cornisa y la bóveda de la iglesia de Santa Ana (1689-1705), Cracovia, Polonia
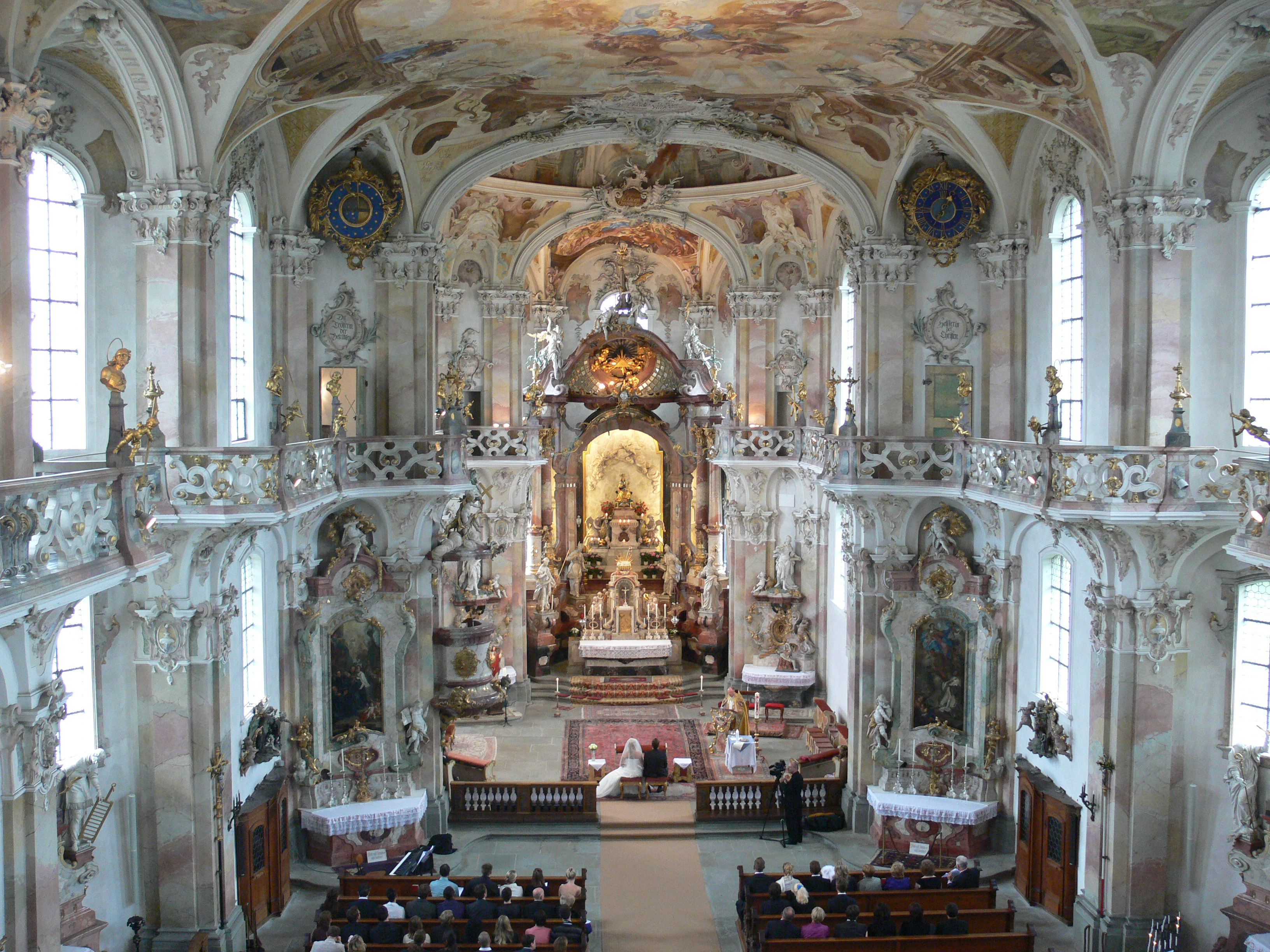
La basílica abacial de Birnau (1747-1750), durante una boda
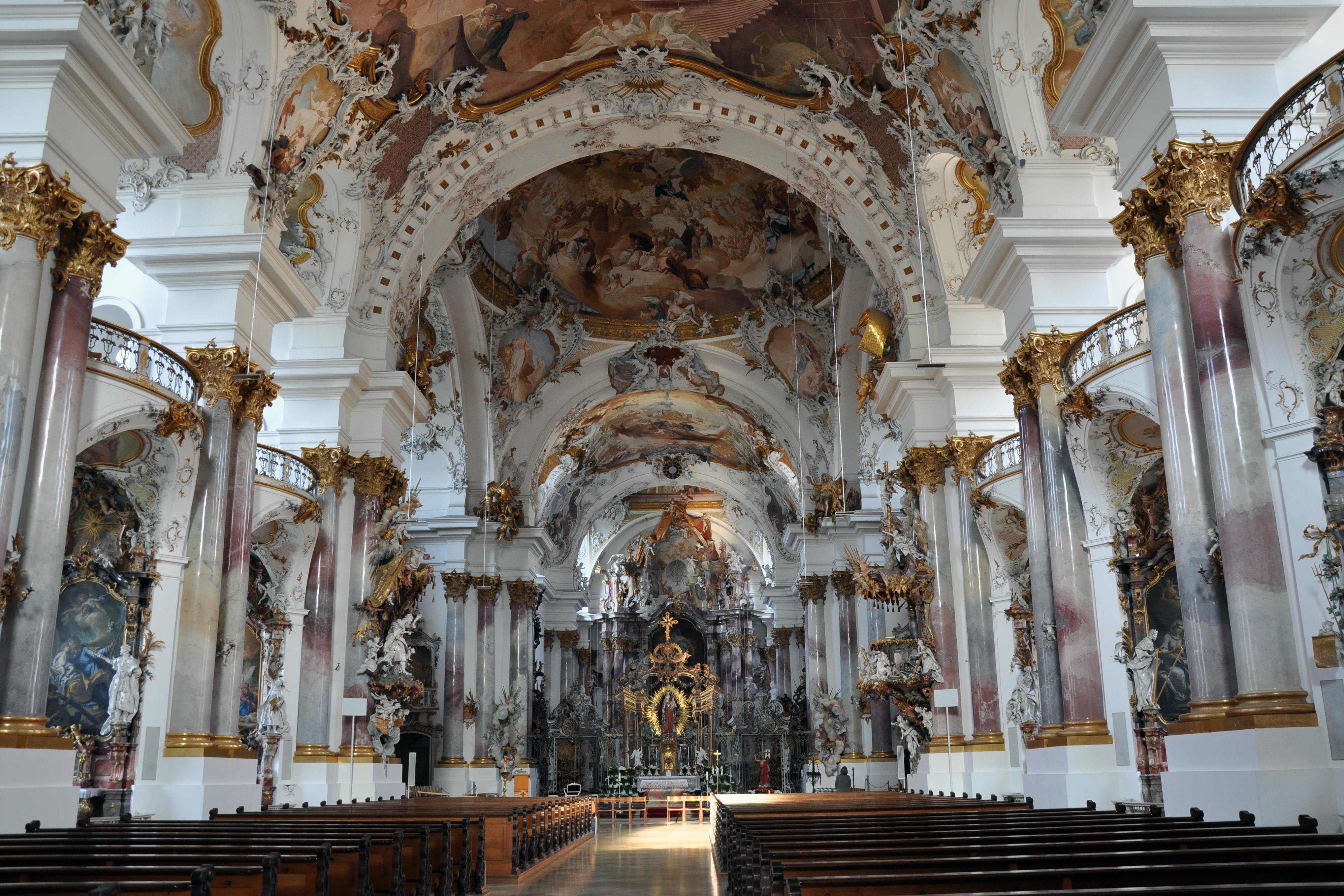
La abacial de Zwiefalten (1741-1753)
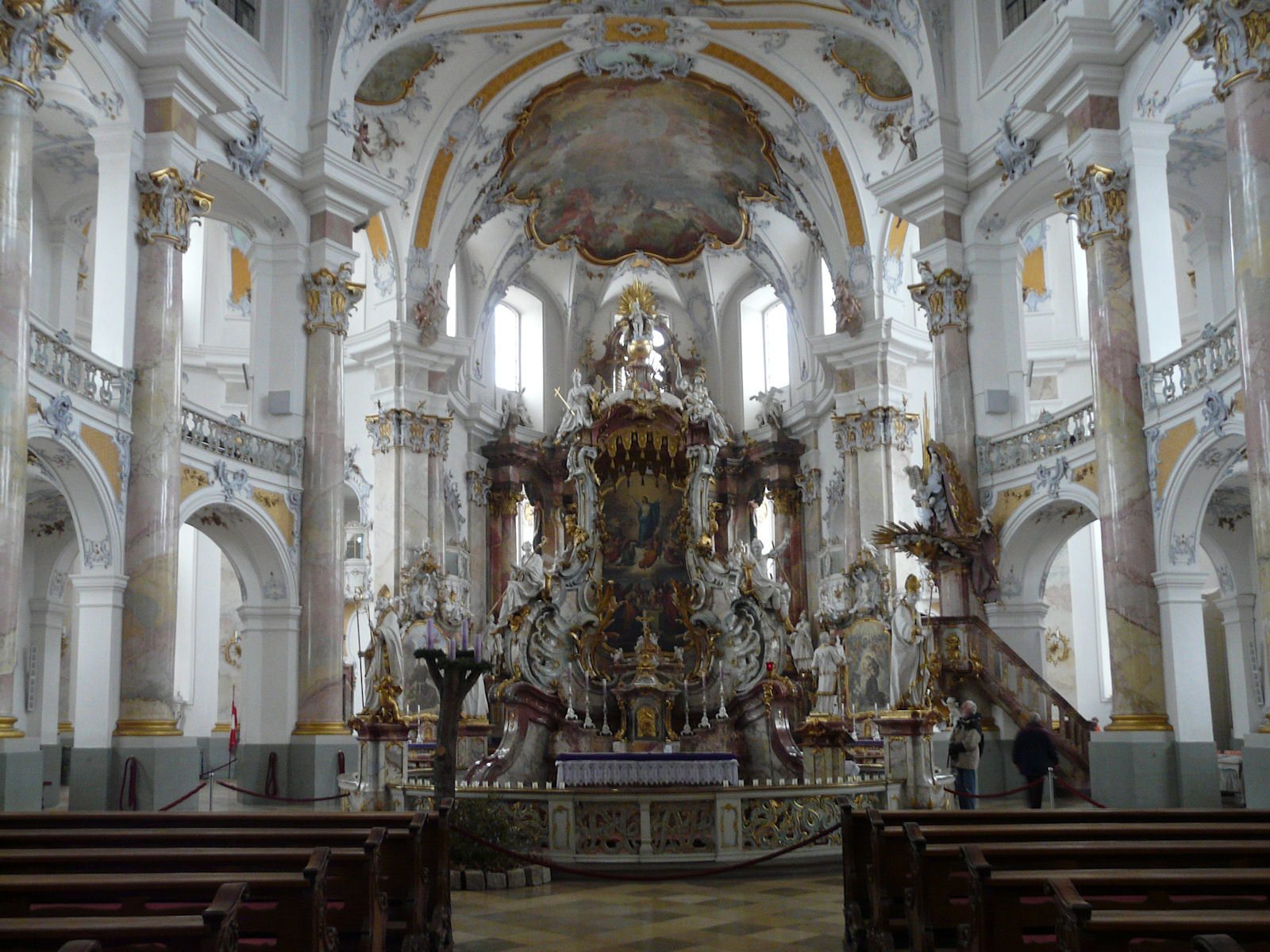
El altar de los Siete Santos Ayudantes, Vierzehnheiligen (1743-1756)

Barroco y rococó internacionales
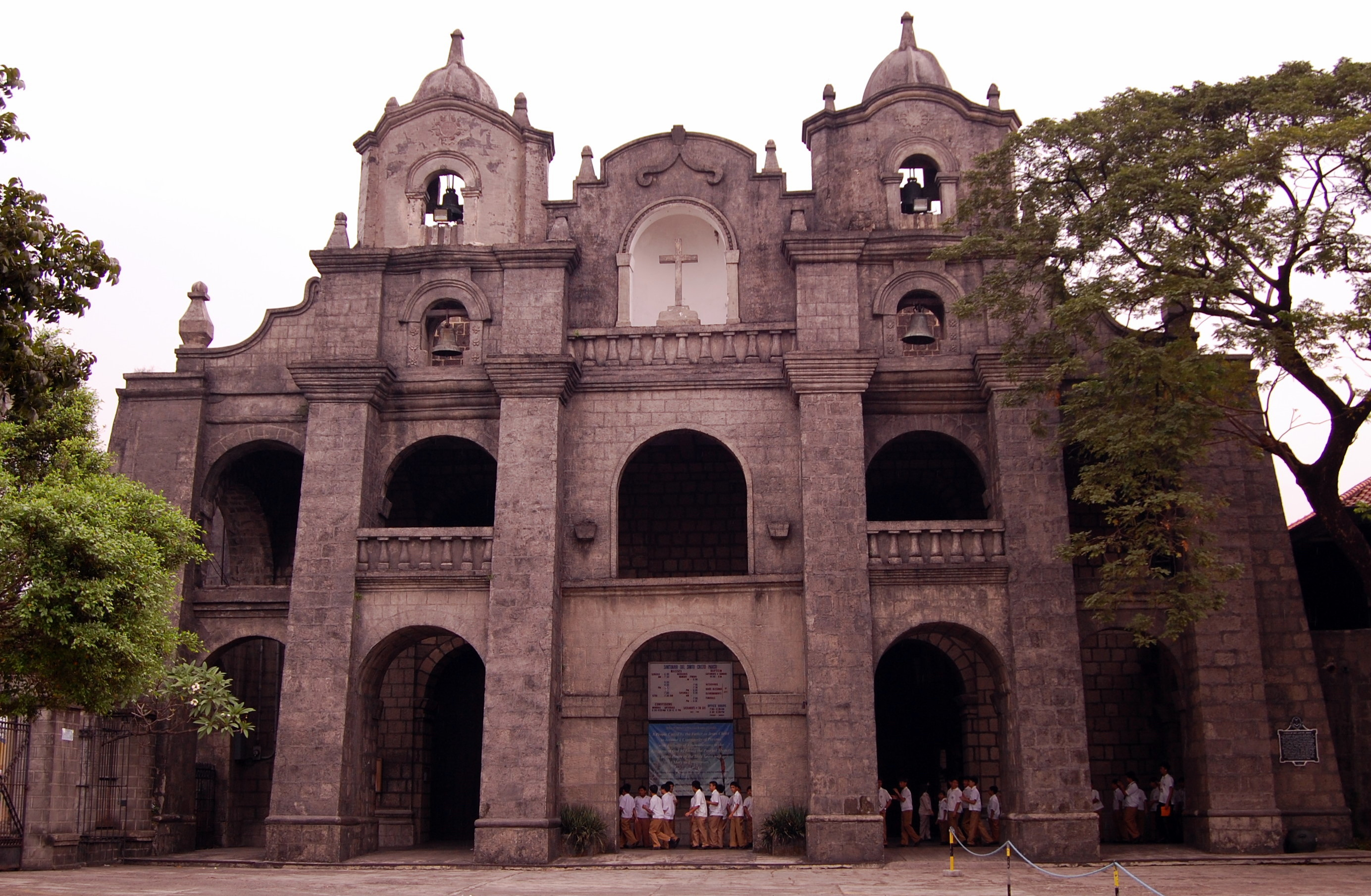
La iglesia de San Juan, Manila, Filipinas (1602-1604, 1774)
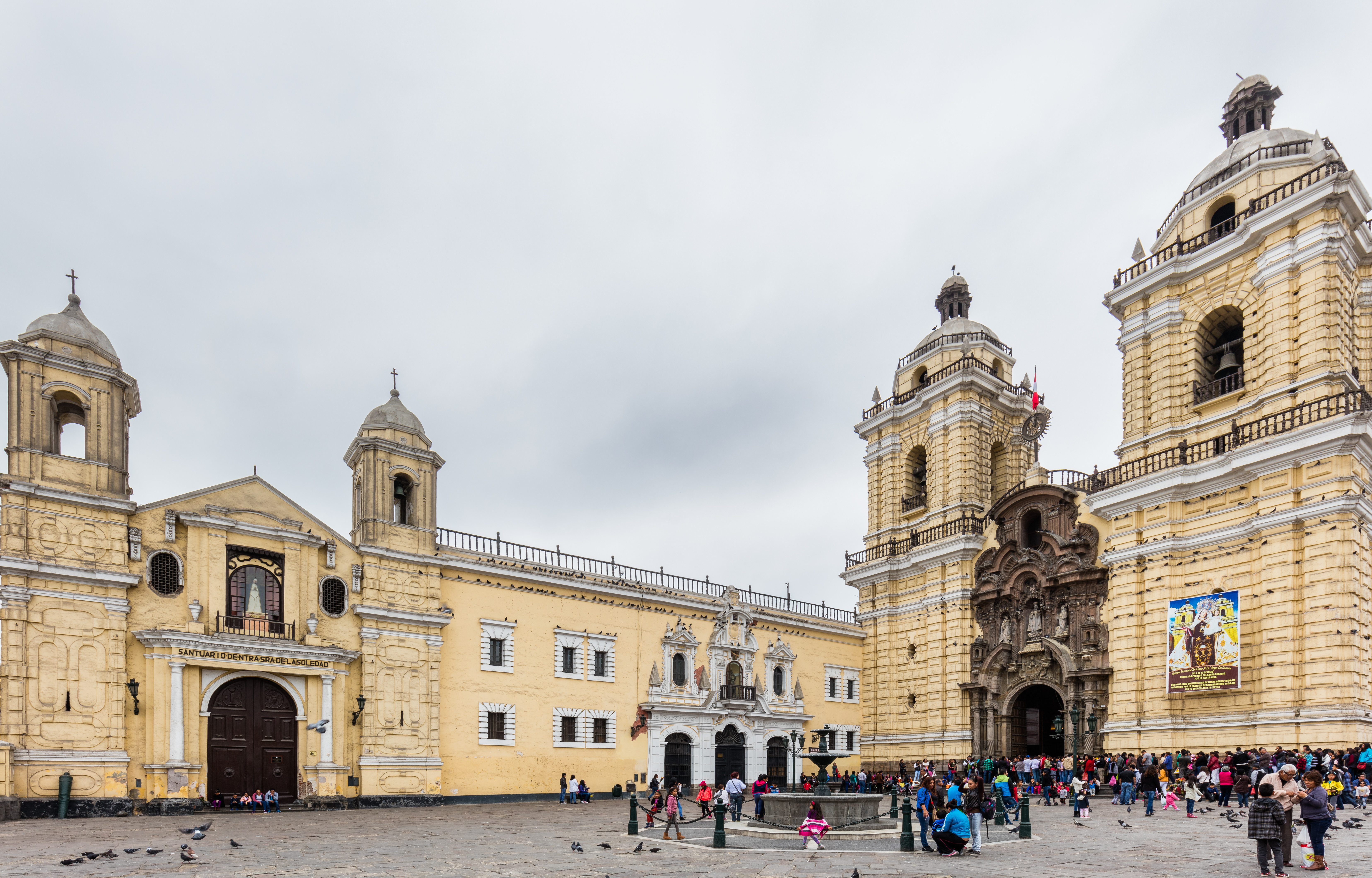
Basílica y Convento de San Francisco de Lima, Peru (1657-1774), barroco limeño
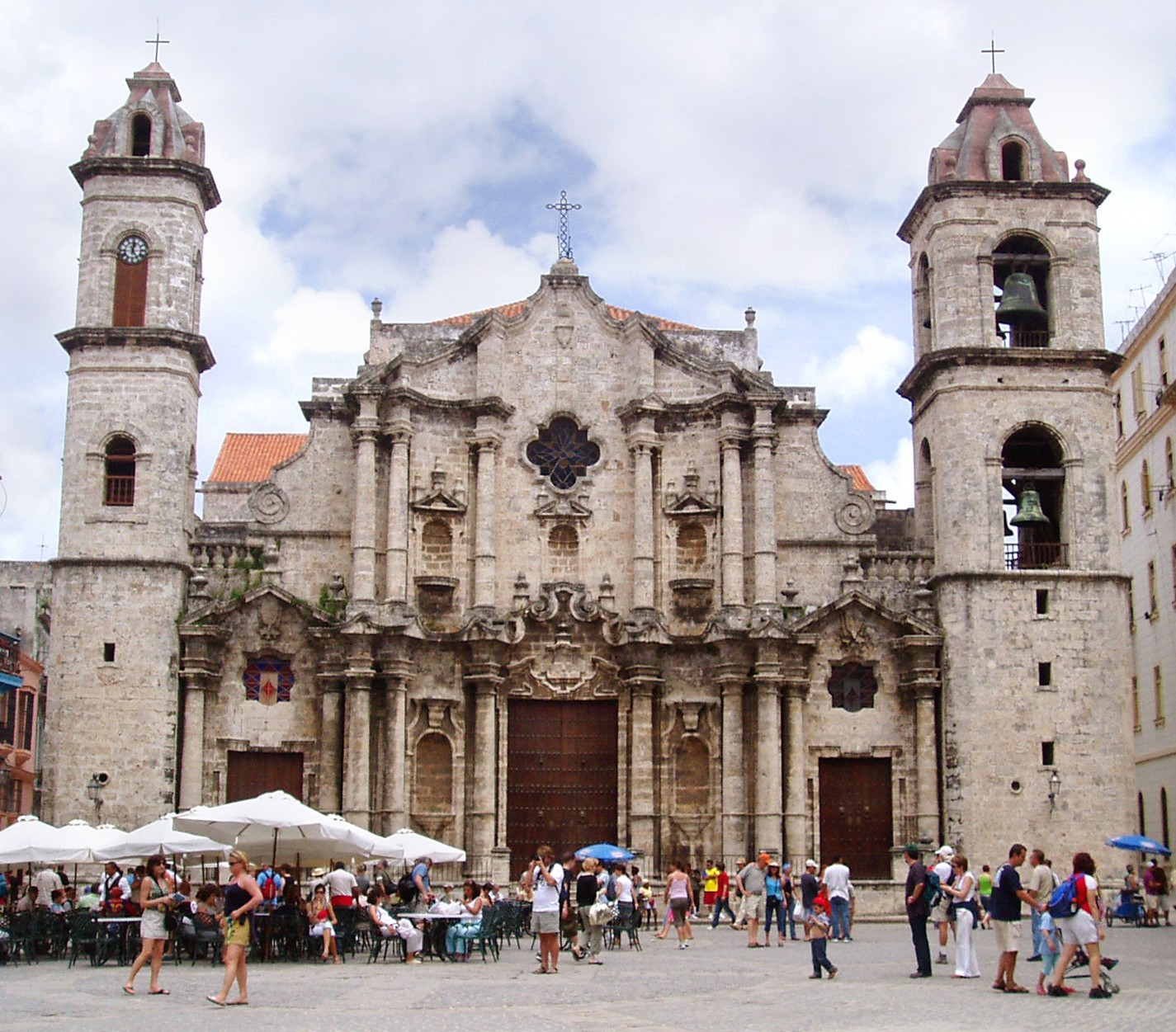
Catedral de La Habana, Cuba (1748-1777)
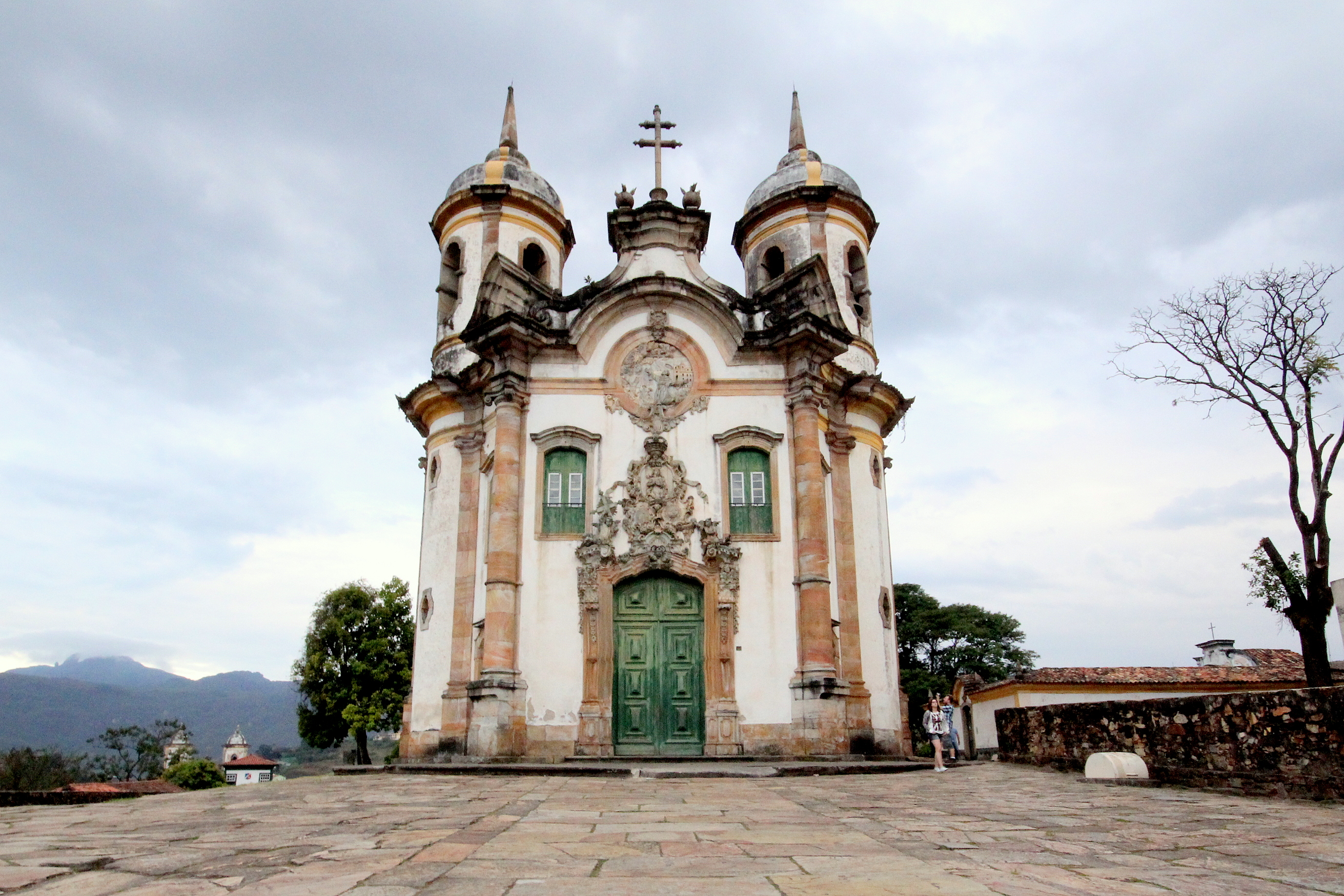
Iglesia de San Francisco de Asís en Ouro Preto, Brasil (1766-1794), evolución del barroco mineiro

### Arquitecturas historicistas
Los siglos XVIII y XIX fueron una época de expansión y colonización protagonizadas por los europeos occidentales. También fue una época de mucho revivir del cristianismo y en Inglaterra, de un considerable crecimiento de la Iglesia católica. También hubo mucha industrialización y crecimiento de las ciudades y se necesitaron nuevas iglesias y catedrales. Los estilos medievales, y particularmente el gótico, fueron vistos como los más adecuados para la construcción de las nuevas catedrales, tanto en Europa como en las colonias.
Catedrales de estilo neogótico de esta época fueron la catedral Anglicana de Liverpool en Inglaterra, la catedral Nueva de Linz en Austria, la catedral de San Juan el Divino de Nueva York y la catedral de San Patricio Melbourne, en Australia.
No todas las catedrales historicistas son neogóticas. La catedral de Westminster, la sede del arzobispo católico de Westminster, es un diseño ecléctico de estilo predominantemente neobizantino con muros policromados, cúpulas y un alto campanile de estilo italiano. Basílica-Catedral Marie-Reine-du-Monde en Canadá es un revival renacentista basado en el edificio de San Pedro, Roma.
- Revivals de estilos clásicos de los siglos XIX y XX

Revivals de estilos clásicos de los siglos y
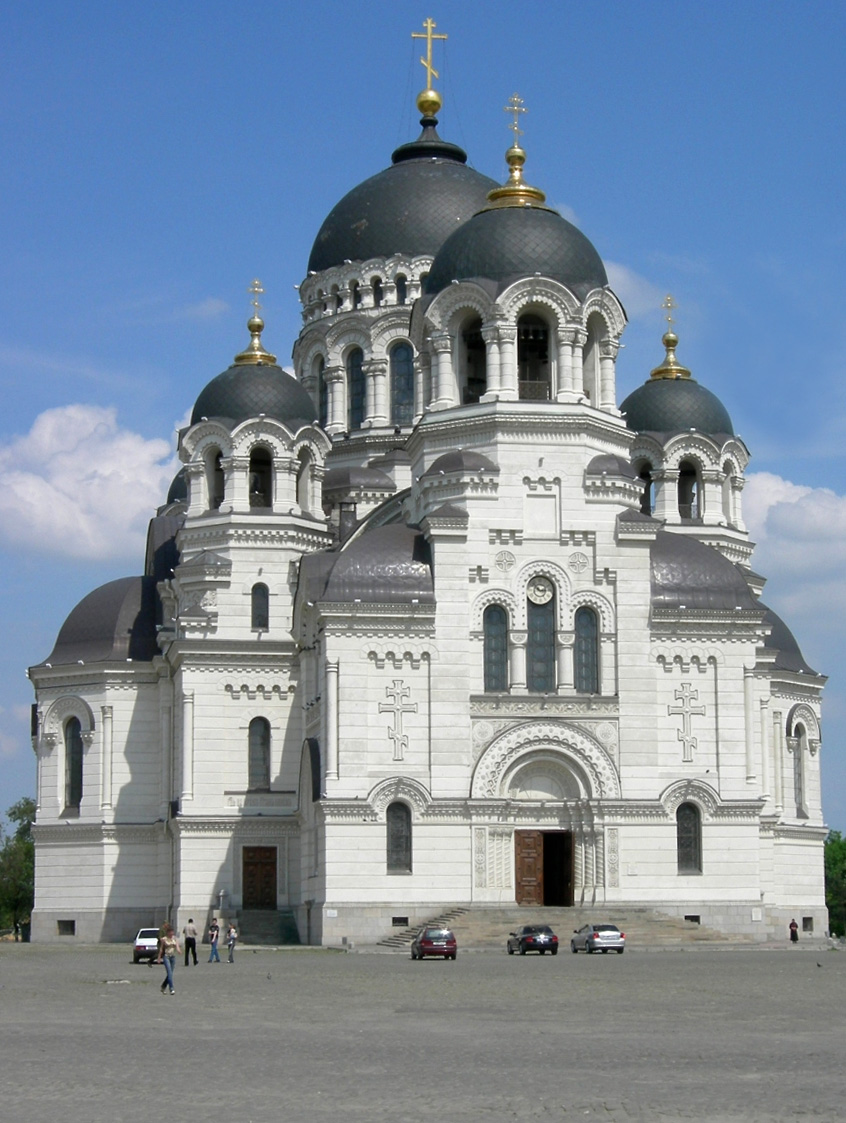
Catedral de la Ascensión, Novocherkassk Rusia, (1893-1905) en estilo neobizantino
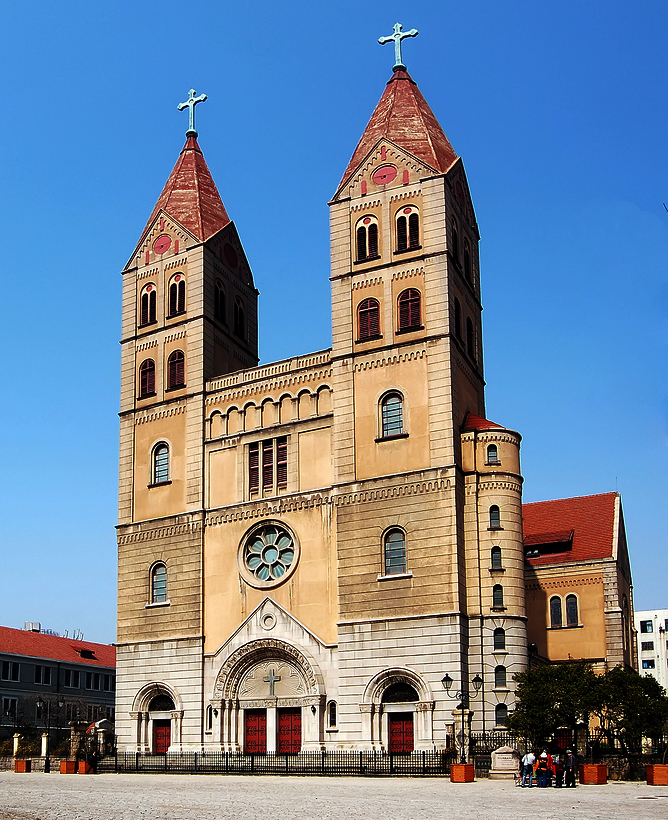
Catedral de San Miguel de Qingdao, Qingdao, China, (1931-1934) en estilo neorrománico alemán
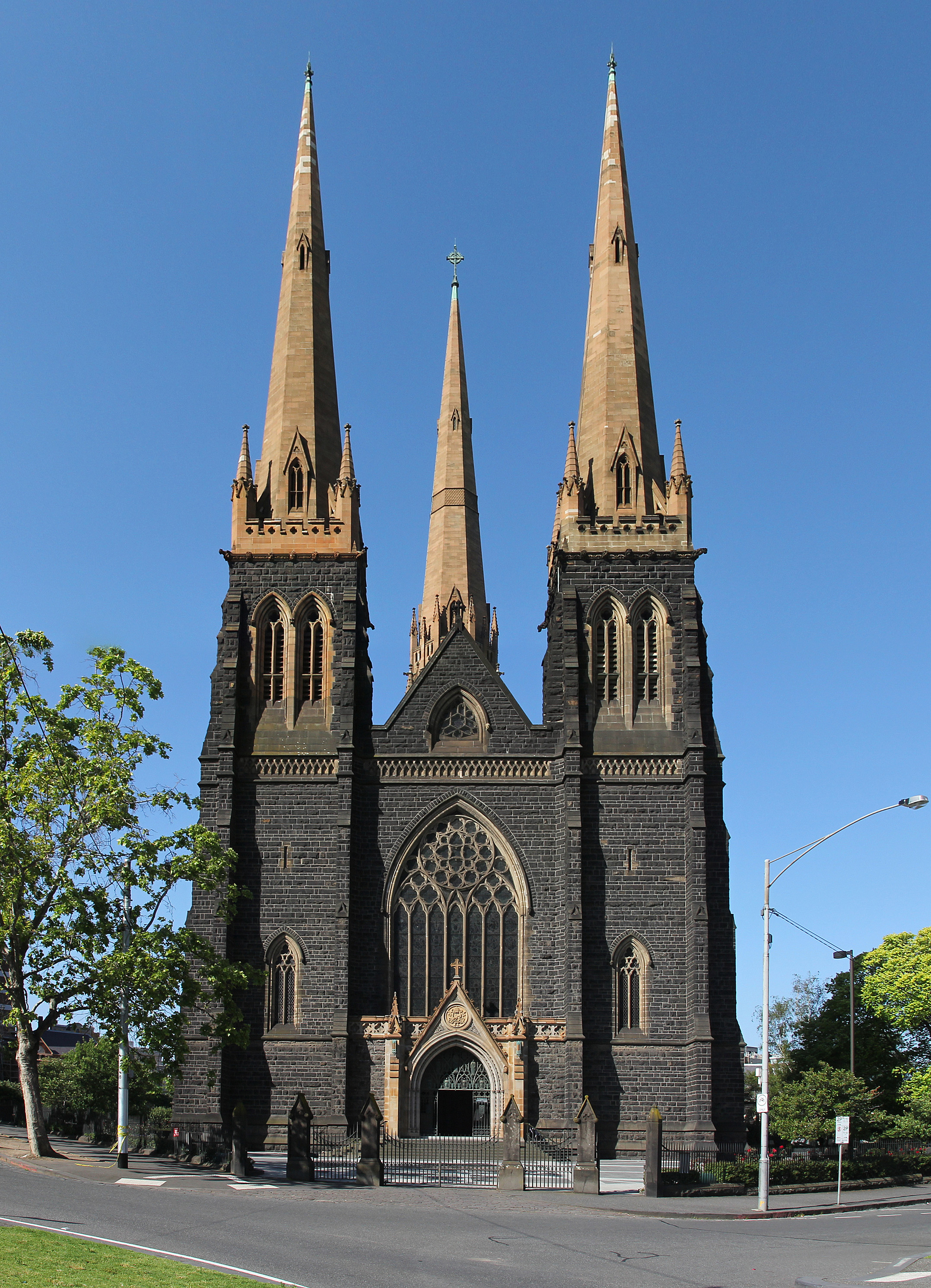
Catedral de San Patricio de Melbourne, Australia  (1858-1897), en estilo neogótico
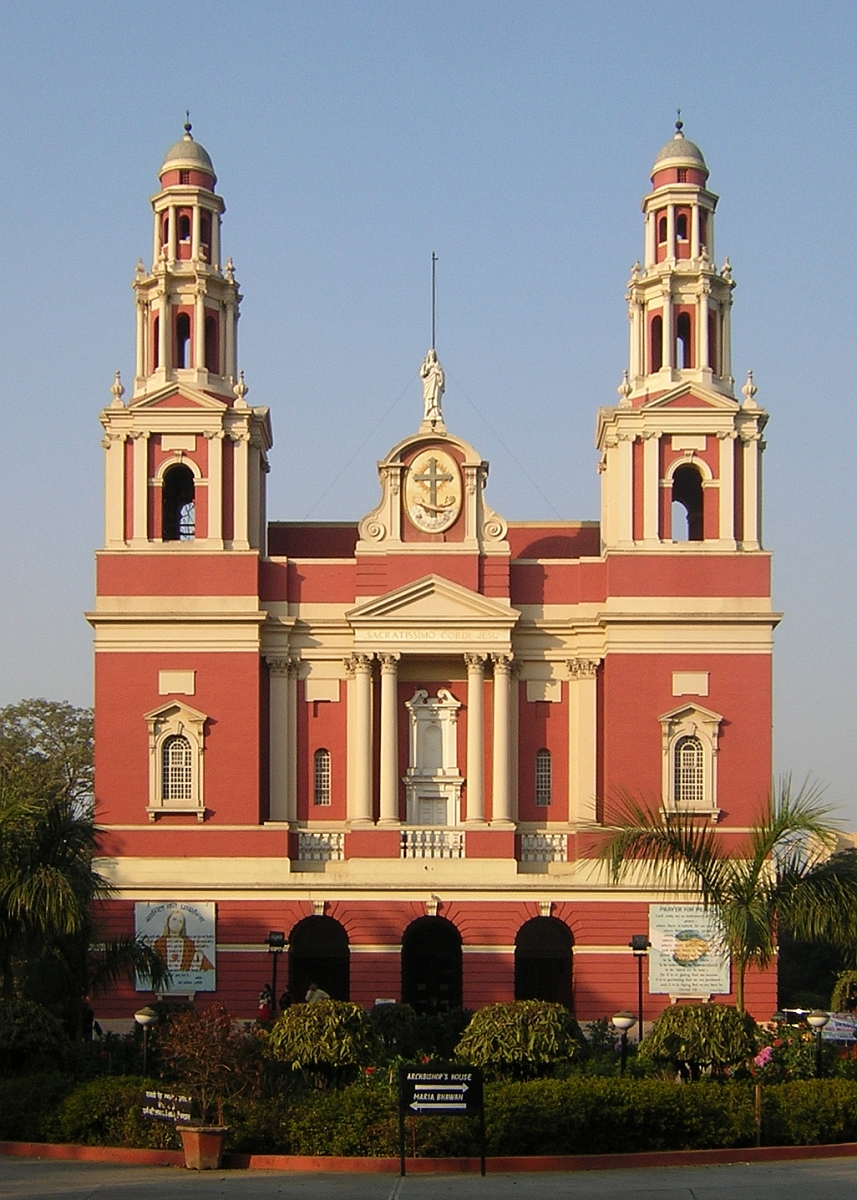
Catedral del Sagrado Corazón, Delhi, India, (1929-1930s) en estilo neobarroco inglés

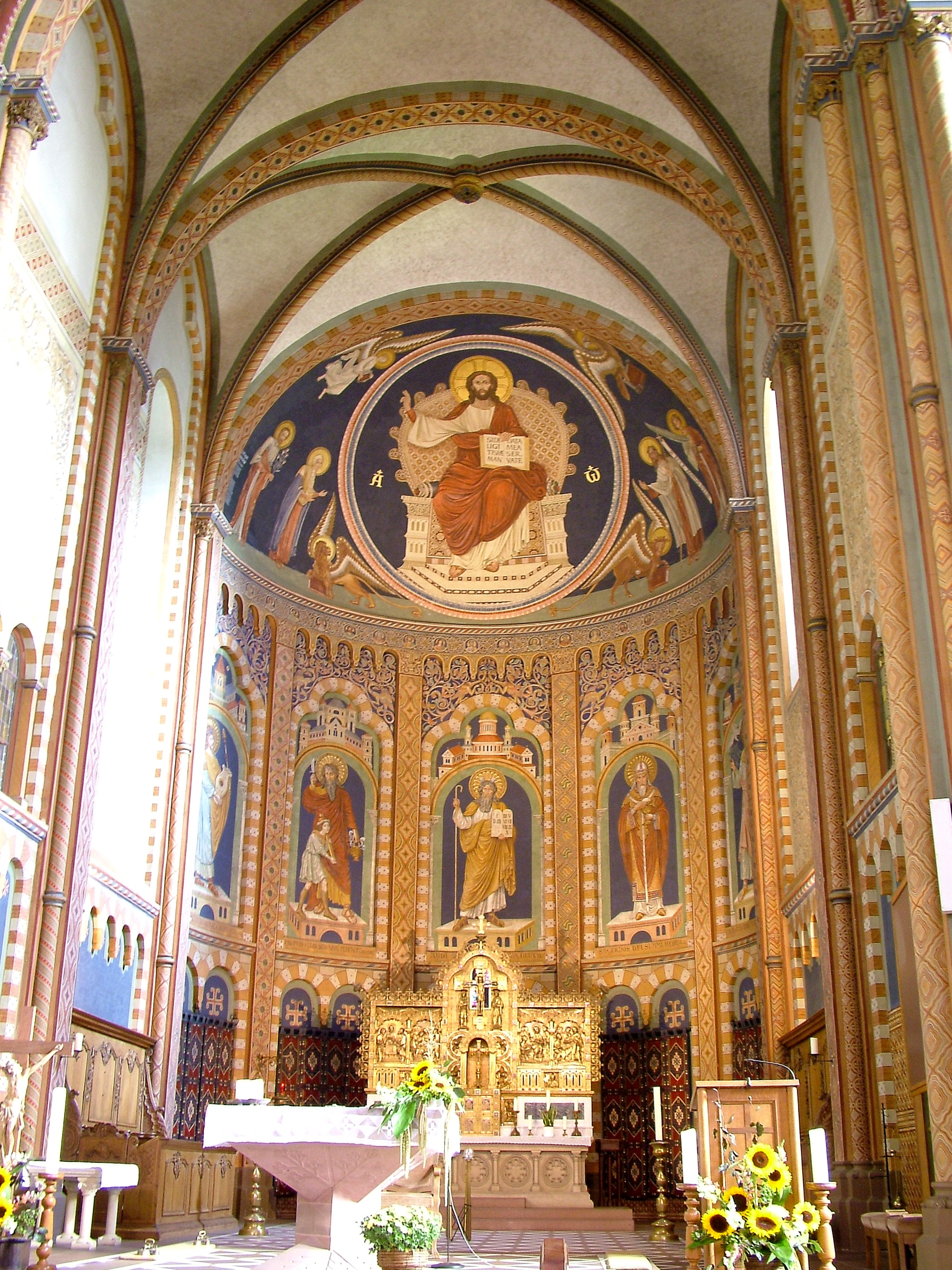
Iglesia de St. Pankraz en Anholt, Alemania, en estilo neorrománico
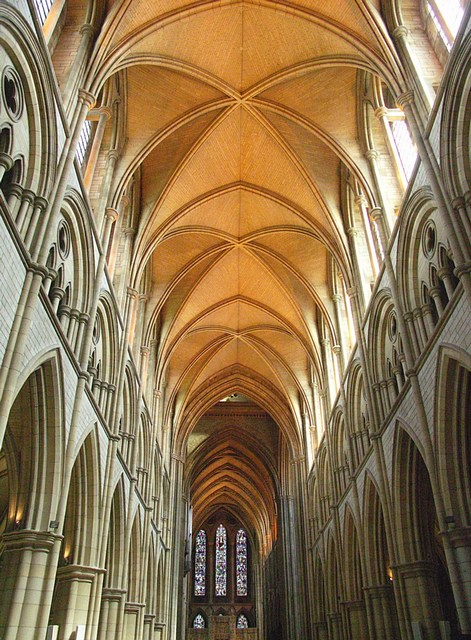
Catedral de Truro, Inglaterra, en estilo neogótico temprano inglés
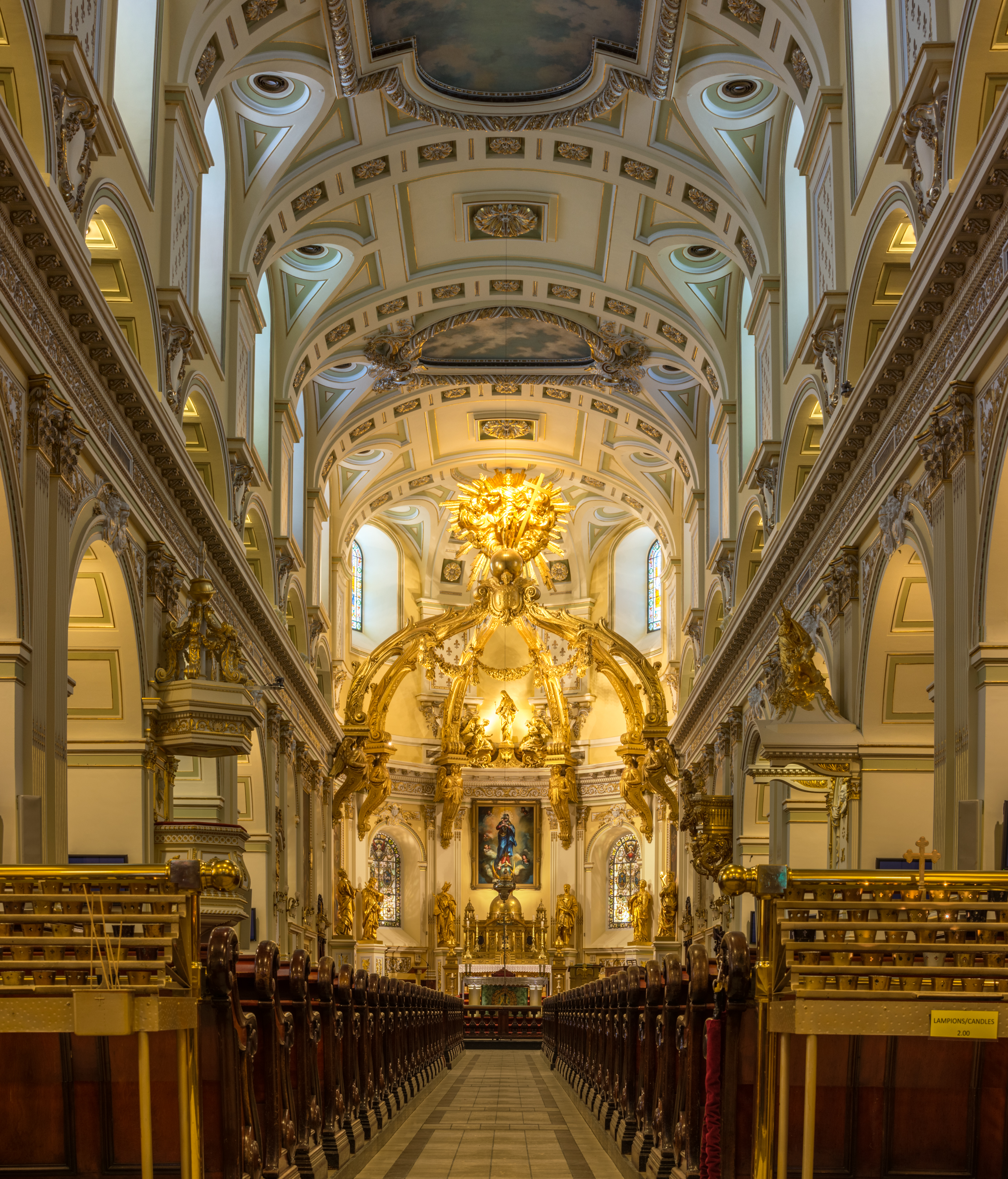
Notre-Dame de Quebec, Quebec City, Canadá, en estilo neobarroco italiano

### Arquitectura moderna
En el siglo XX, continuaron erigiéndose edificios de estilo medieval, pero en una forma funcional limpiamente despojada, a menudo en ladrillo. Buenos ejemplos son la catedral de Guildford, en Inglaterra, y la catedral anglicana de Armidale, en Australia.
Después de la Segunda Guerra Mundial las ideas tradicionalistas fueron casi abandonados por completo, iniciándose el cambio conn la reconstrucción de la bombardeada catedral de Coventry. La antigua catedral era en realidad una gran iglesia parroquial que había sido elevada al rango de catedral. Su glorioso aguja afortunadamente no sufrió daños graves. La nueva catedral de Coventry, que alterna trozos de mampostería con vitrales intenta capturar simbólicamente el sentido de una antigua iglesia catedral sin intentar reproducirlo. La catedral Metropolitana de Liverpool es la respuesta del siglo XX a la iglesia de planta central, una gran edificación circular con el santuario en el centro.

Catedrales modernas del siglo XX
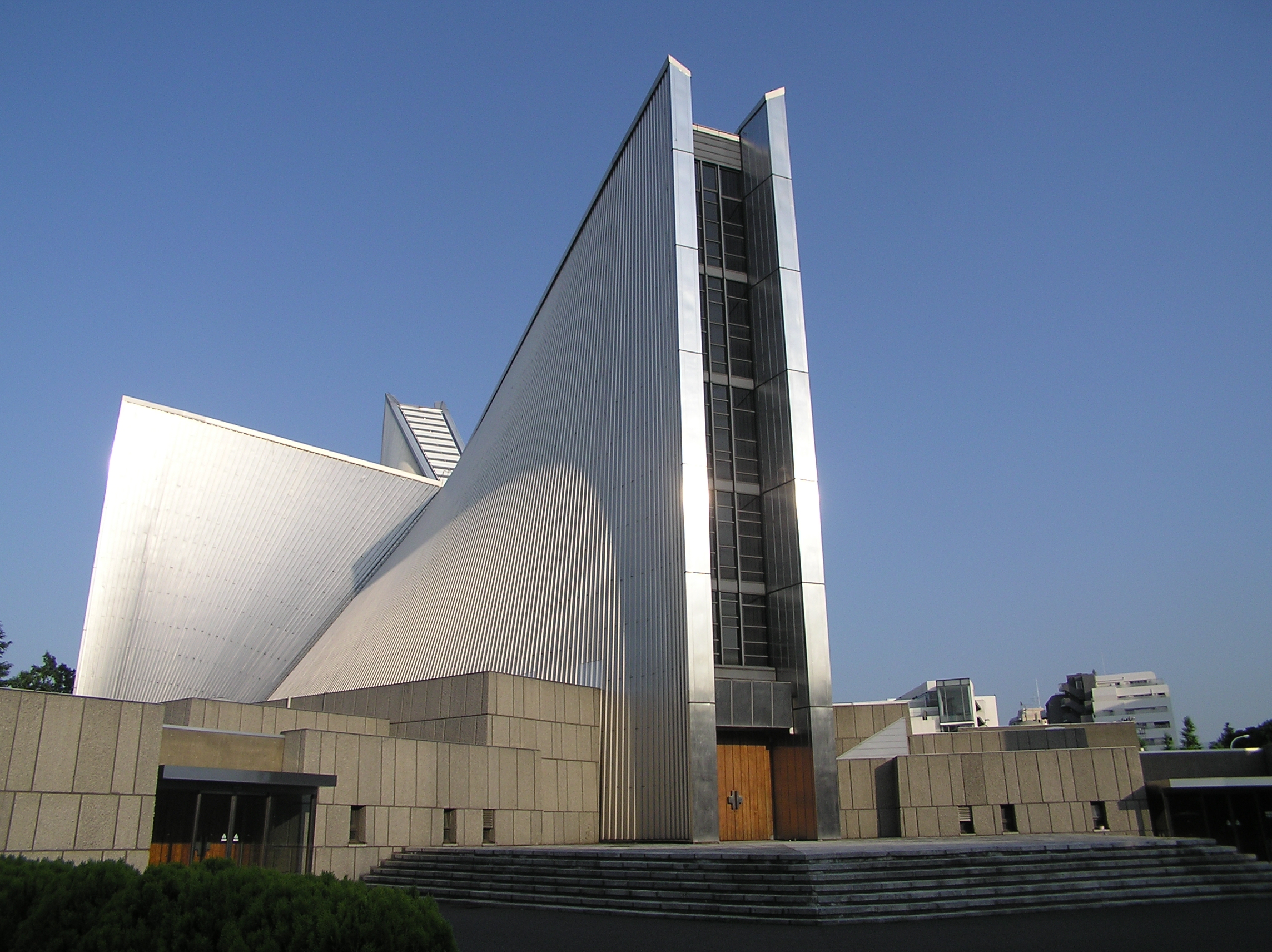
Catedral de Santa María de Tokio, Japón, obra de Kenzo Tange (1961-1964)
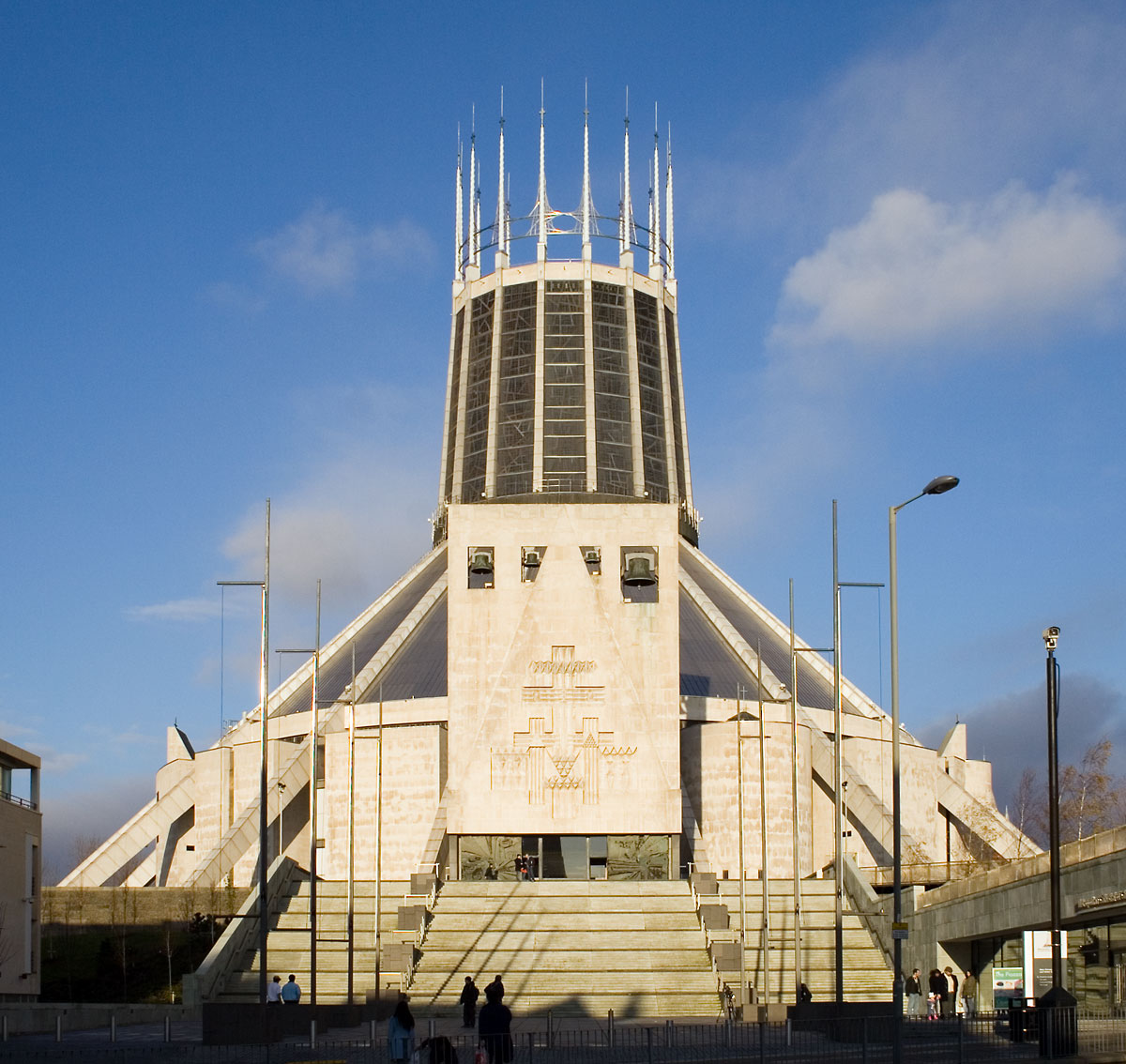
Catedral Metropolitana de Liverpool, de sir Frederick Gibberd (1962-1967)
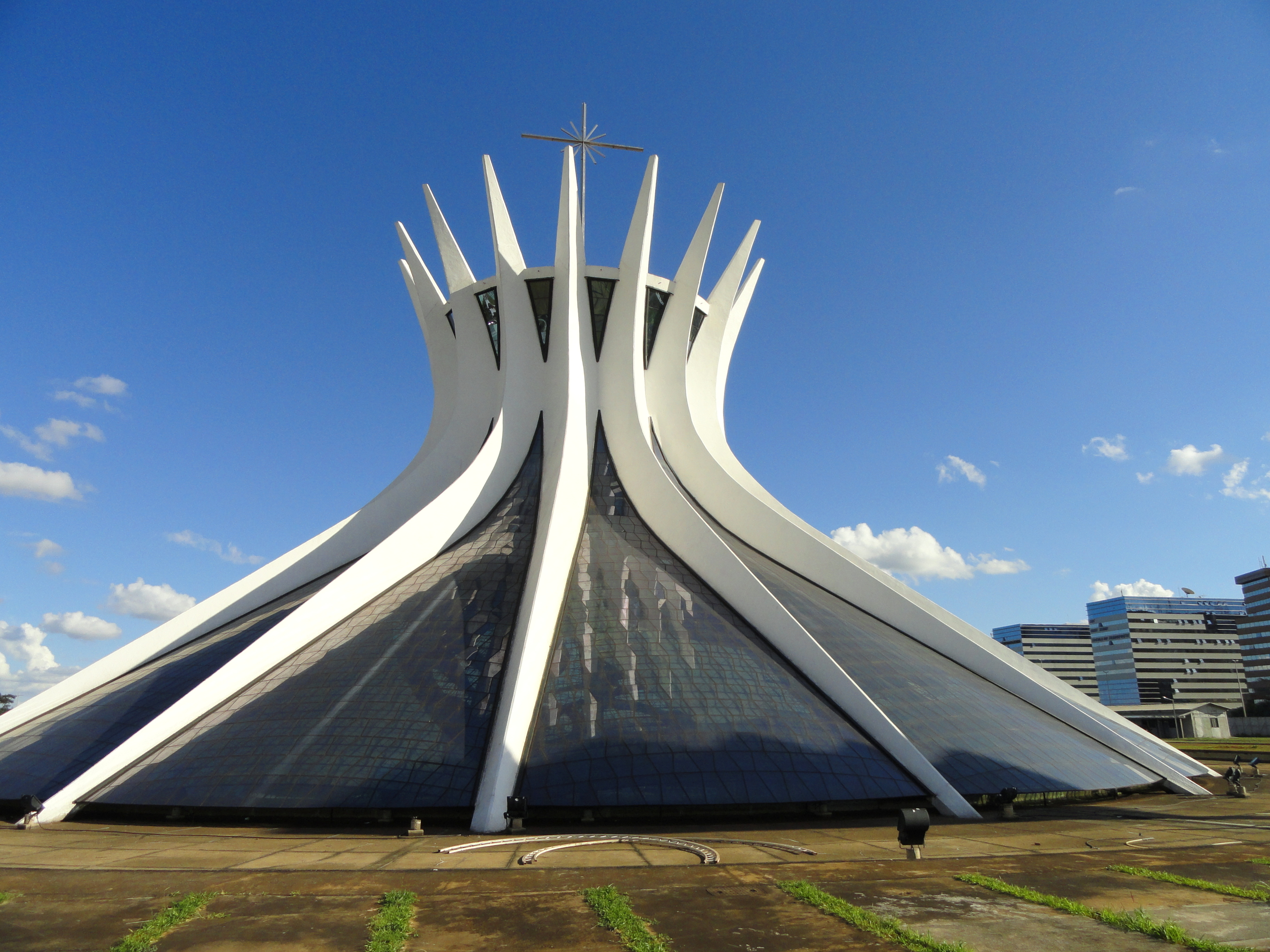
Catedral de Brasilia, Brasil, obra de Oscar Niemeyer (1958-1970)
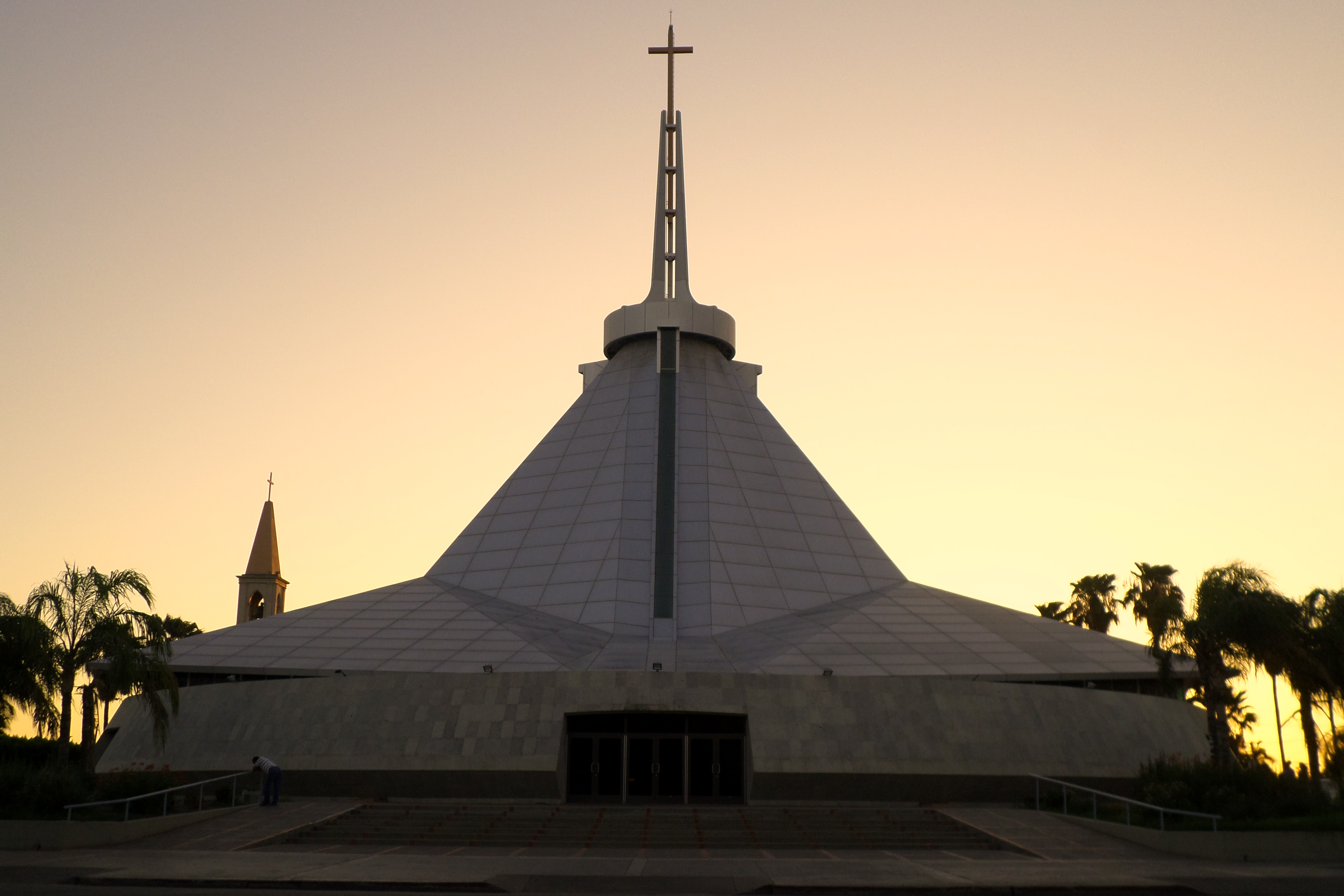
Moderna catedral de Ciudad Obregón (México) (1977-1979)

Interiores de modernas catedrales
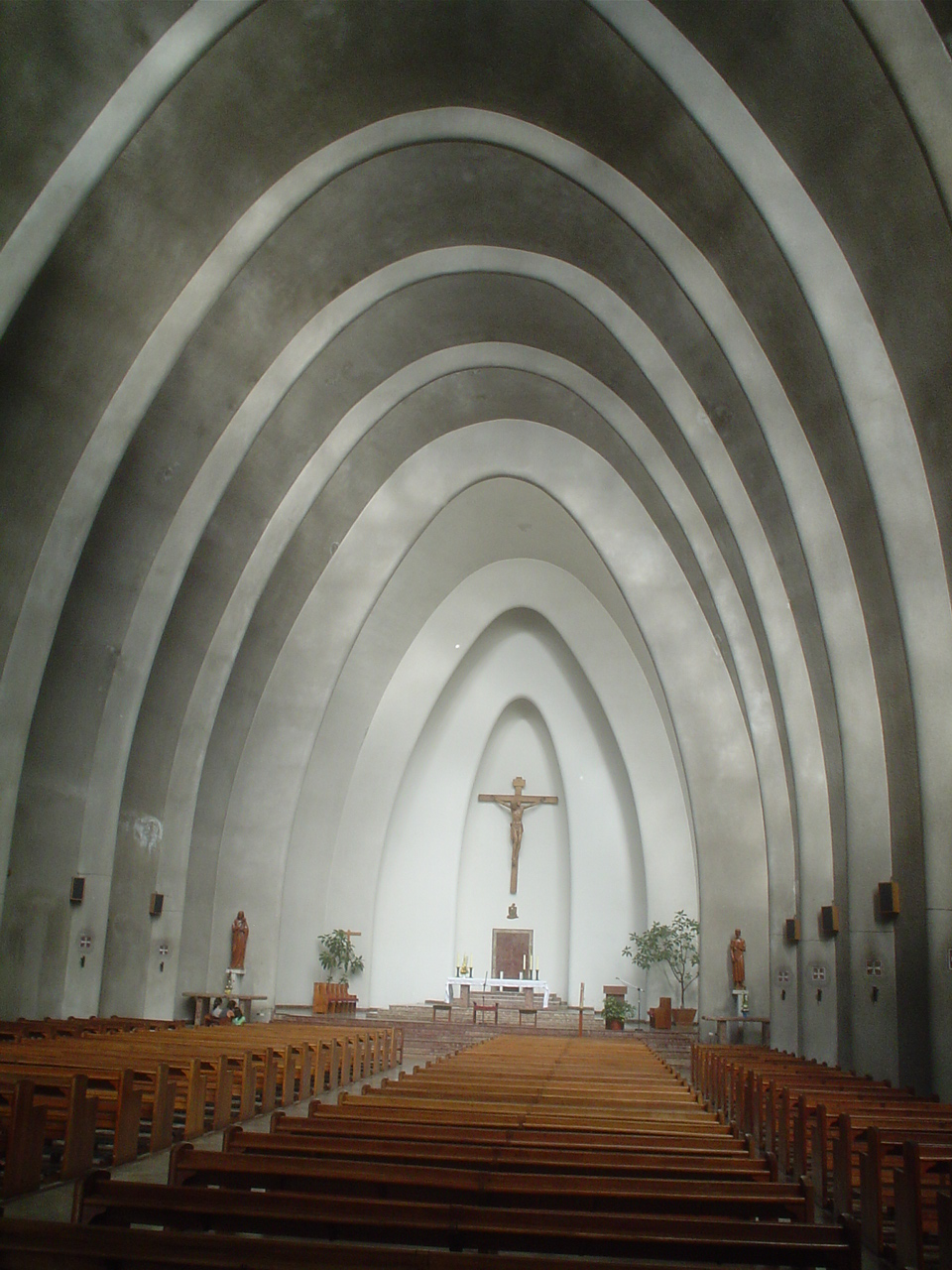
Interior de la catedral de Chillán, Chile.
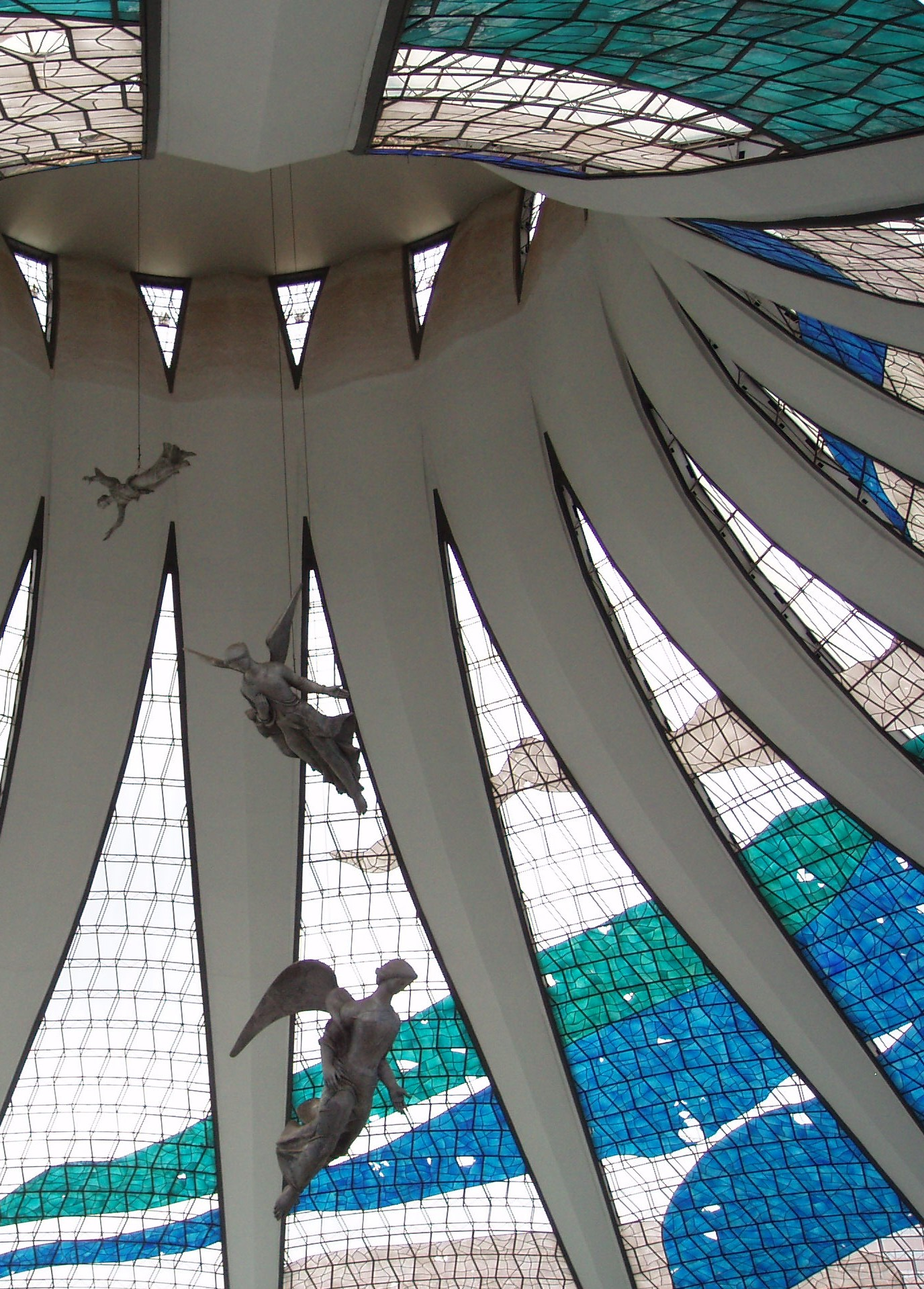
Interior de la catedral de Brasilia, Brasil
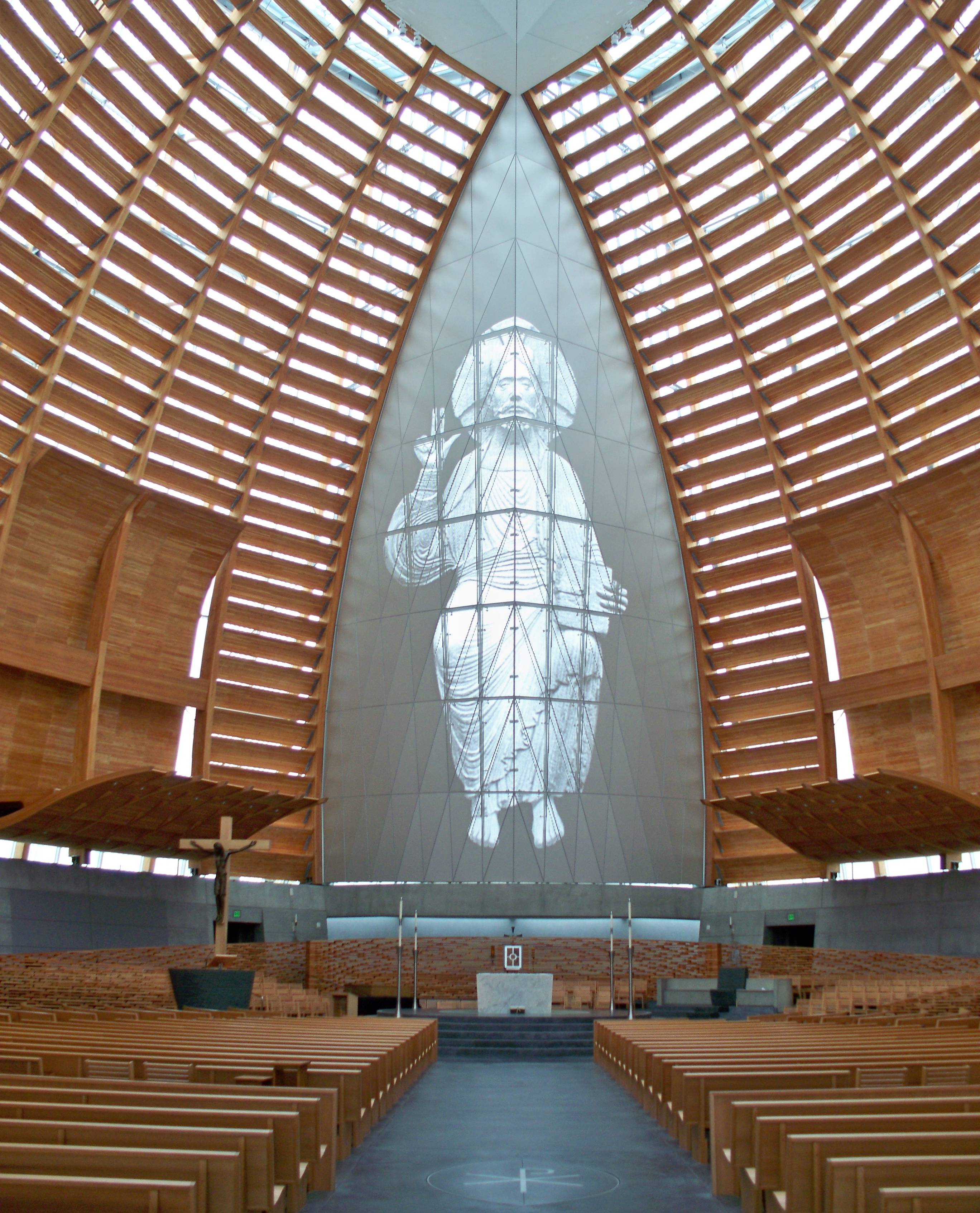
Interior de la catedral de Cristo de la Luz, Oakland, California
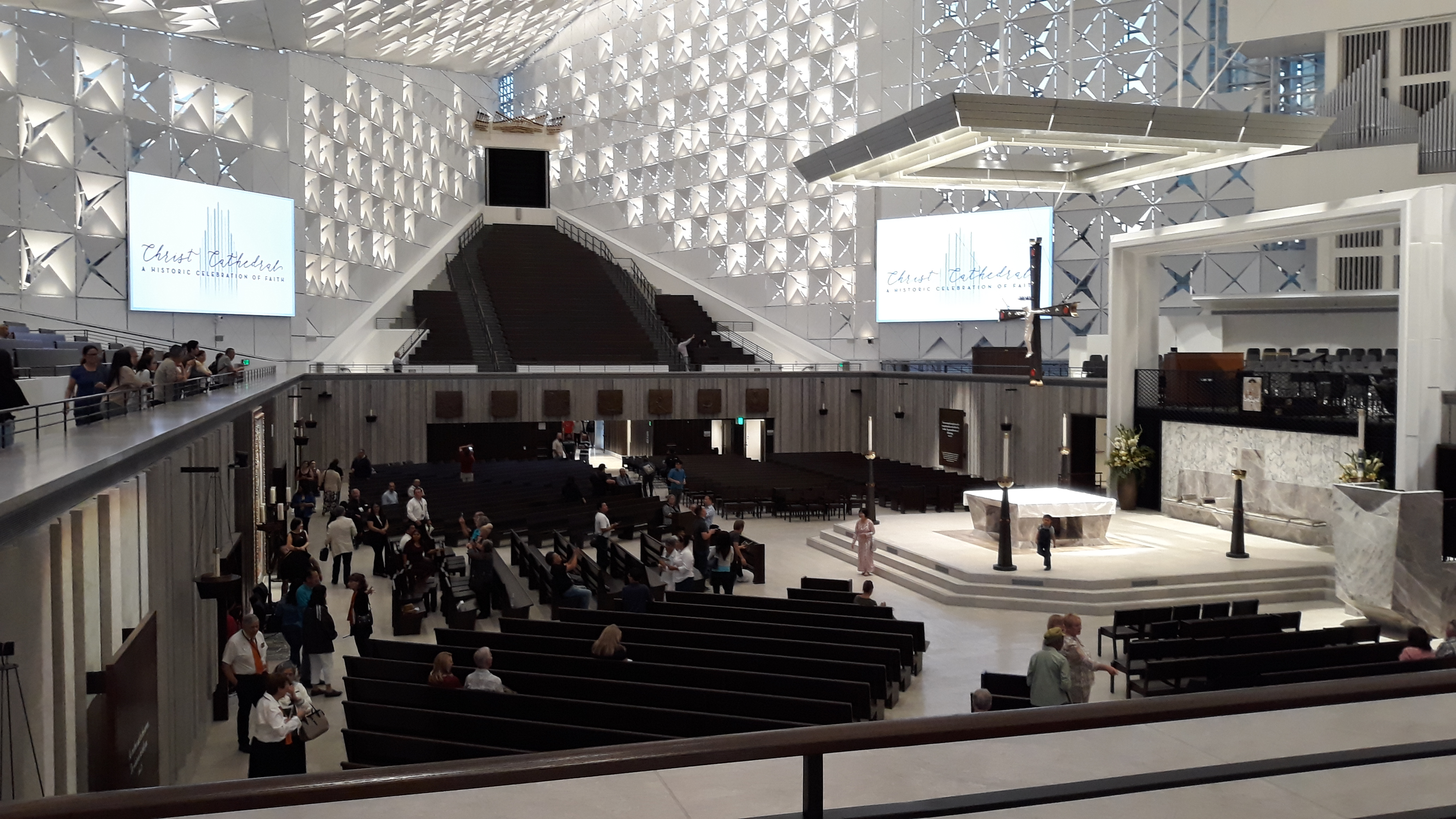
Interior de la Catedral de Crsito en Garden Grove, California

Muchas de las nuevas grandes iglesias recurrieron a modelos simplificados de elementos verticales que hacen el papel simbólico de las grandes torres, campanarios y cúpulas.
- Iglesias verticales del siglo XX

Iglesias verticales del
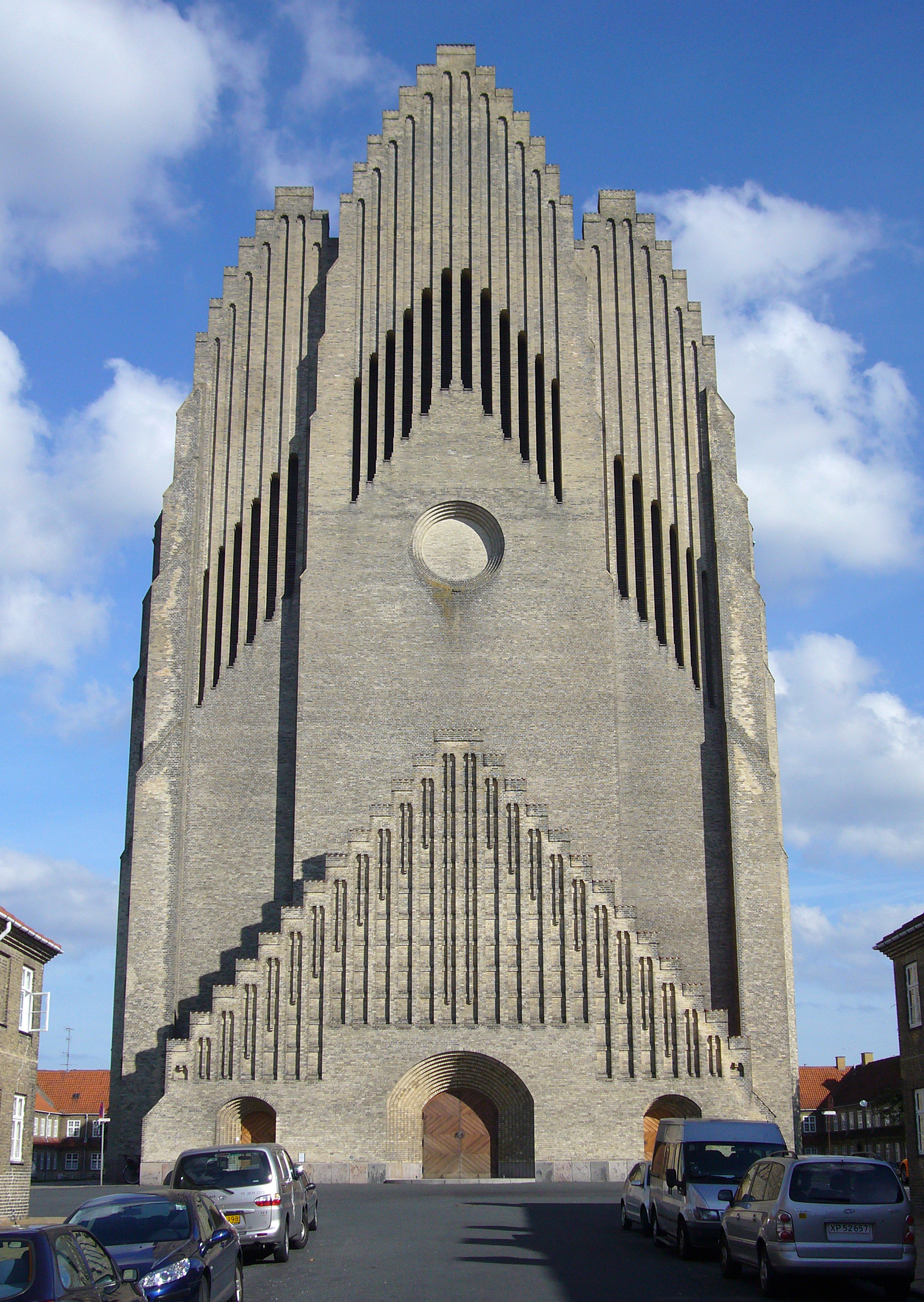
Iglesia de Grundtvig, Copenhague (1921-1940)
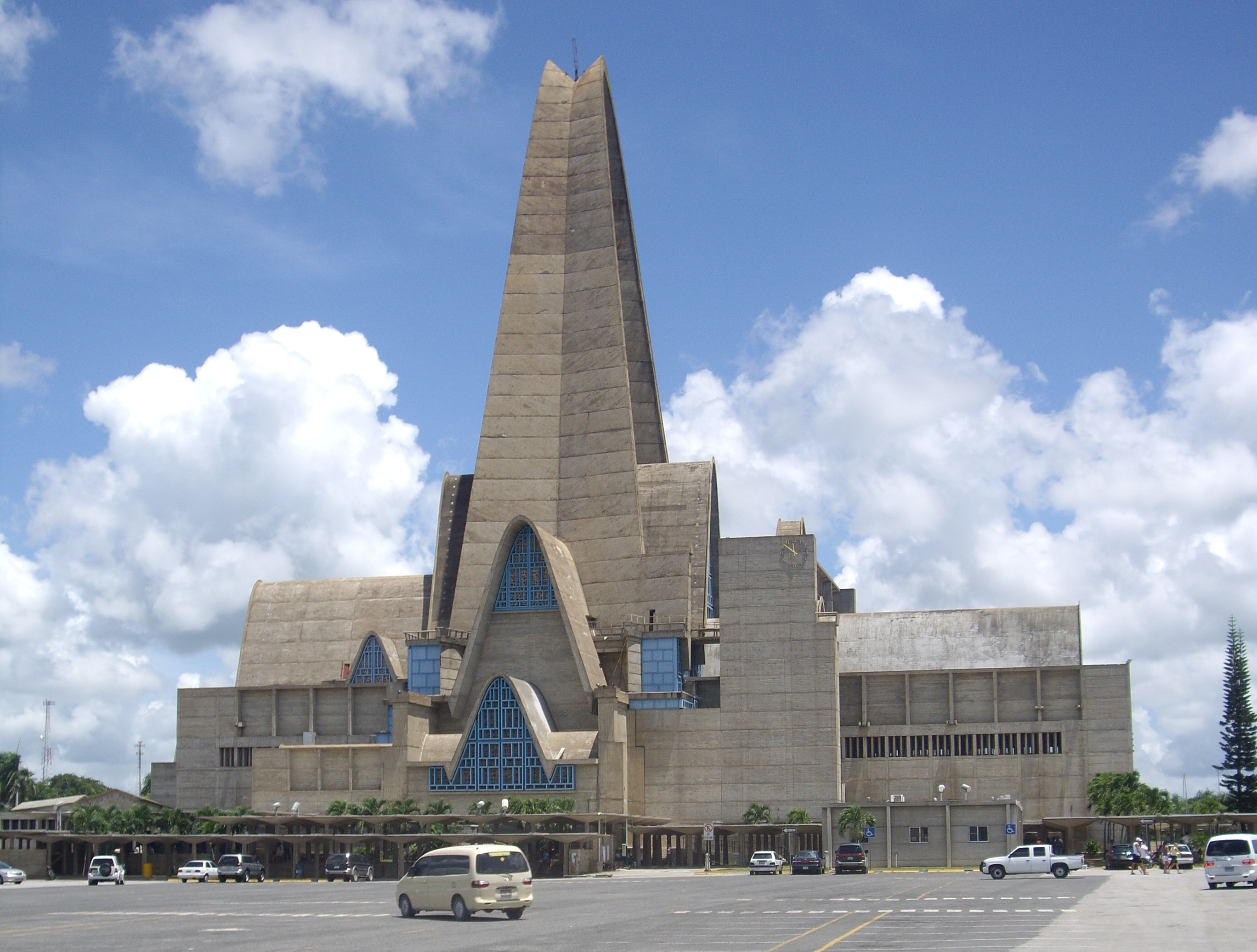
La Basílica de Nuestra Señora de la Altagracia, República Dominicana (1954-1971)
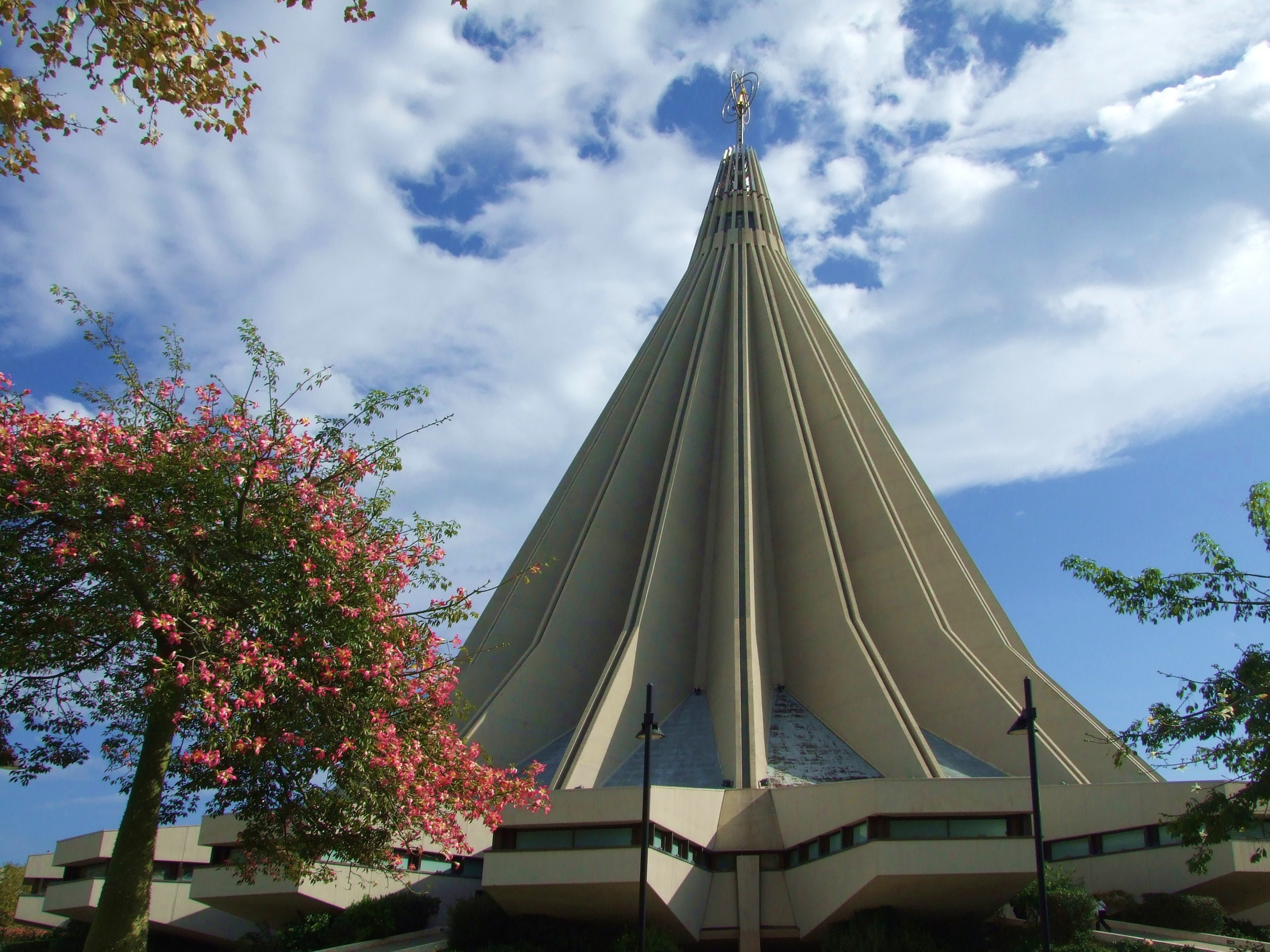
Santuario della Madonna delle Lacrime, Siracusa (1966-1994)
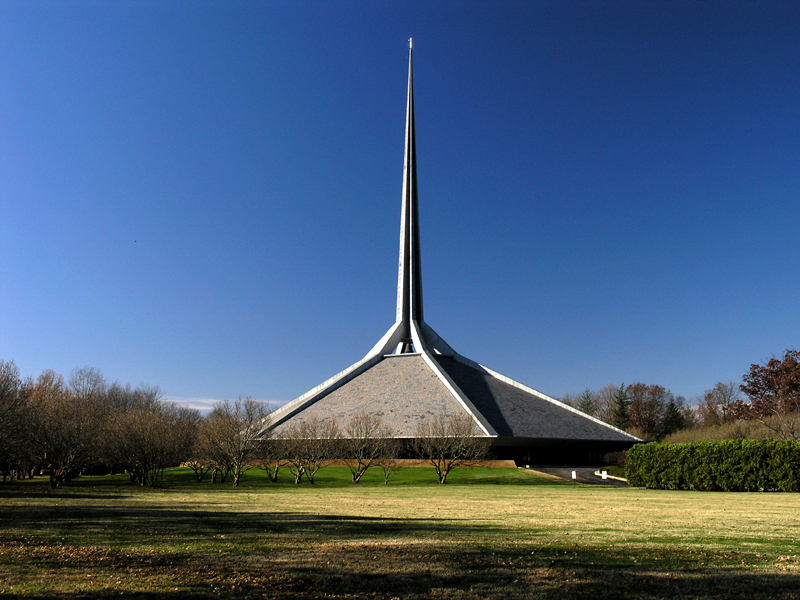
La North Christian Church en Columbus, Indiana, una obra de Eero Saarinen

### Arquitectura posmoderna

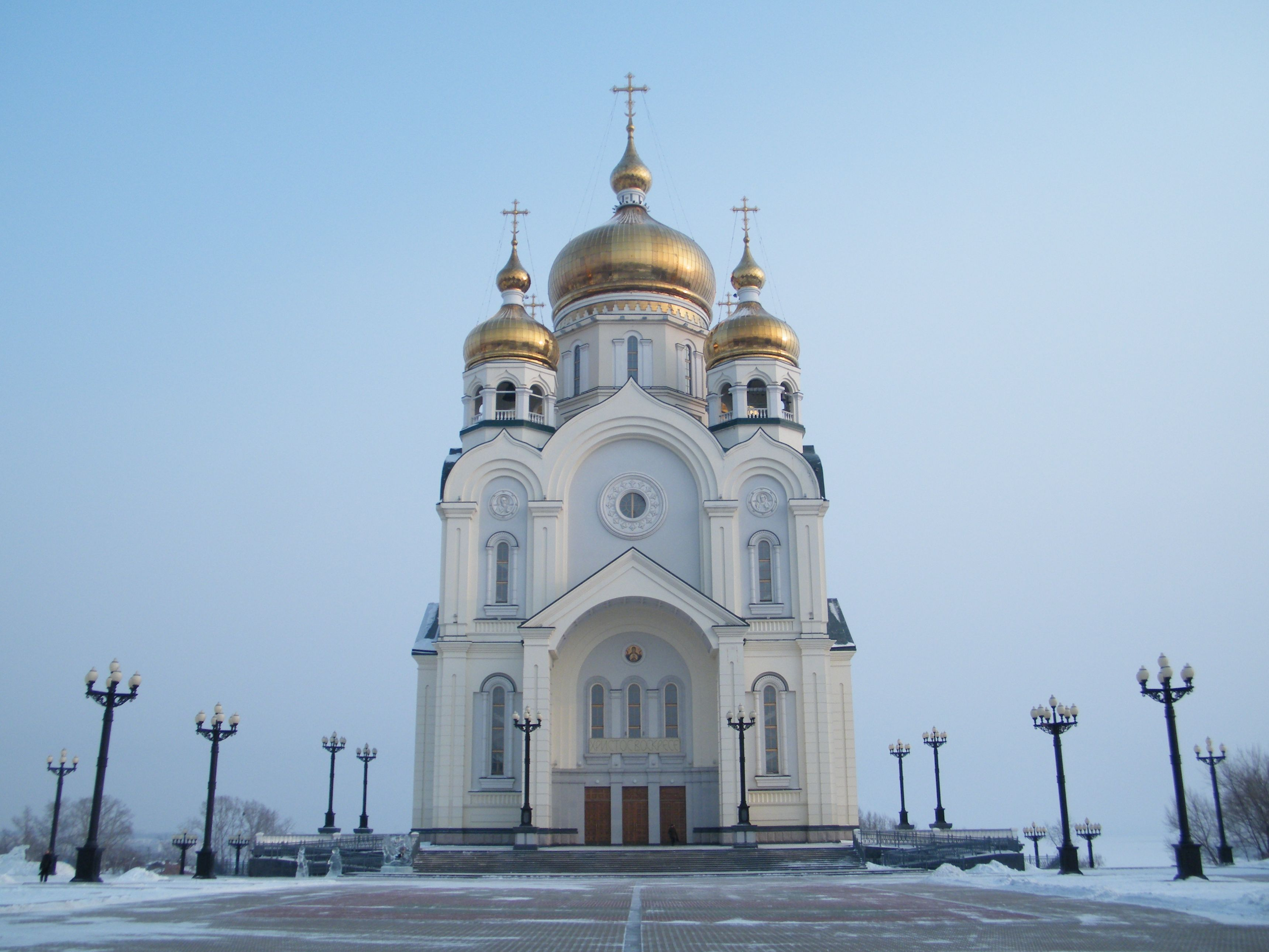
Catedral de la Transfiguración (2001-2004), Jabárovsk, Rusia, una de las muchas iglesias reconstruidas en los antiguos países del este

Al igual que con los otros movimientos posmodernos, el movimiento posmoderno en arquitectura fue una reacción a los ideales de la modernidad como una respuesta a la blandura percibida, la hostilidad y el utopismo del movimiento moderno. Aunque es poco común en los diseños de arquitectura eclesial, no obstante, hay algunos ejemplos notables cuando los arquitectos empezaron a recuperar y renovar los estilos históricos y la "memoria cultural" de la arquitectura cristiana. Practicantes notables son Steven Schloeder, Duncan Stroik y Thomas Gordon Smith.
Las formas funcionales  y formalizadas y los espacios del movimiento moderno se sustituyeron por diversas estéticas: los estilos chocan, las formas se adoptan por su propio interés y abundan nuevas formas de ver estilos y espacio familiares. Tal vez lo más obvio, los arquitectos redescubrieron el valor expresivo y simbólico de los elementos arquitectónicos y de las formas que se habían desarrollado a través de siglos de construcción —a menudo manteniendo el significado en la literatura, la poesía y el arte—, pero que había sido abandonada por el movimiento moderno.

Iglesias postmodernas
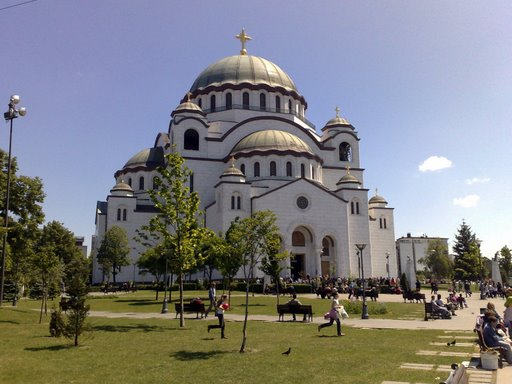
La catedral de San Sava, Belgrado, Serbia, sigue el modelo de la antigua iglesia bizantina de Santa Sofía
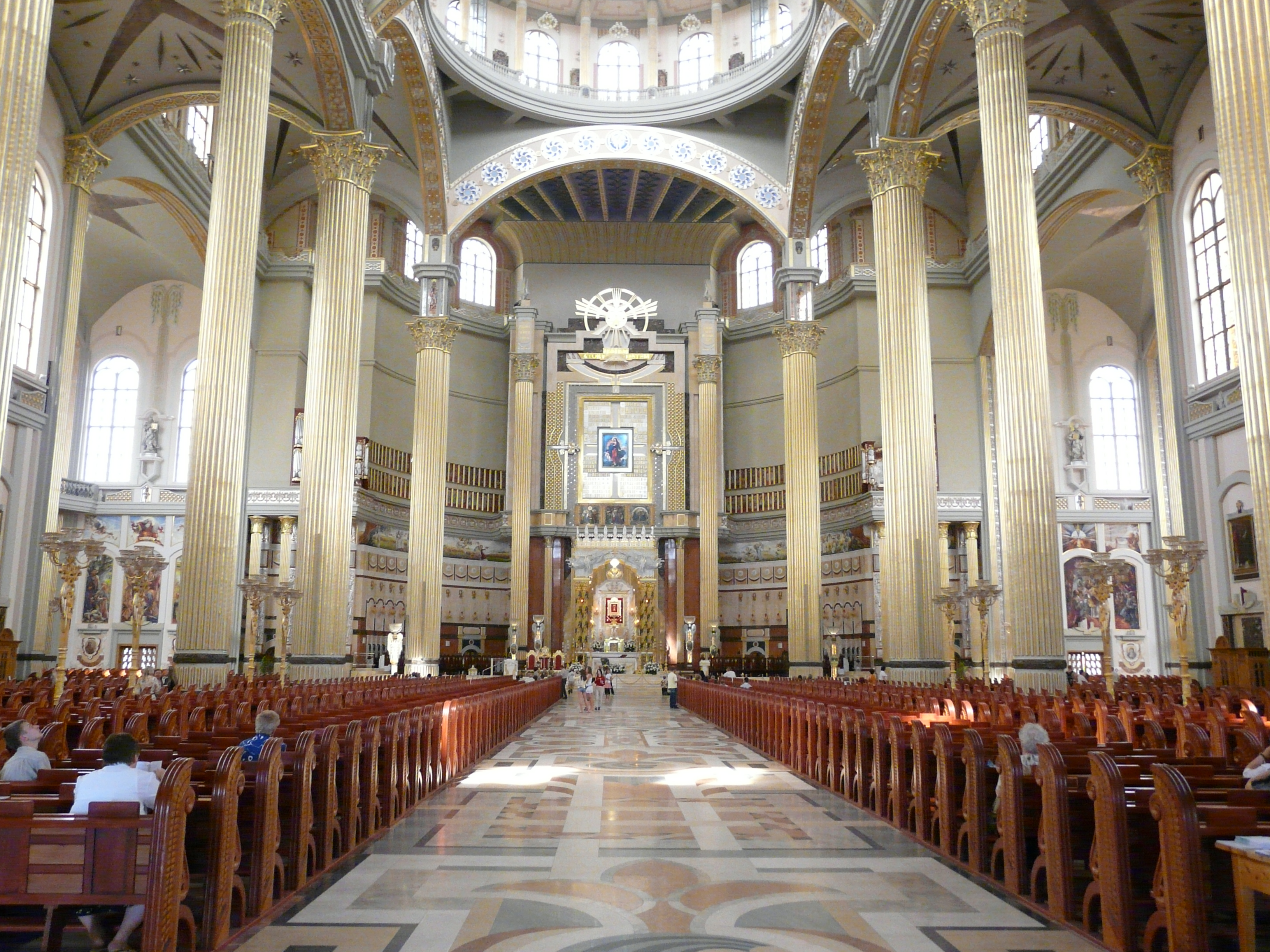
El interior de la basílica de Nuestra Señora de Licheń refleja claramente las formas eclesiales clásicas de Europa occidental

## Mayores iglesias del mundo
Las tres mayores iglesias en superficie existentes son:
1. Basílica de San Pedro, Ciudad del Vaticano (20 139 m²)
2. Basílica de Nuestra Señora Aparecida, Aparecida (Brasil) (18 000 m²)
3. Catedral de Sevilla, España (15 490 m²)

### Estilos arquitectónicos (orden cronológico)
- Arquitectura paleocristiana
- Arquitectura bizantina
- Arquitectura de las iglesias ortodoxas orientales
- Arquitectura románica
- Arquitectura gótica
- Arquitectura renacentista
- Arquitectura barroca
- Arquitectura victoriana

### Características arquitectónicas
- Plantas en la arquitectura cristiana
- Clerestorio
- Rosetón
- Triforium
- Bóveda

### Elementos decorativos
- Ablaq
- Gárgola
- Grotesco
- Trabajos de los meses
- Árbol de Jesé

### Otros enlaces
- Typical floorplan of British cathedrals

- Datos: Q3270912